# Église Saint-Sulpice de Paris
Pour les articles homonymes, voir Église Saint-Sulpice.
L'église Saint-Sulpice est une église paroissiale catholique située dans le quartier de l'Odéon, dans le 6e arrondissement de Paris.

## Situation présentation et accès
Cette église est située place Saint-Sulpice. Elle a pour adresse postale le 2, rue Palatine. Elle est dédiée à Sulpice le Pieux, archevêque de Bourges au VIIe siècle.
L'église fait l’objet d’un classement au titre des monuments historiques depuis le 20 mai 1915. Le site est desservi par les stations de métro Saint-Sulpice, Saint-Germain-des-Prés, Odéon et Mabillon.
En raison de l'incendie de Notre-Dame de Paris le 15 avril 2019, l'église fait fonction de cathédrale diocésaine pour les grandes cérémonies conformément à la volonté de l'archevêque de Paris, Mgr Michel Aupetit exprimée lors de la messe chrismale, qui a eu lieu deux jours après cet évènement. Le siège de l'archidiocèse reste nominalement à Notre-Dame, même durant la reconstruction. À compter du 1er septembre 2019, les offices canoniaux sont célébrés habituellement à Saint-Germain-l'Auxerrois.
Le 23 mai 2022, le nouvel archevêque de Paris Laurent Ulrich a été installé à Saint-Sulpice.

## Historique

### Les églises précédentes

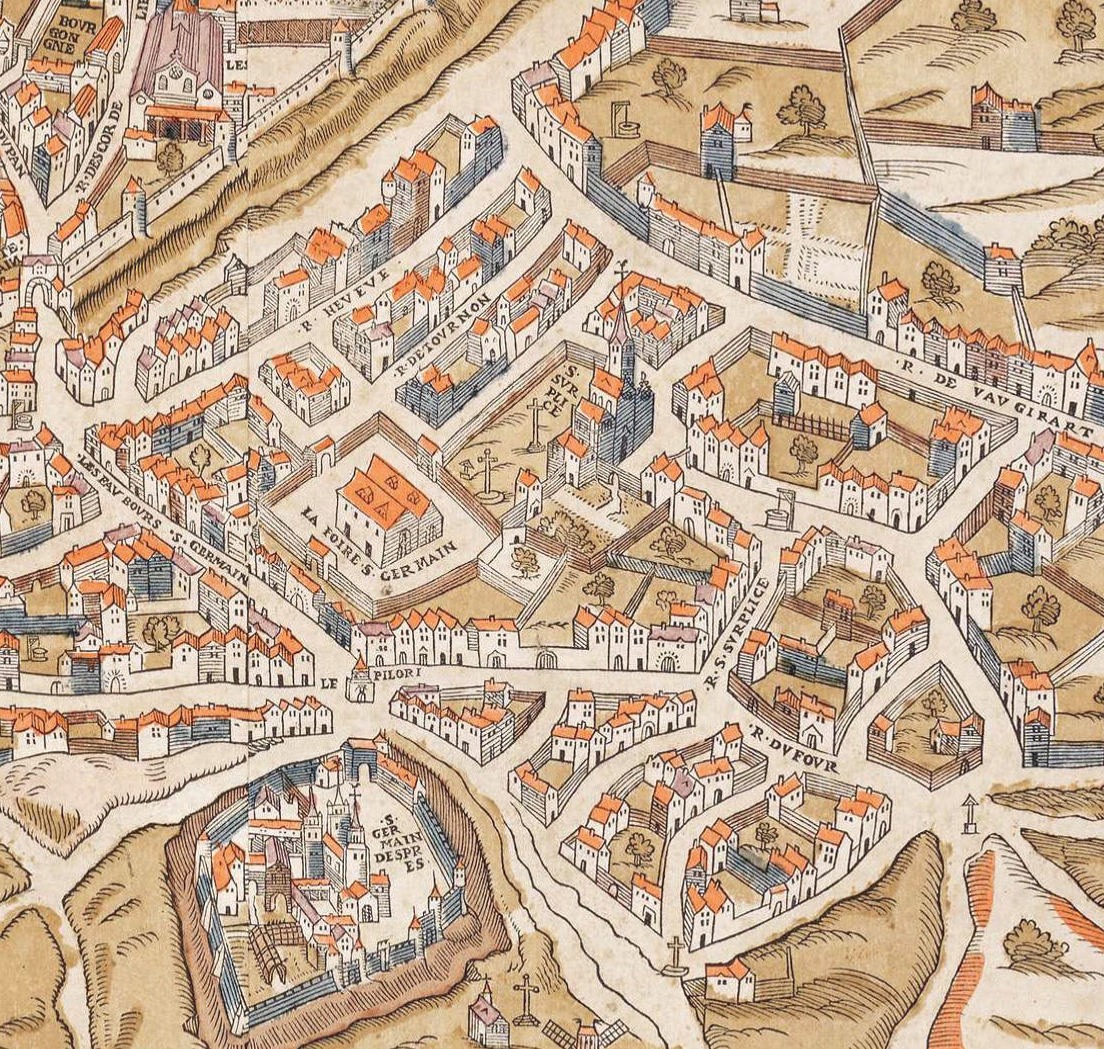
Le bourg Saint-Germain autour de l'église Saint-Sulpice vers 1550 (plan de Truschet et Hoyau).

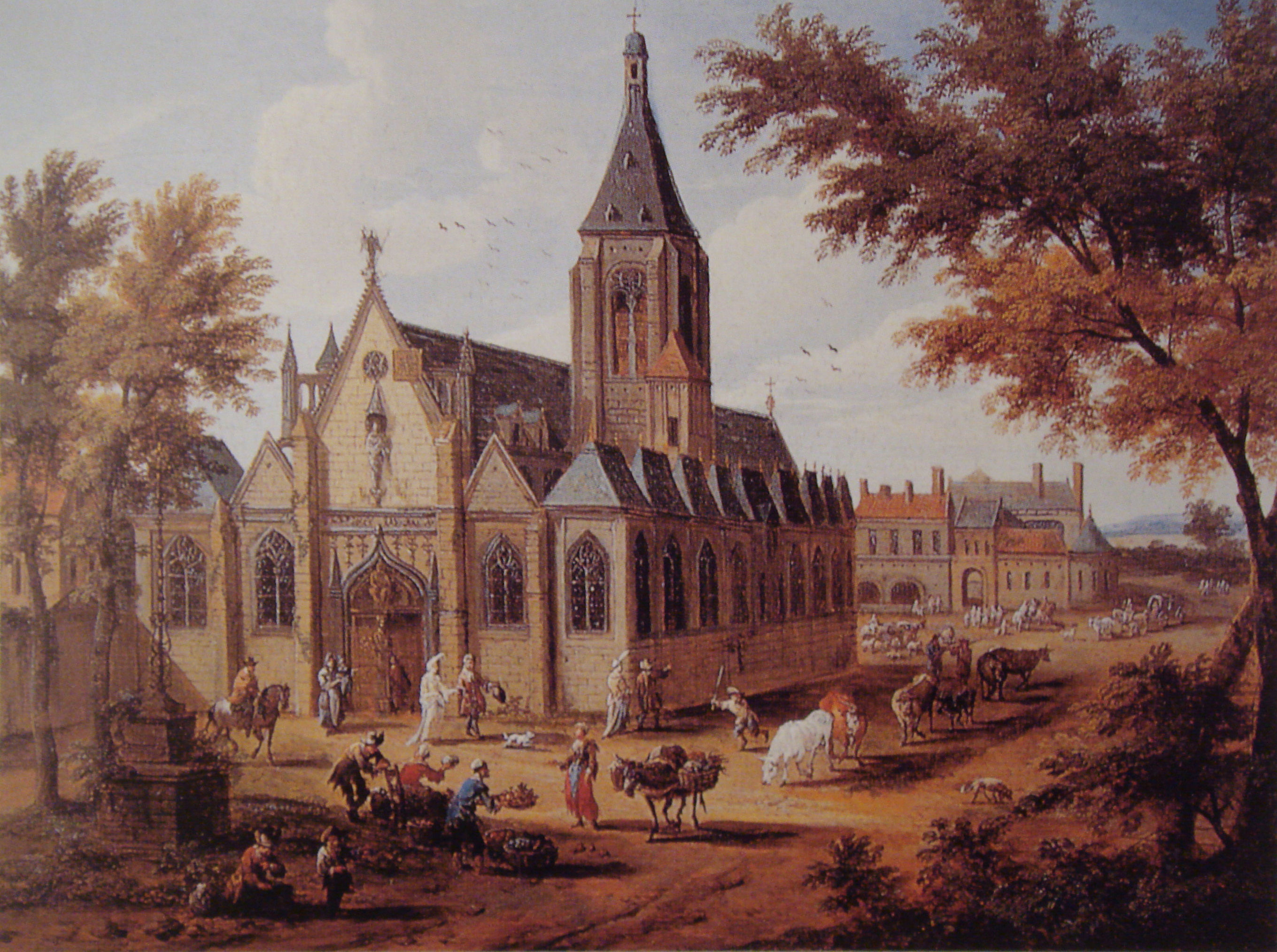
Ancienne église Saint-Sulpice (début XVIIe siècle).

La date de la construction de la première église à l'emplacement de l'actuelle église Saint-Sulpice n'est pas établie avec certitude.
À l'origine, la paroisse Saint-Sulpice était confondue avec le domaine de l'abbaye de Saint-Germain-des-Prés.
En 1159, le pape Adrien IV donna aux abbés de Saint-Germain-des-Prés la pleine juridiction spirituelle et temporelle des églises situées sur le domaine de l'abbaye : la chapelle Saint-Pierre (située rue des Saint-Pères, centre de la paroisse), la chapelle Saint-Martin-des-Orges et l'oratoire Saint-Jean-Baptiste. À partir de cette date, les abbés vont organiser différemment la paroisse, d'abord en nommant les curés hors de la tutelle de l'évêque. Puis, l'emplacement de l'oratoire Saint-Jean-Baptiste, qui est déjà cité en 807, est choisi comme nouveau centre de la paroisse.
Vers 1180, l'église Saint-Sulpice est construite à cet endroit. L'église fut dédiée à saint Sulpice le Pieux, archevêque de Bourges. 
En 1724, les fouilles de l'église permirent de mettre au jour une pierre tombale du Xe siècle, prouvant qu'une chapelle (dont dépendait un cimetière) existait à cet endroit depuis plusieurs siècles.
La paroisse Saint-Sulpice est citée dans une bulle pontificale du 28 juin 1210. La construction de l'enceinte de Philippe Auguste, en 1211, sépara le territoire de la paroisse entre celui situé à l'intérieur des remparts de celui se trouvant à l'extérieur. Cela a été une source de conflits entre l'évêque de Paris et les abbés de Saint-Germain, l'évêque revendiquant le territoire de la paroisse intra-muros et l'abbé s'y opposant.
Le 3 janvier 1619, François de Sales, alors en voyage à Paris, prêcha à Saint-Sulpice le panégyrique de Sainte Geneviève.
Du XIIe au XIVe siècle, une nouvelle église fut bâtie à la place de l'ancienne chapelle parallèlement, à la rue du Vieux-Colombier. Après l'achat d'un terrain appartenant à Jeanne de Montrouge en 1530, elle fut agrandie d'un chevet pentagonal sous François Ier. Entre 1615 et 1631, Christophe Gamard a dirigé les travaux d'élargissement de la nef par l'ajout de chapelles latérales. Avec l'agrandissement des bourgs de Saint-Germain et Saint-Germain-des-Prés, la nécessité de construire une église plus grande et plus digne de la population qui la fréquente s'impose : le bâtiment d'alors ne peut contenir que le douzième des paroissiens. La population est estimée à 15 000 personnes sur une surface de 209 hectares. En 1689, on a dénombré sur le territoire de la paroisse 2 278 immeubles. En outre, l'ancienne église menace de tomber en ruine.
En juin 1642, le curé de Saint-Sulpice, Julien de Fiesque, échange avec Jean-Jacques Olier (1608-1657) sa cure contre le prieuré de Clisson. Olier réforma le clergé et lui donna une formation. Il a fondé la Compagnie des prêtres de Saint-Sulpice qu'il a placée sous le patronage de saint Charles Borromée.

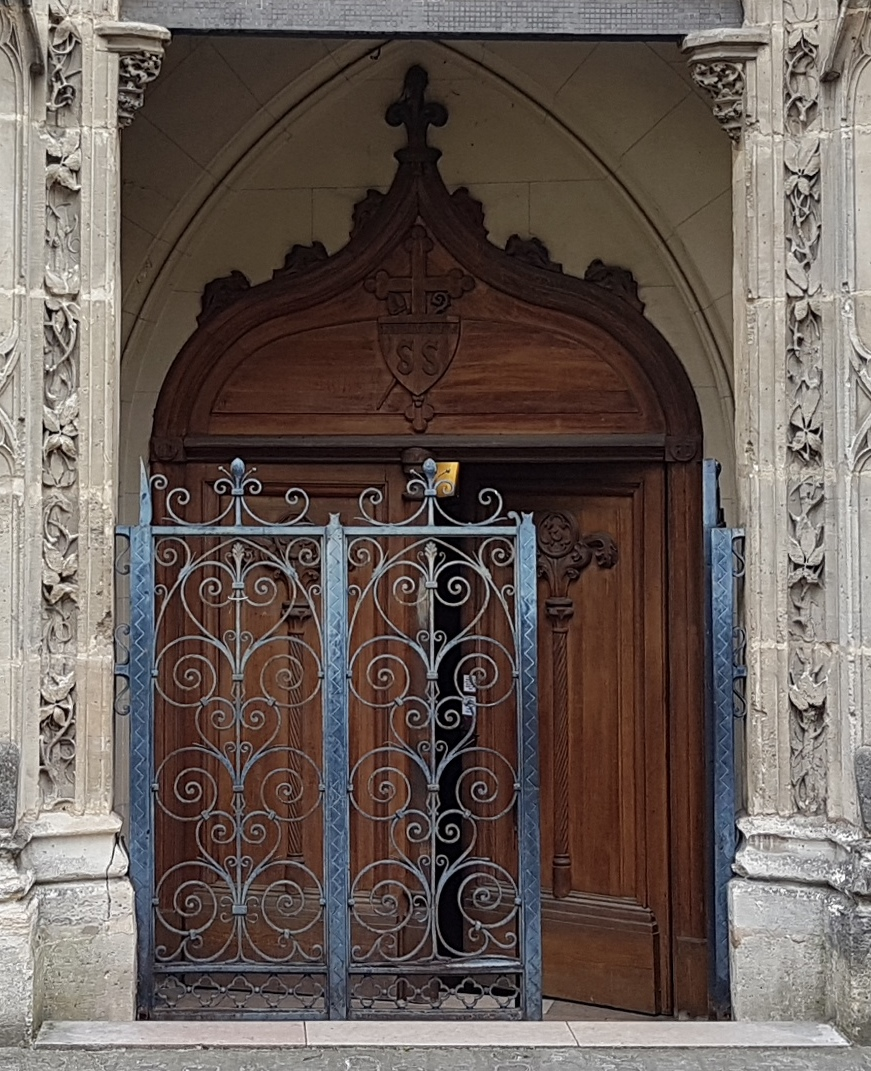
Le portail supposé de l'ancienne église, aujourd'hui à Nogent-sur-Marne.

Dès 1636, le conseil de fabrique a jugé que l'église était trop petite et qu'il fallait en construire une nouvelle. Jean-Jacques Olier souhaitait construire une église pouvant rivaliser avec la cathédrale Notre-Dame et permettant de recevoir près de 10 000 personnes. Les plans de la nouvelle église sont demandés à Christophe Gamard. La proposition est choisie au cours d'une assemblée[Qui ?] tenue le 16 mars 1643 sous la présidence du prince de Condé. Un conflit entre d'une part Jean-Jacques Olier et d'autre part le prince de Condé et l'abbé de Saint-Germain qui jugeaient les dépenses de construction du séminaire Saint-Sulpice excessives a gelé le projet jusqu'au début de l'année 1645. Un arrêt du parlement de Paris en faveur du maintien d'Olier à Saint-Sulpice a débloqué la situation. Olier signa les plans de la nouvelle église le 15 août 1645.
D'après Agnès Bos, conservateur du patrimoine, le portail de l'ancienne église aurait été acheté par les Récolettes lors de la démolition du bâtiment pour leur couvent qui était situé à l'intersection des rues de Varenne et du Bac à Paris. Il serait ainsi celui remonté en 1914 comme portail latéral de l'église Saint-Saturnin de Nogent-sur-Marne où il est visible aujourd'hui.

### L'église actuelle

#### Les premiers travaux

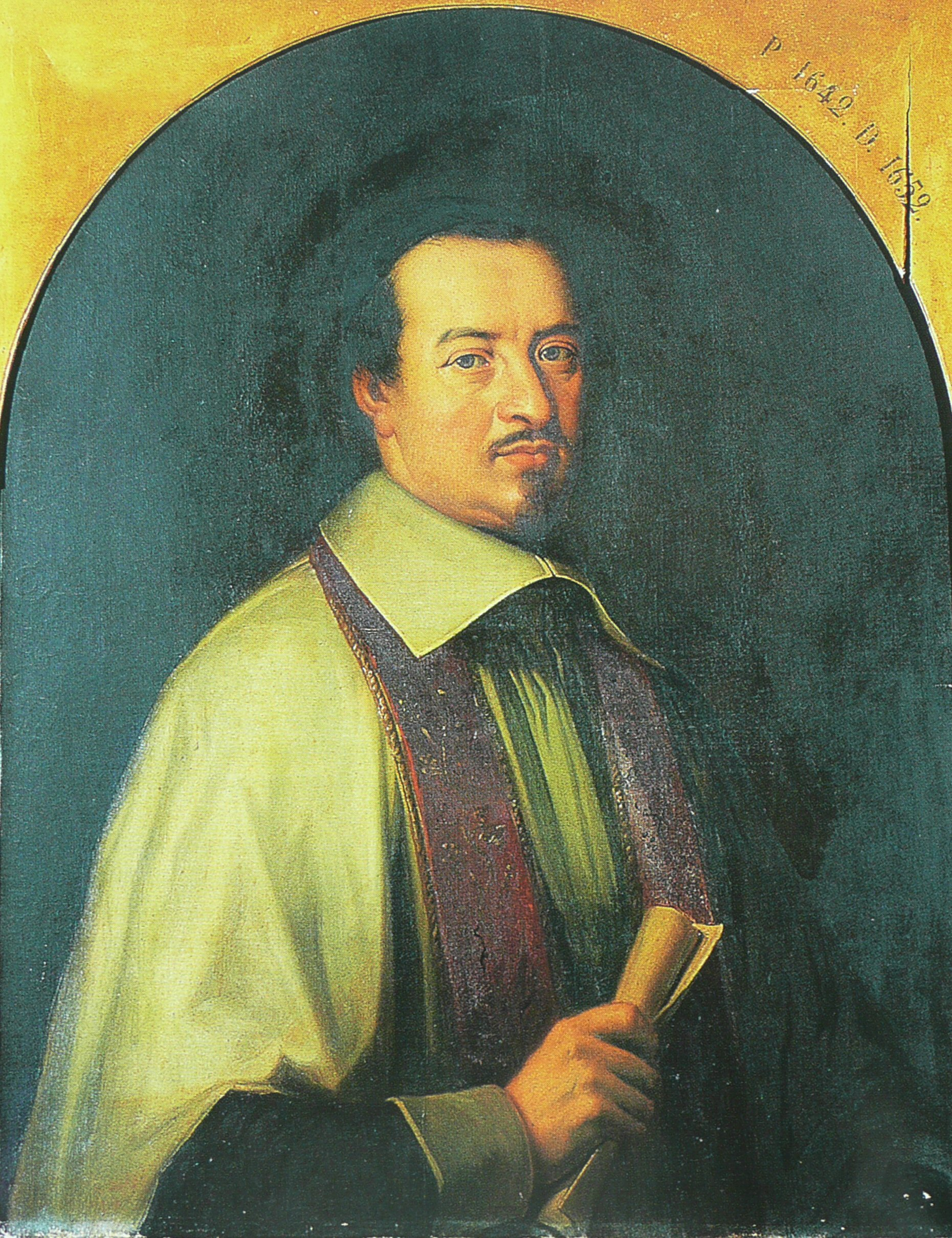
Jean-Jacques Olier, curé de Saint-Sulpice initiateur de la reconstruction de l'église.

Les travaux d'agrandissement sont confiés en 1645 à l'architecte Christophe Gamard, voyer de l'abbaye de Saint-Germain-des-Prés. Le 28 août 1645 Christophe Gamard traça les fondations du chœur de la nouvelle église dans le cimetière, à peu près 26 mètres derrière l'ancienne église. La reine Anne d'Autriche, suivie de la princesse de Condé, est venue à l'ancienne église Saint-Sulpice avec l'évêque de Cahors pour faire ses prières avant d'aller dans le cimetière pour y poser la première pierre de la nouvelle église, le 20 février 1646,. Claude Gamard meurt en 1649. Les troubles de la Fronde interrompent les travaux. Quand l'abbé Olier démissionne, en 1652, seuls les murs de la chapelle de la Vierge sont construits.
En 1655 Louis Le Vau donne un nouveau plan pour l'église qui n'est qu'un agrandissement de celui de Gamard qui n'est pas accepté par les marguilliers. Les projets de Gamard se révèlent insuffisants pour la population de la paroisse.
En 1660 Daniel Gittard, architecte du Grand Condé, donne le plan de l'église, adaptation des plans de Gamard et de Le Vau, qui a servi pour toute la construction de la nouvelle église à l'exception du massif antérieur. Ils sont approuvés le 20 juin 1660. Il a choisi l'ordre corinthien. Le curé Raguier de Poussé célèbre la première messe dans la chapelle basse de la Vierge le 24 décembre 1660. Il a béni la chapelle de la Vierge le 7 avril 1667. Pour lier le chœur de la nouvelle église à la nef de l'ancienne église, le chœur de l'ancienne est démoli en arasant les piliers à 4 mètres de haut pour supporter le sol de la nouvelle église à partir 22 mai 1673. Cette différence de niveaux entre les sols des nouvelle et ancienne églises a permis de laisser des cryptes sous l'église actuelle dans lesquelles ont été aménagées le cimetière paroissial et pour certaines concédées aux maisons de Condé, de Conti et de Luynes. La différence de niveau de 4 à 6 mètres entre le nouveau chœur et la nef de l'ancienne église a compliqué l'exercice du culte. Le chœur et les chapelles situées autour sont bénies par l'archevêque de Paris, François Harlay de Champvallon, le 20 décembre 1673. En 1674 on a commencé à construire les fondations des piliers de la croisée, puis en 1676, ceux du transept du côté du presbytère. Mais les travaux sont interrompus moins de deux ans plus tard à cause de l'endettement de la Fabrique. Les commissaires du roi saisirent les biens de la Fabrique et décidèrent d'augmenter les taxes sur les boues et les lanternes pour payer les dettes. Daniel Gittard meurt en 1686. Son fils Pierre Gittard a participé aux travaux. Il a donné en 1719 les plans du portail sud de l'église et a collaboré avec Oppenord.

#### La reprise des travaux sous la direction de Gilles-Marie Oppenord (après 1719)
Les travaux ne reprennent qu'en 1719 avec le nouveau curé de Saint-Sulpice, Jean-Baptiste Languet de Gergy. Il a fait appel à la générosité des paroissiens. Il intéresse le duc d'Orléans, régent du royaume, en lui faisant poser la première pierre de la chapelle Saint-Jean-Baptiste et du portail sud, le 4 décembre 1719. Il engagea son directeur des bâtiments Gilles-Marie Oppenord pour édifier la nef et le transept. Pour trouver le financement nécessaire, le curé a obtenu du Régent le droit d'organiser une loterie entre 1721 et 1746. Le 29 juin 1745, l'église est considérée suffisamment close pour être consacrée. Le 30 juin, les archevêques et évêques de l'assemblée, au nombre de 21, vinrent à l'église pour la consacrer et sceller des reliques dans le maître autel. Après 1746, seule une partie des gains de la loterie ont été attribués à l'édification de l'église. Le bras sud du transept est construit en 1719 et 1723 avec la nef, la chapelle de la Communion, celle de l'Assomption dite des Allemands à l'emplacement du cimetière de la rue Palatine, en 1724. En 1726 est élevée une tour-clocher au-dessus de la voûte de la croisée. Son poids excessif nécessite de la démolir dès 1731. À la suite de cette erreur, Oppenord est déchargé de la direction des travaux. La nef est achevée en 1736.

#### Les travaux sous Servandoni (après 1730)

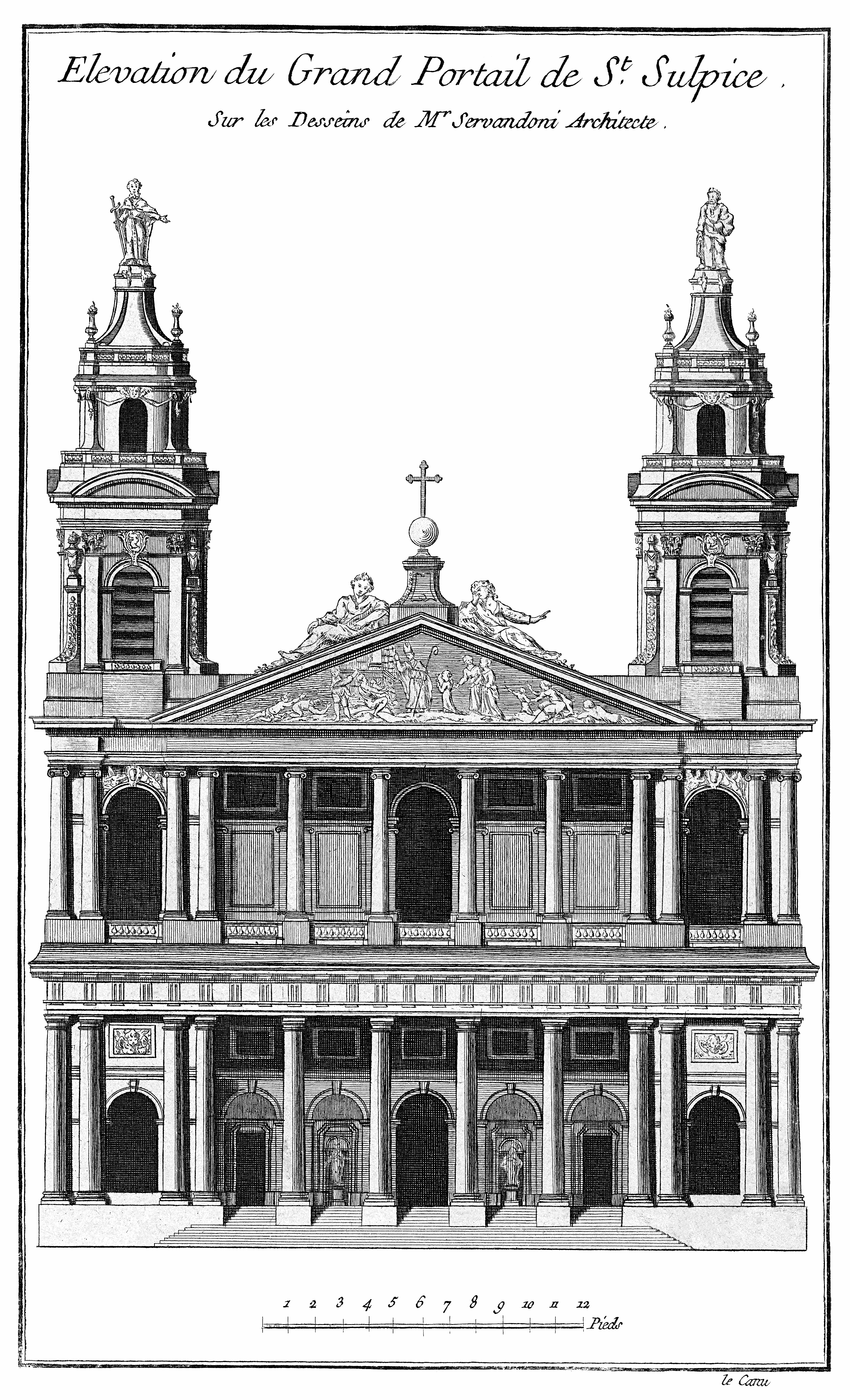
Projet de façade de Servandoni. (1732).

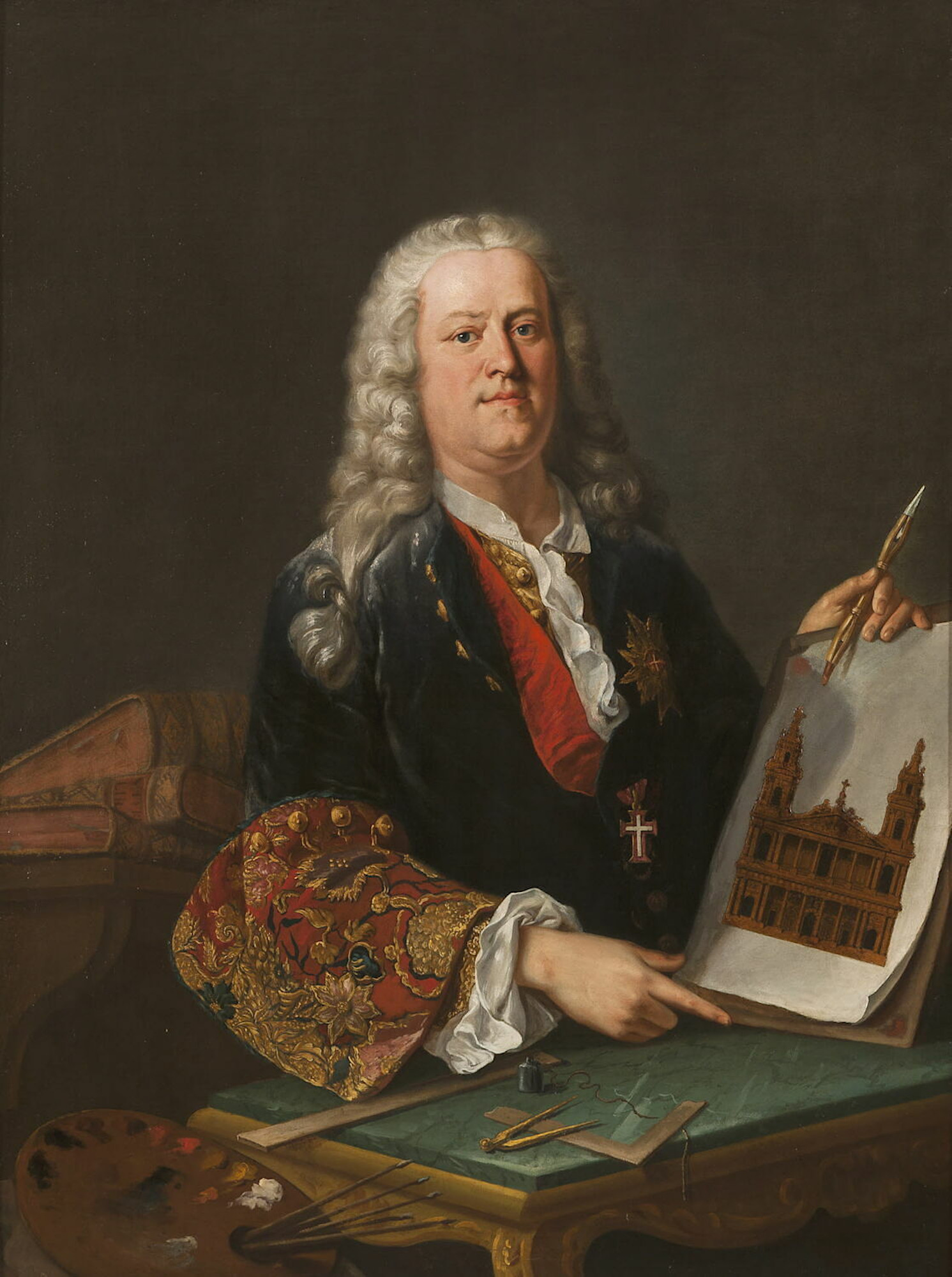
Autoportrait de Niccolò Servandoni tenant le projet de la façade de l'église Saint-Sulpice à Paris (musée du Louvre).

En 1726 se pose la question de la réalisation de la façade inachevée d'un style classique devant une église de style jésuite. Un concours est lancé auquel ont participé plusieurs architectes dont Servandoni, Juste-Aurèle Meissonnier. En 1730, le curé de Saint-Sulpice, Jean-Baptiste Joseph Languet de Gergy, frère de Jean-Joseph Languet de Gergy, propose 6 000 livres de récompense à celui des artistes de France ou d'Italie dont il recevait un dessin capable de remplir ses vues pour l'élévation du grand portail de l'église. C'est Servandoni qui remporte le concours de sa construction en 1732, mais son projet évolue avec le temps. Il envisageait d'inscrire l'église dans une vaste place à la romaine, semi-circulaire, dont il avait donné les plans en 1752. Un tel projet nécessitait l'acquisition de vastes terrains et la démolition de maisons existantes, aussi un seul immeuble fut construit en 1754, actuel no 6 place Saint-Sulpice, pour servir de modèle et de gabarit au reste de la place, mais les autres ne furent jamais réalisés. La rue qui part de l'autre côté de la place porte aujourd'hui le nom de l'architecte. Le projet de Servandoni prévoit deux tours reliées par un portique orné de colonnes surmonté d'un fronton triangulaire. Le projet rappelle la cathédrale Saint-Paul de Londres où Servandoni avait résidé dans sa jeunesse. Le péristyle a 32 mètres de largeur. Il est soutenu par des colonnes accouplées en profondeur. Il est décoré de sept bas-reliefs sculptés par Michel-Ange Slodtz. Ce sculpteur a aussi réalisé les médaillons des quatre évangélistes. Les statues de saint Pierre et de saint Paul sont du sculpteur Émile Thomas (1817-1882), élève de Pradier, et datent de 1856.
En 1745, le curé Languet de Gergy, commanditaire des nouveaux travaux, commande à Edme Bouchardon de nombreuses statues dont une Vierge en argent massif. Saint-Simon prétend que le curé s'était procuré le métal de cette statue en emportant discrètement les couverts, lorsqu'il dînait chez ses paroissiens. Le chroniqueur donnait à la statue le surnom de "Notre-Dame de la Vieille Vaisselle".

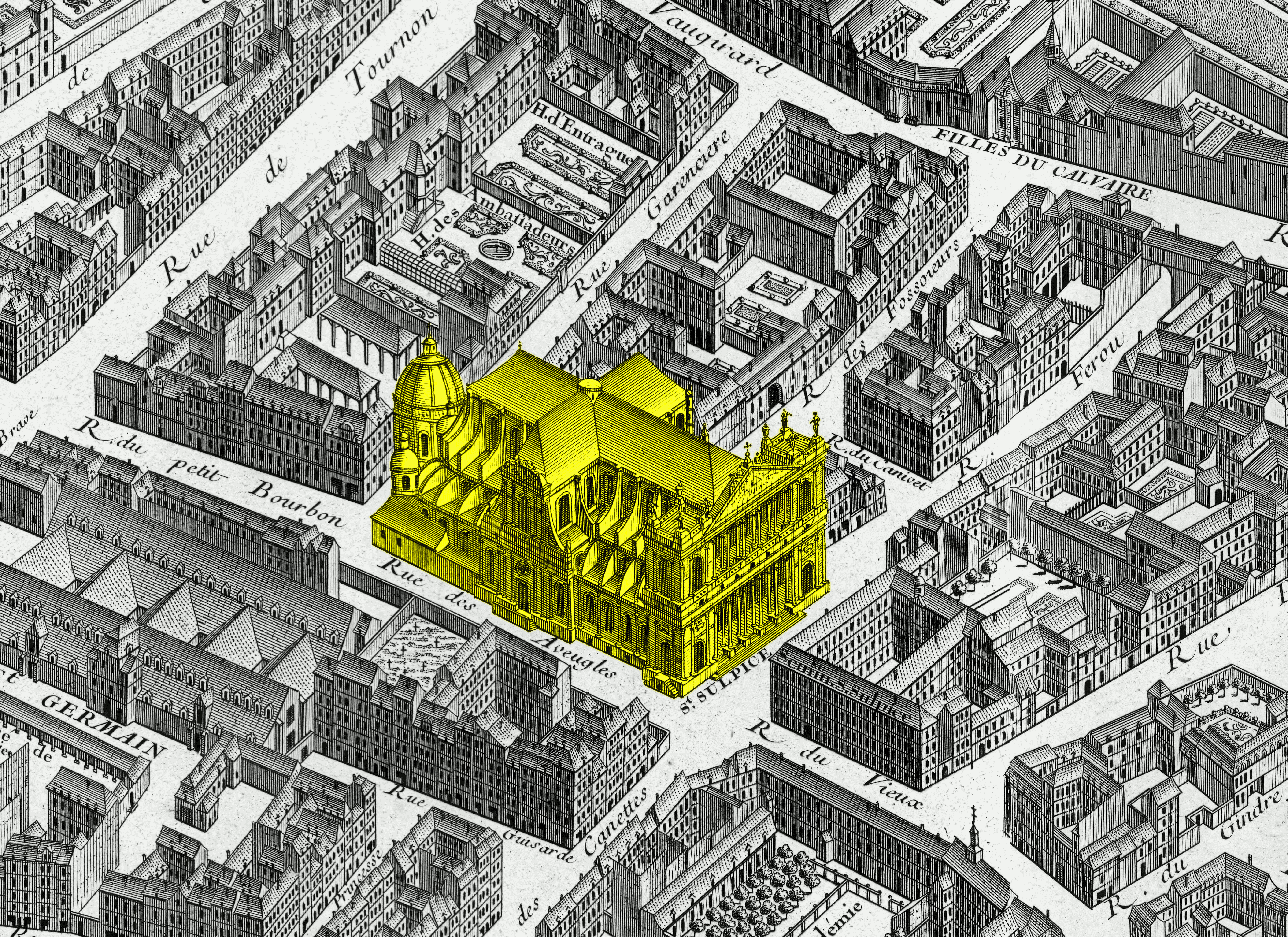
Église Saint-Sulpice vers 1740 avec son fronton, et ses tours non terminées - En face de la façade de l'église, le séminaire éponyme. Plan de Turgot.

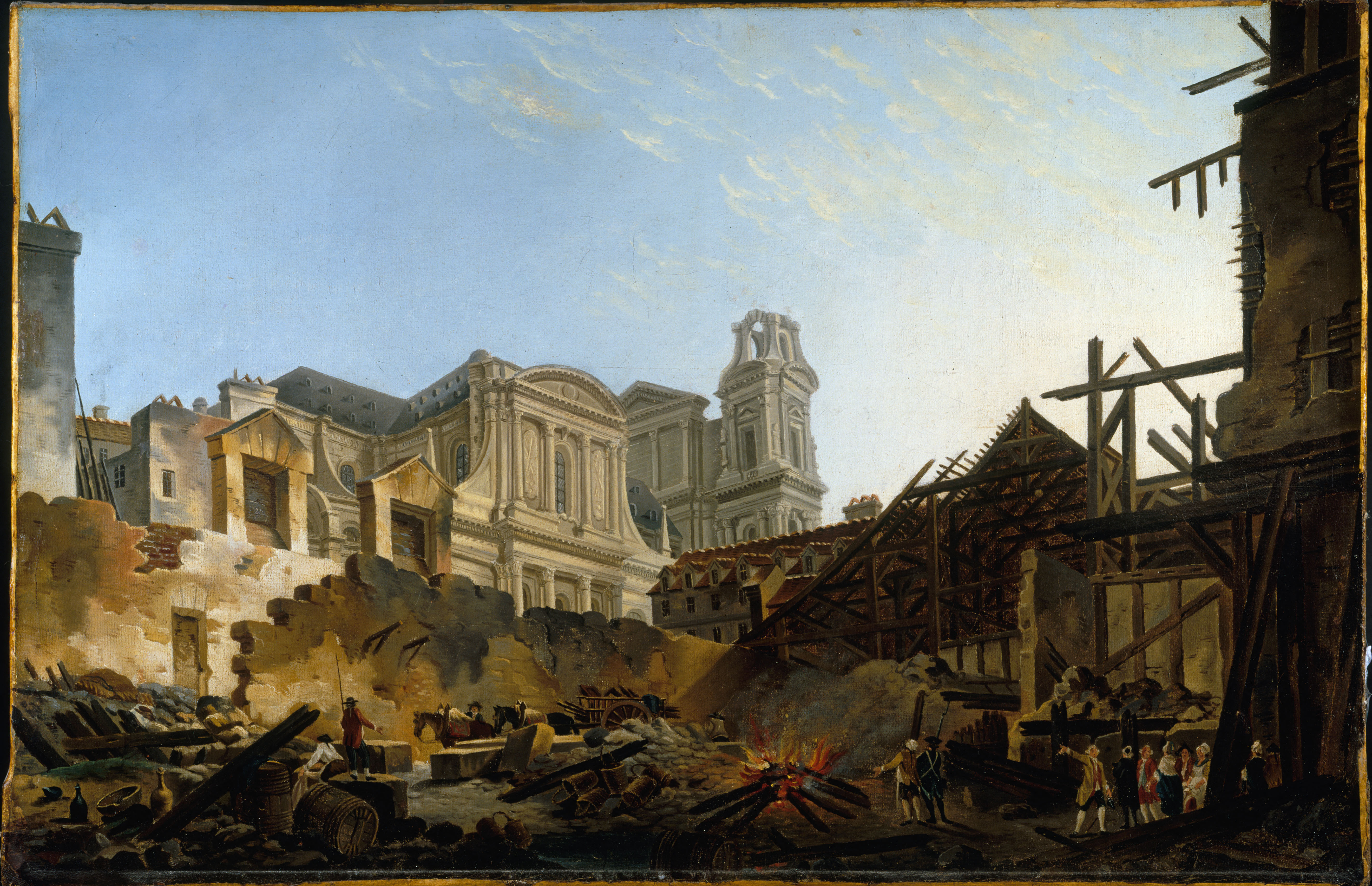
L'église depuis la foire Saint-Germain en 1762.

Servandoni n'a pas eu le temps de terminer ses travaux. Il a réalisé les deux premiers ordres de la façade tels qu'on peut les voir aujourd'hui ainsi que le premier étage des tours. Sur deux tableaux réalisés par Pierre-Antoine Demachy représentant la Foire Saint-Germain, avant et après l'incendie de 1762, on peut voir le fronton entre les tours, en arrière-plan de la façade. Ce fronton est représenté sur le plan de Turgot. Dans le mémoire de Pierre Patte de juillet 1767, il écrit que Servandoni ayant fait exécuter le second ordre de la façade en pierre de Saint-Leu, le fronton risquait « d'accabler » les colonnes du deuxième ordre, « ce qui fit avec raison abandonner ce projet ». Patte propose un projet de fronton pour résoudre les difficultés que Servandoni n'aurait pas su résoudre. En 1768 l'Académie d'architecture est consultée par la fabrique de l'église sur les projets de Pierre Patte et de Oudot de Maclaurin concernant la partie haute de la façade et les tours. L'Académie émet des remarques mineures.

#### Les travaux sous Oudot de Maclaurin (après 1765)
Oudot de Maclaurin est architecte de l'église Saint-Sulpice en 1765, un an avant la mort de Servandoni. Il est nommé architecte par Jean du Lau d'Allemans, oncle de Jean Marie du Lau d'Allemans, curé de Saint-Sulpice depuis 1748 jusqu'à sa démission en 1777. Il a continué la construction des tours de la façade en s'inspirant des premiers plans de Servandoni qui prévoyaient deux tours semblables de deux étages surmontées d'un grand amortissement portant une statue de grande taille. Il construit donc la tour sud semblable à la tour nord mais en supprimant l'amortissement supérieur. La fabrique de l'église n'a pas été satisfaite du résultat. Il aurait aussi construit le fronton prévu dans le plan de Servandoni et ce fronton aurait été démoli après avoir été touché par la foudre, en 1770, mais Michel Portal indique que ce fronton n'a jamais été construit. Il est probable que le fronton dessiné sur le plan final n'a jamais été construit pour la raison donnée par Pierre Patte et que c'est le fronton construit en retrait avant 1762 qui a été détruit. Oudot de Maclaurin doit se retirer en 1772. Les deux clochers restèrent semblables quelques années.

#### Le problème des tours

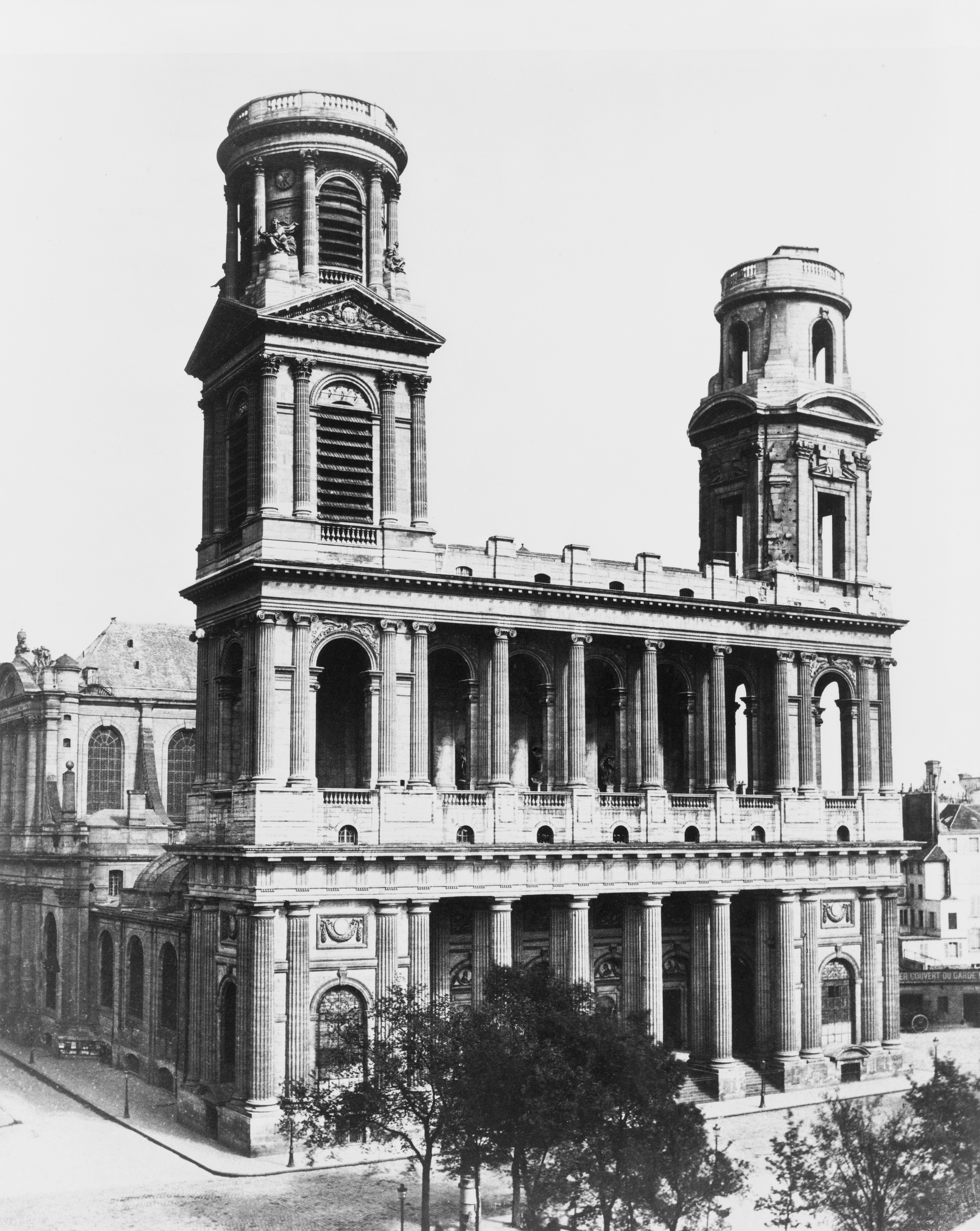
L'église dans les années 1860 (photographie d'Édouard Baldus).

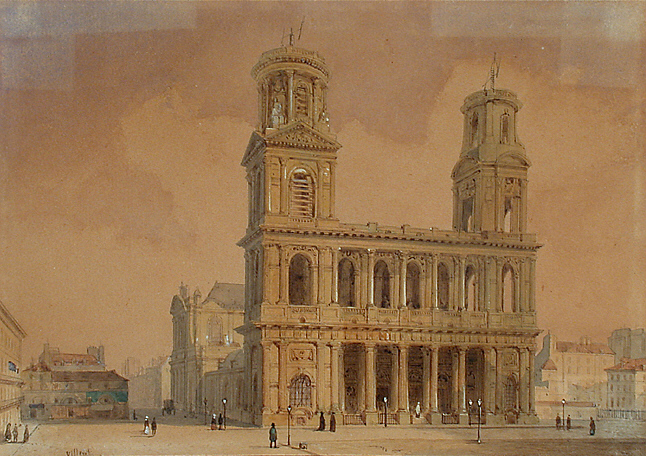
Église Saint-Sulpice au milieu du XIXe siècle.

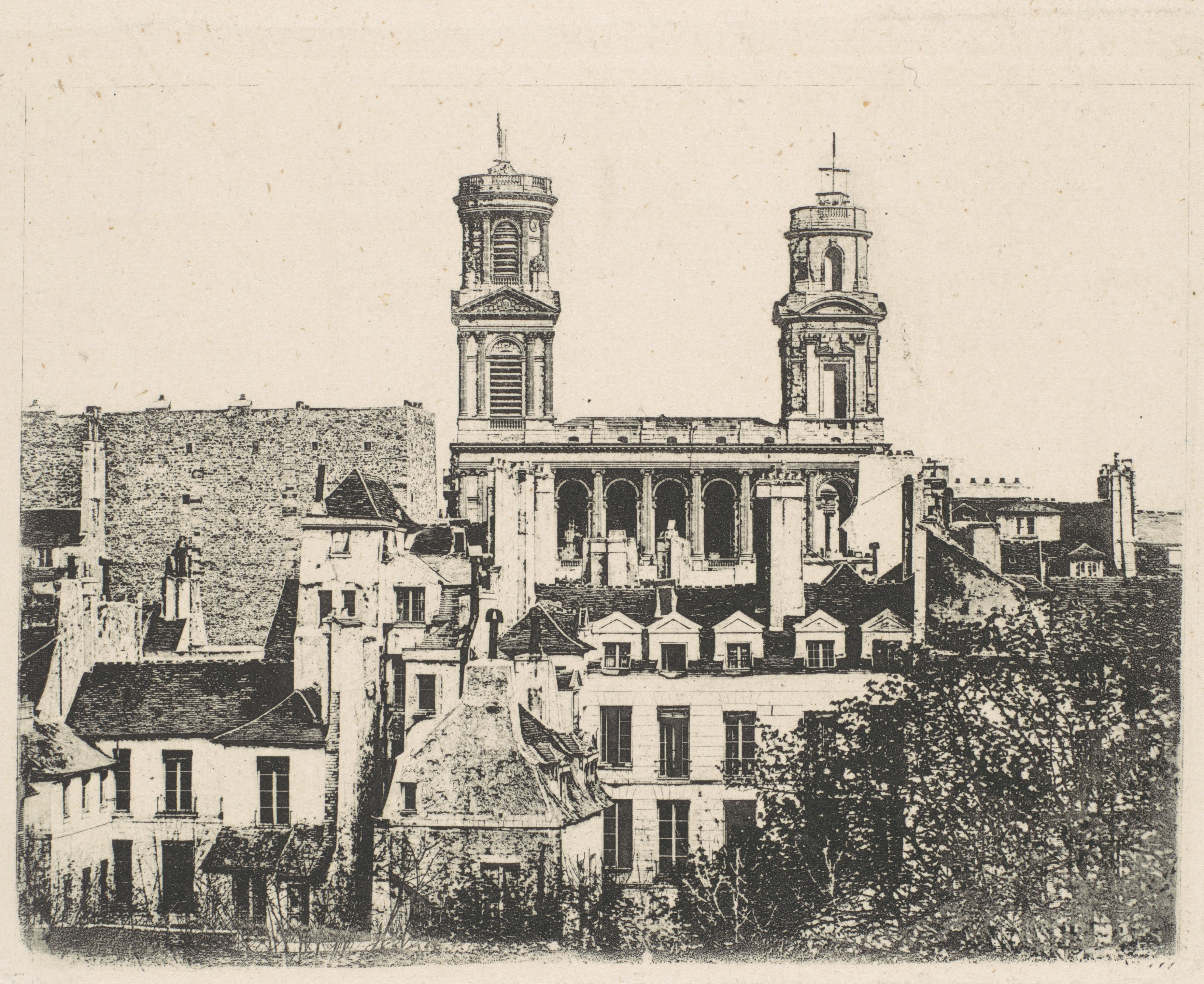
Les tours de Saint-Sulpice équipées du télégraphe, vers 1841.

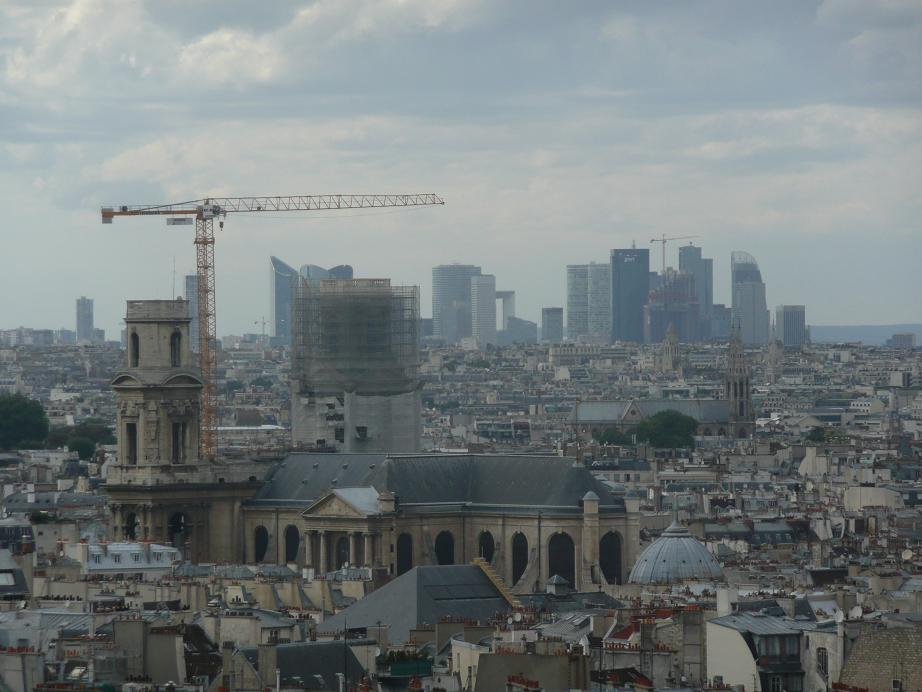
L'église en travaux en 2008.

La tour nord, quant à elle, a fait l'objet d'une modification dirigée par Jean-François Chalgrin pour l'accorder stylistiquement avec les deux ordres inférieurs de la façade. Chalgrin l'habille en 1777 de colonnes et de statues réalisées par Louis Boizot, permettant d'achever le clocher au riche programme iconographique et d'y placer l'un des plus grands beffrois de la capitale et il construit la balustrade actuelle à la place du fronton entre 1777 et 1780. La tour sud, moins haute de 5 mètres que la tour nord reste inachevée face au contexte d'effervescence politique de 1789. Les cloches sont placées dans la tour nord en 1782. L'échafaudage est remonté sur la tour sud, mais reste inutilisé jusqu'à son démontage en 1792.
Charles De Wailly est chargé de la décoration de la chapelle de la Vierge. En 1774, il édifie la niche en trompe qui surplombe la rue Garancière.
En 1838 se pose la question de l'achèvement des tours. Faut-il terminer la tour sud suivant les plans de Servandoni et Maclaurin ou suivant les plans de Chalgrin ? C'est suivant les plans des premiers que le Conseil des bâtiments civils décide finalement d'achever la tour sud, par respect pour leur œuvre.
La construction dure près de cent trente ans. Elle est enfin achevée en 1870, mais en 1871 des obus prussiens endommagent la tour nord.
Une restauration de la tour nord est faite en 1911.

#### XXeetXXIesiècles
De vastes travaux de restauration sont entrepris au cours du XXe siècle, en particulier la toiture du grand comble de la nef ou, plus récemment, la tour nord de l'édifice entre 2006 et 2011 (avec un budget conséquent de 30 millions d'euros). Par ailleurs, depuis 2016, l'intégralité des verrières du déambulatoire, la quasi-totalité des sculptures et près de la moitié des décors peints des chapelles des bas-côtés et du déambulatoire ont été restaurés : la chapelle des Saints-Anges peinte par Delacroix en 2016-2017, la chapelle des Âmes-du-Purgatoire par Heim en 2020-2021, la chapelle Sainte-Anne par Lenepveu en 2021-2022, la chapelle Saint-Joseph par Landelle en 2022-2023, la grande chapelle axiale de la Vierge et sa coupole peinte à fresque par Lemoyne en 2023-2024. D'autres chapelles sont prévues (Saint-Martin, Sainte-Geneviève) afin d'achever la restauration du flanc sud de l'église. Par ailleurs, des travaux ponctuels ont eu lieu sur les chéneaux et couvertures de l'église, le circuit électrique, la sécurité incendie du grand comble, le portail Sud qui avait été incendié en 2019.
En 2023, en complément de filets rue Saint-Sulpice pour retenir la chute de pierres sur les passants, de nouveaux filets sont placés au-dessus de l'entrée sur la place, sur toute la largeur de l'église, y compris au niveau de la tour Nord récemment restaurée.
L'église est à cette occasion un haut lieu de la toiturophilie parisienne, ce qui dérange les faucons pèlerins présents sur la tour Nord.

### L'église Saint-Sulpice et l'histoire
En 1789, lors de la confiscation des biens du clergé, l'église Saint-Sulpice est toujours le siège de l'une des 52 paroisses urbaines du diocèse de Paris. Son curé d'alors, récemment nommé en 1788, est l'abbé Antoine Xavier Mayneaud de Pancemont qui refuse de prêter serment à la Constitution civile du clergé.
Sous la Révolution, l'église devient le temple de la Raison, puis le temple des Victoires avec les théophilanthropes où on célèbre la fête de l'anniversaire de la punition du dernier roi et sous le Directoire magasin de fourrage et salle de banquet. De cette période révolutionnaire subsiste, sur le tympan du portail central, cette inscription : « Le peuple français reconnaît l’Être Suprême et l’immortalité de l’âme ». Un autre vestige apparaît sur le piédestal du gnomon : parmi les noms des bienfaiteurs de l’église, ceux du roi et de ses ministres ont été effacés. Sur le bas-relief, au-dessus de la porte centrale, un flambeau a remplacé le calice et l’angelot porte un faisceau de licteur à la place d’un crucifix. Sur celui à gauche du précédent, représentant la Force, la croix du bouclier est effacée.

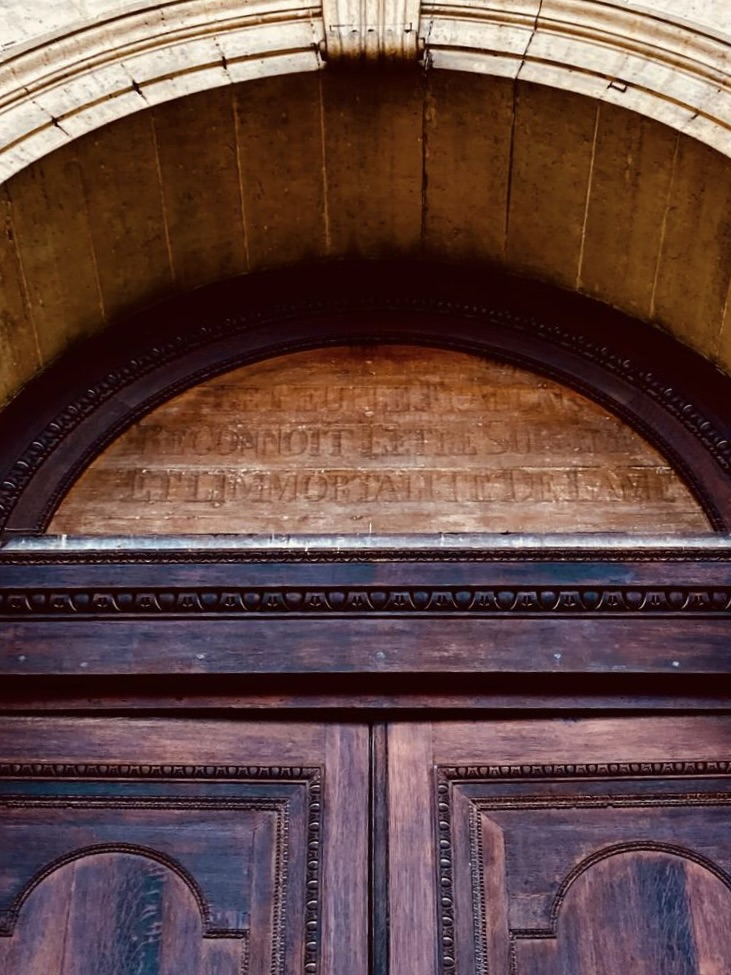
Inscription faite durant la Révolution, au tympan du porche principal.
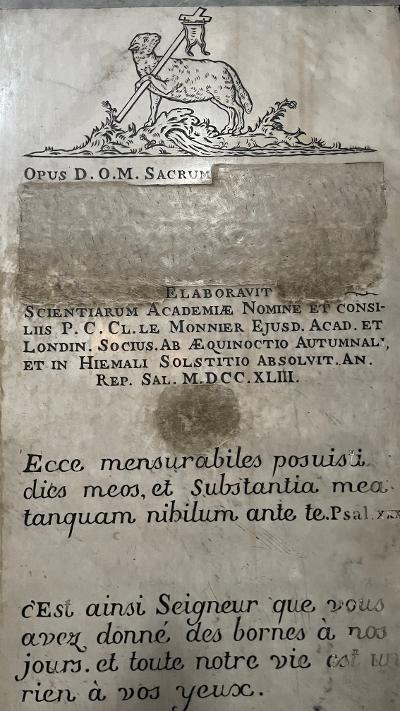
Piédestal du gnomon, inscription effacée à la Révolution.
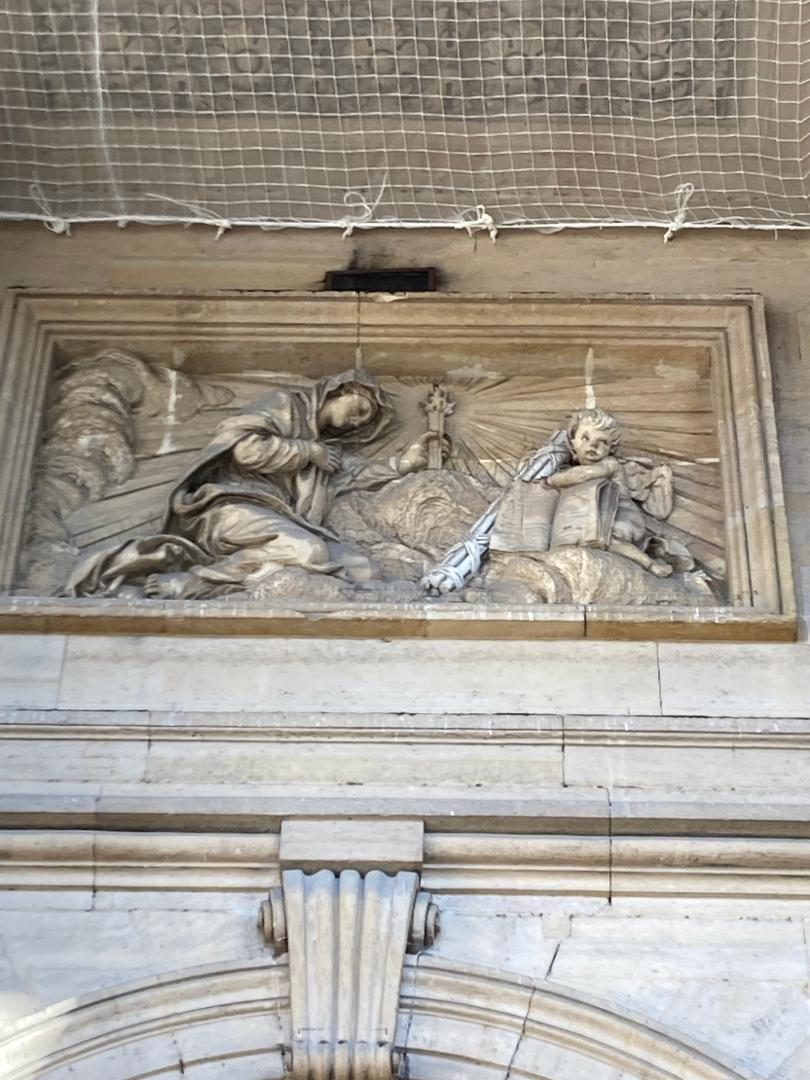
Bas-relief modifié à la Révolution.

À cette époque, le physicien Claude Chappe y installe, sur chacune des tours, un télégraphe optique. La tour sud était le point de départ de la ligne sud qui allait à Lyon dès 1798 puis jusqu'à Turin à partir de 1805 et dont le premier relais se situait à Villejuif, tandis que la tour nord, communiquant avec Fontenay-aux-Roses[réf. nécessaire], était l'extrémité de la ligne est, allant vers Strasbourg en 1798 puis à Mayence en 1813.
Au cours des différentes révolutions survenues au XIXe siècle, de nombreux objets ont été pillés : c'est le cas d'une grande vierge en argent massif constituée à partir des dons des paroissiens.

#### Anti-esclavagisme

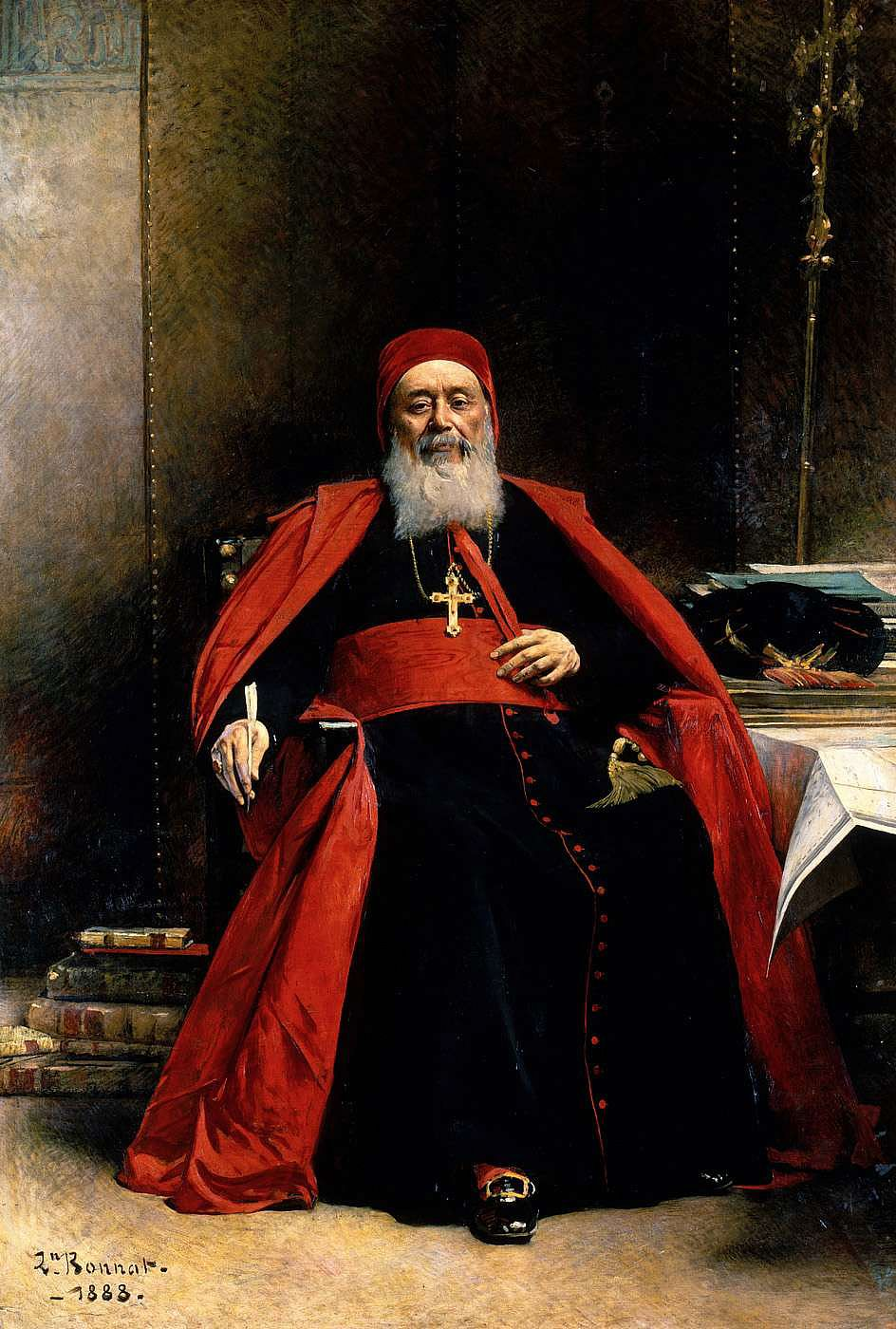
Cardinal Charles Lavigerie par Léon Bonnat.

Grâce aux liens du cardinal Charles Lavigerie avec l'église Saint-Sulpice pendant sa jeunesse, elle fut deux fois le cadre de son grand projet antiesclavagiste, en 1888 lors d'une conférence concernant l'esclavage en Afrique et du Congrès libre anti-esclavagiste sous le patronat du pape Léon XIII et présidé par le cardinal Charles Lavigerie en septembre 1890. Elle a accueilli des représentants de divers pays d'Europe ainsi que de l'outre-mer.

#### Mariages de célébrités
Les mariages de nombreuses personnalités ont été célébrés dans cette église :
- 1729 : Mariage. Jean Rêtout (sic pour Jean Restout dit le Jeune), « peintre ordinaire du roy en son Académie royalle de peinture et sculpture », trente-sept ans, demeurant au pavillon des Quatre-Nations (1, rue de Seine), fils de Jean Restout (dit le Vieux), peintre, et de Marie-Madeleine Jouvenet, tous deux décédés, épousa le 14 novembre 1729 Marie-Anne Hallé, vingt-quatre ans, fille de Claude Hallé, « professeur en l'Académie royale de peinture » et de feu Marie-Anne Boutet ; demeurant avec son père rue Sainte-Marguerite, paroisse Saint-Sulpice. Les témoins sont François Jouvenet, peintre ordinaire du roy, rue du Colombier, oncle de l’époux ; maître Bernard-Claude Lordelot, avocat au parlement, rue des Deux-Portes, paroisse Saint-Jean-en-Grève, cousin issu de germain de l’époux ; Gaspart Boutet, marchand joailler, rue Petit-Pont, paroisse Saint-Séverin, oncle de l’épouse et Noel Hallé, peintre, frère de l’épouse (registres de Saint-Sulpice, mariages, p. 126).
- Camille Desmoulins avec Lucile Laridon-Duplessis le 29 décembre 1790, en présence de Robespierre parmi les témoins.
- Victor Hugo avec Adèle Foucher le 12 octobre 1822.

#### Personnalités inhumées
Les caveaux de la crypte abritaient de nombreuses sépultures et des monuments funéraires d'ecclésiastiques, simples curés ou prélats :
- L'abbé Bourdelot (1610-1685), médecin et anatomiste ;
- Michel de Marolles (1600-1681), historien ;
- Melchior de Polignac (1661-1741), cardinal ;
- Nicolas de Saulx-Tavannes (1690-1759), cardinal.

Mais aussi des laïcs tels que :
- Marie-Catherine d'Aulnoy (1651-1705), femme de lettres ;
- Étienne Baluze (1630-1718), historiographe ;
- Armande Béjart (morte en 1700), comédienne, veuve de Molière ;
- François Blondel (1618-1686), architecte ;
- Mademoiselle de Champmeslé (1642-1698), comédienne ;
- Élisabeth-Sophie Chéron (1648-1711), peintre et graveuse ;
- Alain Emmanuel de Coëtlogon (1646-1730), officier de marine ;
- Philippe de Courcillon de Dangeau (1638-1720), militaire, diplomate et mémorialiste ;
- Madame du Deffand (1696-1780), femme de lettres ;
- Barthélemy d'Herbelot de Molainville (1625-1695), orientaliste ;
- Jean Jouvenet (1644-1717), peintre ;
- Bernard de La Monnoye (1641-1728), poète et philologue ;
- Madame de La Fayette (1634-1693), femme de lettres[27] ;
- Les frères Le Nain, peintres ;
- Julie de Lespinasse (1732-1776), salonnière et épistolière ;
- Le maréchal de Lowendal[27] ;
- Louise-Élisabeth d'Orléans (1709-1742), reine d'Espagne ;
- Roger de Piles (1635-1709), peintre et diplomate ;
- Gaetano Zumbo (1656-1701), sculpteur.

Toutes ces tombes ont aujourd'hui disparu.
L'organiste Charles-Marie Widor, mort en 1937, repose dans la crypte.

#### Funérailles notables
L'église a également servi de cadre aux funérailles religieuses des personnalités suivantes :
- Alexis Simon Belle en 1734
- Félix Barthe en 1863
- Richard Descoings en 2012
- Albert Jacquard en 2013
- Patrice Chéreau en 2013
- Christophe de Margerie en 2014
- Sylvie Joly en 2015
- Michel Delpech en 2016
- Mireille Darc en 2017
- Jean-Pierre Mocky en 2019
- Jacques Chirac en 2019 ; en raison de la fermeture de Notre-Dame de Paris, due à l'incendie du 15 avril 2019, les funérailles nationales de l'ancien président de la République ont eu lieu à l'église Saint-Sulpice.
- Geneviève Page en 2025.

#### Incendie criminel
L'église Saint-Sulpice subit un incendie criminel le 17 mars 2019.

## Description de l’architecture

### Plan et organisation générale

Plan de l'église.

L’église Saint-Sulpice, orientée dans le sens habituel ouest-est, est un édifice imposant de 120 mètres de longueur, 57 mètres de largeur, 30 mètres de hauteur sous la voûte centrale ; c’est la seconde plus grande église de Paris après Notre-Dame.
Les péripéties et l’étalement de sa construction entre les plans initiaux de Daniel Gittard datés de 1660, la reprise des travaux par l’élève de Jules Hardouin-Mansart, Gilles-Marie Oppenord, en 1719 jusqu’à la dédicace solennelle de 1745 et l’élévation finale de la façade occidentale entre 1732 et 1870 expliquent un style disparate, mélange entre une architecture jésuite inspirée du Gesu de Rome et une architecture plus classique.
Le plan et les principes architecturaux initiaux de Saint-Sulpice s'inspirent en effet de certains édifices établis par les Jésuites dont la conception se voulait adaptée à la liturgie catholique réformée par le concile de Trente : « une église en croix latine, à nef unique, cantonnée de chapelles communicantes et transept peu saillant, voutée en berceau, fenêtres hautes, coupole à la croisée, façade à deux ordres superposés de largeur inégale couronnée d'un fronton ».
Ce modèle architectural a été introduit en France dès le début du XVIIe siècle sous de multiples variantes avec, notamment à Paris, l'église aujourd'hui disparue des Feuillants (1600-1608), celle des carmes déchaussés (1613-1620), l'église Saint-Paul-Saint-Louis (1627-1641), autrefois professe des jésuites, le noviciat détruit des jésuites (1634) ainsi que la chapelle de la Sorbonne (1634). On le retrouve également en partie dans l'église Saint-Roch plus tardive (1680-1730).

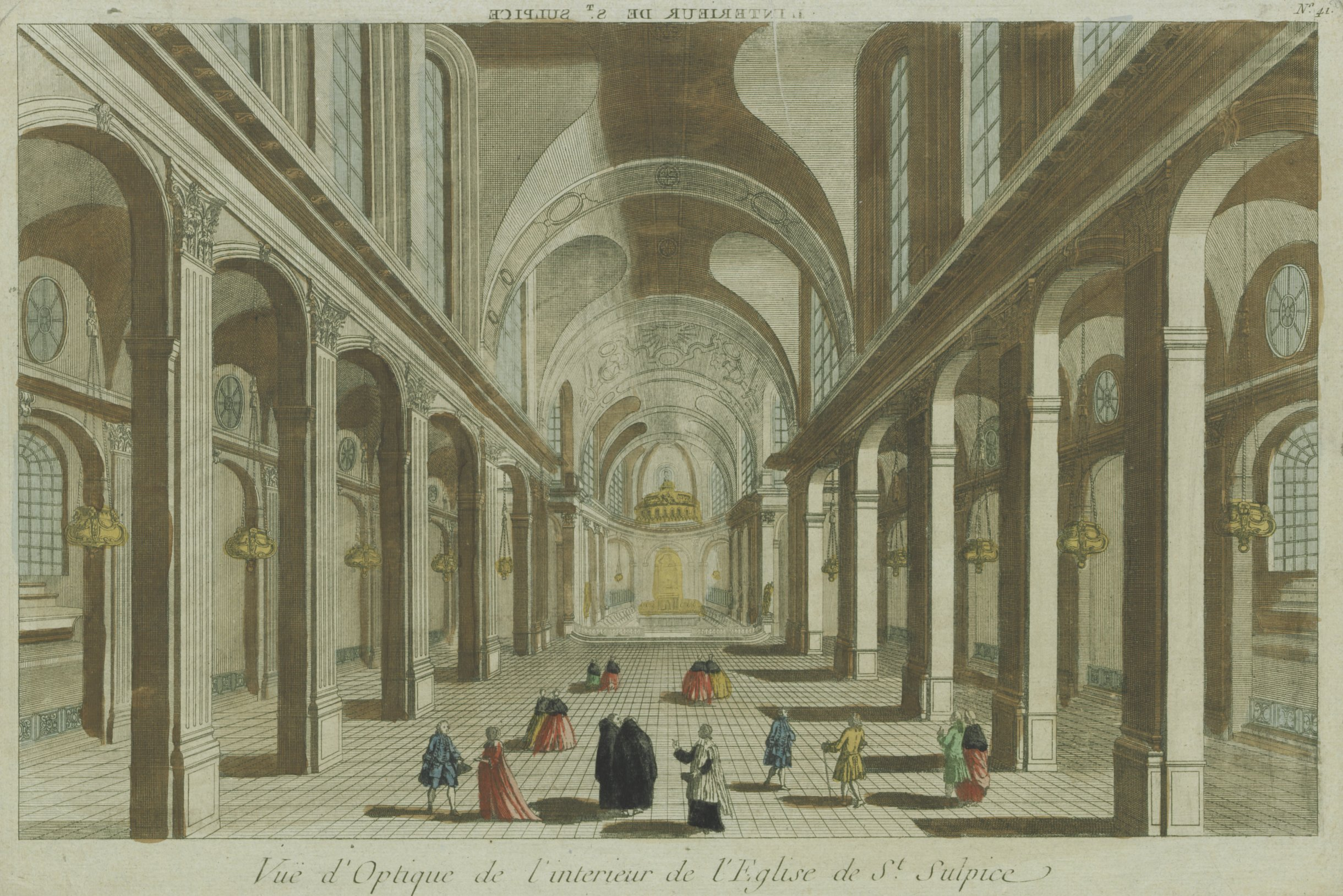
Vue d'optique de la nef de l'église Saint-Sulpice de Paris, fin du XVIIIe siècle.
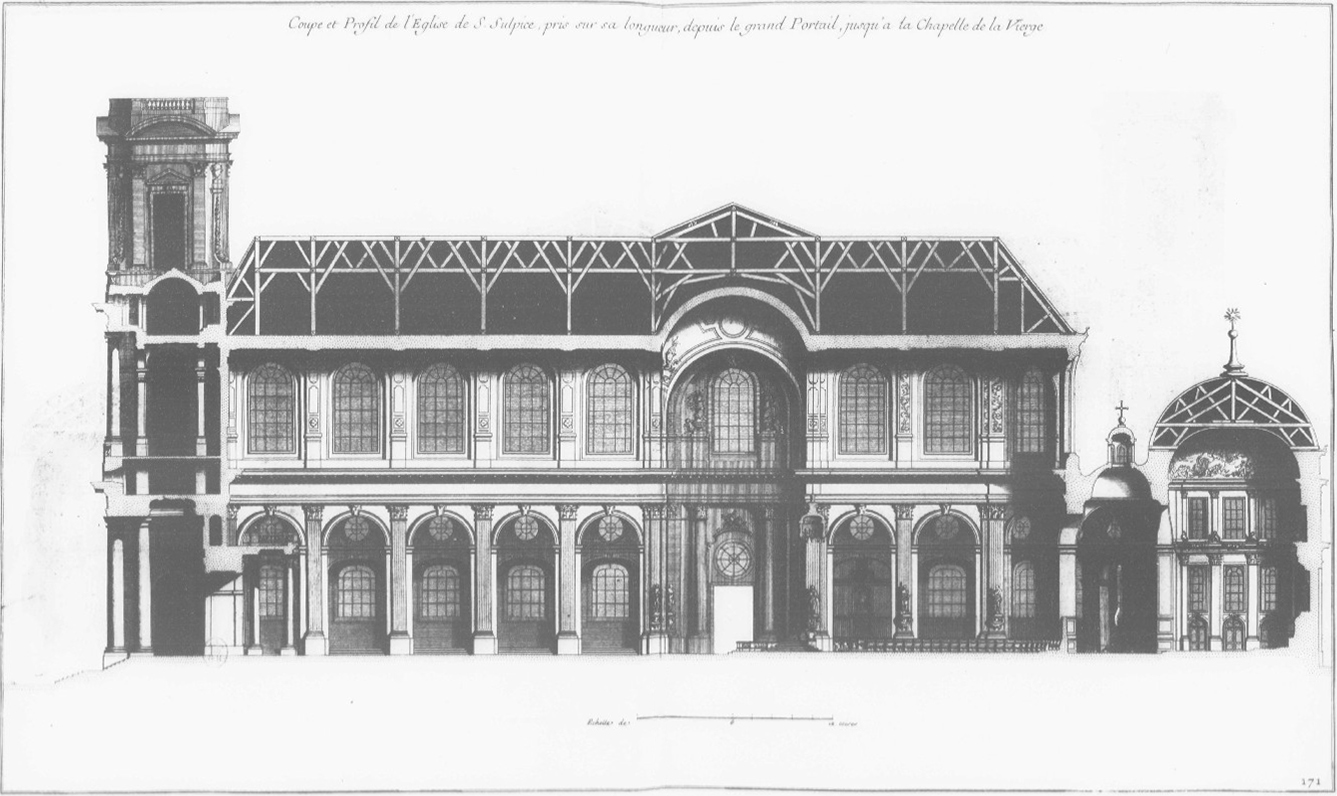
Coupe de l'église Saint-Sulpice.
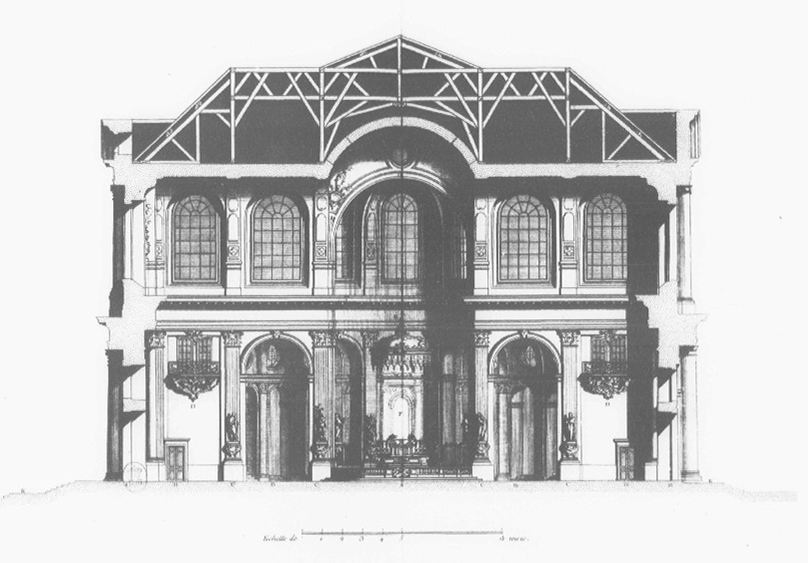
Coupe et profil de l'église Saint-Sulpice.

### Extérieur

#### Façade principale (ouest)

##### Projet initial
La façade occidentale, objet d’un concours en 1732 où de nombreux projets sont présentés, est construite sur des plans novateurs de Giovanni Servandoni, un ancien architecte de décors de théâtre ; en rupture avec le style du reste du bâtiment, ce projet de façade fortement inspiré de la Cathédrale Saint-Paul de Londres, se veut une réaction néo-classique à la tradition baroque (appelée parfois 'style jésuite') illustrée par l’église du Gesù de Rome. Il comprend deux vastes portiques à l’antique superposés - le rez-de-chaussée d’ordre dorique et le supérieur d’ordre ionique - unissant les bases des tours. Ces deux portiques, percés chacun de sept arcades, supportent un vaste fronton triangulaire et aux extrémités de cette façade s’élèvent deux tours d’environ 70 m, plus hautes que celles de Notre-Dame.

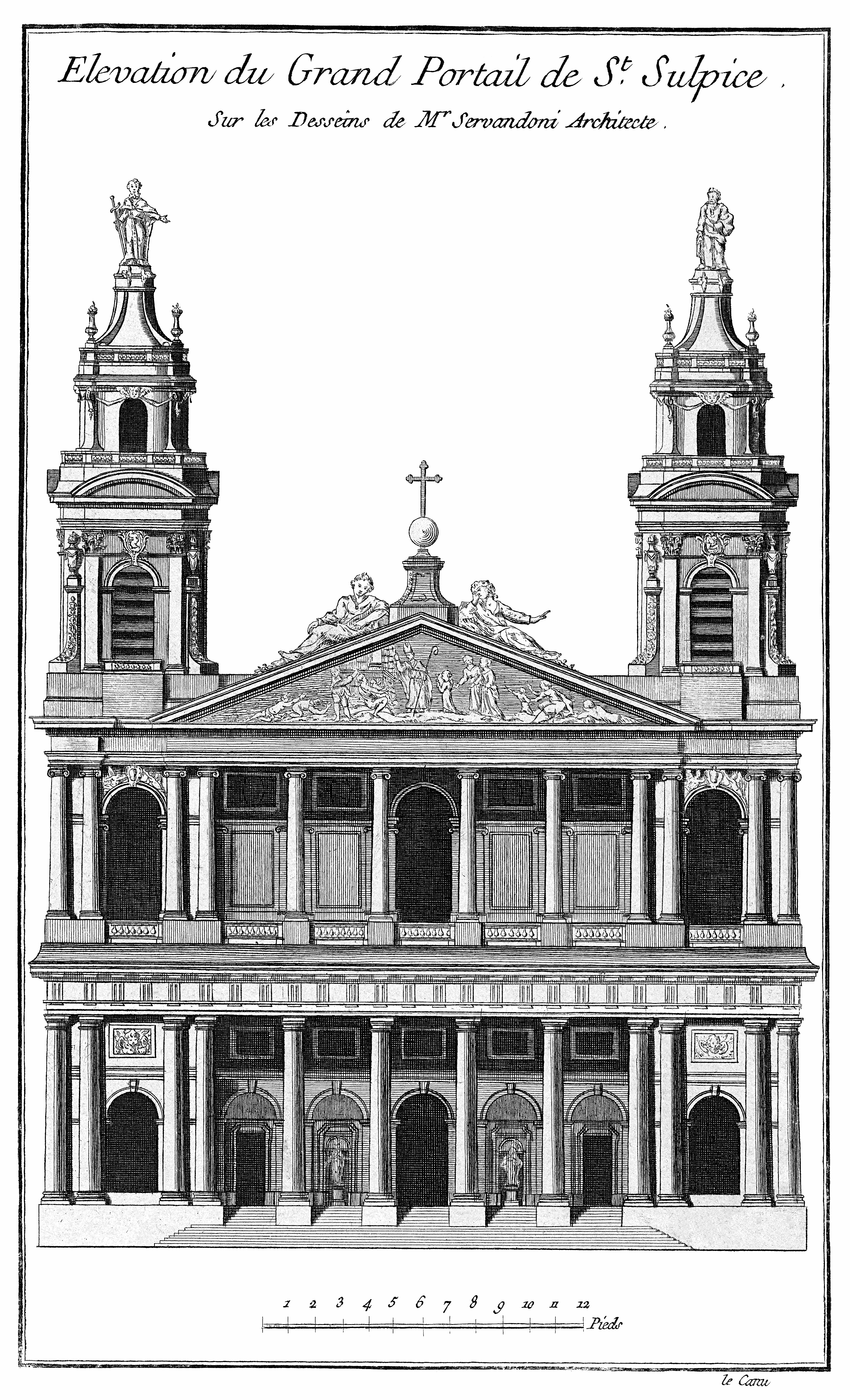
Premier projet de façade de Servandoni (1732)

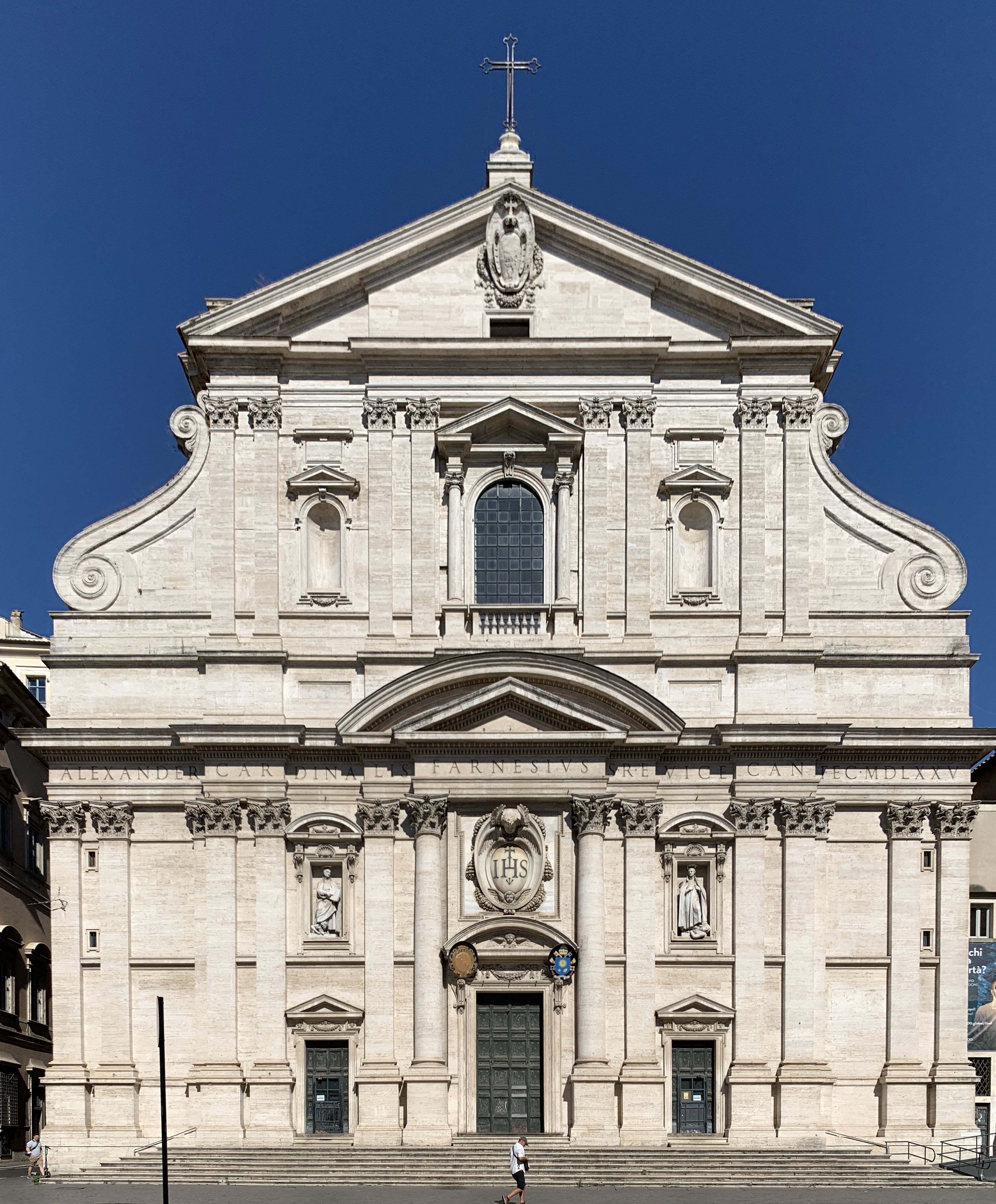
Façade de l'église du Gesù (après 1584), modèle habituel des églises jésuites.
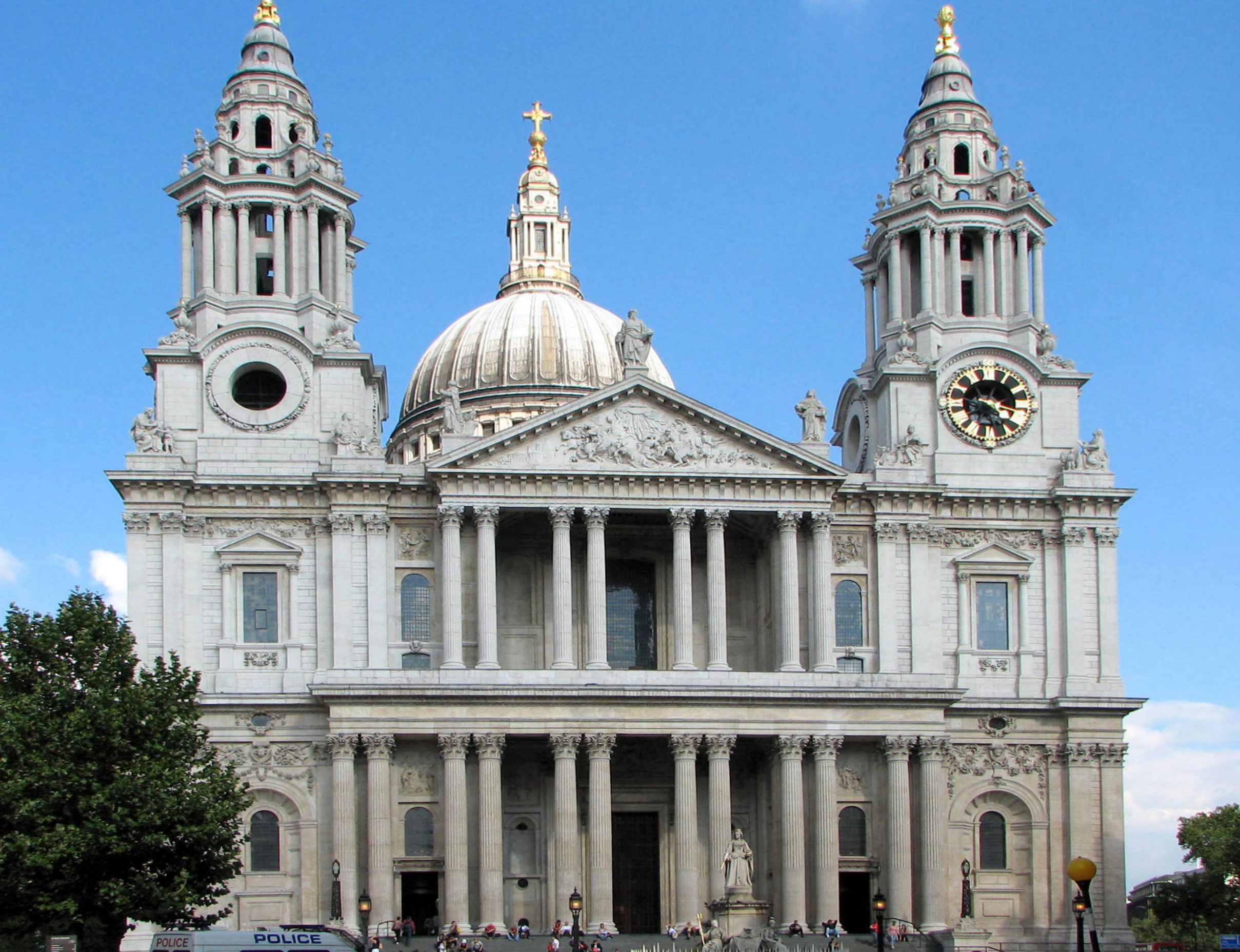
Façade ouest de la Cathédrale Saint-Paul de Londres (1675-1710), modèle de la façade de Saint-Sulpice.
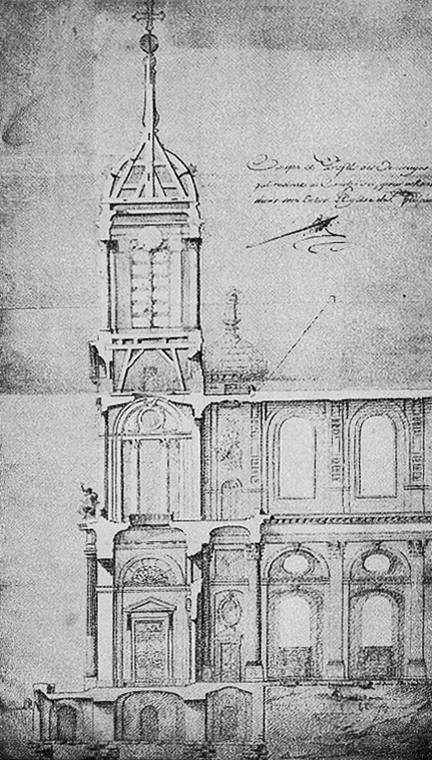
Premier dessin de la façade Ouest par Oppenord.
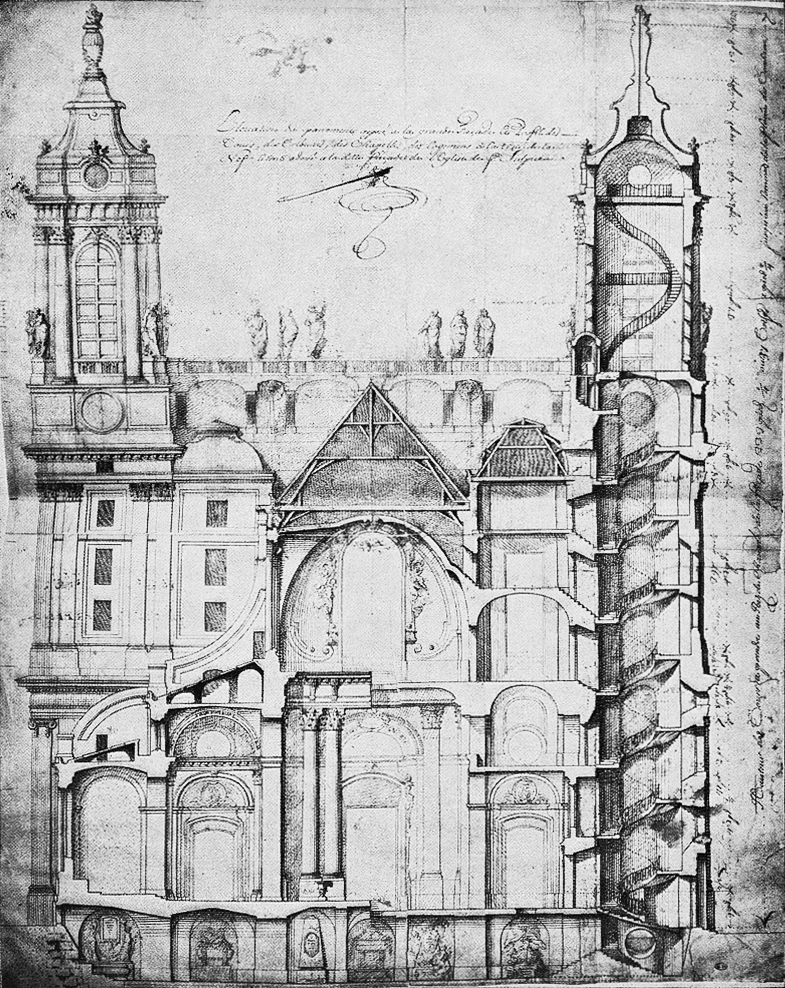
Second dessin de la façade Ouest par Oppenord.

##### Façade actuelle

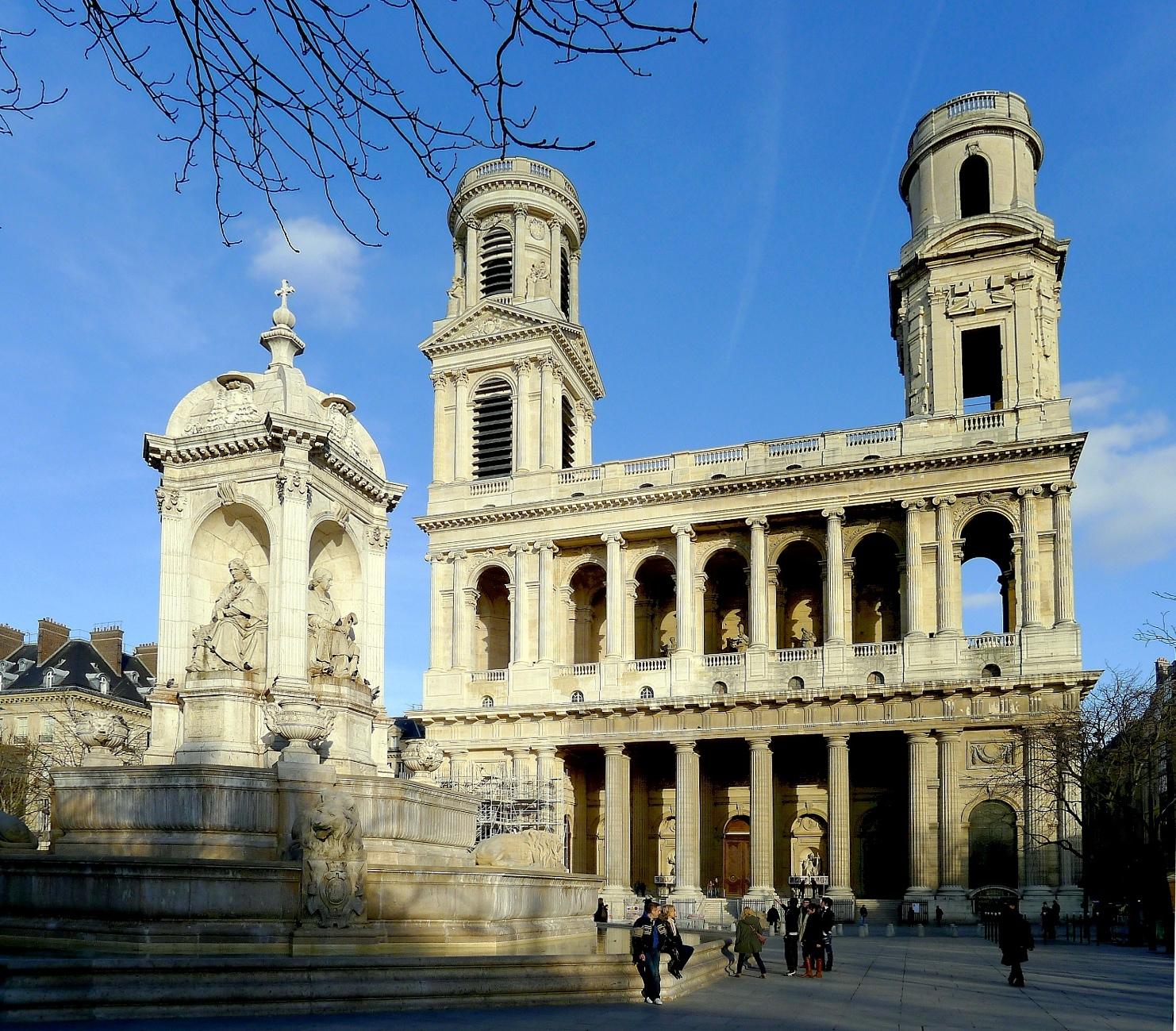
La façade actuelle (2011).

Toutefois, la façade actuelle diffère sensiblement de ce projet initial. Le grand fronton central détruit par la foudre n’a jamais été reconstruit. Quant aux tours, dont Oudot de Maclaurin change le couronnement, elles ont été critiquées puis reprises par Jean-François Chalgrin en 1777 qui achève la tour nord en 1780-1781. L'autre, la tour sud, est restée inachevée, comme en témoignent les trous qui la jalonnent, qui supportaient l'échafaudage de bois qui a fini par être retiré du fait de sa dégradation.
Saint-Sulpice a ainsi deux tours d'architectures différentes : la tour Sud de Maclaurin terminée par une partie octogonale à frontons curvilignes surmontée d'une partie circulaire et la tour Nord de Chalgrin composée d'une partie quadrangulaire à frontons triangulaires et d'une partie supérieure plus élevée également circulaire. Ces tours, toutes deux couronnées d'une balustrade au lieu du lanternon néo-Renaissance prévu par Servandoni, génèrent donc, contrairement au projet initial, une impression de dissymétrie accentuée par leur hauteur différente (73 mètres pour celle située au nord et 68 mètres pour la tour sud).
Entre les deux tours, un péristyle donne accès à l'église. Il est orné, au-dessus des portes, de sept panneaux sculptés par Michel-Ange Slodtz de 1750 à 1756, représentant alternativement les vertus théologales (charité, foi et espérance) et cardinales (justice, force, tempérance et prudence). Deux statues placées entre les portes, sculptées par Émile Thomas, représentent saint Pierre et saint Paul.

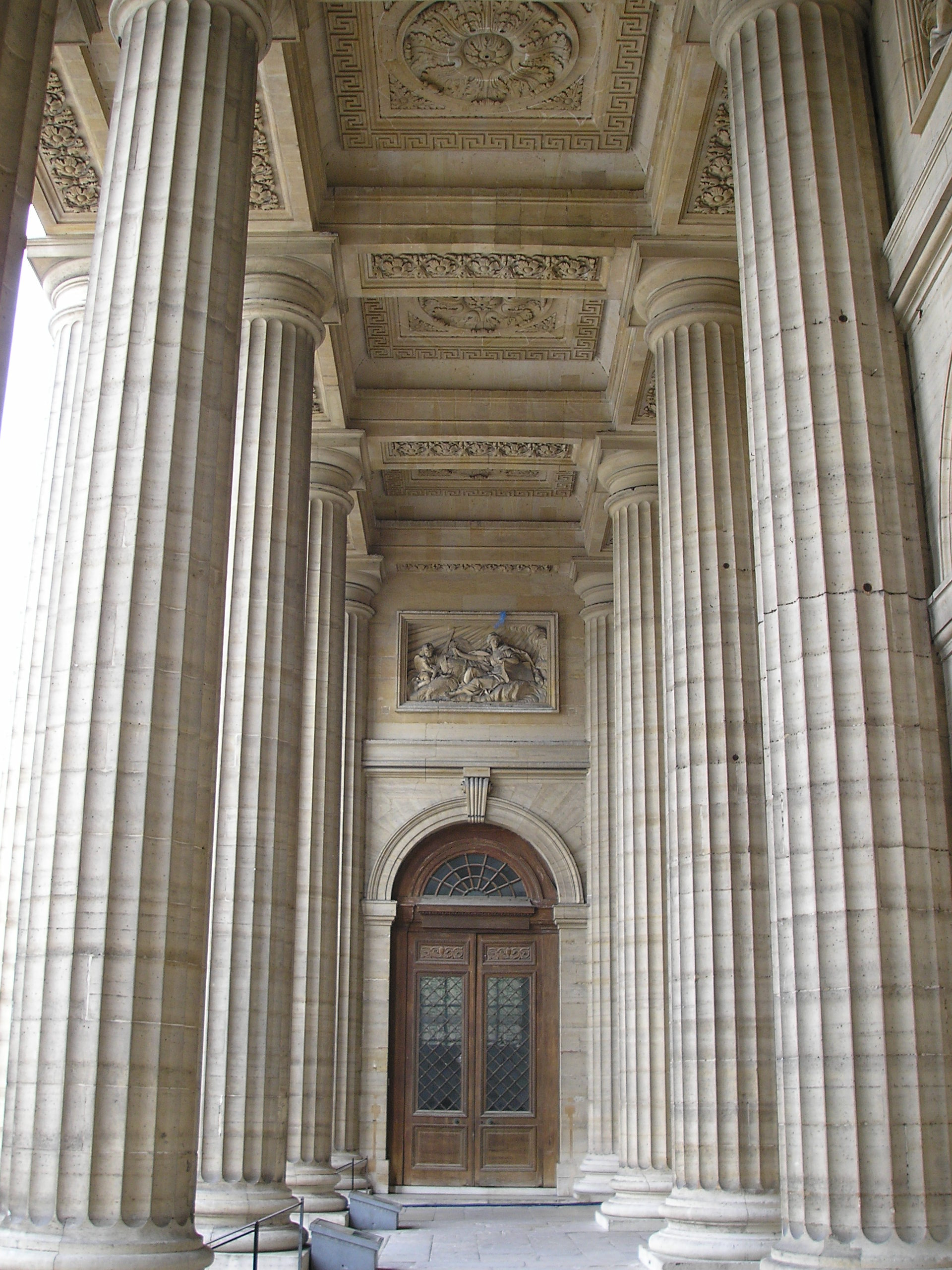
Vue en enfilade.
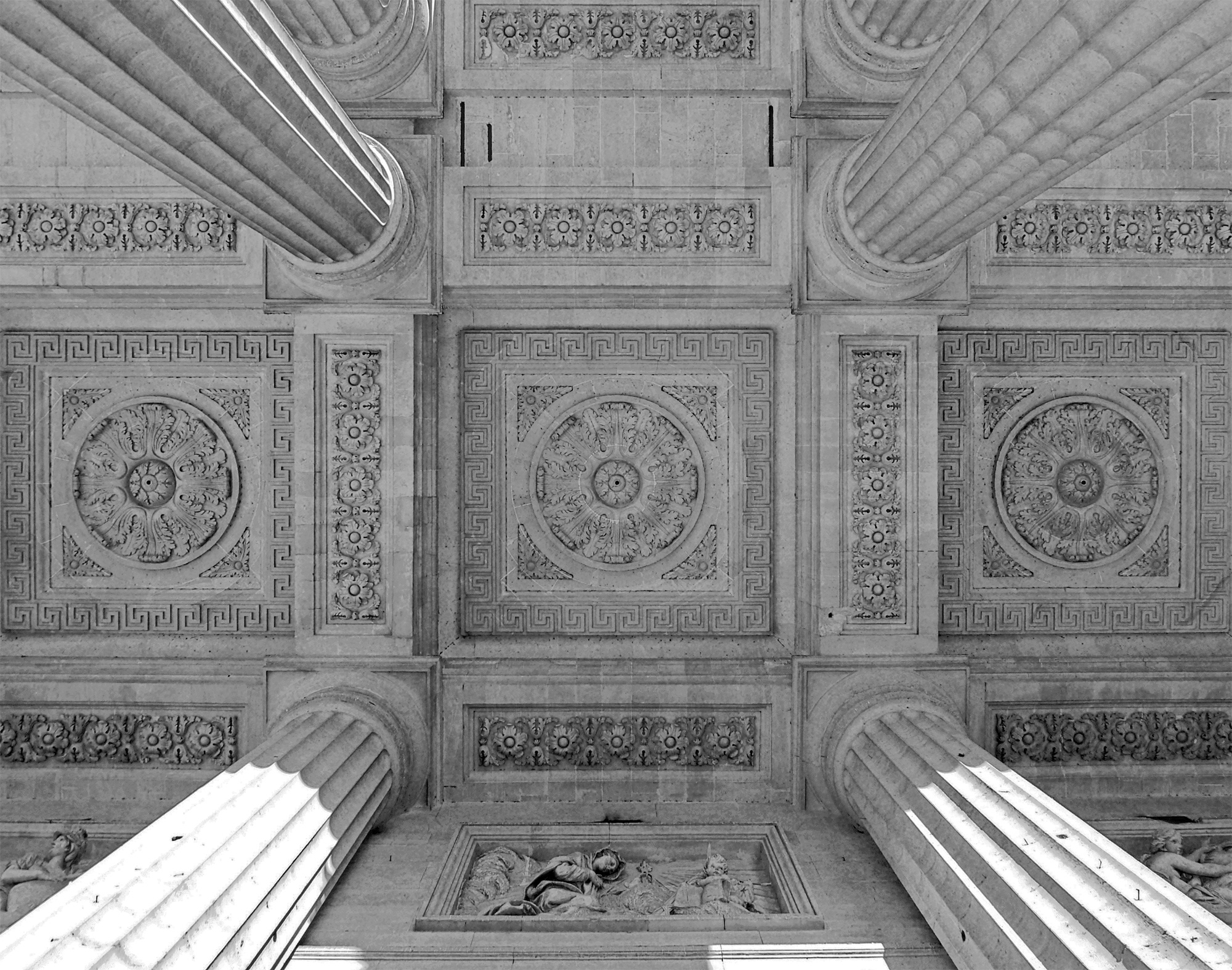
Intrados à caissons.
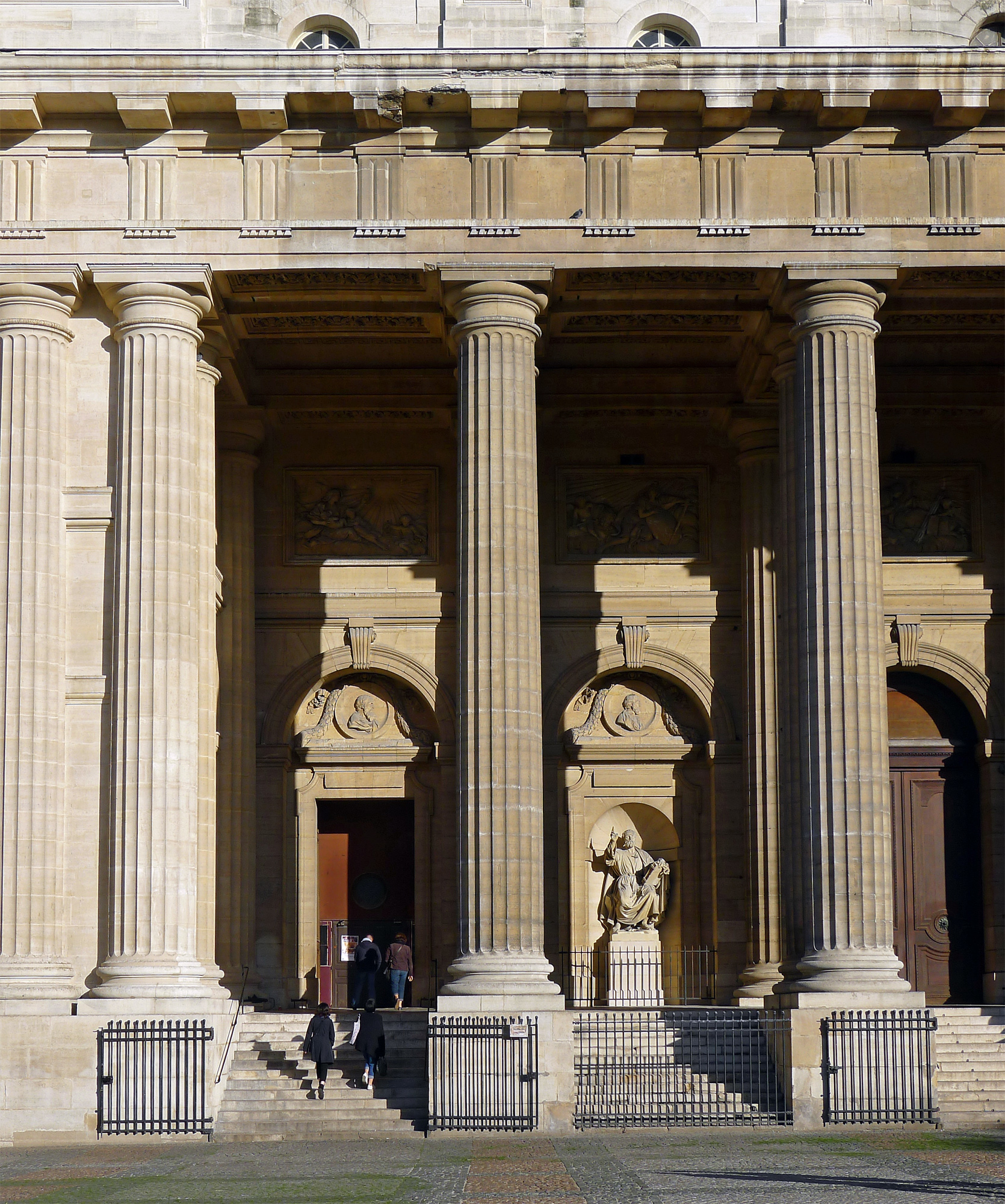
Péristyle vu de face.
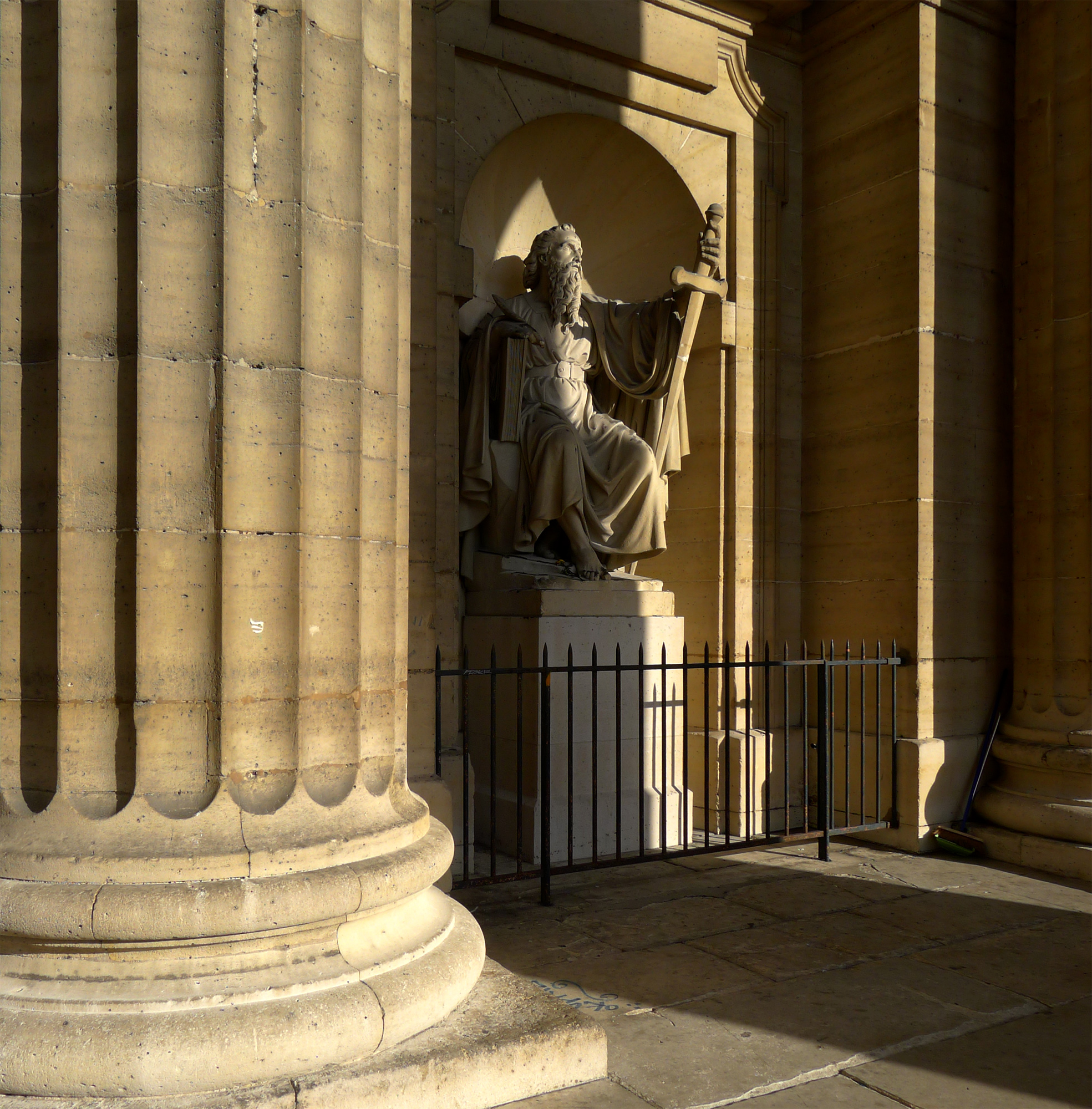
Une colonne dorique cannelée avec la statue de saint Paul sculptée par Émile Thomas.

#### Autres façades
Contrairement à la façade principale, celles des transepts obéissent au modèle jésuite de « façade à deux ordres superposés de largeur inégale couronnée d'un fronton ».
La première pierre apparente du portail sud, dit portail Saint-Jean-Baptiste, est posée par le régent le 4 décembre 1719. Les quatre statues monumentales en pierre ornant les portails nord (Saint Pierre et Saint Paul) et sud (Saint Jean-Baptiste et Saint Joseph) sont dues au ciseau du sculpteur François Dumont et ont été mises en place en 1725.

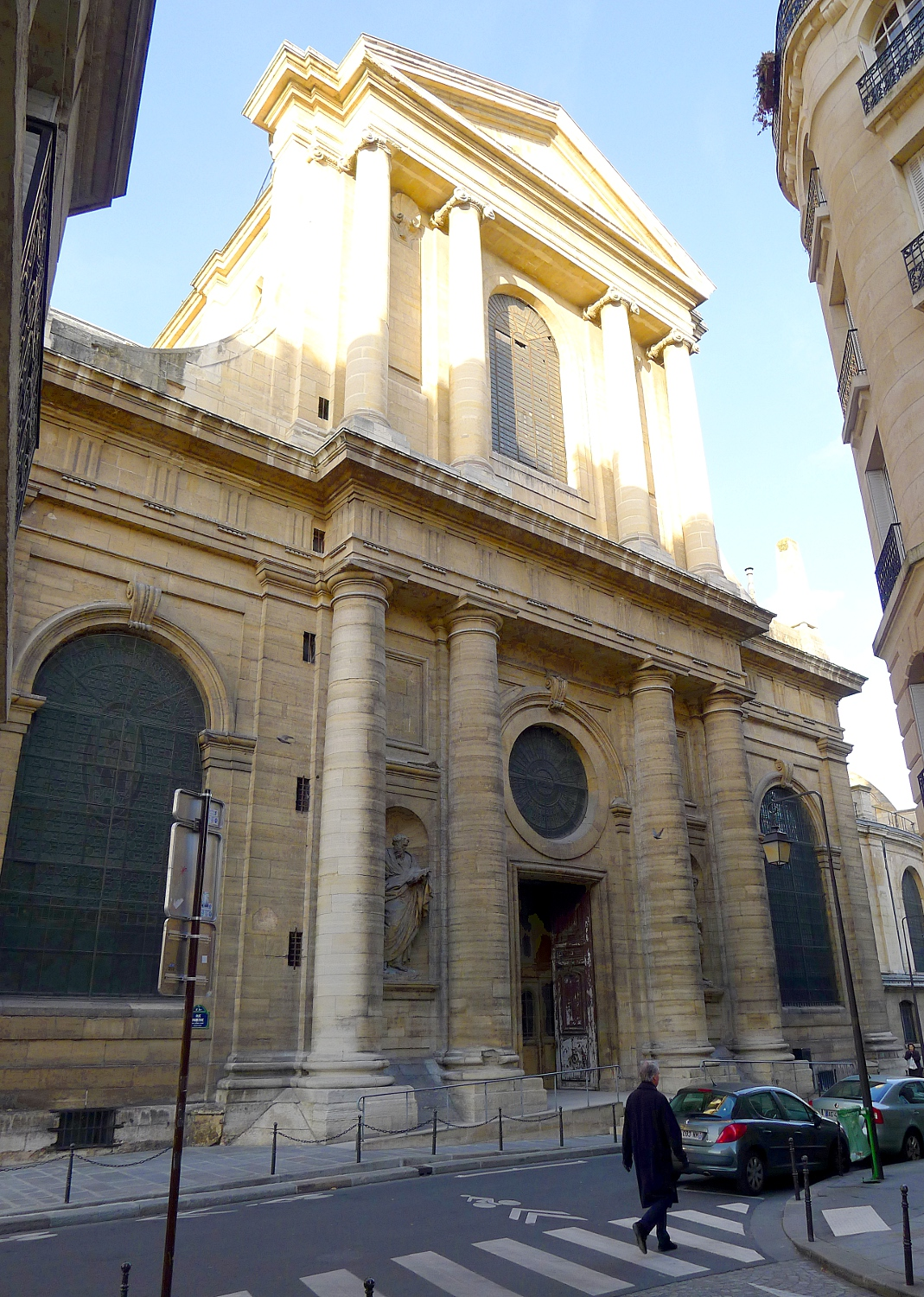
Façade du transept sud de Pierre Gittard.
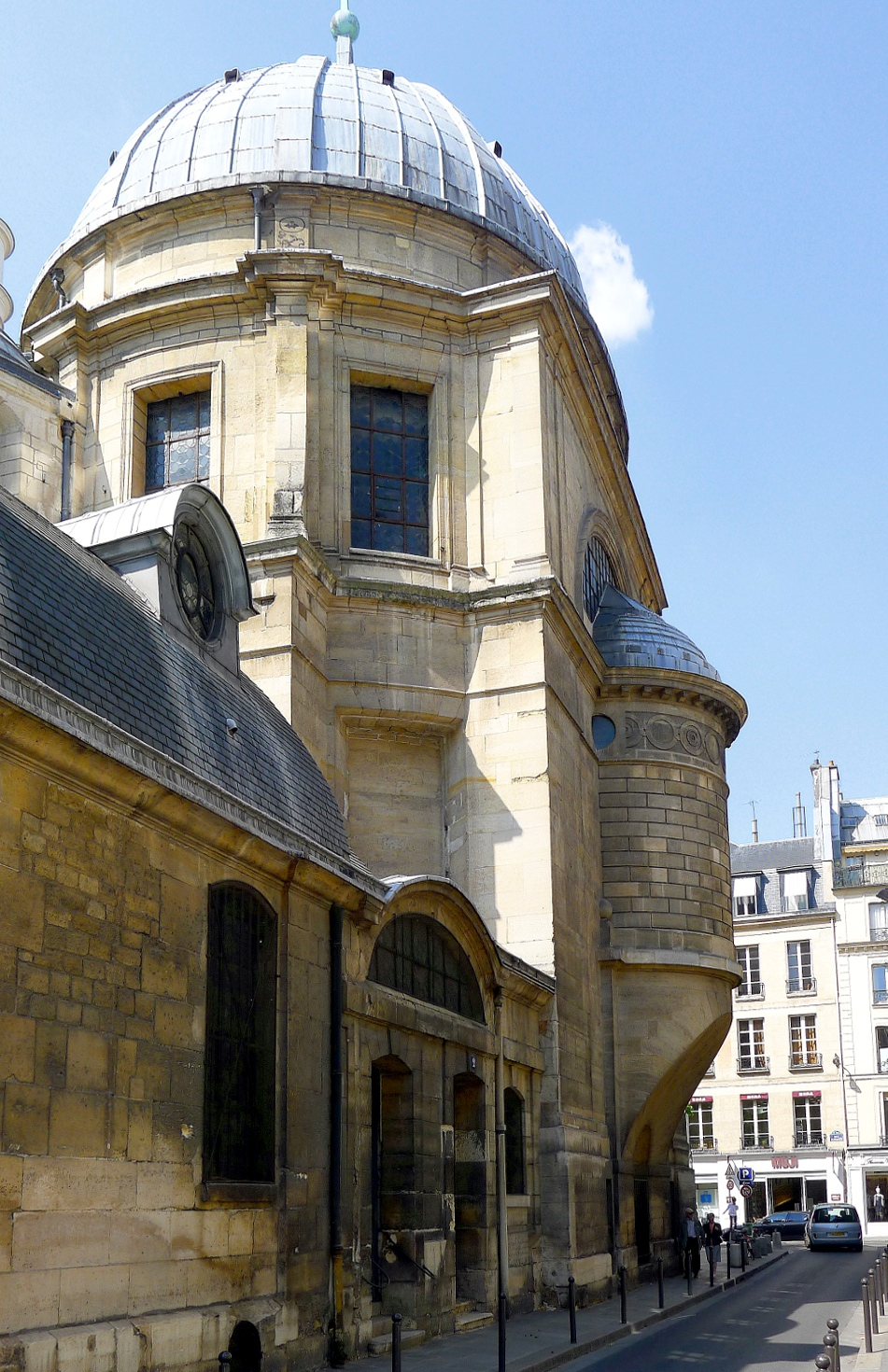
Chapelle de la Vierge avec l'oriel sur trompe de Charles De Wailly sur la rue Garancière (côté est).
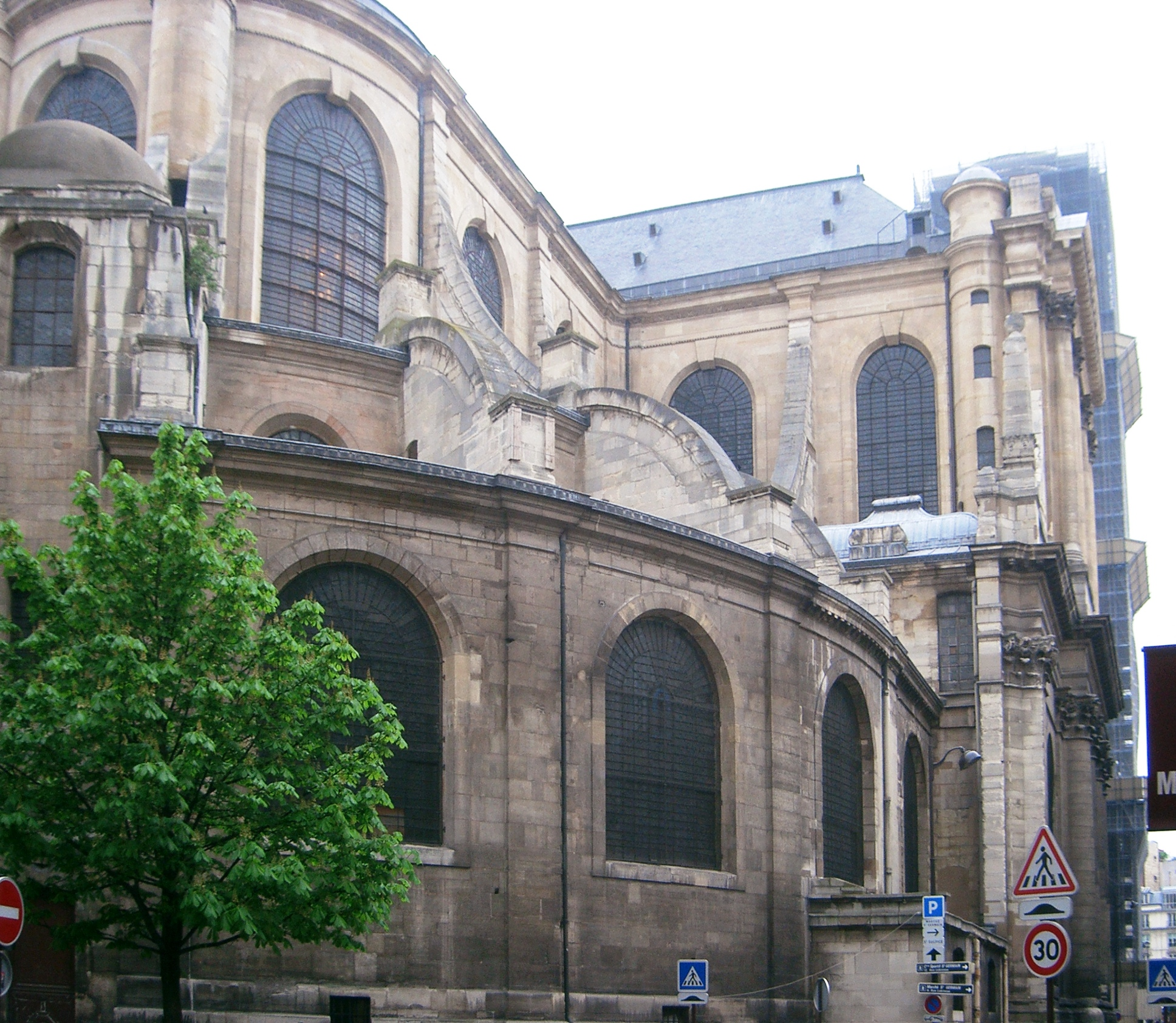
Vue extérieure du chœur, du déambulatoire et du transept nord.
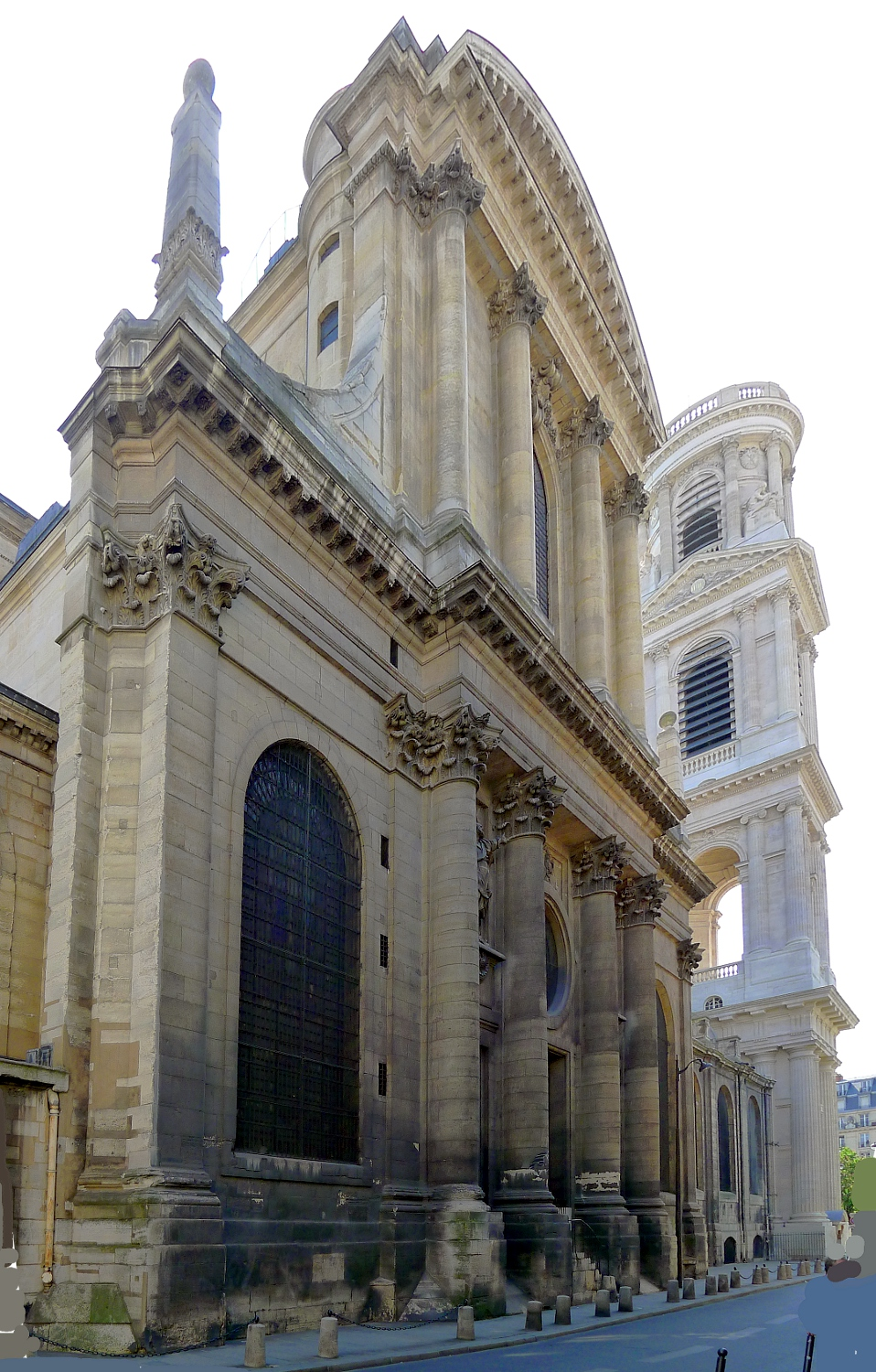
Façade du transept nord, avec une des tours de la façade principale en arrière-plan.
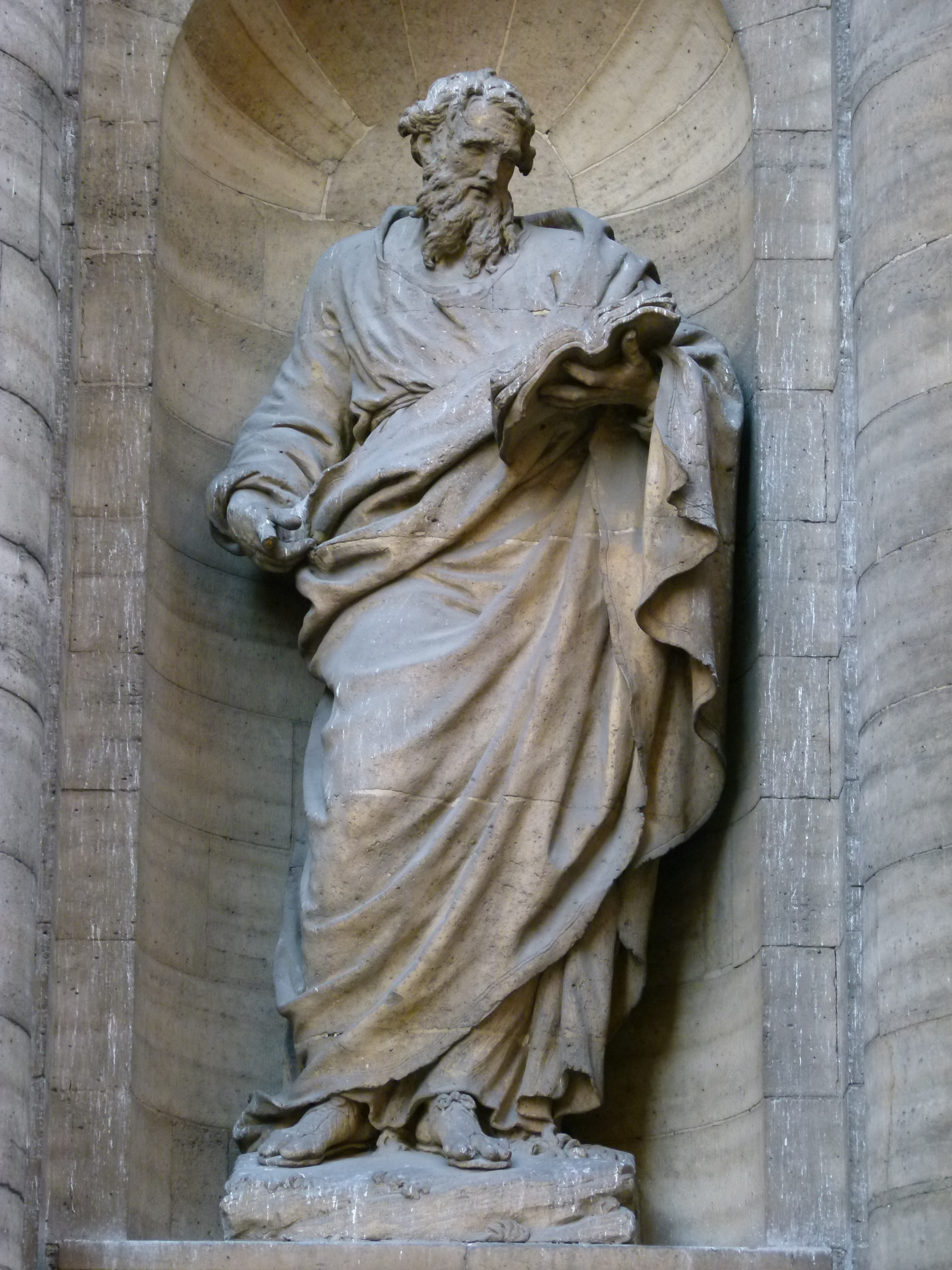
Saint Joseph, œuvre de François Dumont, 1725 (portail sud)
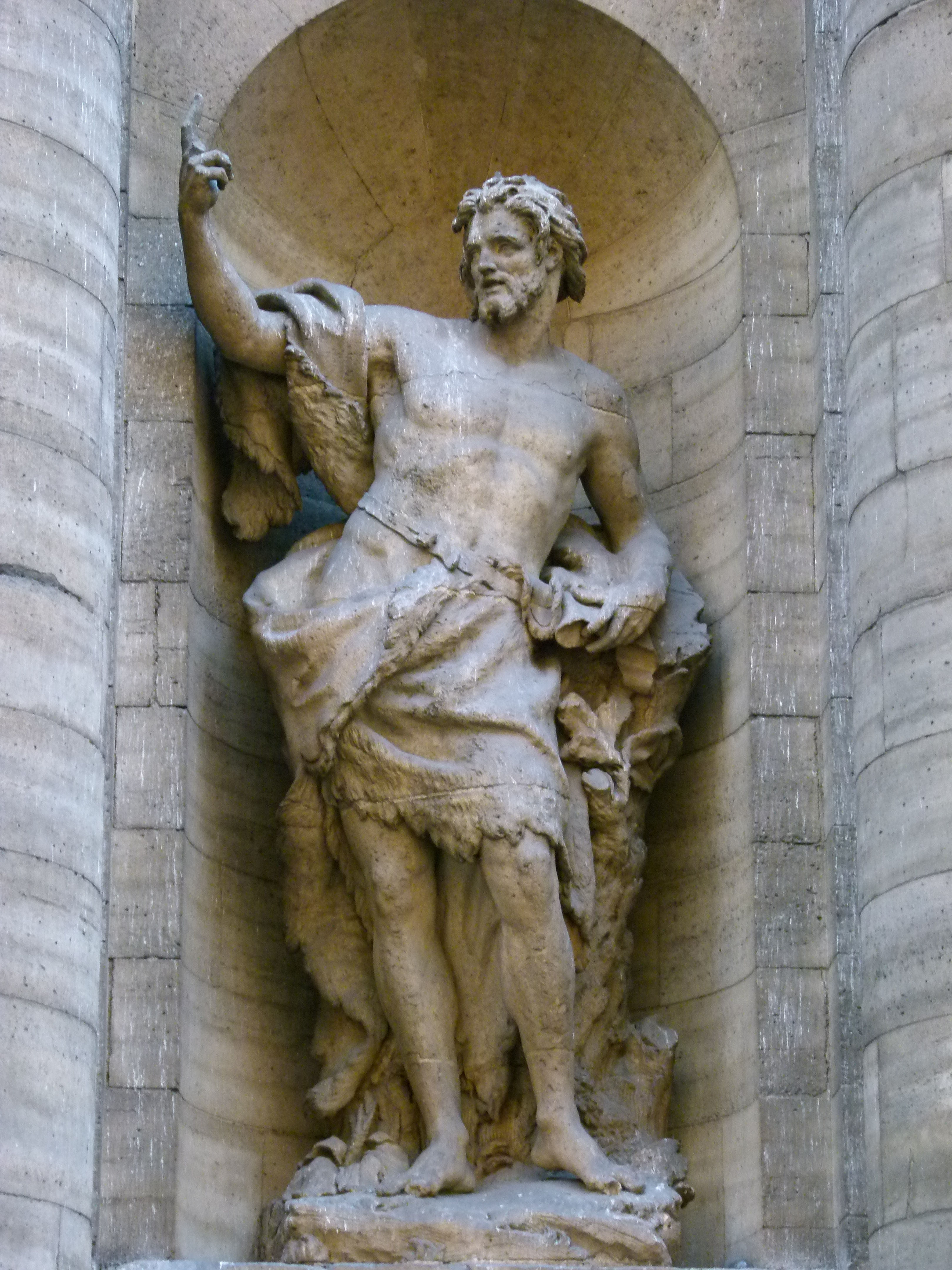
Saint Jean-Baptiste, œuvre de François Dumont, 1725 (portail sud)

### Intérieur

#### Nef et collatéraux
Les nefs ont été réalisées par Gilles-Marie Oppenord, architecte du Régent, à partir de 1719.

Vues générales de la nef
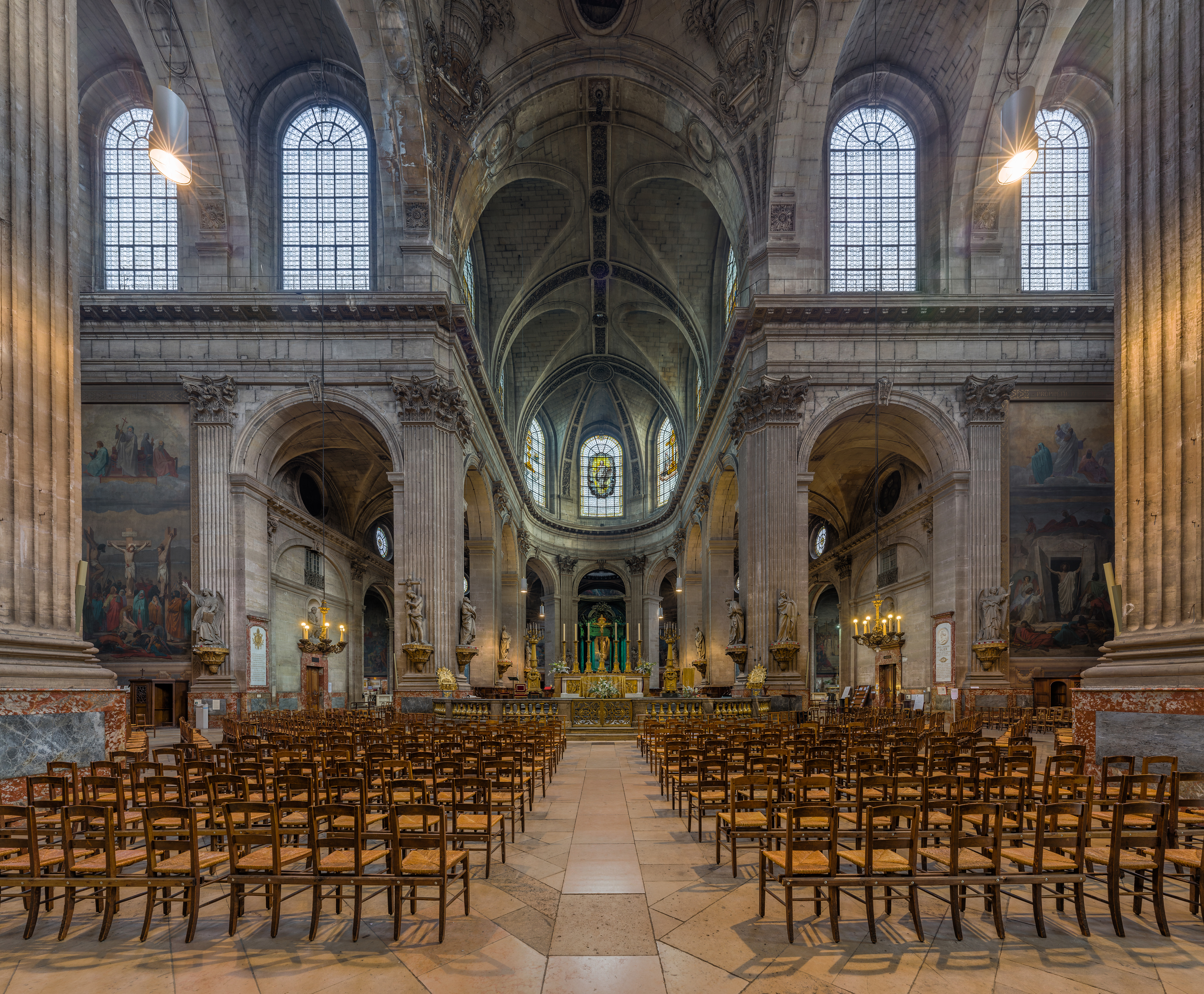
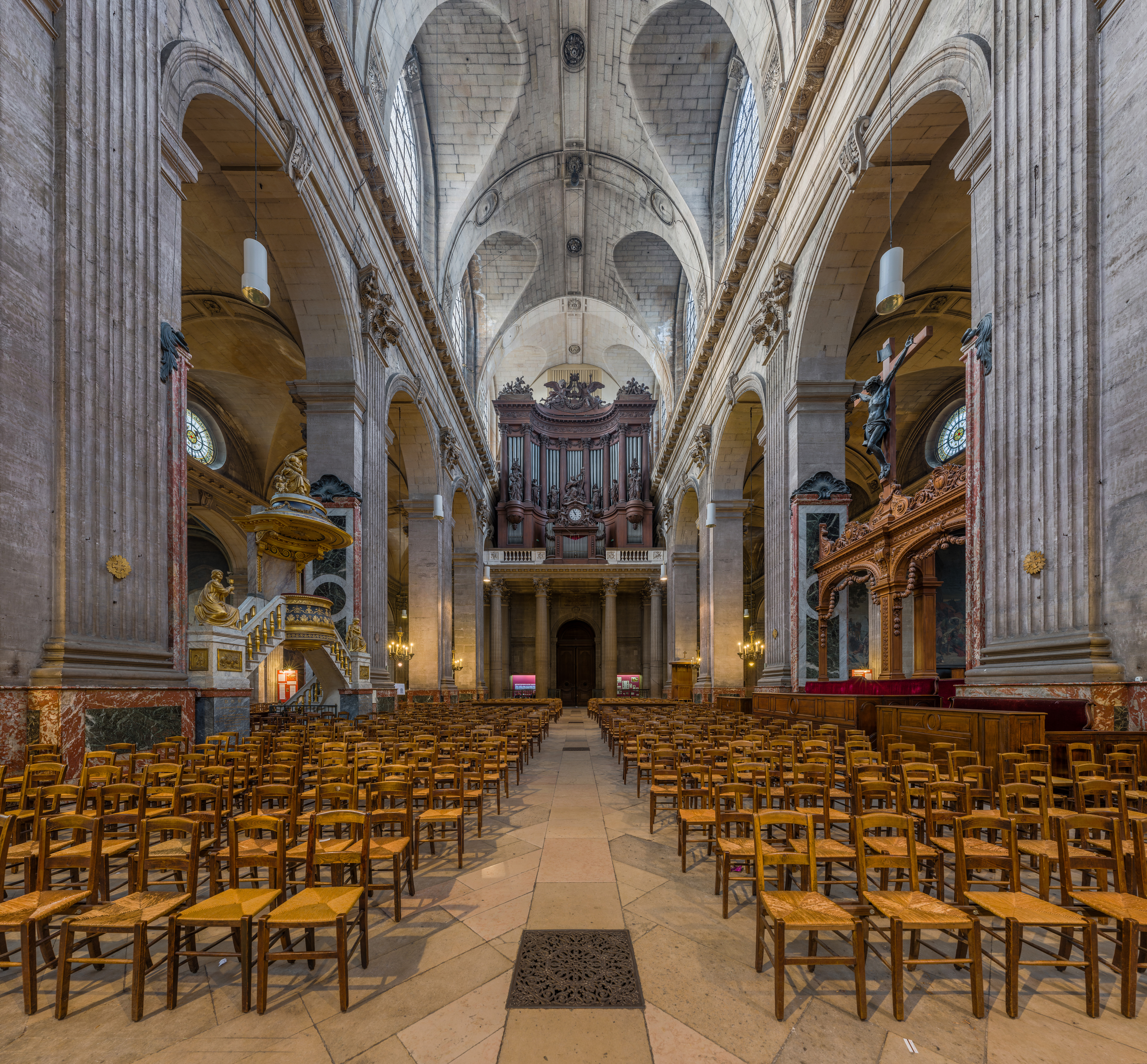

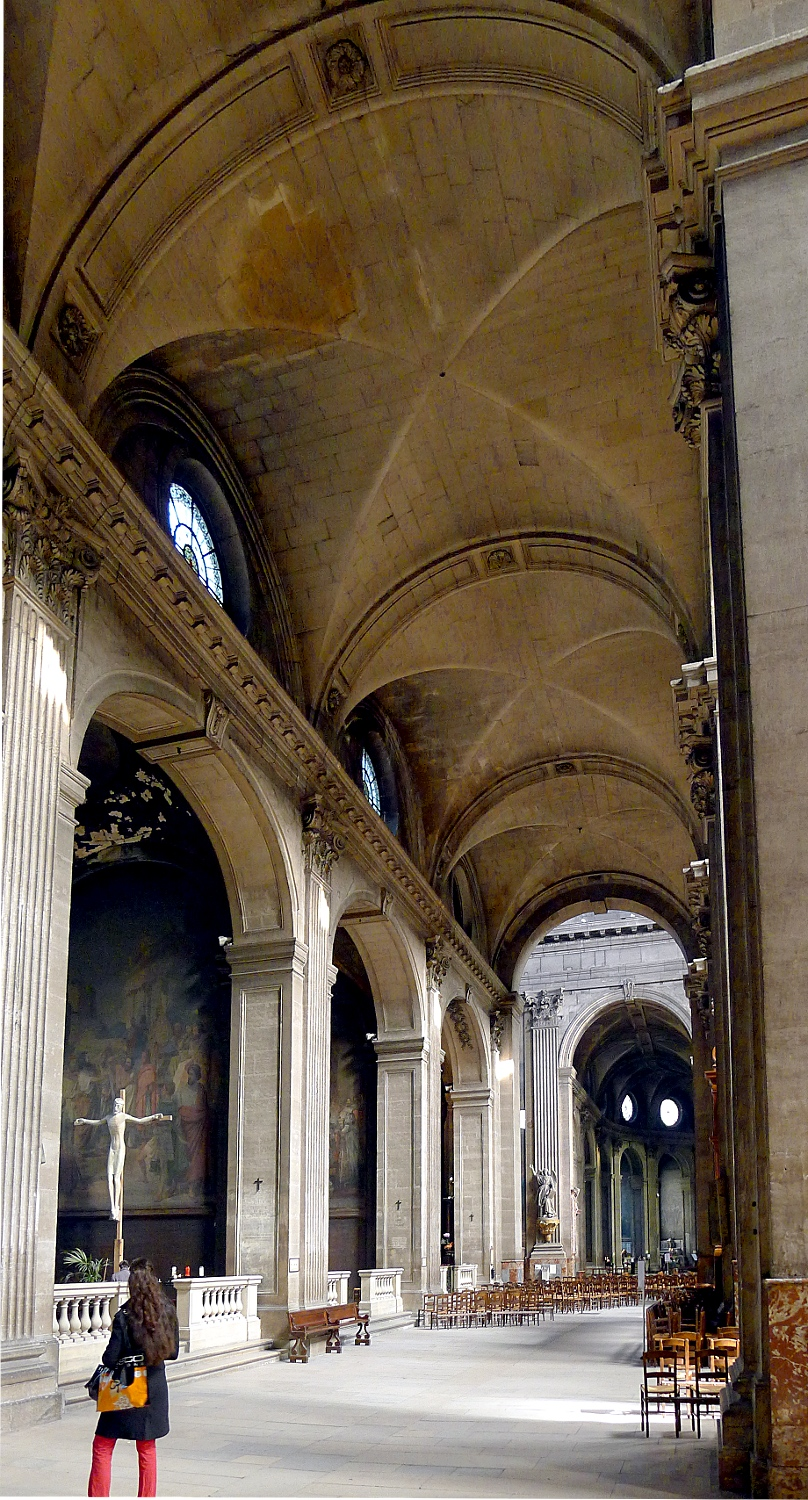
Collatéral nord.
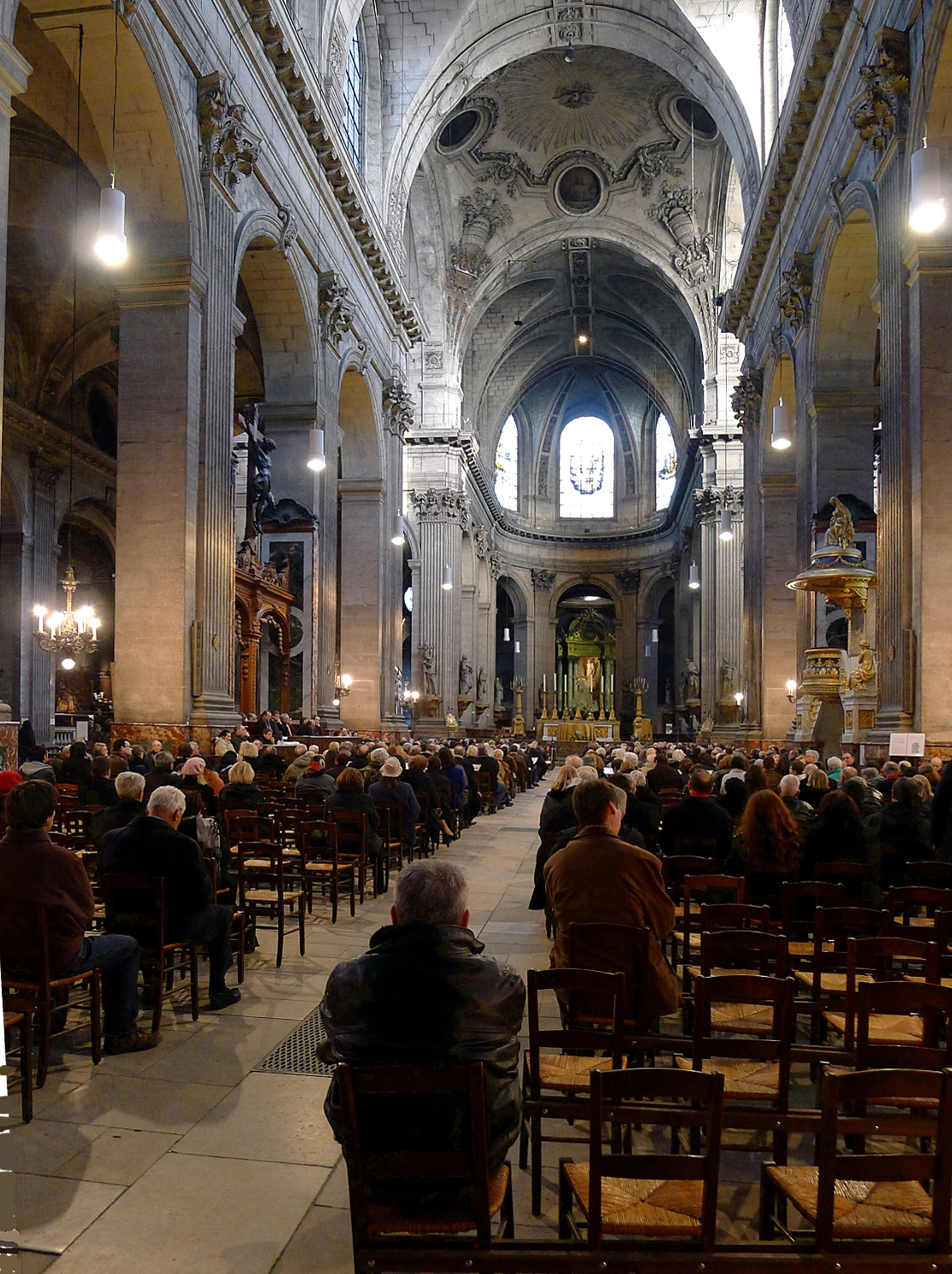
Nef centrale, lors d'un concert.
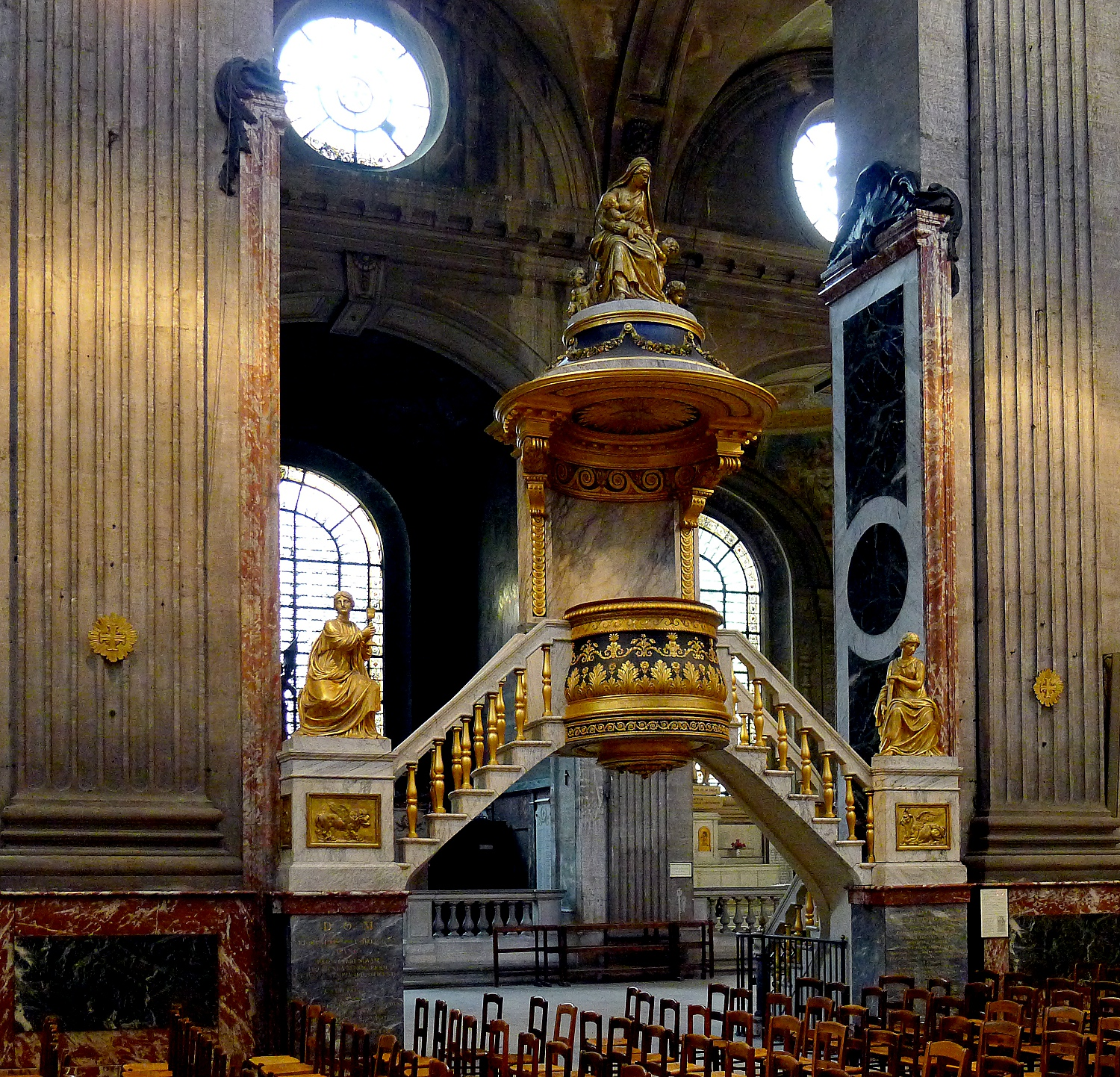
Chaire de la nef centrale.
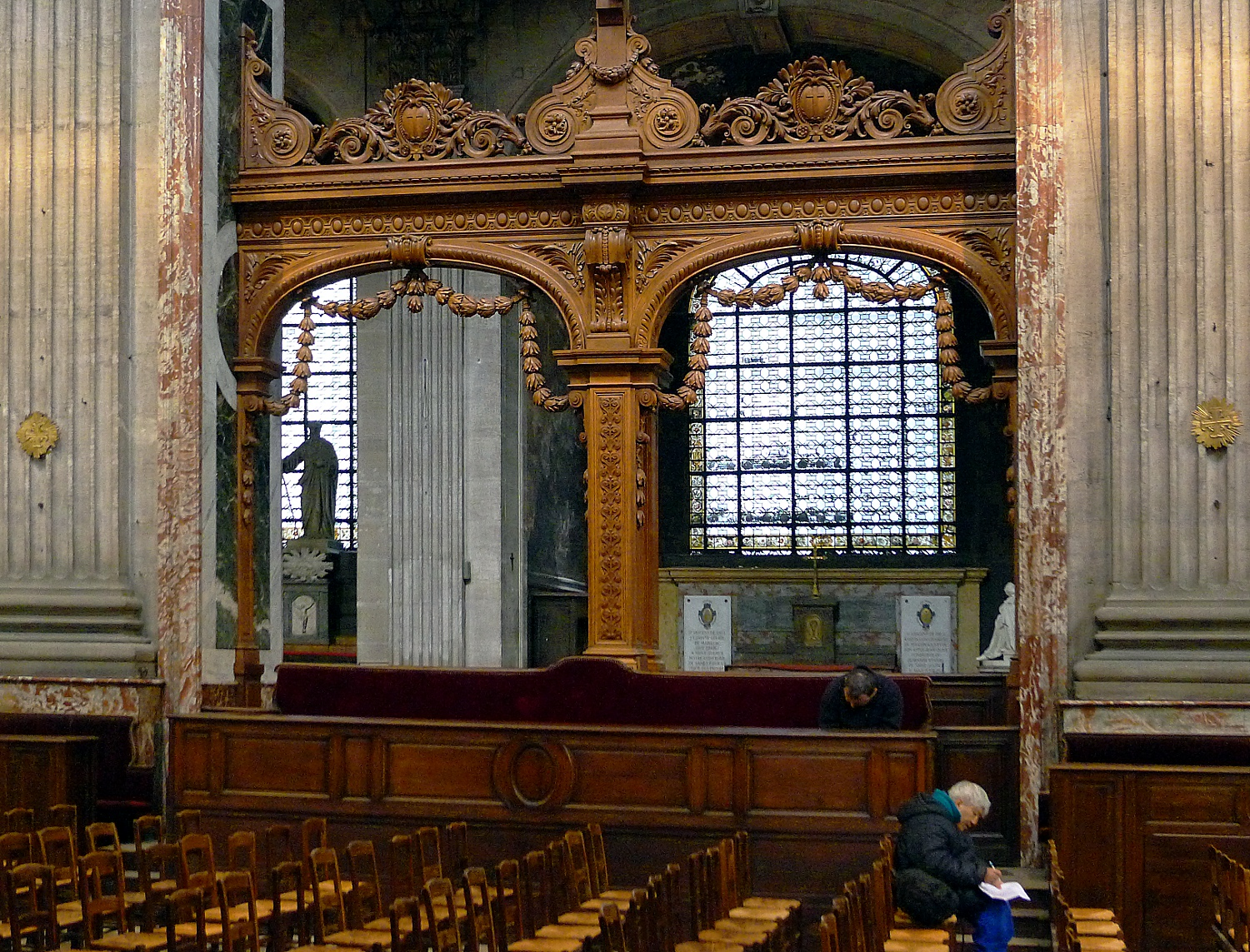
Banc d'œuvre faisant face à la chaire.
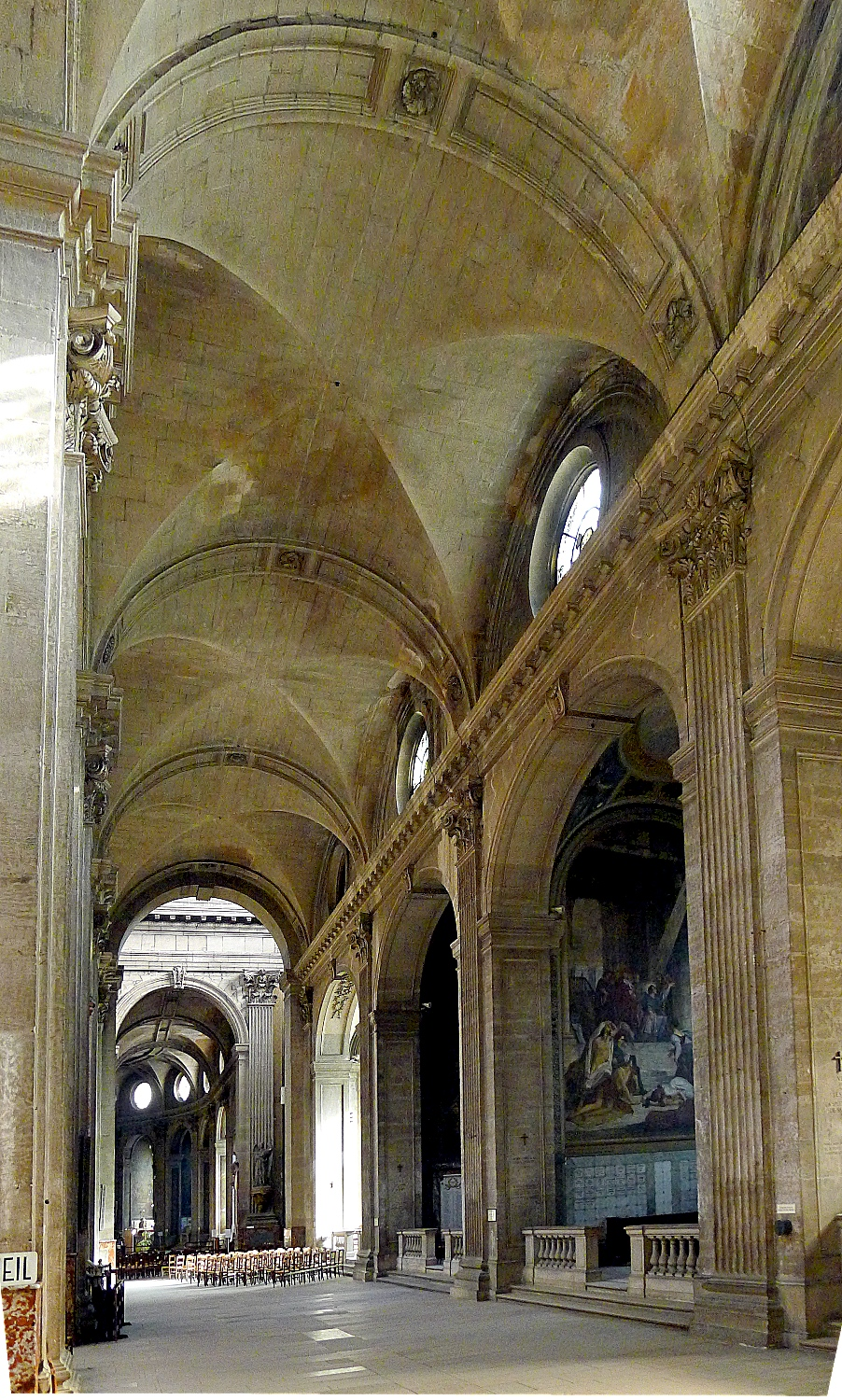
Collatéral sud.

#### Chapelles du collatéral nord

##### Chapelle des fonts baptismaux
Aux deux extrémités du péristyle, au pied des deux grandes tours de l'église, deux chapelles circulaires ont reçu de Chalgrin un décor particulièrement soigné.
Celle du Nord est destinée aux baptêmes, qui sont donc célébrés à l'emplacement traditionnel (près de l'entrée de l'église, du côté du Nord). Elle est ornée de sculptures de Boizot : un haut-relief du Baptême du Christ et quatre allégories de la Sagesse, la Grâce, la Force et l'Innocence.

##### Chapelle Saint-François-Xavier
Consacrée au service du pain bénit avant la Révolution, cette chapelle devient magasin de chaises en 1836, puis reçoit les fonts baptismaux en 1840. Dans les années 1840, Delacroix est sollicité pour peindre la chapelle, mais la transformation de la chapelle en 1850 met fin à ses projets, ce qui mécontente Delacroix qui se consacrera ensuite à la chapelle des Saints-Anges,.
C'est finalement Jacques-Émile Lafon qui peint à fresque la chapelle entre 1853 et 1859 en représentant la résurrection d'un mort à gauche, les funérailles de saint François-Xavier à droite et sa glorification sur la voûte. Il peint également aux quatre coins un Chinois, un Indien, un Portugais et un Maure en allusion aux missions de François-Xavier. Le vitrail représente également le saint convertissant un Indien.

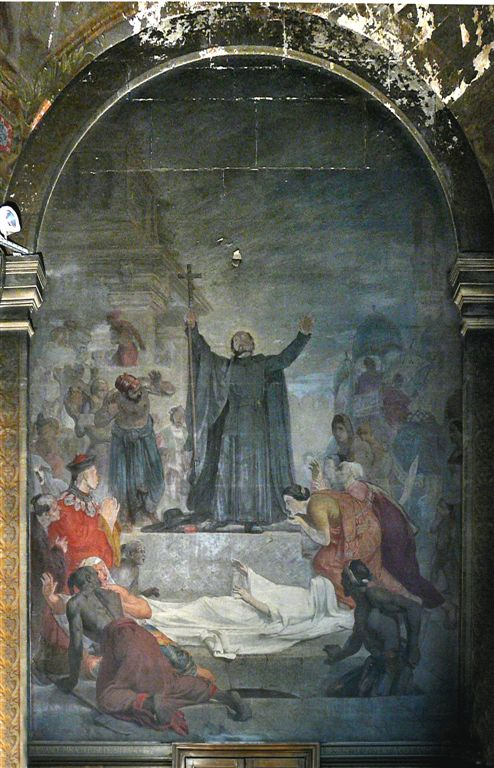
La résurrection d'un mort
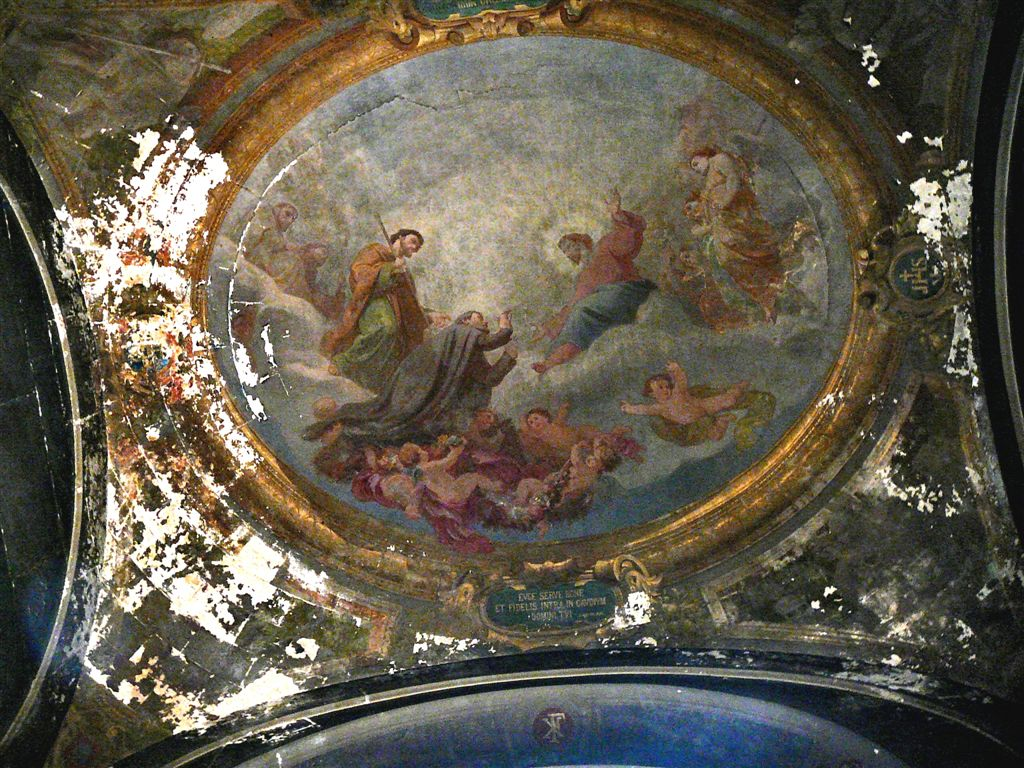
La voûte
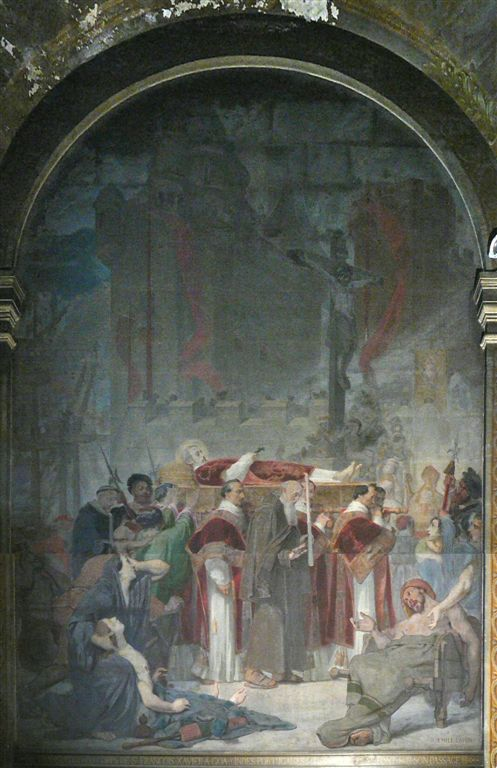
Funérailles de saint François-Xavier

##### Chapelle Saint-François-de-Sales
Alexandre Hesse a peint en 1860 des fresques représentant :
- à gauche, le Saint prêchant les hérétiques du Chablais. François de Sales a contribué dans les dernières années du 16e siècle à ramener vers le catholicisme la région du Chablais, convertie au protestantisme ;
- à droite, la Remise des Constitutions de Jeanne de Chantal. La baronne Jeanne de Chantal a créé l'Ordre de la Visitation avec François de Sales ;
- sur la voûte, la Glorification du saint évêque. François de Sales a été nommé en 1602 évêque de Genève en exil, la ville étant acquise au protestantisme.

##### Chapelle Saint-Paul

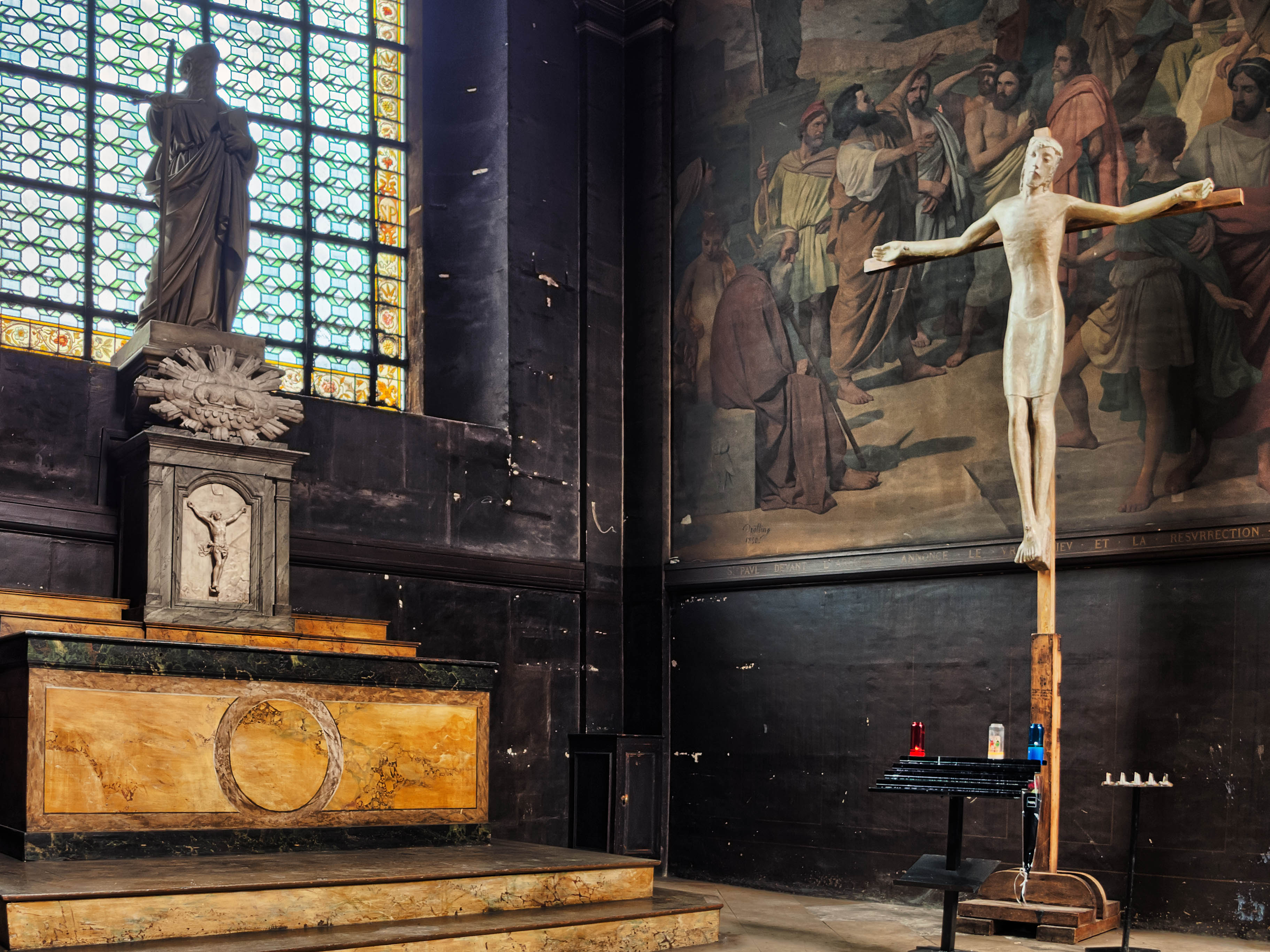
Vue de la chapelle Saint-Paul.

Cette chapelle a été précédemment dédiée à Saint Louis, à Saint Claude et à Sainte Claire.
Cette chapelle contient deux fresques de Michel-Martin Drolling peintes en 1850 et représentant d'une part la Conversion de saint Paul frappé de cécité sur le chemin de Damas et d'autre part Saint Paul annonçant le vrai Dieu devant l'Aréopage, ainsi qu'une statue du même saint par Révillon, datant également de 1850, et une statue du Christ du Vendredi-Saint par Louis Derbré en 1951.
Le 30 avril 2021, un mémorial pour les victimes du Covid-19 est inauguré dans cette chapelle.

##### Chapelle Saint-Vincent-de-Paul
Au XVIIIe siècle, elle est le siège des confréries des épiciers, des tonneliers, des écoliers, des maitres d'école et des chirurgiens.
La chapelle contient une fresque d'Alexandre Charles Guillemot (1787-1831) se nommant Saint Vincent de Paul assistant Louis XIII à ses dernières heures. On y trouve aussi une statue d'Émilien Cabuchet de 1858 se nommant Saint Vincent de Paul tenant des petits enfants. Cette sculpture eut un grand succès lors de sa création. Elle reçoit en effet une médaille lors du Salon de 1857.

##### Chapelle du Sacré-Cœur
Cette chapelle est bénie en 1724 lors de la démolition du clocher de l'ancienne église. Elle est alors dédiée à Saint Étienne, Saint Laurent et tous les Saints martyrs.
En 1748, elle change d'affectation et devient la première chapelle de Paris dédiée au Sacré Coeur.
Dans la chapelle du Sacré-Cœur, on trouve des boiseries du XVIIIe siècle, avec des bas-relief sculptés par Brun au XIXe siècle, figurant notamment un pélican sur le soubassement du maître autel qui représente le Christ et un Christ en croix sculpté qui trône sur ce même maître autel. Un bas-relief y est présent sur le tabernacle de l'autel de la chapelle. Il représente L'incrédulité de saint Thomas et date du XIXe siècle.
Un tableau de Jean Simon Berthélemy (1743-1811) représente Les peuples du monde entier en adoration devant le Sacré-Cœur.

#### Chapelles du collatéral sud

##### Chapelle des Saint-Anges
Première chapelle à droite, la chapelle des Saints-Anges a été décorée par Eugène Delacroix qui mit six années, entre 1855 et 1861, pour réaliser les deux grands panneaux muraux (peintures à l'huile et à la cire) ainsi que la voûte (huile sur toile marouflée). Les peintures murales représentent la Lutte de Jacob avec l'ange et Héliodore chassé du temple et la toile de la voûte, Saint-Michel terrassant le Dragon. La Lutte de Jacob avec l'Ange fut particulièrement célébré par Paul Gauguin et Maurice Denis.
La réalisation des peintures demanda beaucoup de travail à Delacroix, qui s'installa près de l'église, rue Furstemberg, où se situe aujourd'hui le musée national Eugène-Delacroix.
Ces peintures furent restaurées en 1977 puis en 2016.

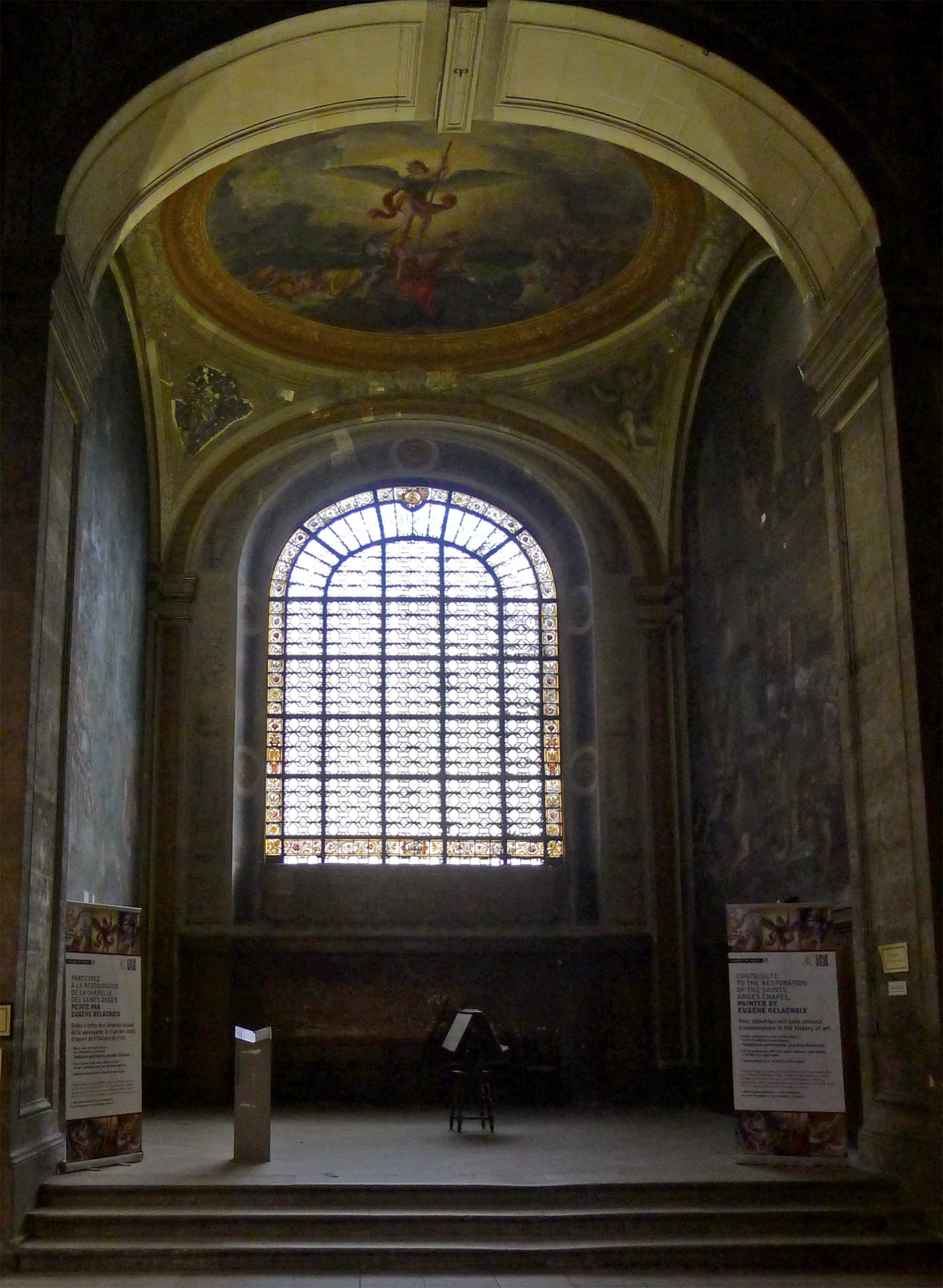
Vue générale de la chapelle.
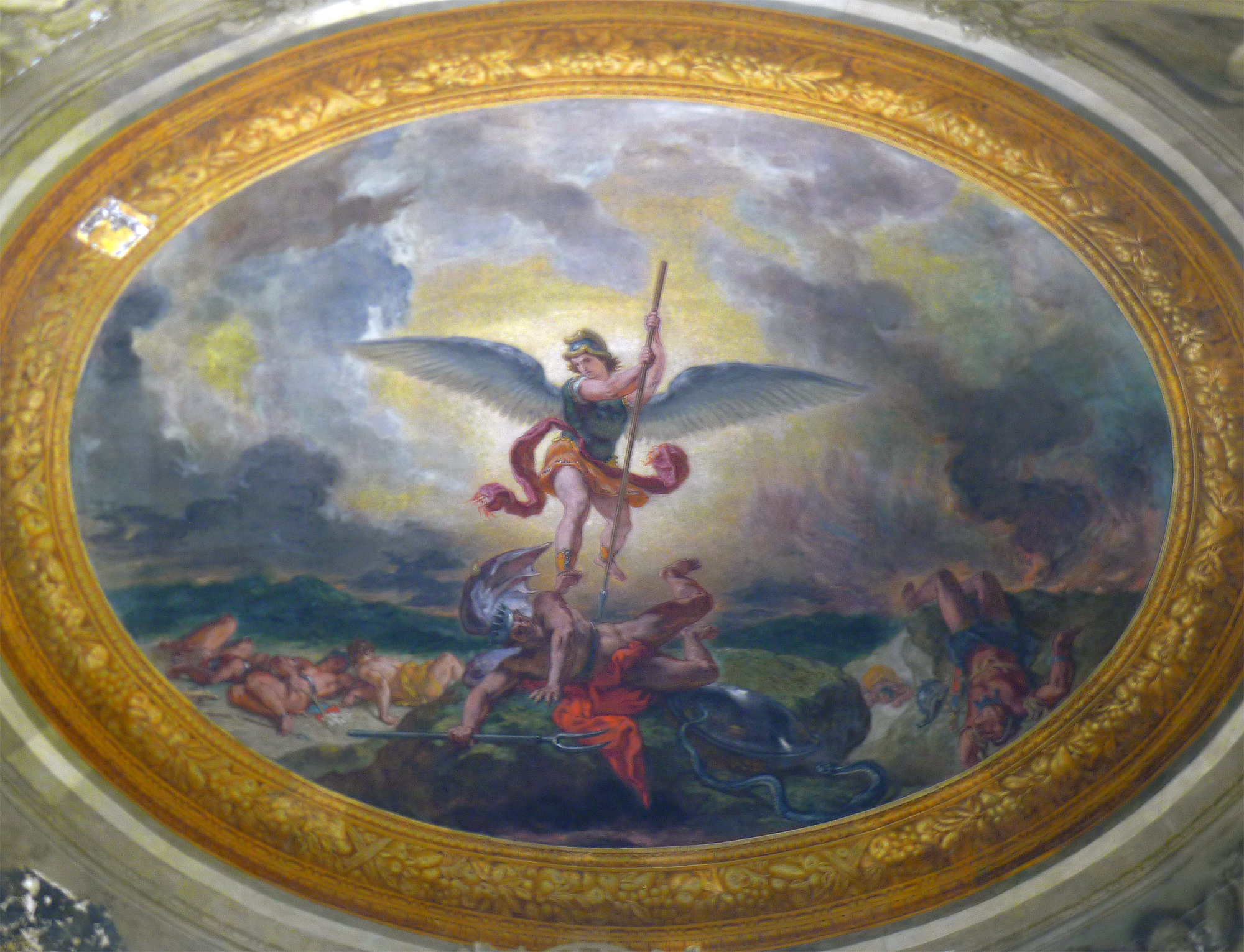
Saint-Michel terrassant le Dragon.
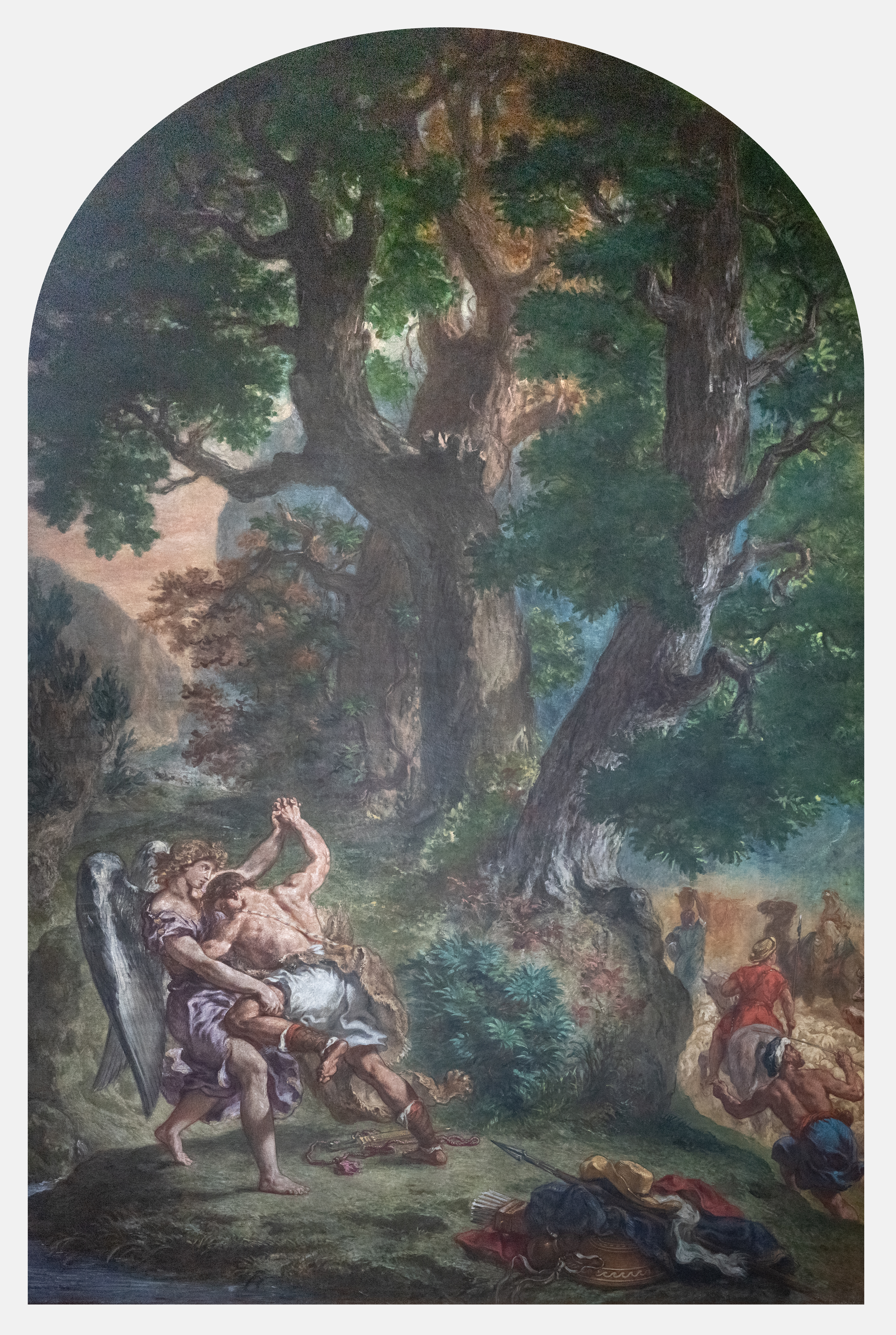
La lutte de Jacob avec l'ange.
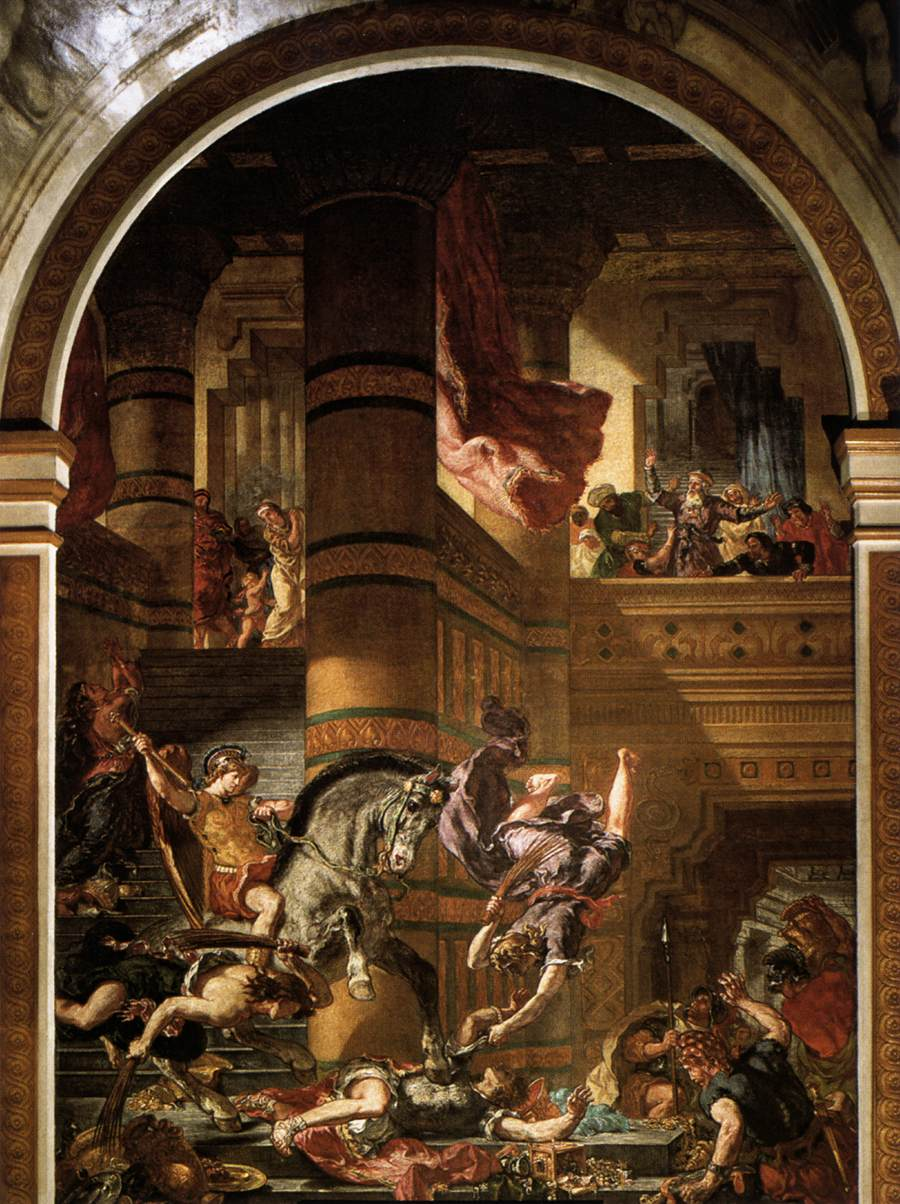
Héliodore chassé du temple

##### Chapelle des Âmes-du-Purgatoire
Cette chapelle, la deuxième à droite, possède une Pietà, groupe en plâtre, de Jean-Baptiste Clésinger ainsi qu'un vitrail de 1873, œuvre de l'atelier Chabin, dont le motif central représente une Crucifixion. Deux peintures murales latérales représentent, à gauche, un mourant, entouré de sa famille, dans une scène intitulée « La Religion encourage les chrétiens à souffrir en cette vie pour éviter les peines du purgatoire », et à droite une scène intitulée « La Prière pour les morts obtient la délivrance des âmes qui souffrent dans le purgatoire » par François-Joseph Heim (1787-1865). Le médaillon du plafond est également de François-Joseph Heim.

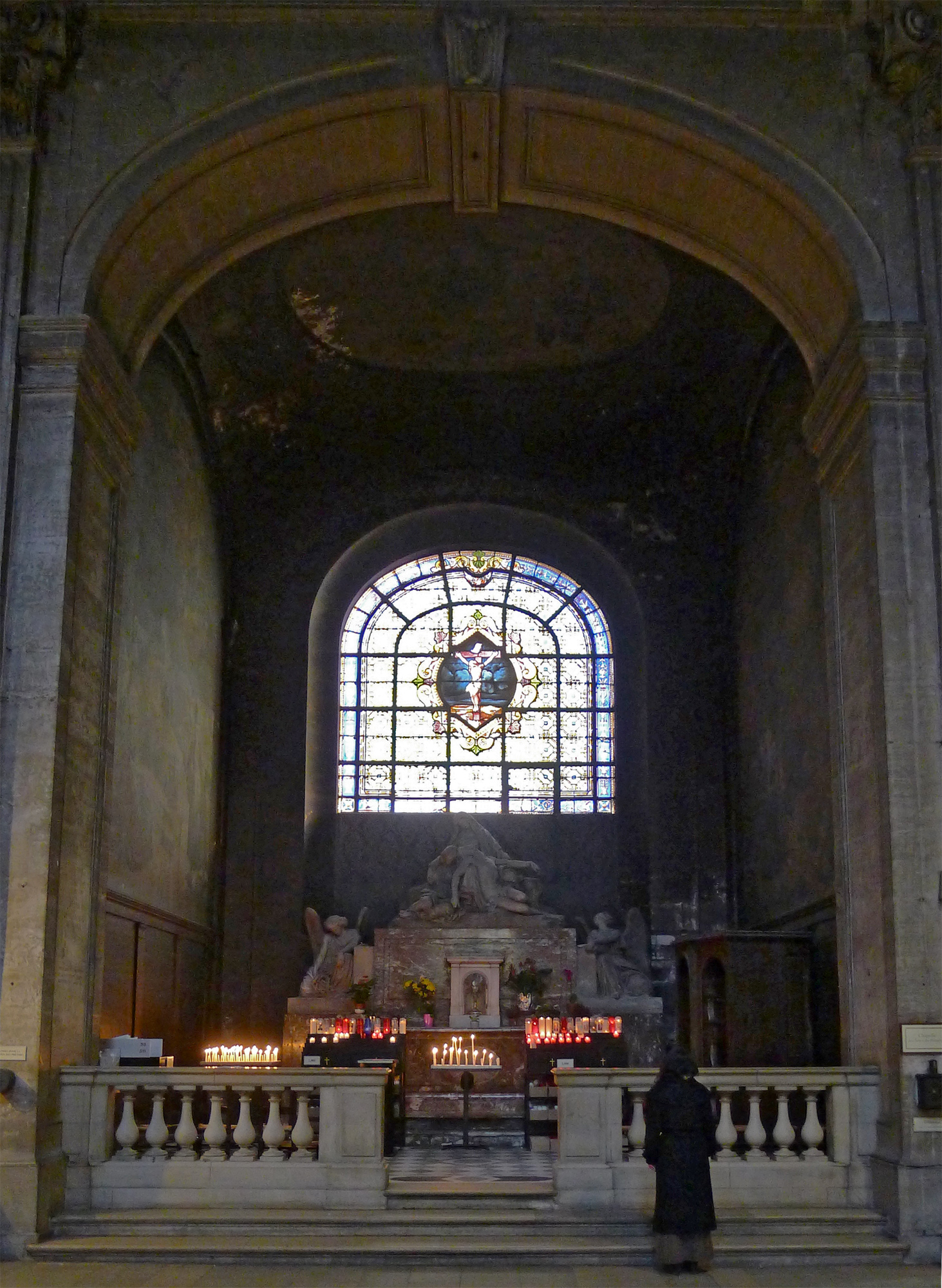
Vue générale.
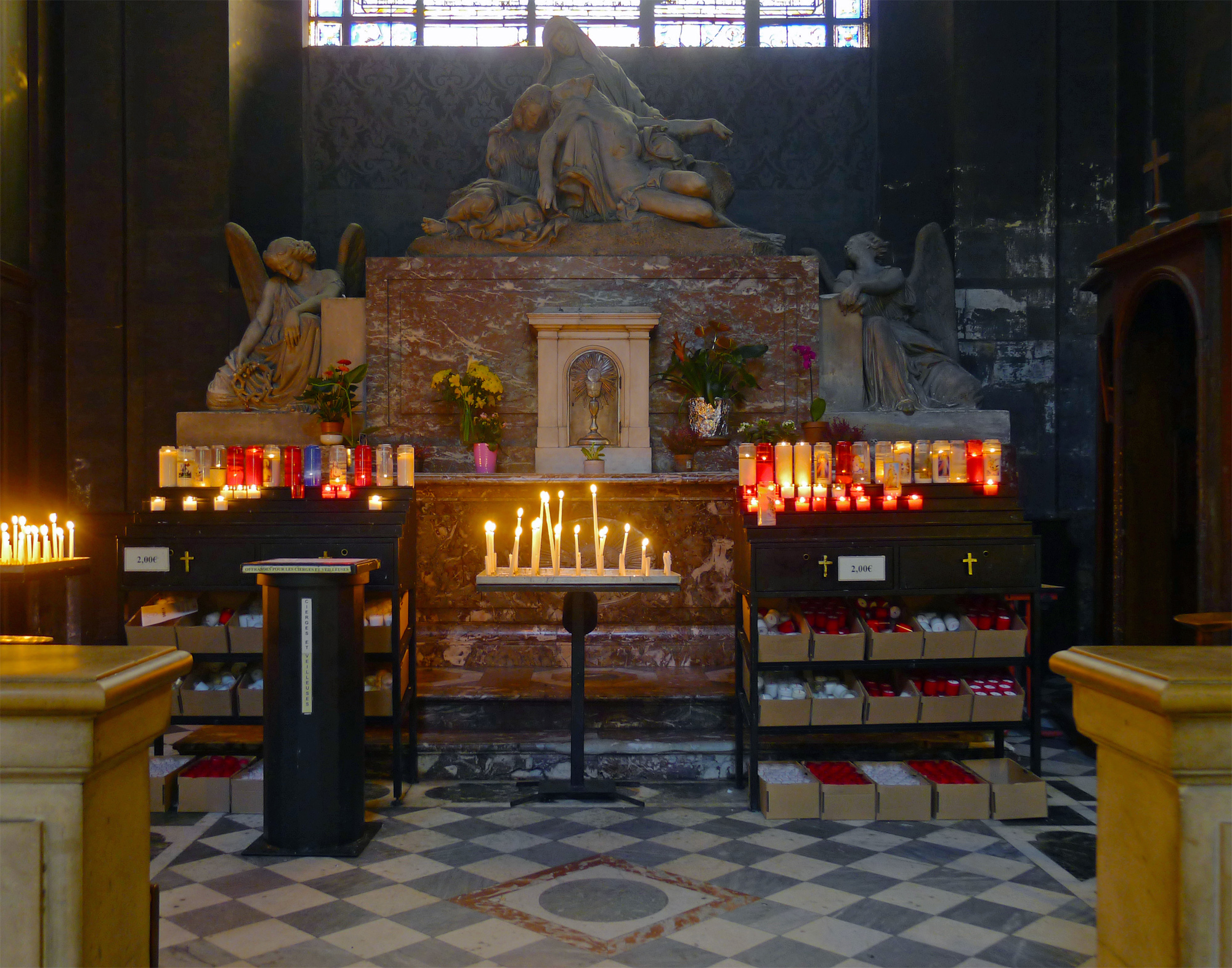
Chapelle avec la Pietà.
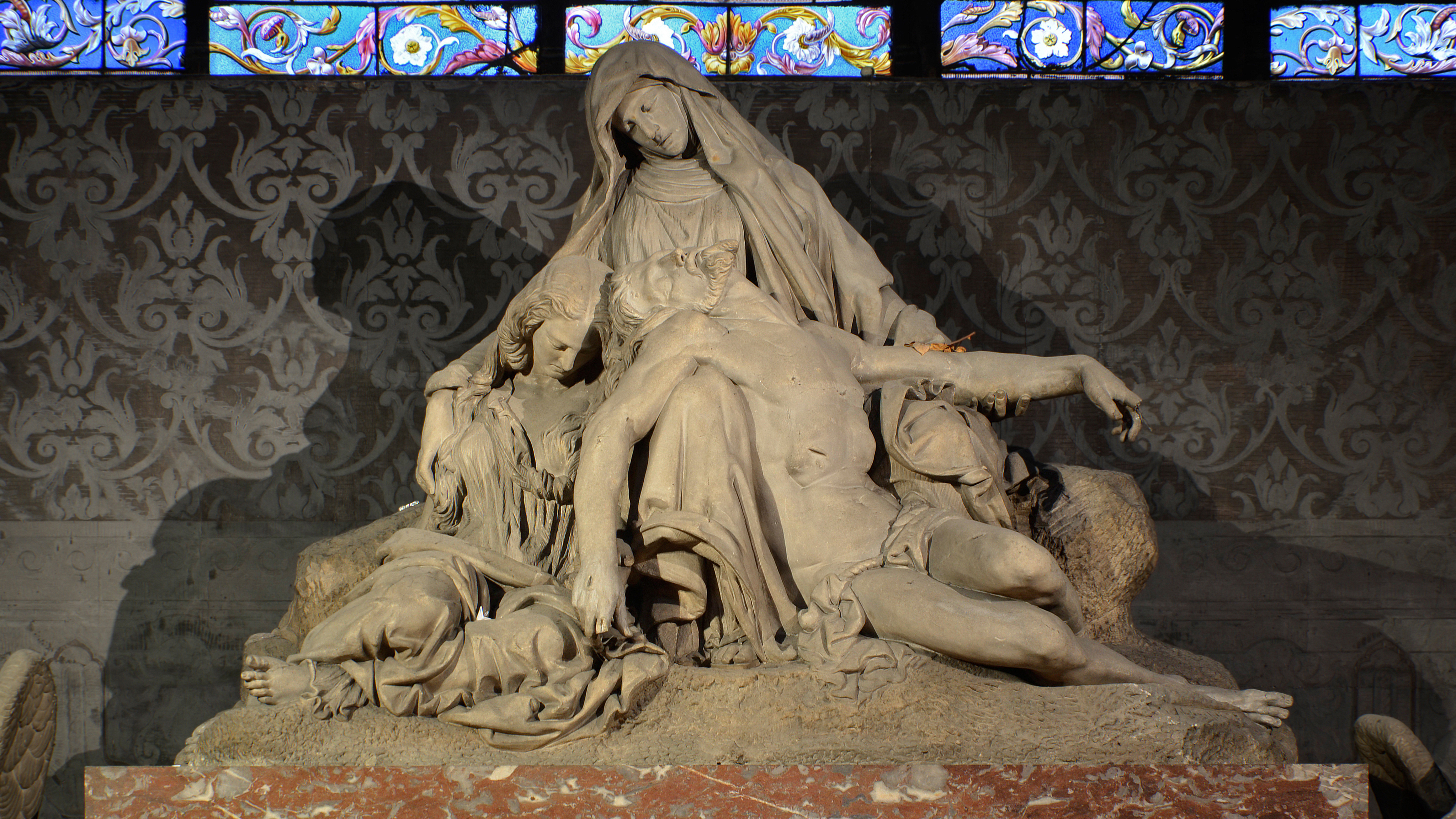
Pietà, détail.
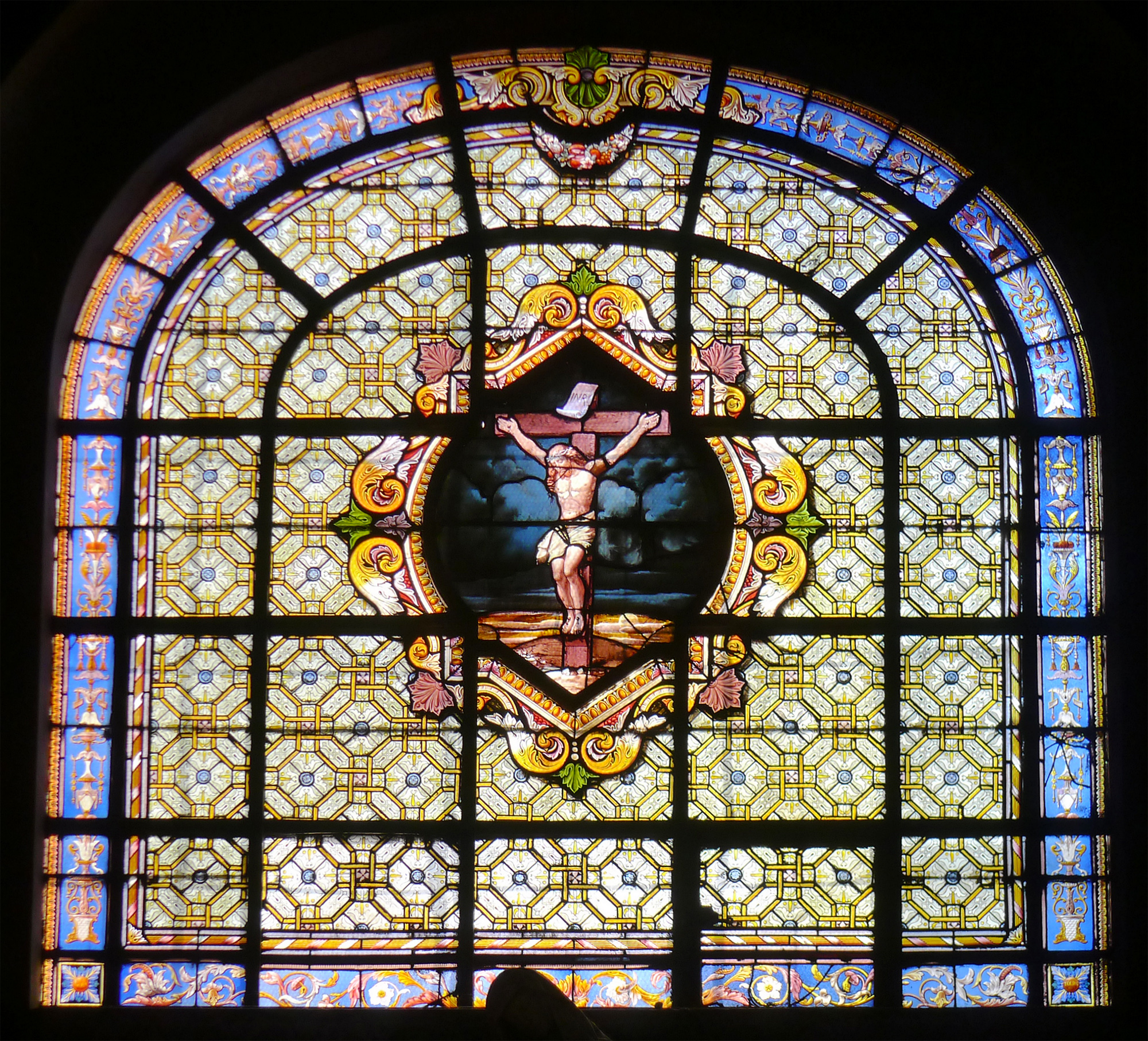
Vitrail.
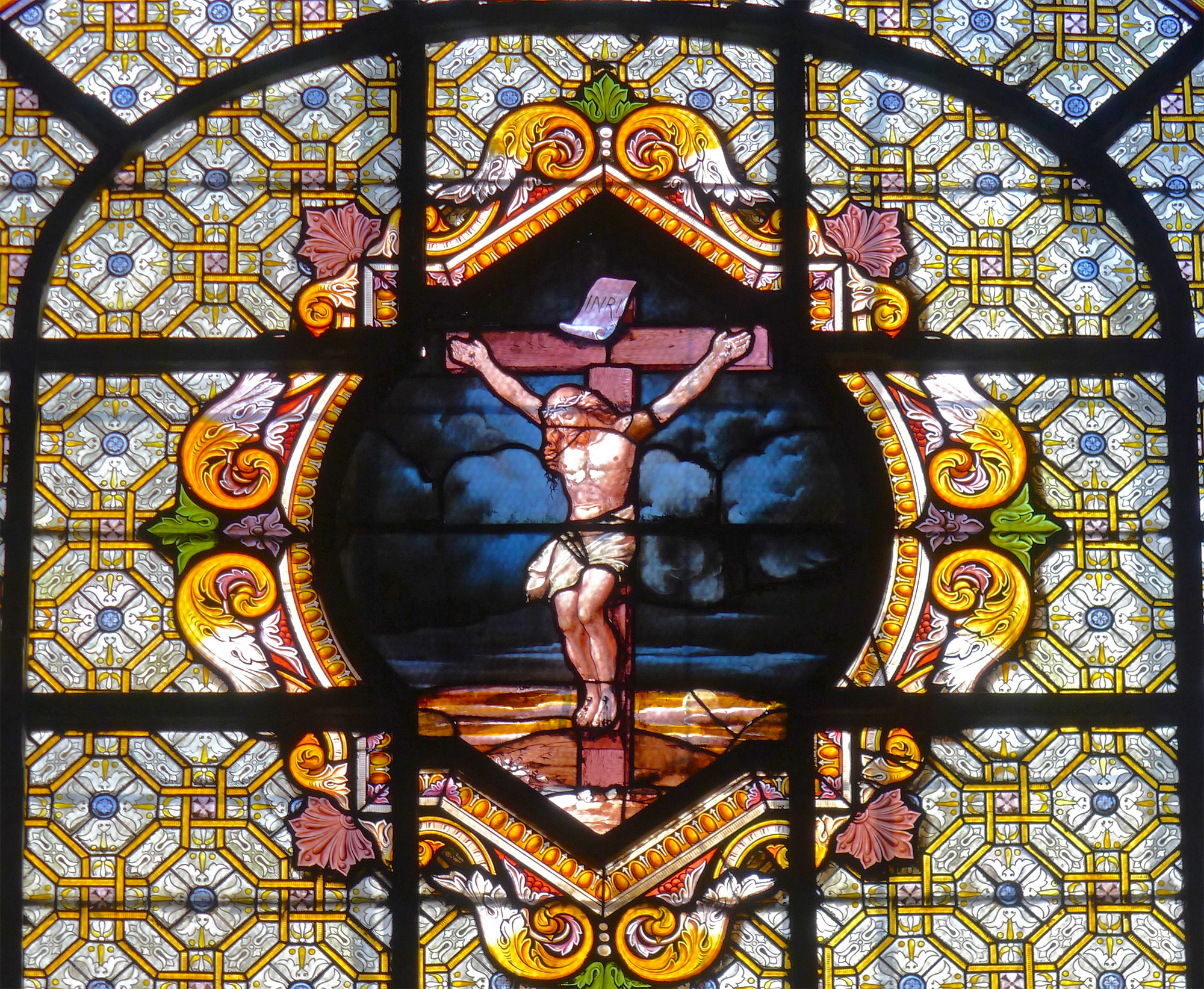
Panneau central.

##### Chapelle de saint Roch ou de Saint-Jean-Baptiste-de-la-Salle
Cette chapelle, la troisième en partant de la droite, a été dédiée à l'origine à saint Roch, saint Sébastien et sainte Julienne ; depuis 1900, elle est dédiée à saint Roch et saint Jean-Baptiste de la Salle. Elle a été le siège de la compagnie des Gentilshommes.
Elle possède un vitrail du XVIIe siècle ainsi que deux peintures à fresques (ou plus précisément à secco) toutes deux de 1822, réalisées par le peintre Abel de Pujol et qui représentent des scènes de la vie de saint Roch : la guérison de pestiférés dans un hôpital de Rome et sa mort en prison à Montpellier. Au plafond, quatre écoinçons montrent des allégories de quatre villes, Cesena, Rome, Piacenza et Acquapendente, où Roch a soigné des malades.
On trouve de nombreuses chapelles « Jean-Baptiste-de-la-Salle » dans les églises de France. Ce saint, contemporain de Louis XIV, a été très populaire en raison de son action éducative en faveur des enfants de familles pauvres. Mais dans cette église parisienne il y a une raison supplémentaire à la présence d'une telle chapelle : ce saint est en effet, par sa formation, originaire de Saint-Sulpice lui-même.

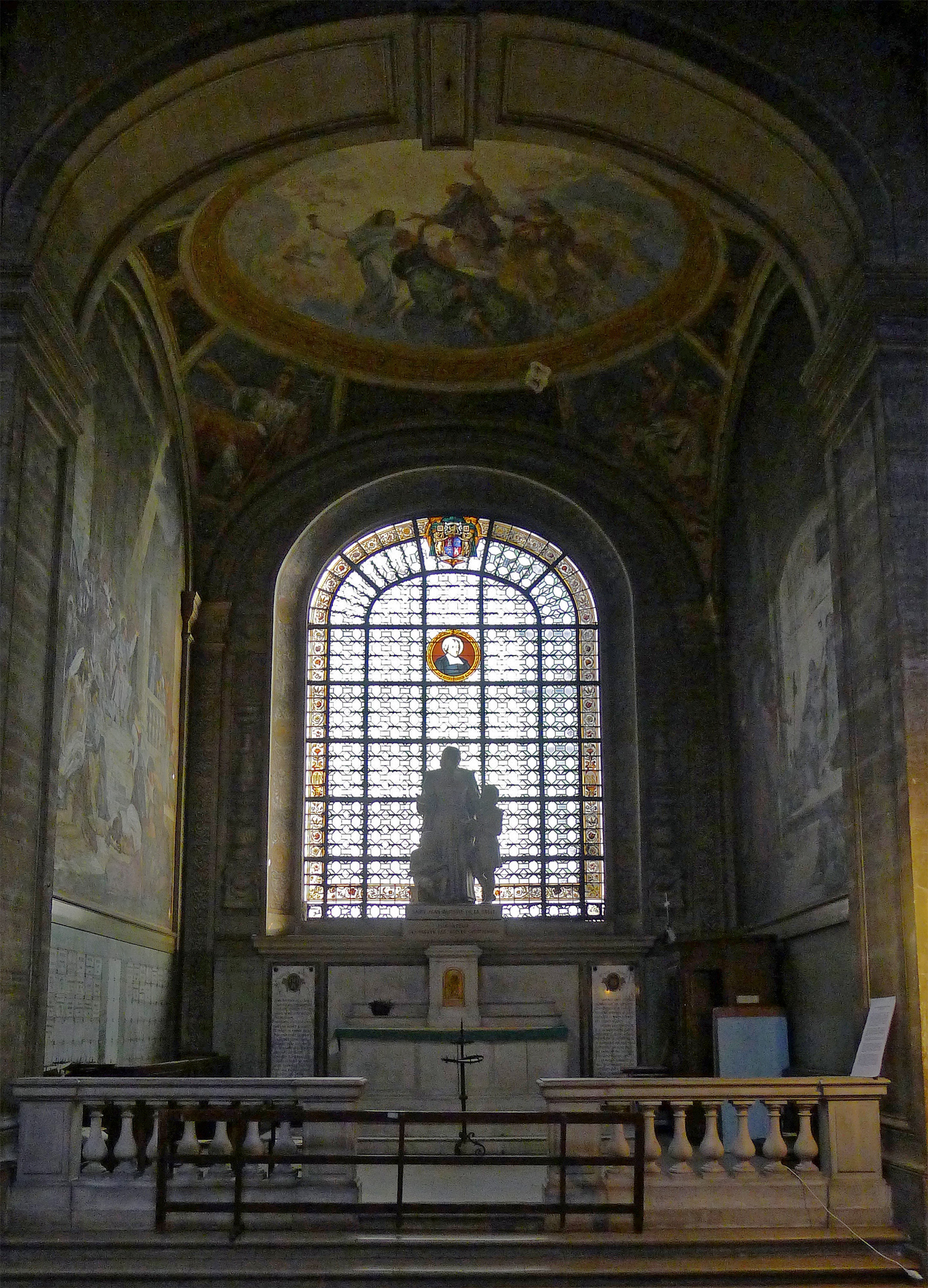
Vue générale.
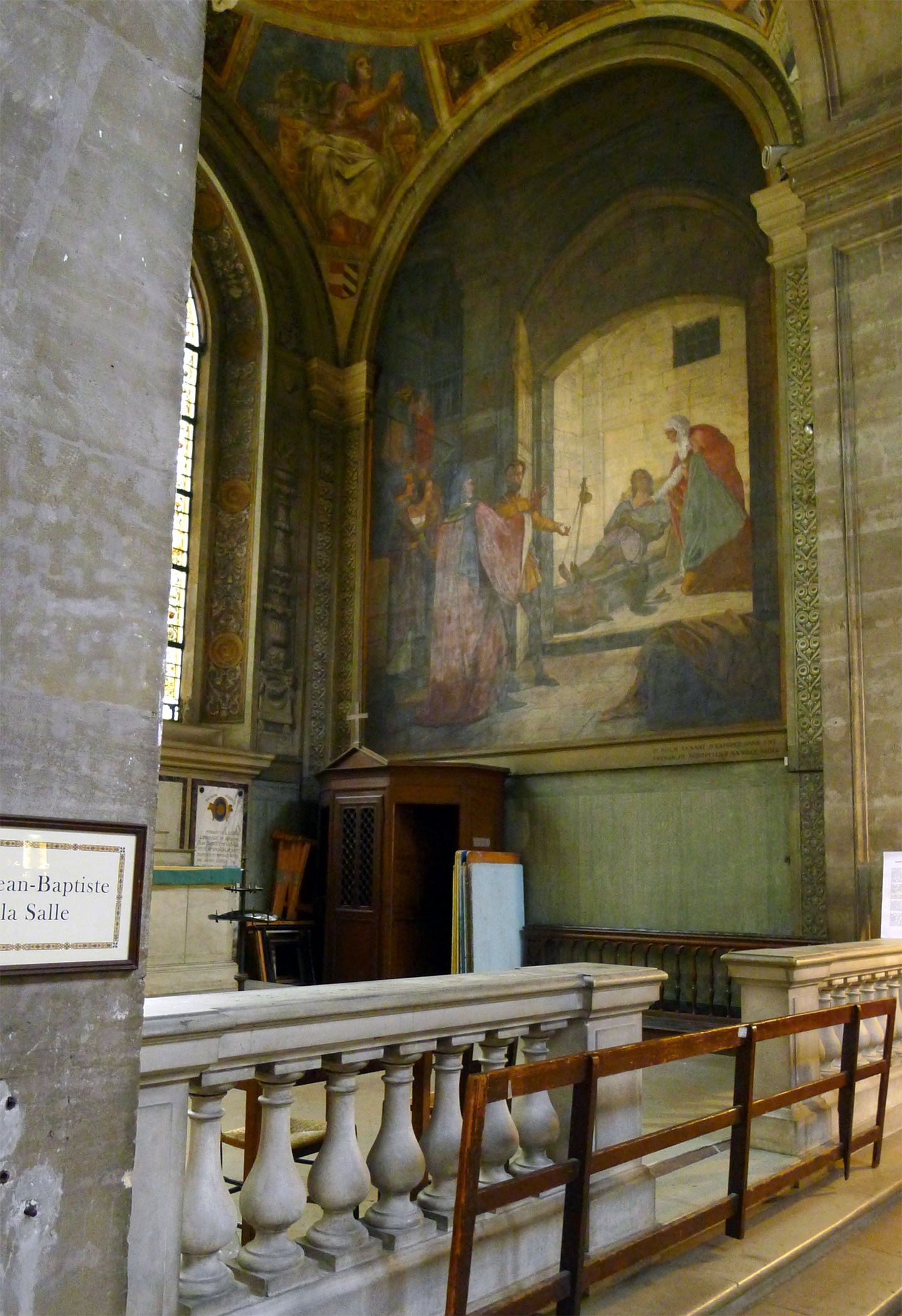
Vue latérale.
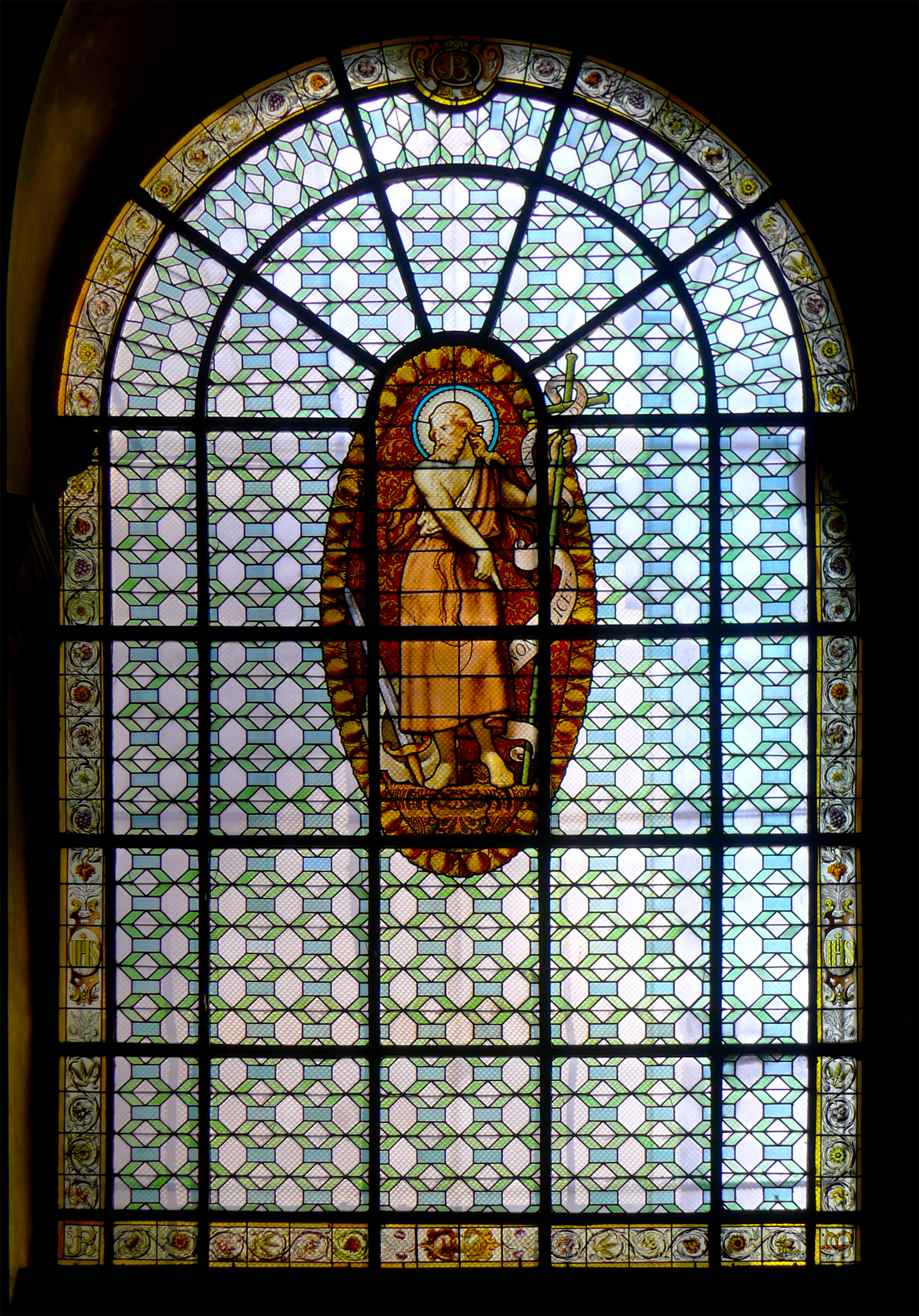
Vitrail du XVIIe siècle.
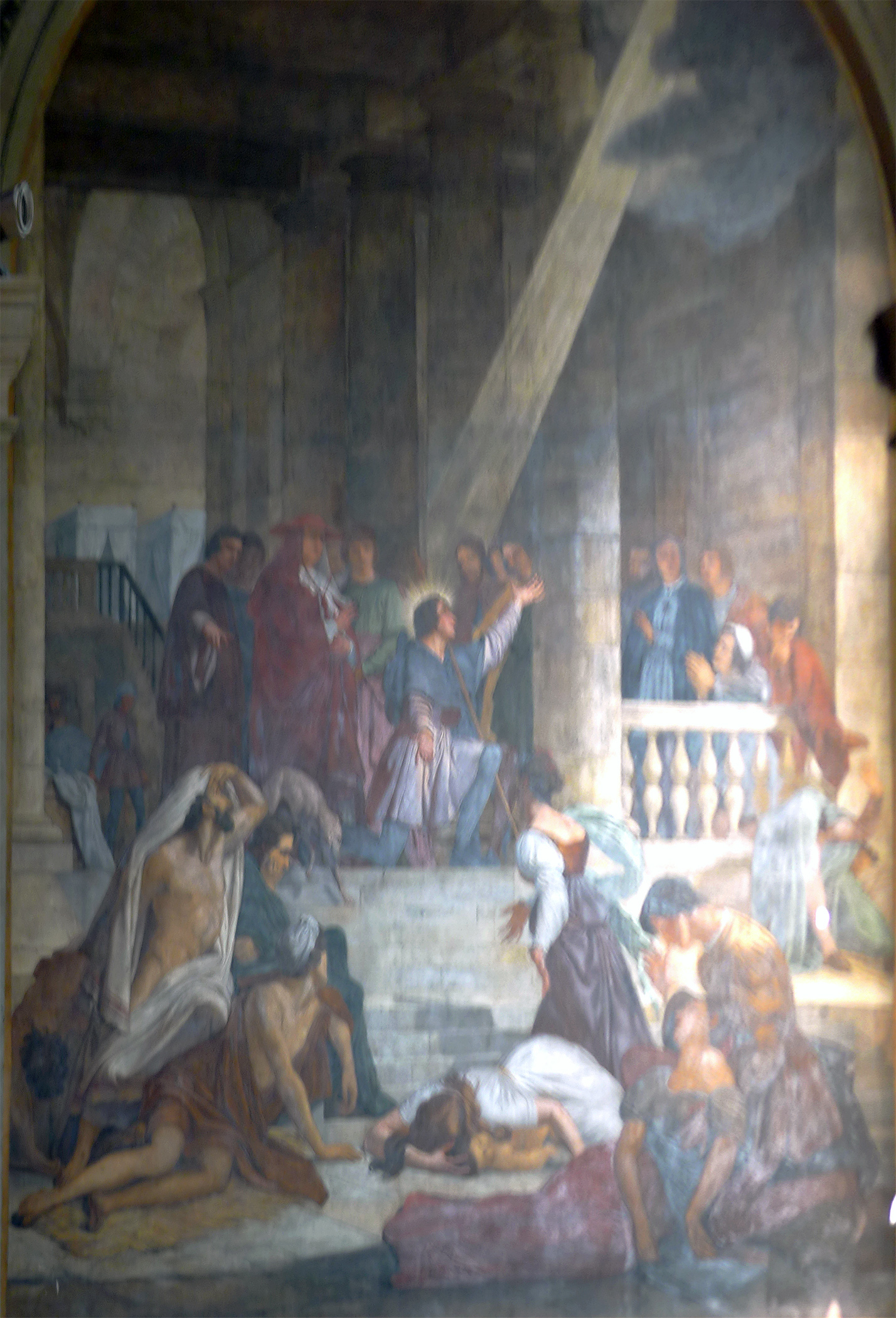
Saint Roch priant pour la guérison des lépreux.
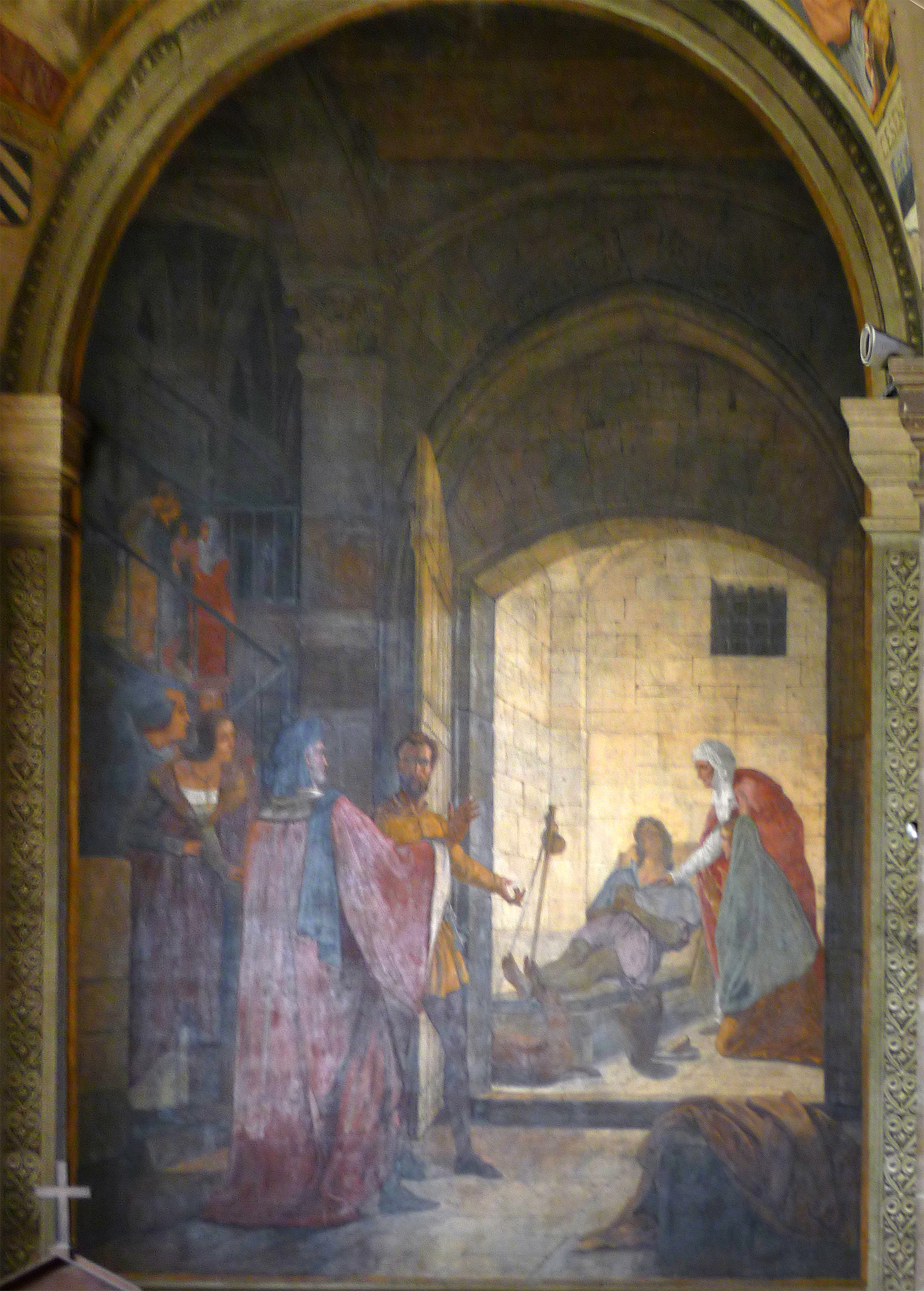
Mort de saint Roch dans une prison de Montpellier.

##### Chapelle Saint-Maurice-et-Sainte-Jeanne d'Arc
Cette chapelle, la quatrième à droite, a été décorée par Auguste Vinchon. Le peintre a d'abord étudié la technique de la fresque telle qu'elle était pratiquée par les maîtres anciens, sous la protection du duc de Blacas, ambassadeur de France à Rome. À son retour d'Italie, le préfet de la Seine, Gaspard de Chabrol, lui confie, ainsi qu'à Abel de Pujol, la charge de décorer à fresque une chapelle de l'église Saint-Sulpice.
L'une des peintures représente le moment où des soldats romains de la légion thébaine sont décimés parce qu'ils refusent pour la seconde fois de prendre part à des sacrifices ordonnés par l'empereur Maximien, dans la ville d'Octadurum (Martigues) ; saint Maurice refuse une coupe que lui tend un prêtre romain. L'autre peinture latérale représente le massacre de cette légion, auquel les soldats n'opposent pas de résistance ; saint Maurice, environné d'un rayon céleste, vient de recevoir le coup mortel, porté par un soldat qui prend conscience avec épouvante du crime qu'il vient de commettre. Quatre pendentifs représentent la religion et les trois vertus cardinales : la force, l'espérance et la charité, pour lesquelles le peintre n'a pas souhaité caractériser par leurs attributs habituels. Au sommet de la voûte, des anges descendent au devant de la légion.

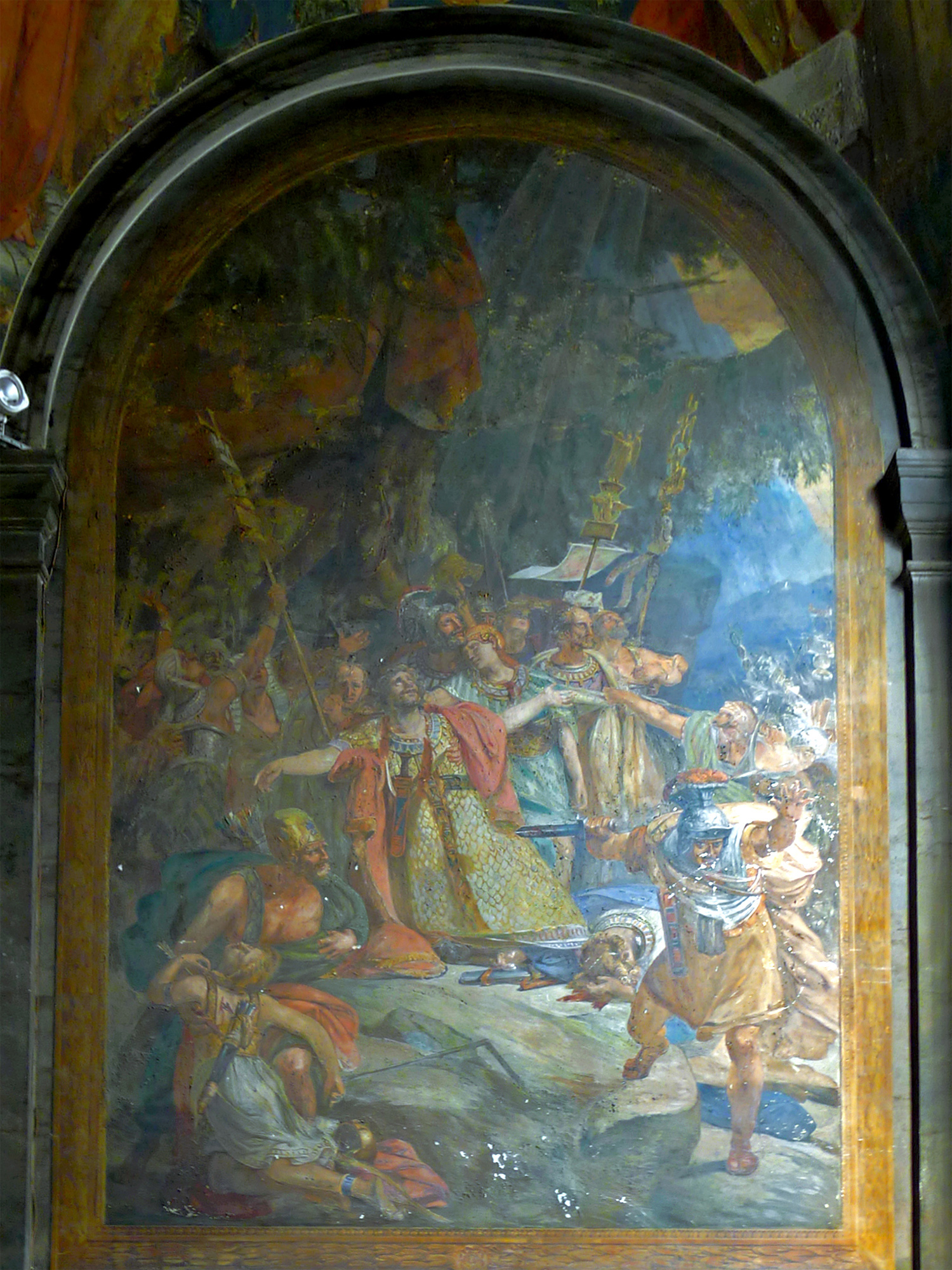
Massacre de saint Maurice et de ses compagnons par l'armée romaine.
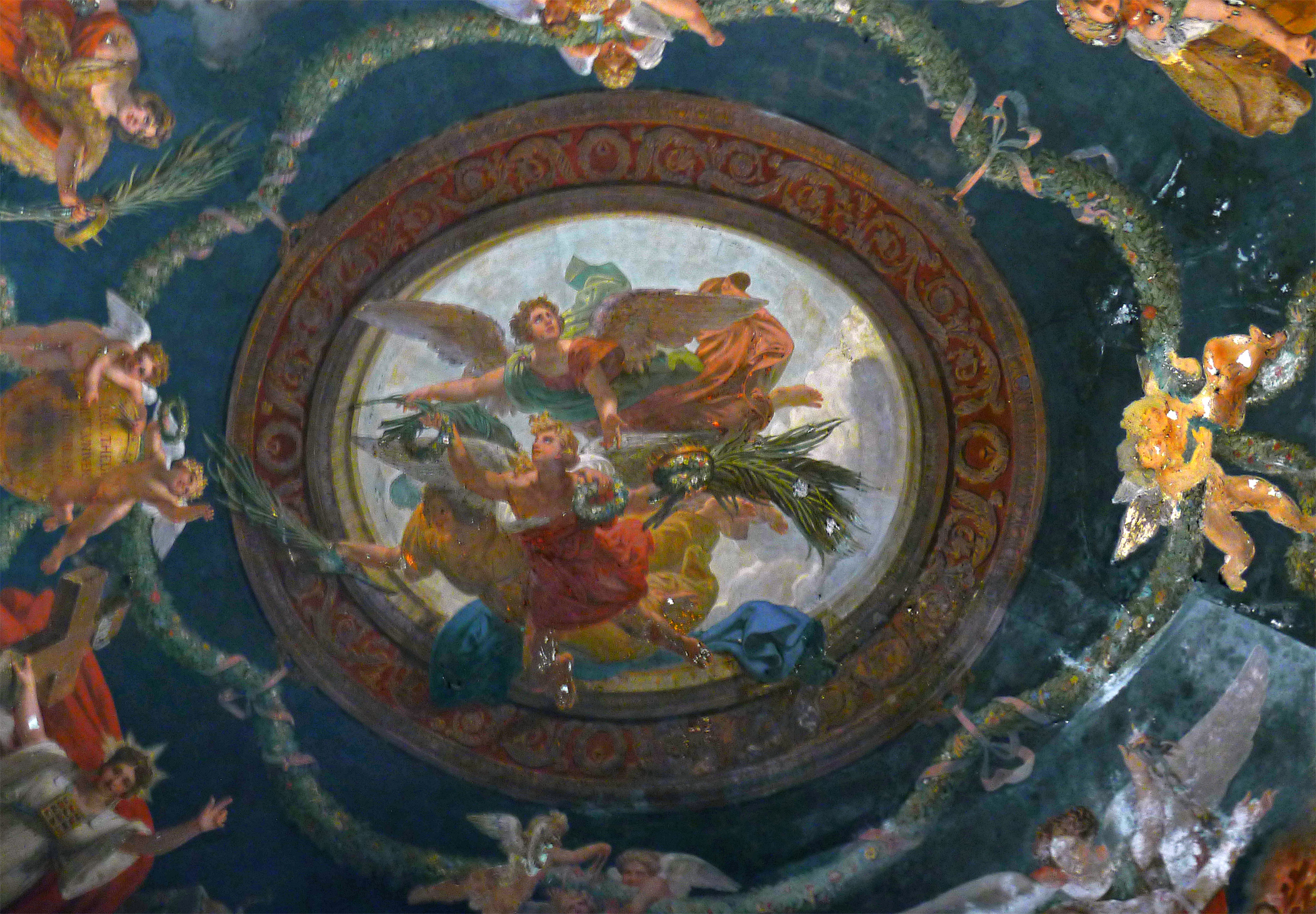
Fresque de la voûte : Anges préparant l'Apothéose de saint Maurice.

##### Chapelle Saint-Jean-Baptiste
La chapelle a été réalisée par l'architecte Jean-Baptiste Laurent (1709-1776), architecte de Louis-Joseph de Bourbon, prince de Condé,.
La cinquième chapelle à droite, d'aspect sobre, ne possède aucune peinture. En revanche on y trouve deux très belles œuvres d'art en marbre, un saint Jean-Baptiste de Louis-Simon Boizot et le monument funéraire du curé Languet de Gergy réalisé par Michel-Ange Slodtz entre 1756 et 1758.
Le curé Jean-Baptiste Languet de Gergy est une figure importante pour l'église de Saint-Sulpice car il fit redémarrer sa construction en 1719, qui avait été interrompue pendant quarante ans. Il recueille en effet des dons importants et reçoit l'autorisation royale d'organiser une loterie pour le financement des travaux.

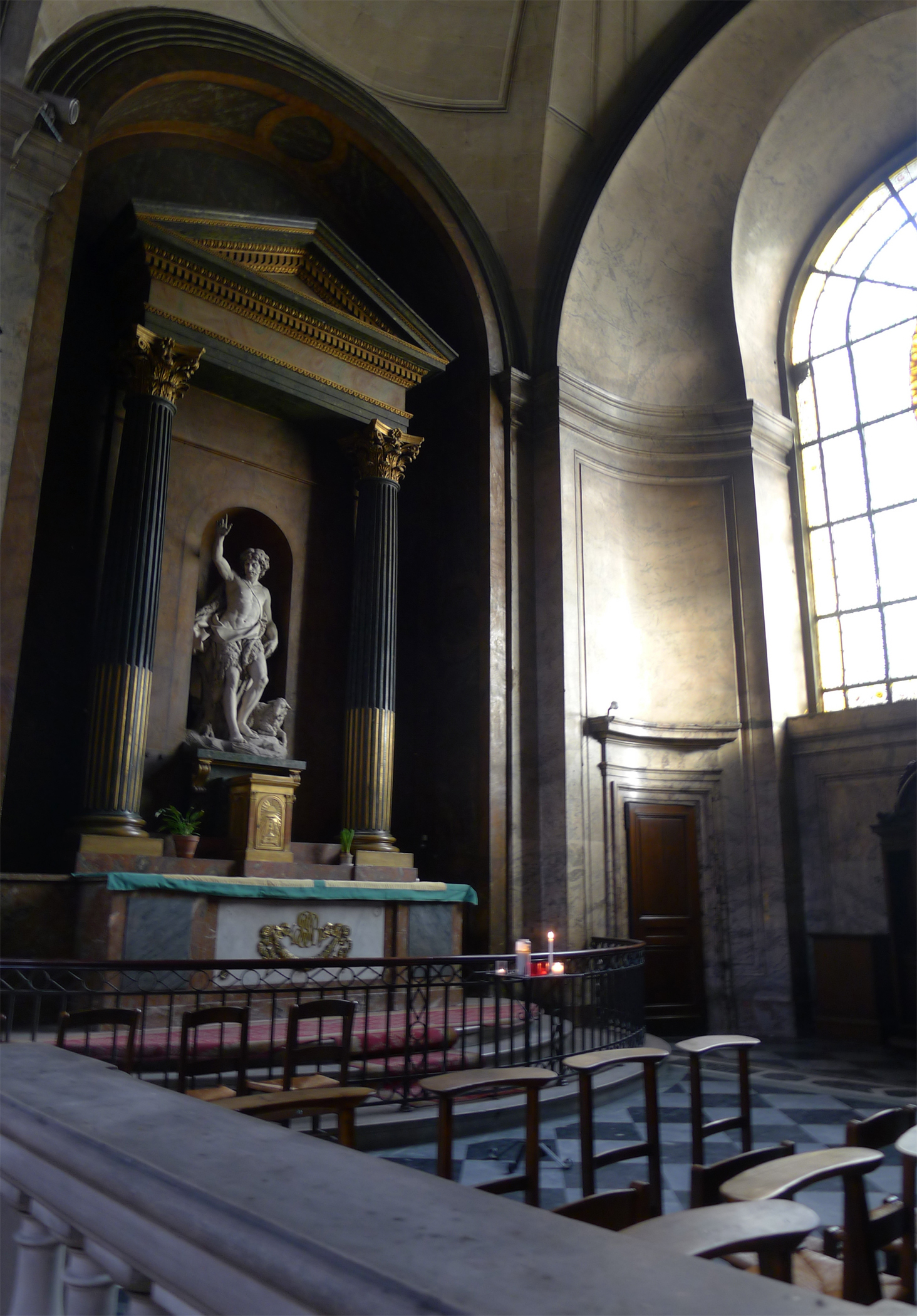
Vue générale.
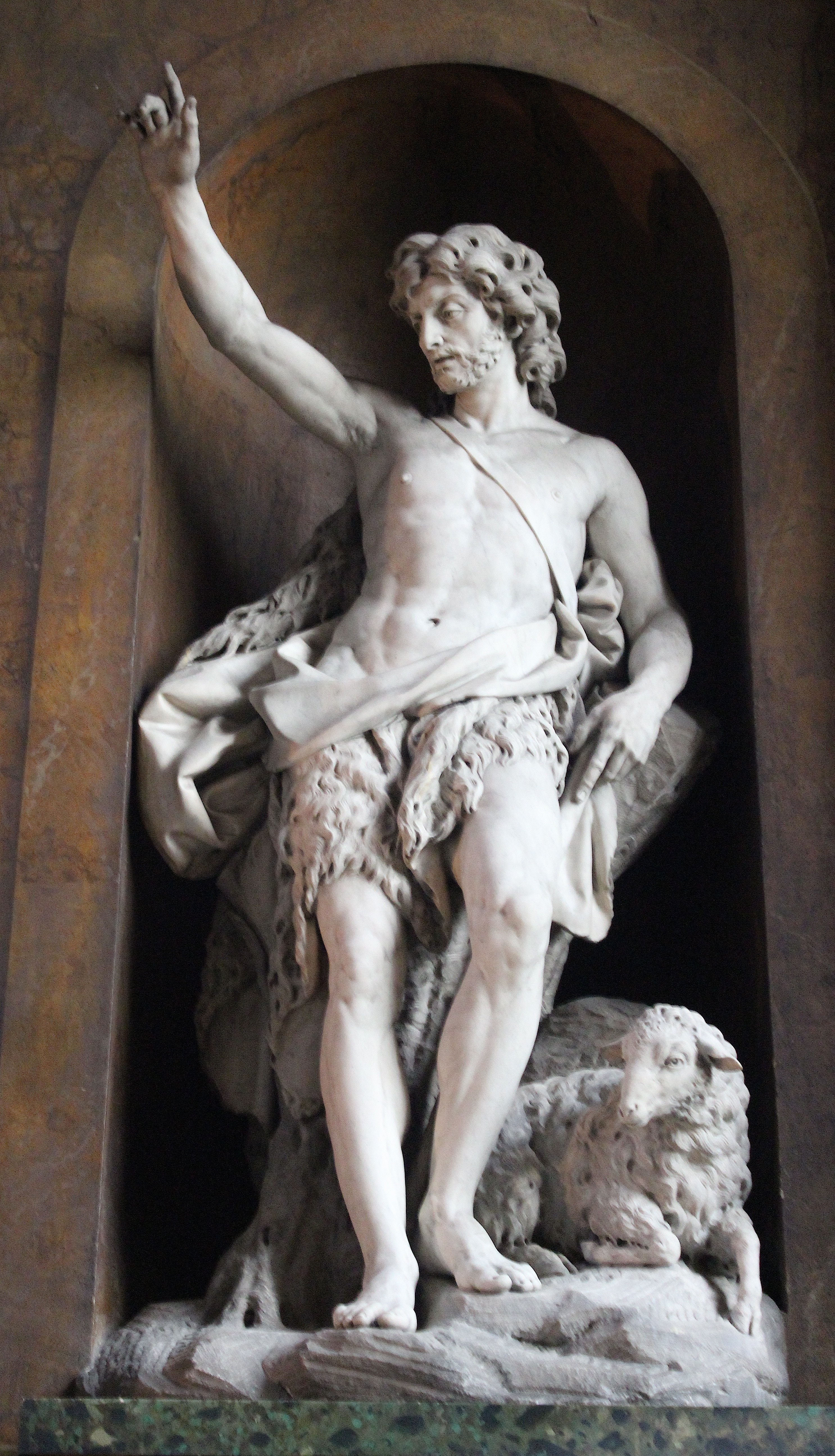
Saint Jean-Baptiste.
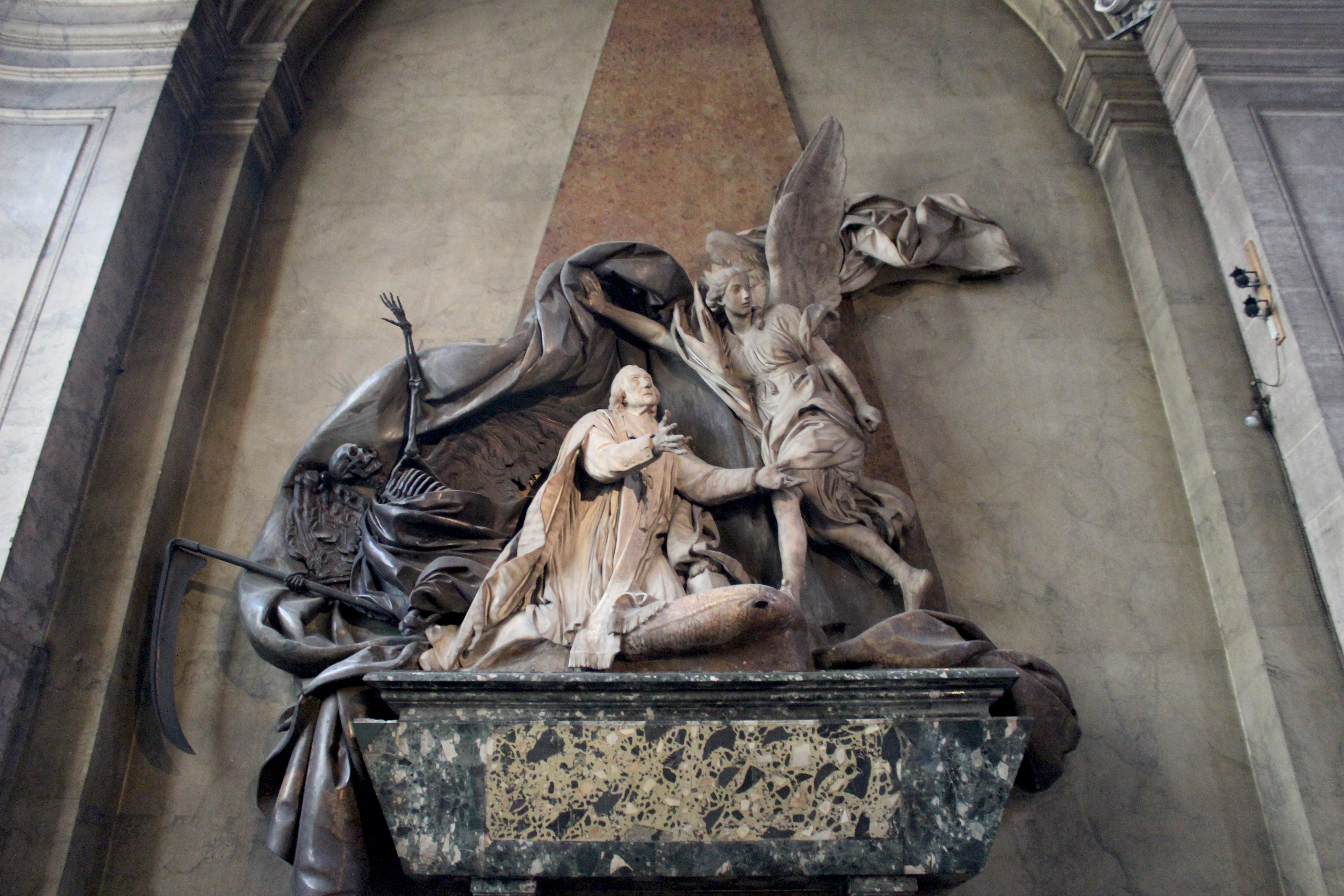
Monument à Languet de Gergy.

Le monument funéraire représente la lutte de l'Immortalité contre la Mort. On observe un ange qui se tourne vers l'entrée de la chapelle et qui soulève le voile funèbre qui recouvrait le prélat. La mort est effrayée par l'espérance de la Résurrection et de la Vie éternelle et elle s'enfuit.

#### Transept
Le transept a été construit en plusieurs étapes : le transept Nord avec son portail, par Christophe Gamard (?) entre 1660 et 1678, et le transept Sud, ainsi que le portail du même côté, par Gilles-Marie Oppenord entre 1719 et 1745.
Il est décoré de fresques de Signol, représentant « l’arrestation du Christ au Jardin des Oliviers », « la Crucifixion », « la Résurrection » et « l’Ascension ».
Une réplique de la statue de bronze de saint Pierre attribuée Arnolfo di Cambio, dont l'original se trouve dans la basilique Saint-Pierre de Rome, a été installée en 1901 dans le transept nord. Elle provient de l'atelier d'orfèvrerie religieuse de Choiselat-Gallien et Poussielgue-Rusand.

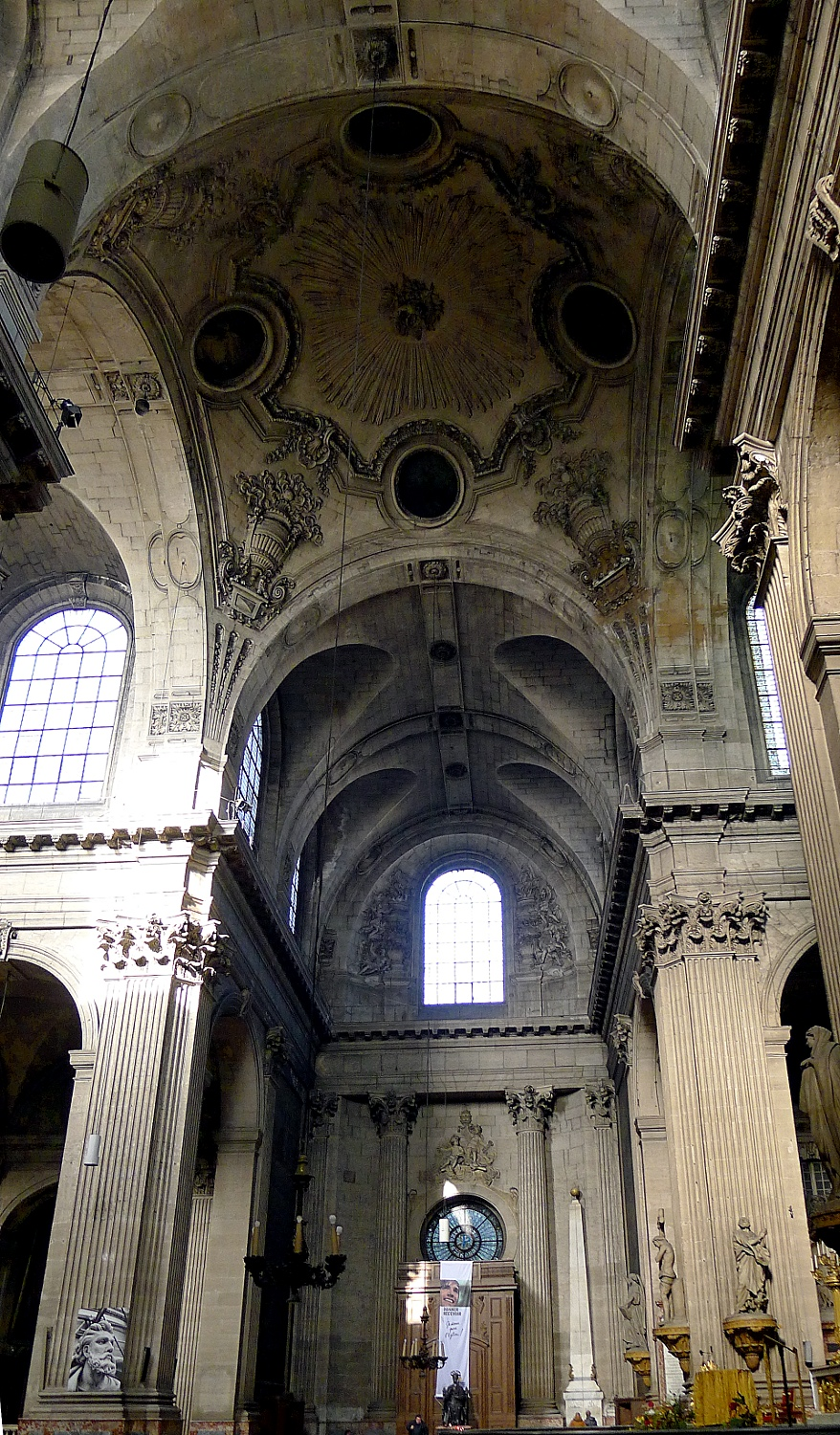
Transept Nord.
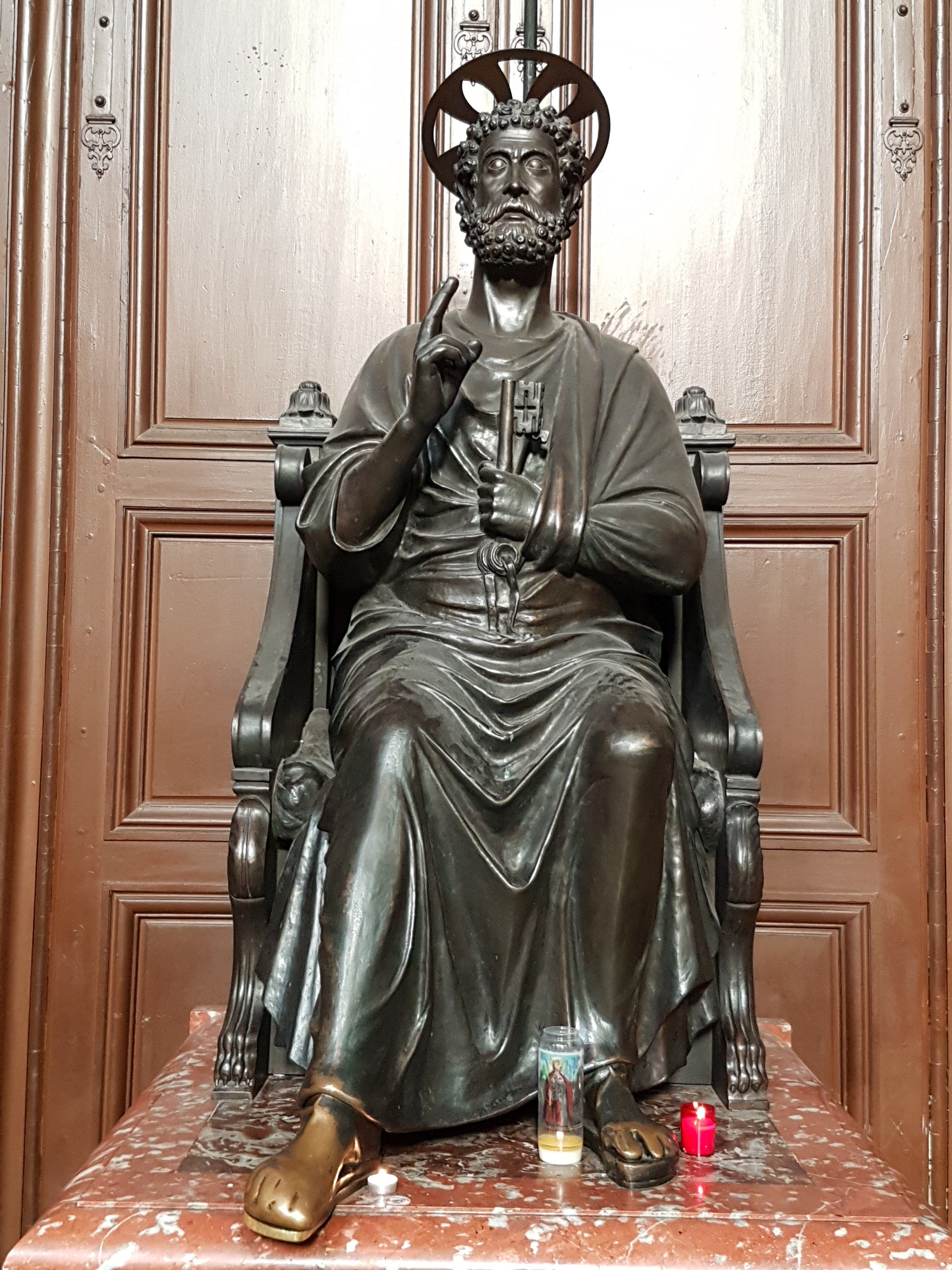
Statue de saint Pierre.
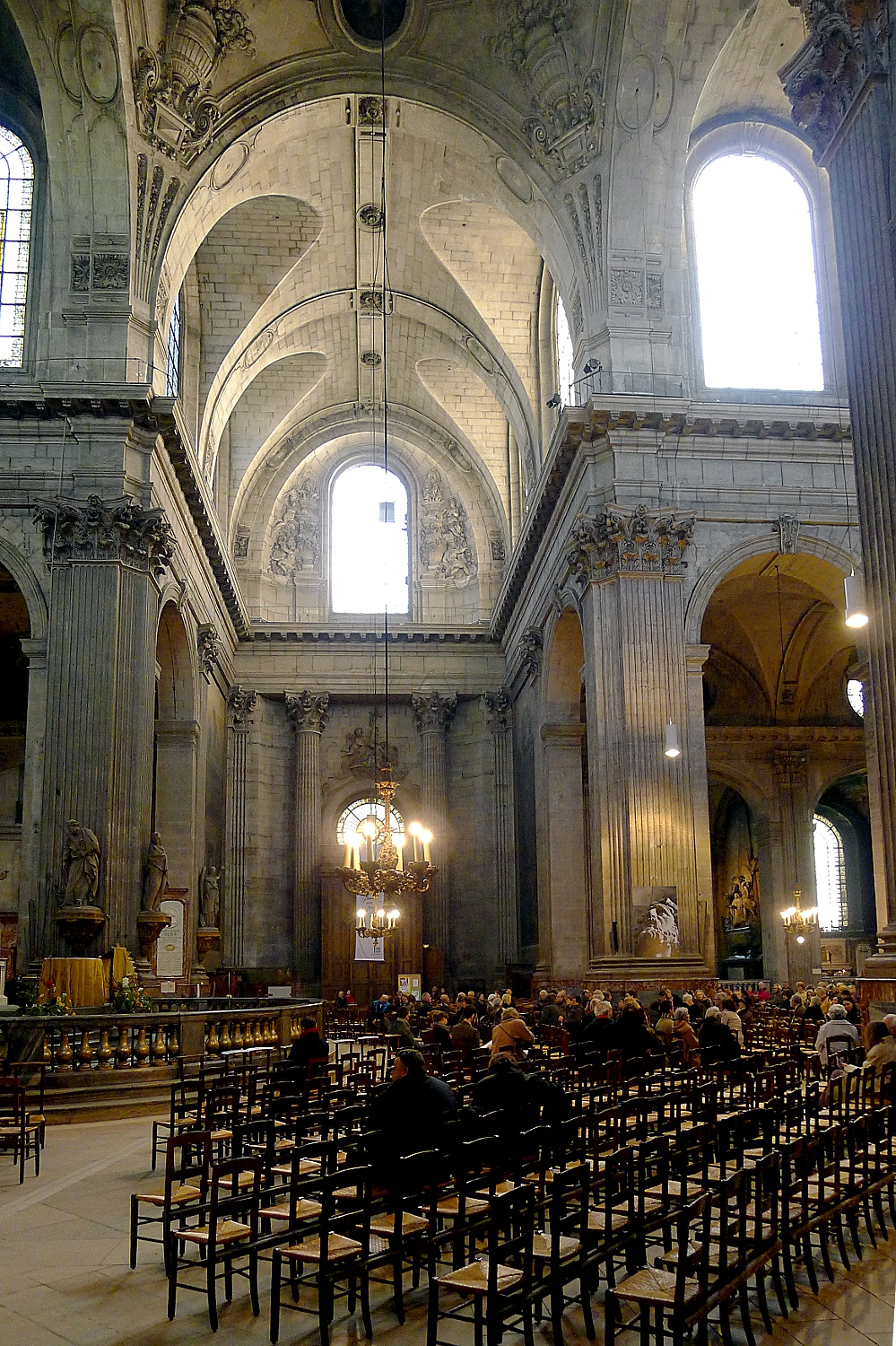
Transept Sud.
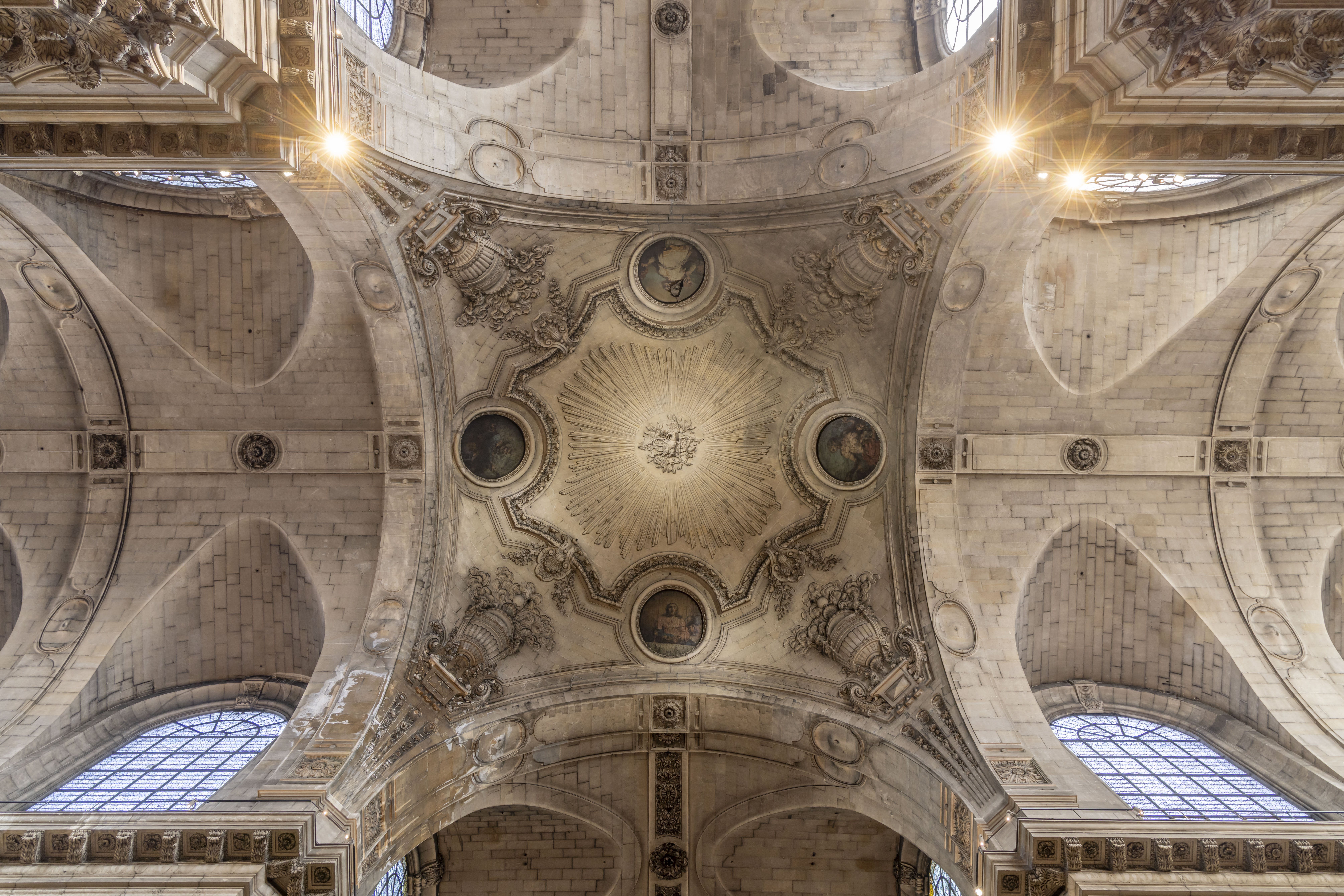
La croisée du transept.

#### Chœur
Le chœur de grandes dimensions a été bâti sur les plans de Daniel Gittard. Il comporte sept arcades dont les pieds-droits, ou piliers de section carrée, sont ornés de pilastres corinthiens revêtus de marbre. Il est orné de statues sculptées par Edmé Bouchardon, dont le Christ appuyé sur la croix ou Christ à la colonne (1735) et la Vierge de part et d'autre de l'autel et huit Apôtres dans l'arrondi du chœur : à gauche saint Pierre, saint Jean l’Évangéliste, saint Jacques le Majeur et saint Barthélemy ; à droite saint Paul, saint Jacques le Mineur, saint Philippe et saint André.
Le contrat de Bouchardon avec Languet de Gergy prévoyait en 1734, après la réalisation d'une Vierge et deux anges, l'exécution de vingt-quatre statues destinées aussi bien à la nef qu'au chœur de l'église, mais seules les dix statues du chœur seront livrées. Pour la figure du Christ à la colonne, Bouchardon s'inspire du Christ de la Minerve sculpté par Michel-Ange pour l’église Santa Maria sopra Minerva à Rome.
Vers 1750, Niccolò Servandoni exécute un dessin pour le projet d'un baldaquin placé au-dessus du maître-autel.

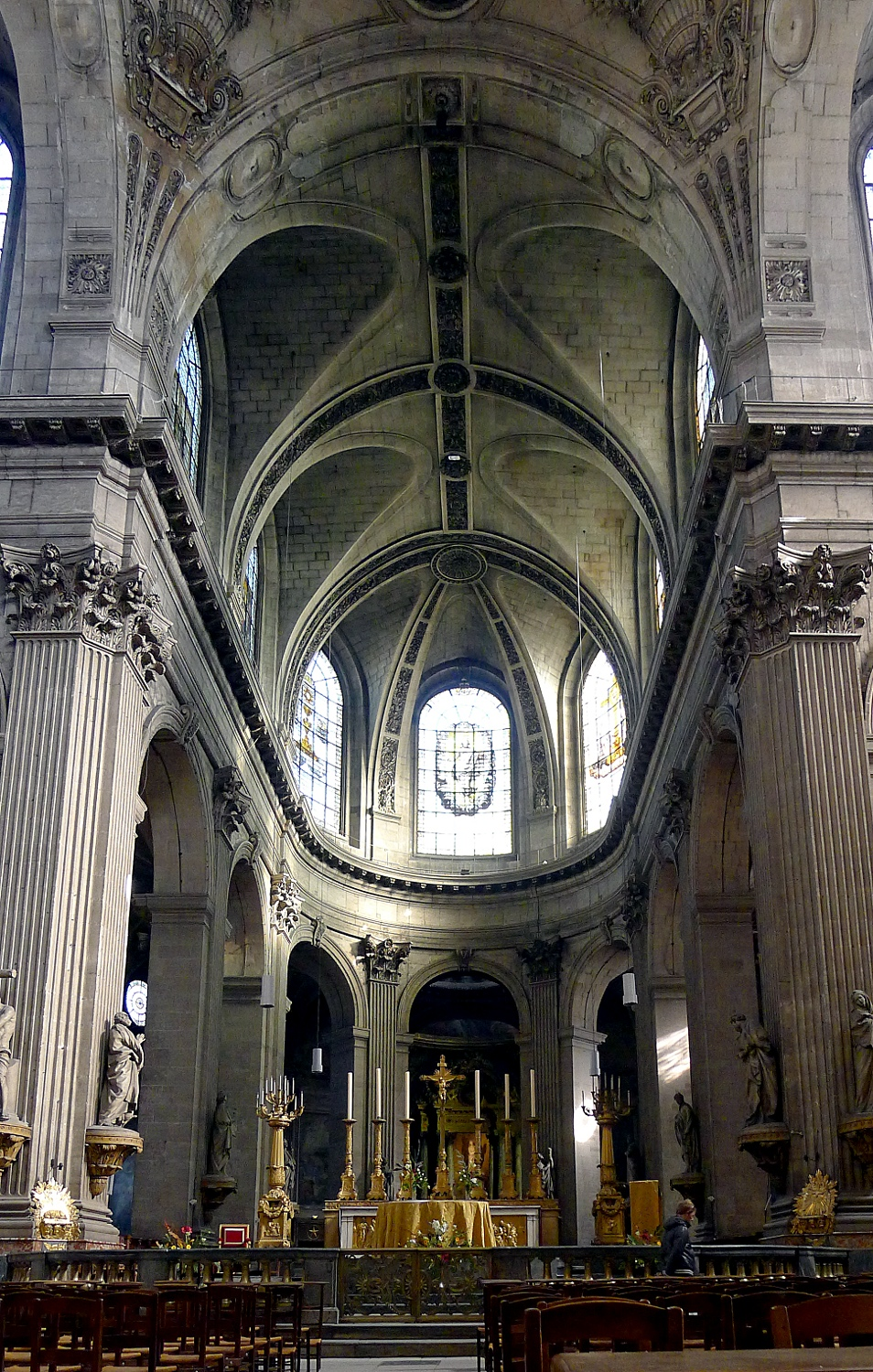
Chœur.
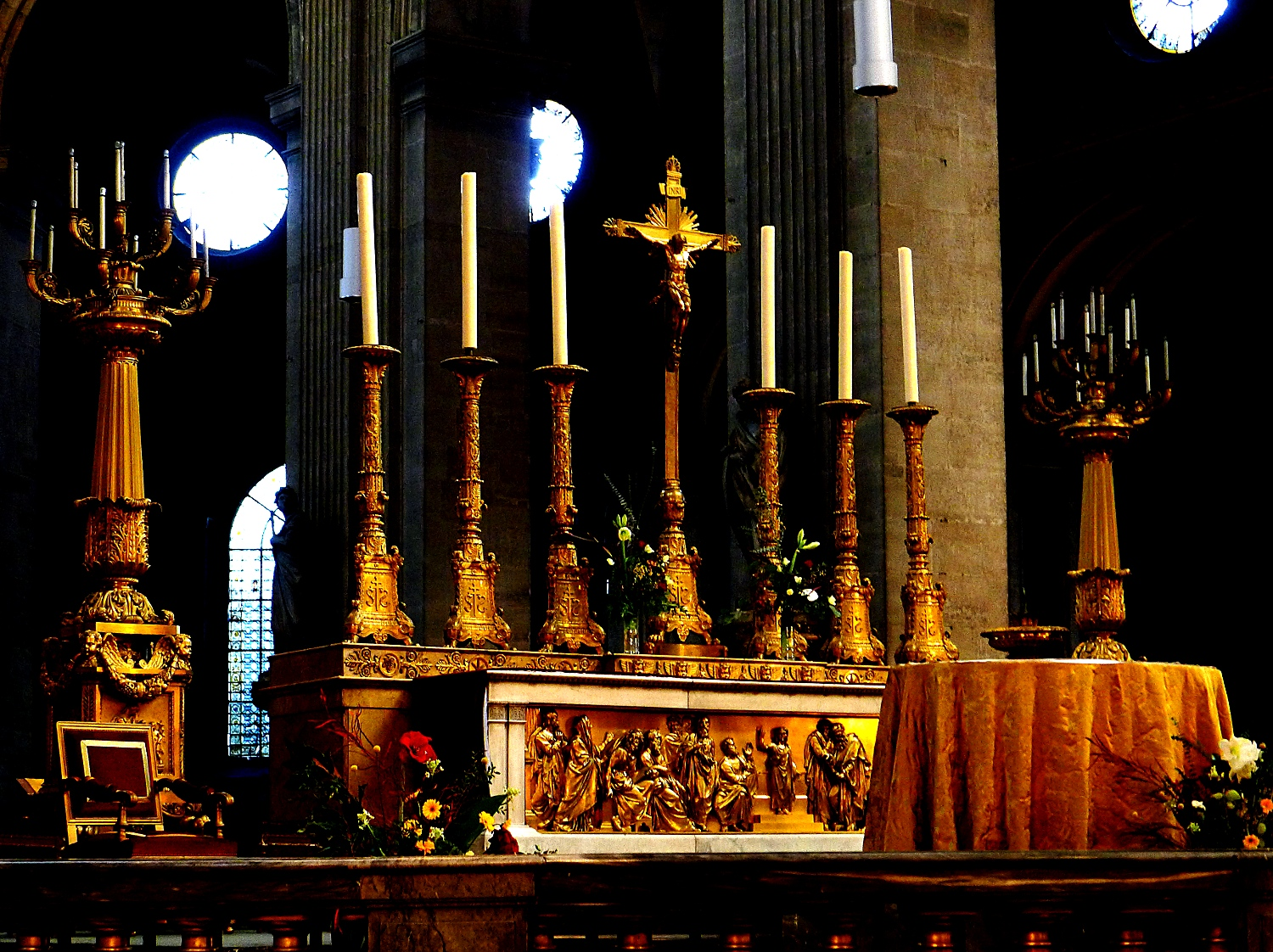
Autel.
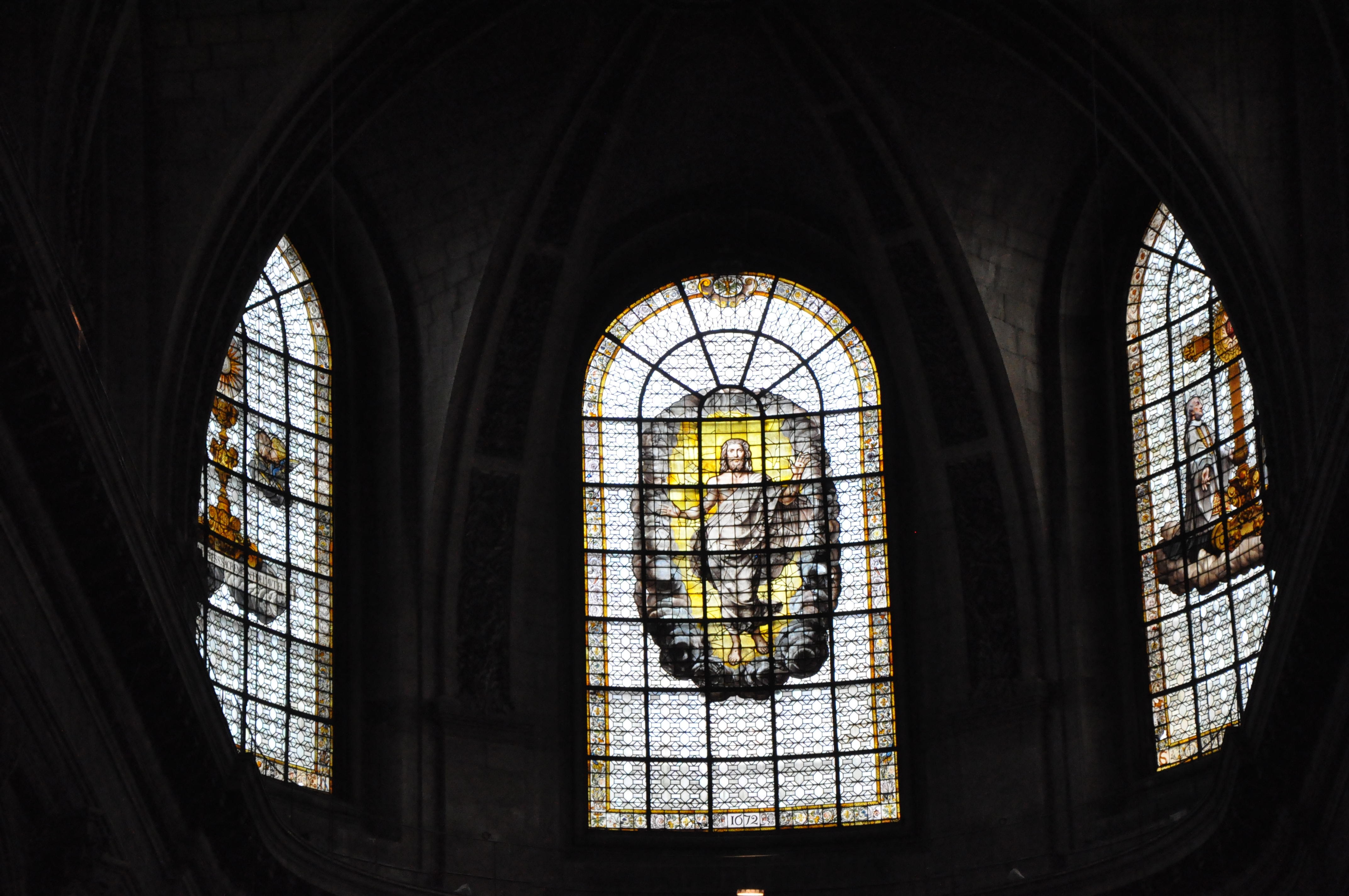
Vitraux de l'abside.
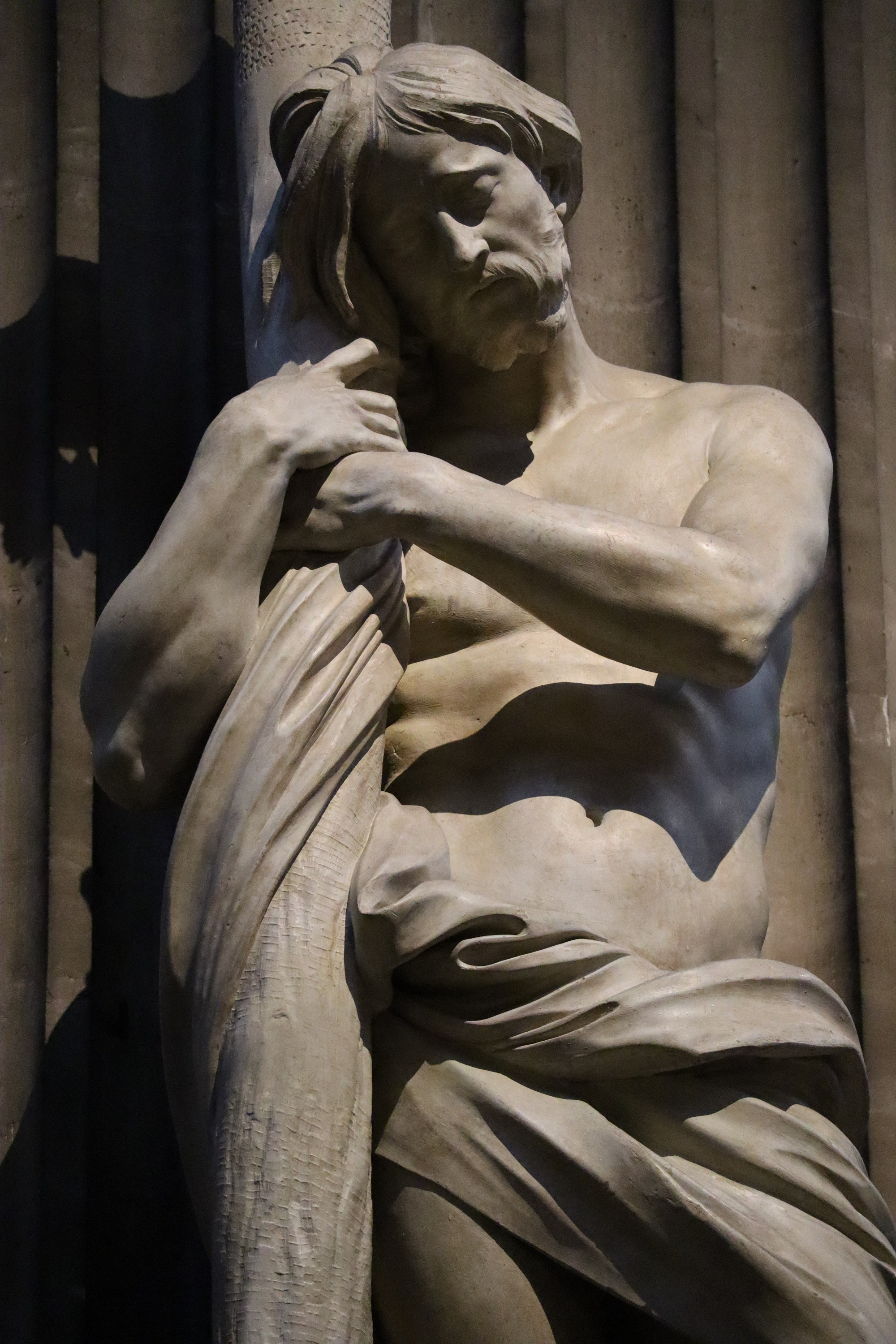
Le Christ à la colonne (détail).

#### Déambulatoires et chapelles du chœur
Le déambulatoire donne, en partant du transept sud :
- à droite, sur la sacristie des messes ornée de boiseries du XVIIe siècle, où le public est accueilli, et sur les chapelles Saint-Denis, Sant-Martin, Sainte-Geneviève et Sainte-Anne ;
- au fond, sur la chapelle de la Vierge ;
- à gauche, sur les chapelles Saint-Louis, Saint-Joseph, Saint-Charles-Borromée et Saint-Jean-l'Évangéliste, ainsi que sur la sacristie des mariages qui est fermée au public.

Ces chapelles sont éclairées par des verrières caractéristiques de l'art du vitrail du XVIIe siècle, malgré une restauration au XIXe siècle : la surface des figures y est réduite afin de favoriser la clarté intérieure, toutefois modulée par des verres faiblement teintés. Le patron de la chapelle est représenté au centre. Les panneaux des chapelles Saint-Jean-l'Évangéliste et Charles-Borromée sont les seuls panneaux subsistant des années 1690. Ces verrières ont été nettoyées en 2021.

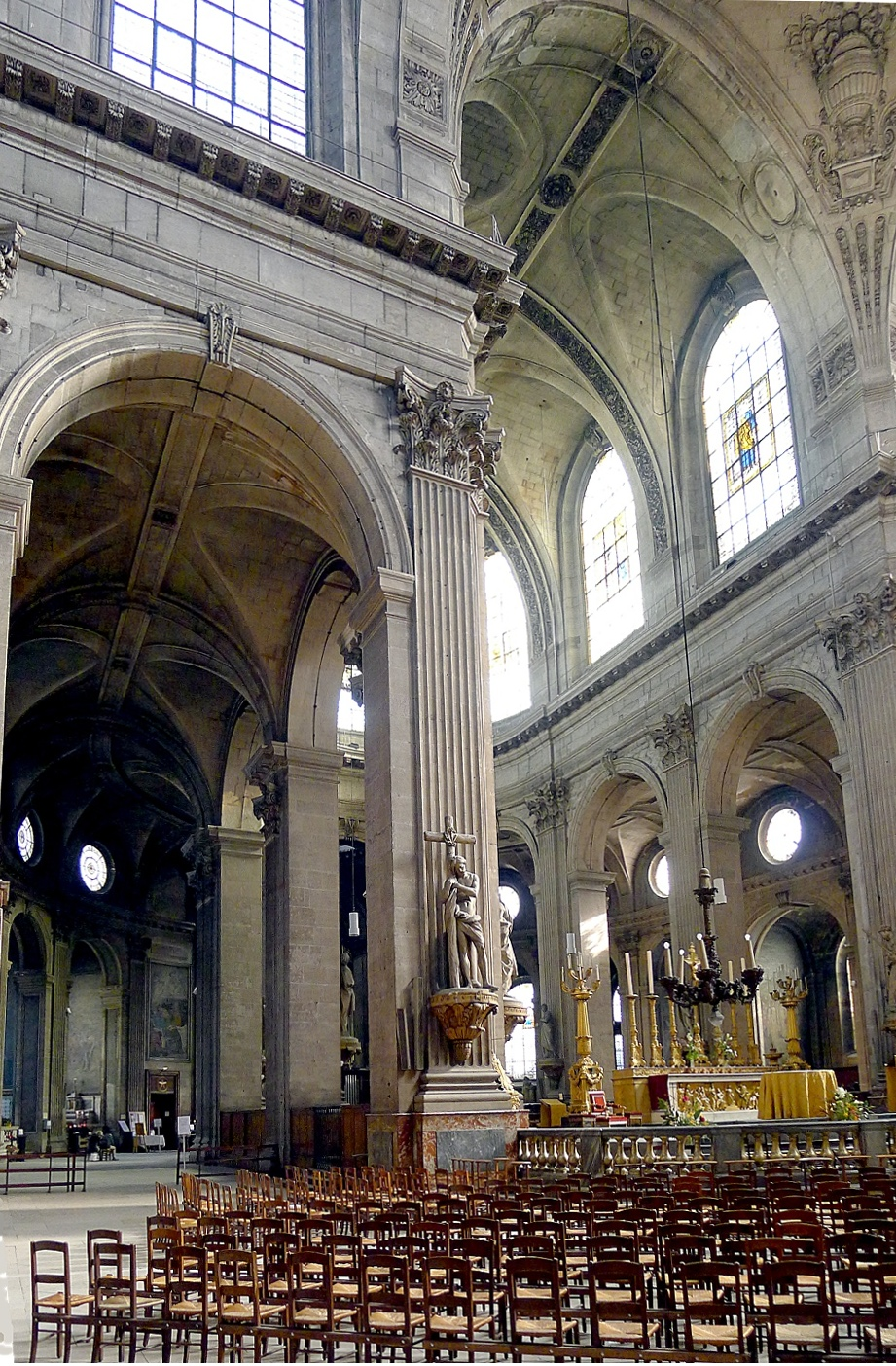
Déambulatoire, vue générale.
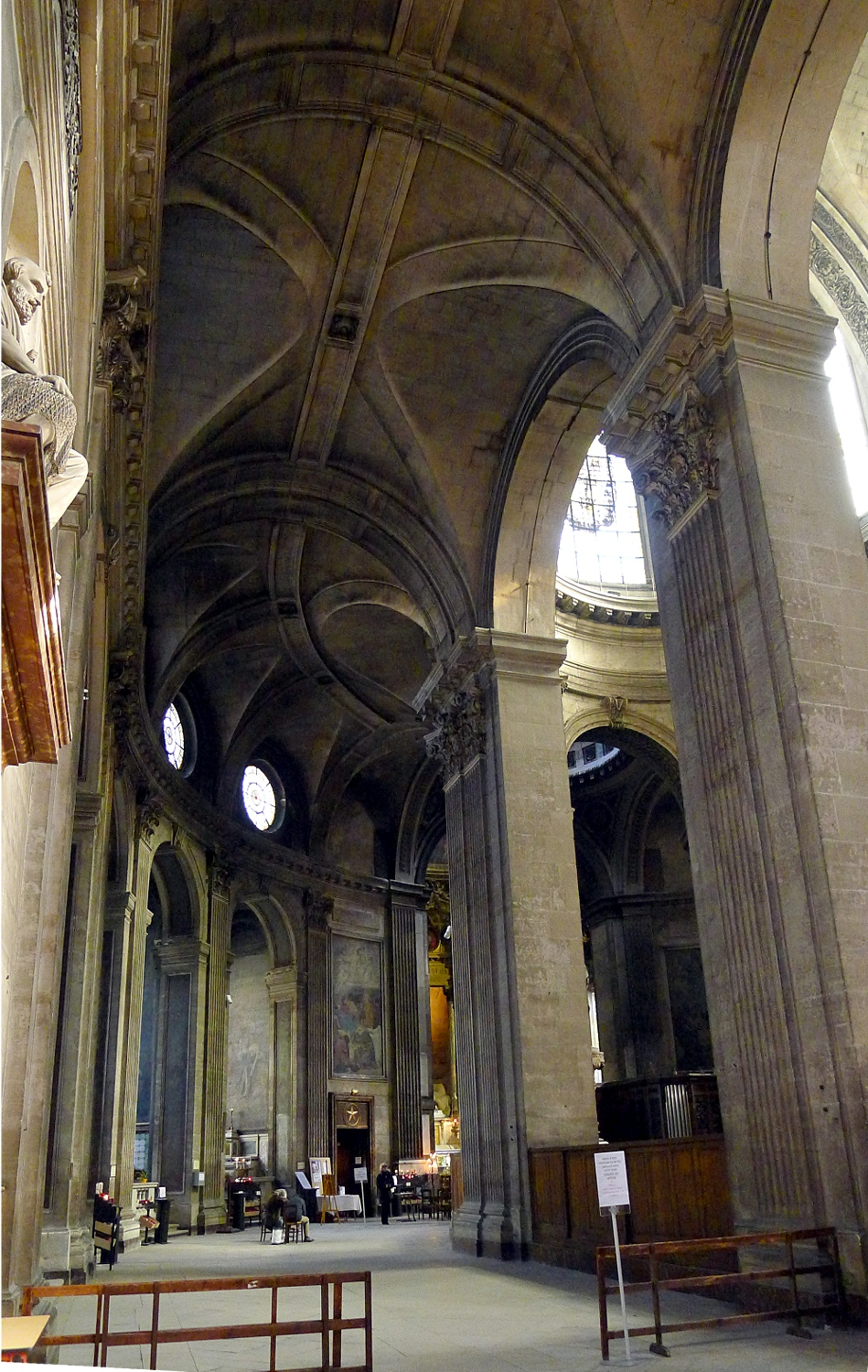
Déambulatoire Nord.
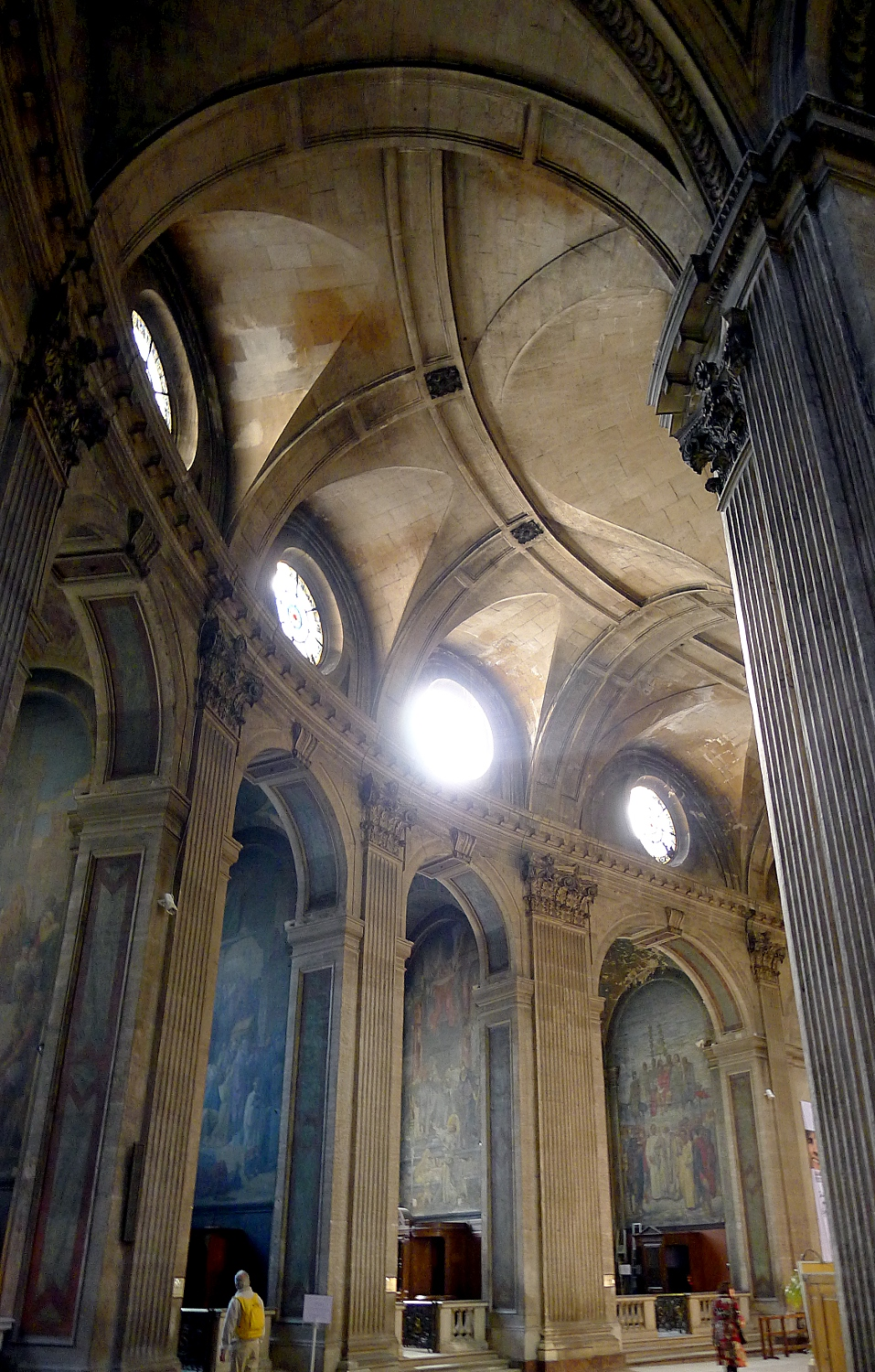
Déambulatoire Sud.

##### Chapelle Saint-Denis
On trouve dans cette chapelle une peinture murale de Félix Jobbé-Duval de 1859, représentant Saint Denis et ses compagnons conduits au supplice.

##### Chapelle Saint-Martin
La chapelle contient une peinture à fresque de Victor-Louis Mottez de 1862 représentant Saint Martin partageant son manteau avec un pauvre. Le vitraux datant des années 1670 représentent Saint Fiacre. La chapelle lui était à l'origine dédiée.

##### Chapelle Sainte-Geneviève
Cette chapelle rend particulièrement hommage aux saintes vierges. Elle a également été le siège de la confrérie des portefaix, qui correspondrait de nos jours aux dockers et aux déménageurs.
Un vitrail des années 1670 représente sainte Catherine d'Alexandrie ; on y trouve également deux peintures murales dont la Sainte Geneviève distribuant des vivres aux habitants de Paris et L'intercession de sainte Geneviève délivre Paris de la peste des Ardents de Louis-Charles Timbal réalisée en 1864. On trouve ci-dessous les esquisses de l'artiste pour ces fresques. Une relique de sainte Geneviève y est vénérée par les fidèles, elle est contenue dans l'autel de la chapelle.

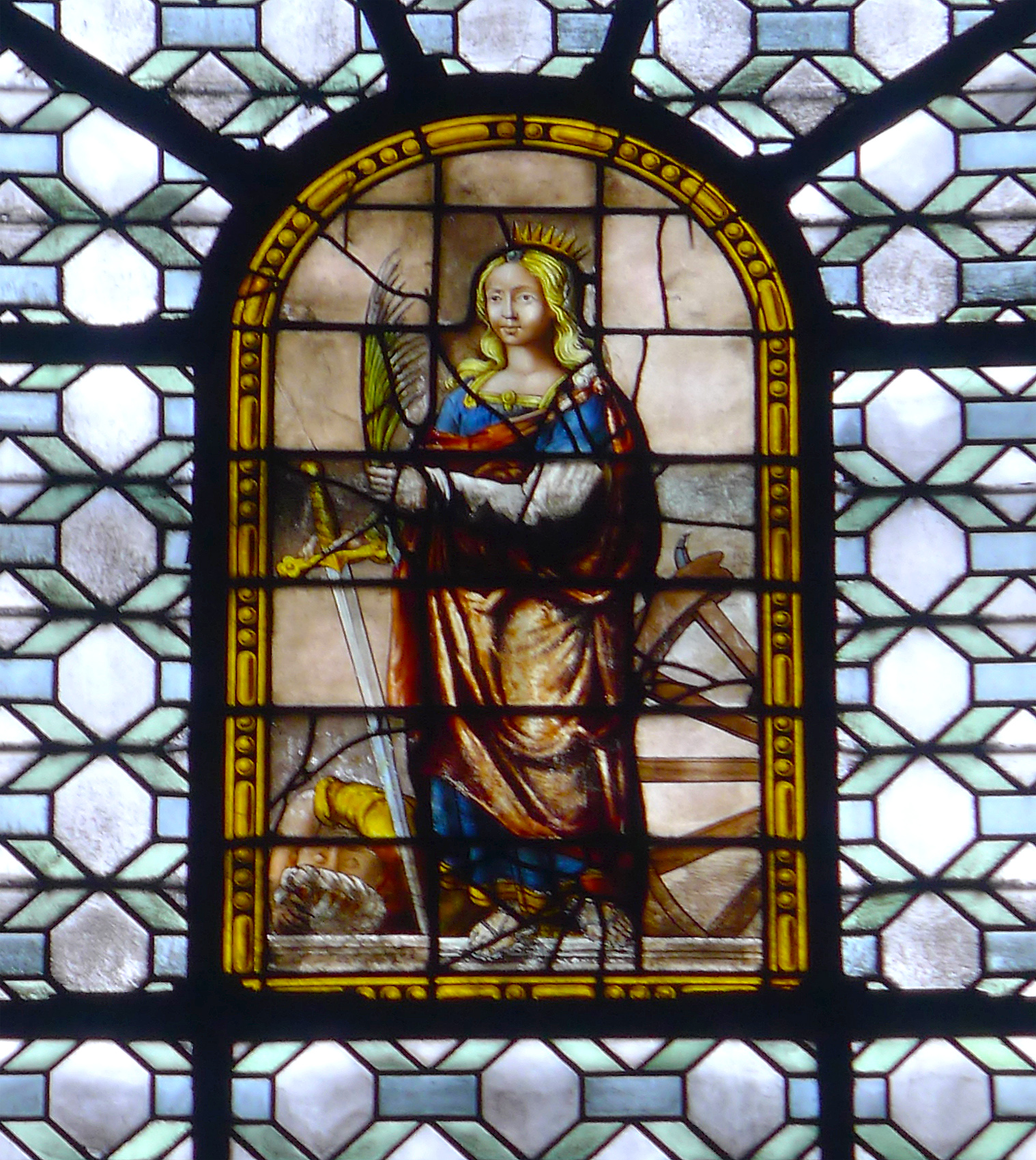
Sainte Catherine d'Alexandrie, médaillon central du vitrail de la chapelle (c. 1670).
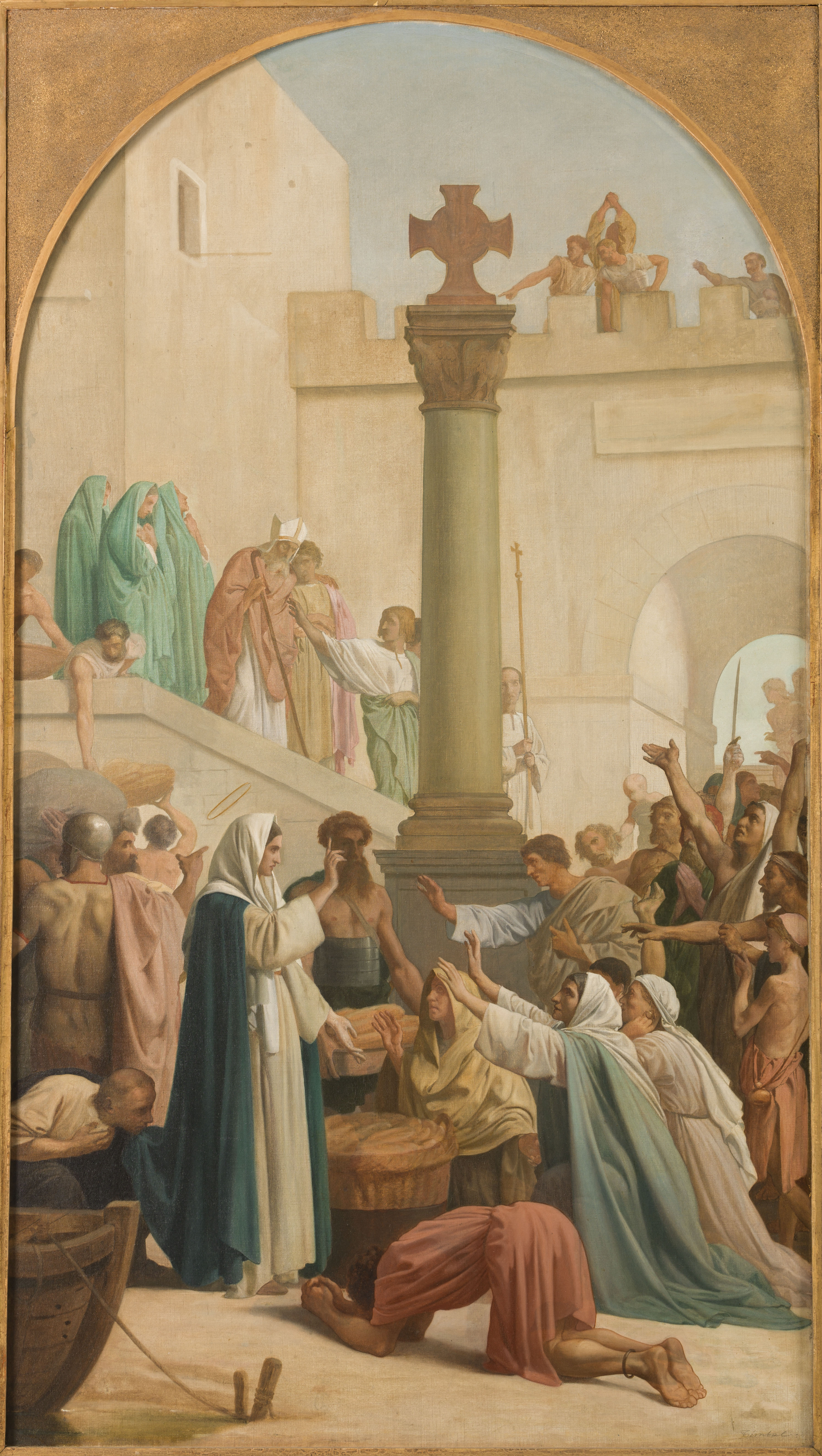
Esquisse de Louis Charles Timbal, Sainte Geneviève distribuant le pain aux pauvres pendant le siège de Paris.
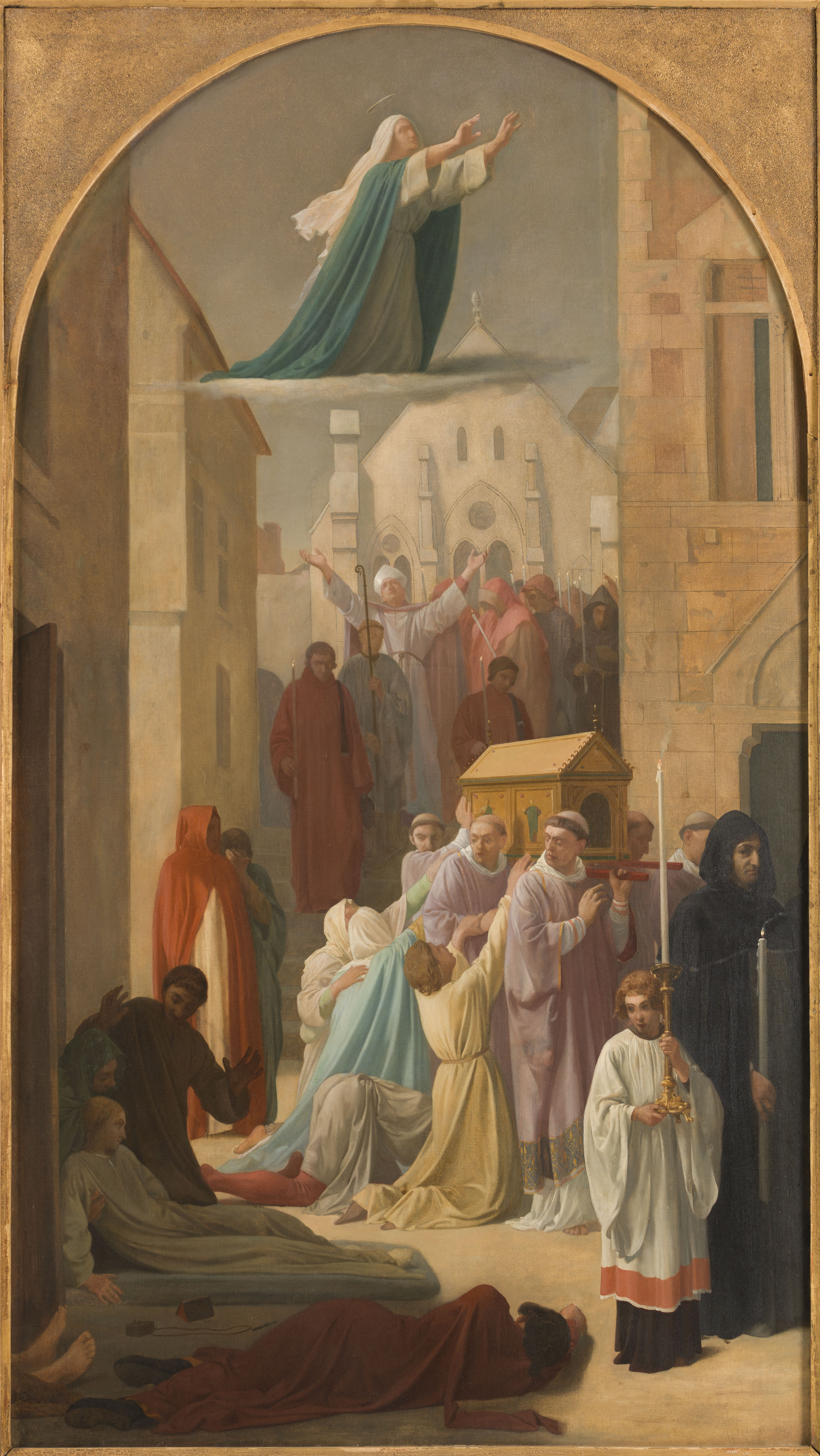
Esquisse de Louis Charles Timbal, Procession de la châsse de sainte Geneviève.

##### Chapelle Sainte-Anne
Cette chapelle a d'abord été dédiée au Saint Ange Gardien en 1673, lors de la consécration du nouveau chœur. Elle sert alors de siège à la confrérie des fripiers. Plus tard elle est consacrée à tous les anges et archanges et devient le siège de la confrérie des pâtissiers, tuiliers et tourneurs. Ce n'est qu'en 1844 qu'elle est dédiée à sainte Anne, respectant ainsi une promesse faite à Anne d'Autriche, qui avait demandé que son nom et celui de son fils Louis soient donnés aux deux chapelles situées de part et d'autre de celle de la Vierge. Elle devient le siège de la confrérie des chapeliers et des menuisiers.
Dans cette chapelle, on peut observer deux peintures murales de Lepneveu réalisées en 1864. Elles représentent La Naissance de Marie et La Présentation de la Vierge au Temple. Une sculpture représentant L'éducation de la Vierge est également présente. Elle fut réalisée par un artiste anonyme au XVIIe siècle avec de la pâte de marbre. Un vitrail de L'éducation de la Vierge est également visible. Il date du XVIIe siècle et est refait en 1872.

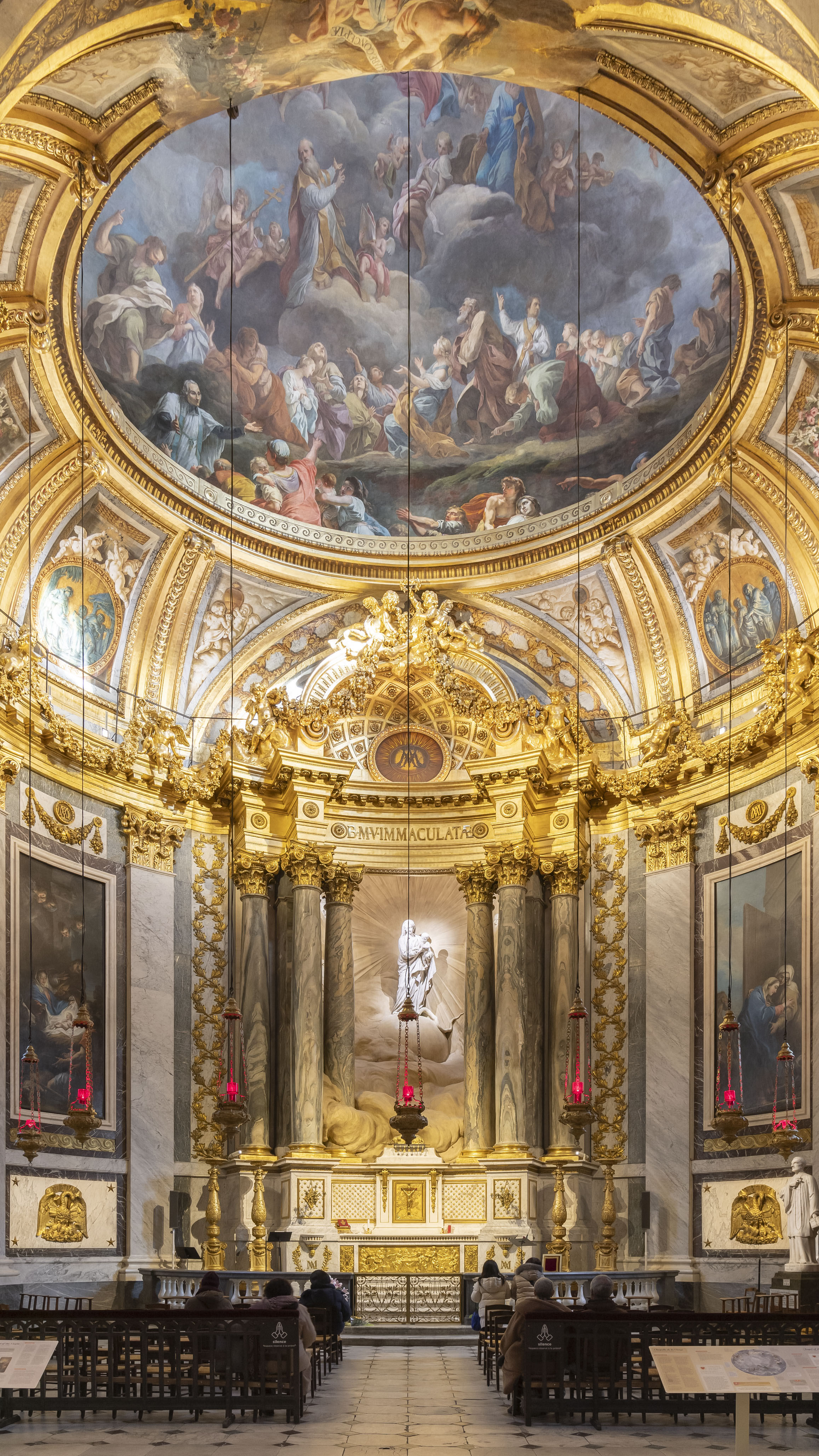
Vue de la chapelle de la Vierge.

##### Chapelle de la Vierge
La chapelle de la Vierge se trouve sur l'axe longitudinal, à l'extrémité Est de l'édifice ; on y accède par le déambulatoire qui entoure le chœur. L'architecte Christophe Gamard est à l'origine de son plan elliptique. Louis Le Vau (1612-1670) en a construit les murs. Servandoni a contribué pour une part à sa décoration en 1729. Charles De Wailly, chargé de la décoration de la chapelle de la Vierge, a réalisé en 1774 la niche sur trompe surplombant la rue Garancière, qui éclaire la Vierge par une source de lumière invisible depuis le déambulatoire.
Cette chapelle de style plus baroque comprend un autel dédié à la Vierge, surmonté d'une coupole rococo peinte a fresco par Lemoyne en 1732 représentant la Vierge Marie élevée au ciel sur un nuage qui la soutient, entourée d'anges, de docteurs et de saints, de saint Pierre à sa droite, de saint Sulpice à sa gauche ; d'un côté, des Pères de l'Église et des chefs d'ordre qui publient ses louanges, de l'autre, des vierges qu'elle patronne et auxquelles un ange distribue des palmes, et dans le bas, M. Olier qui amène ses paroissiens à ses pieds et qui les met sous sa protection. Les peintures murales placées de chaque côté sont signées Carle van Loo.

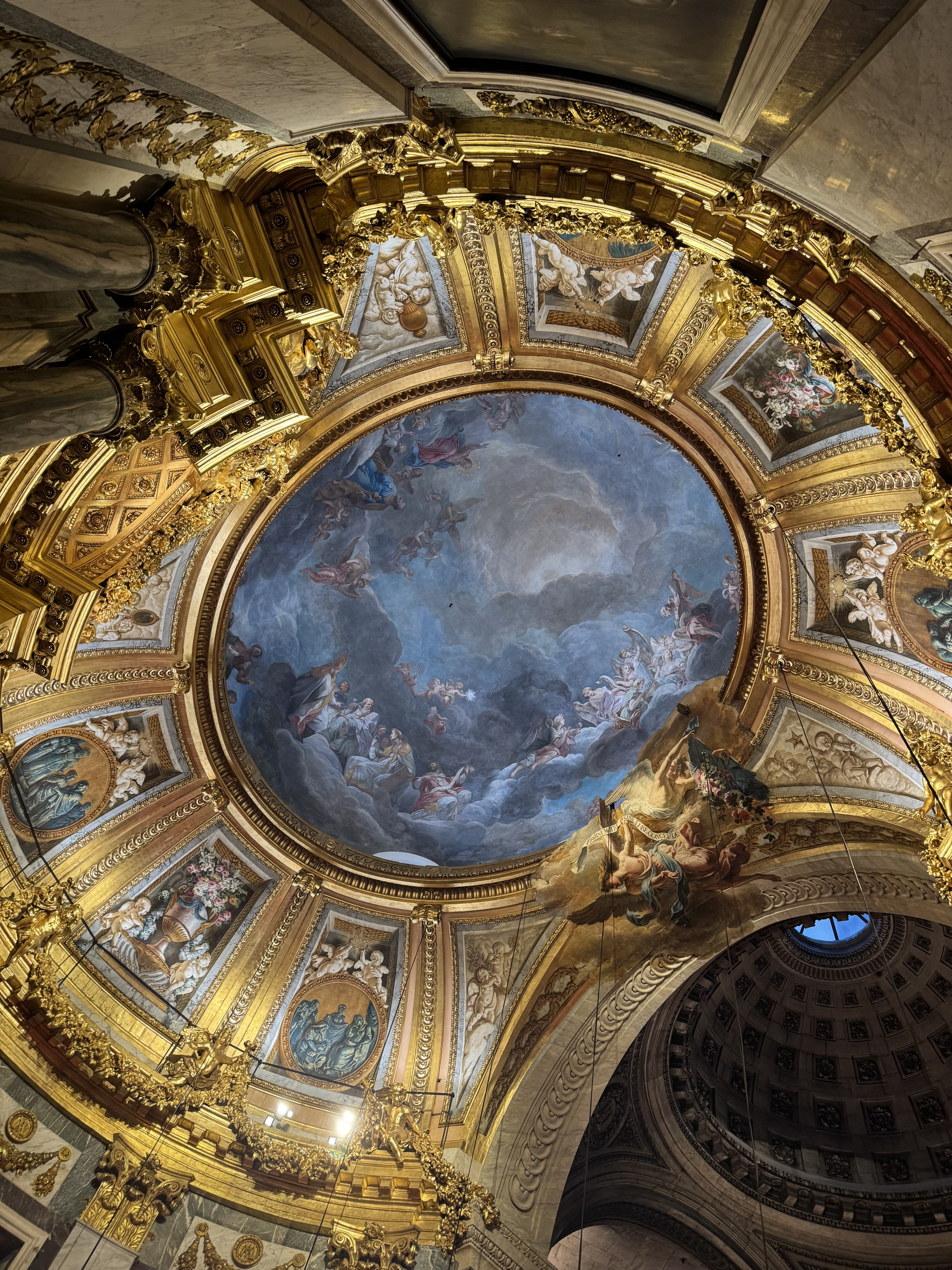
Vue de la coupole
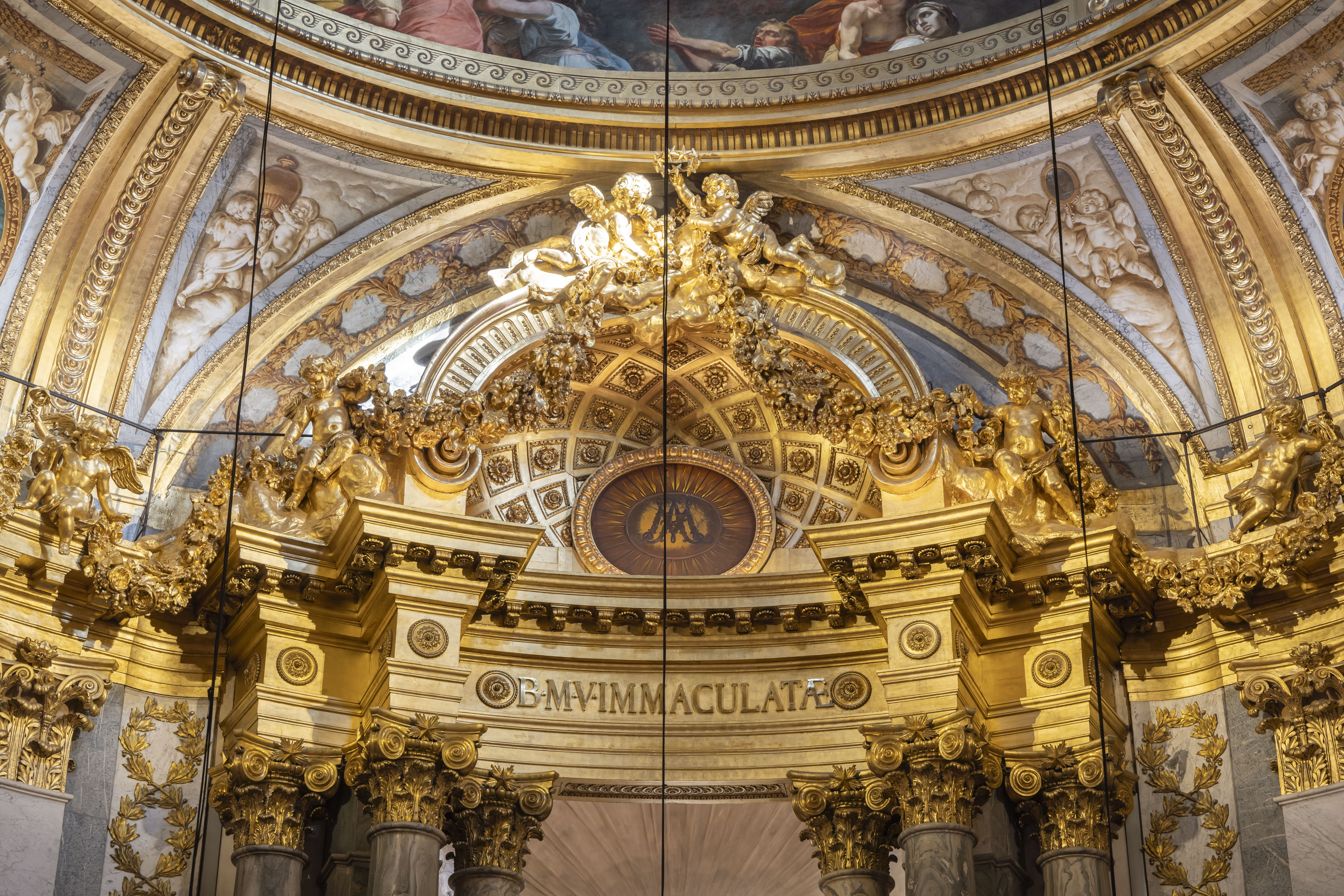
Partie supérieure de l'autel de la Vierge.
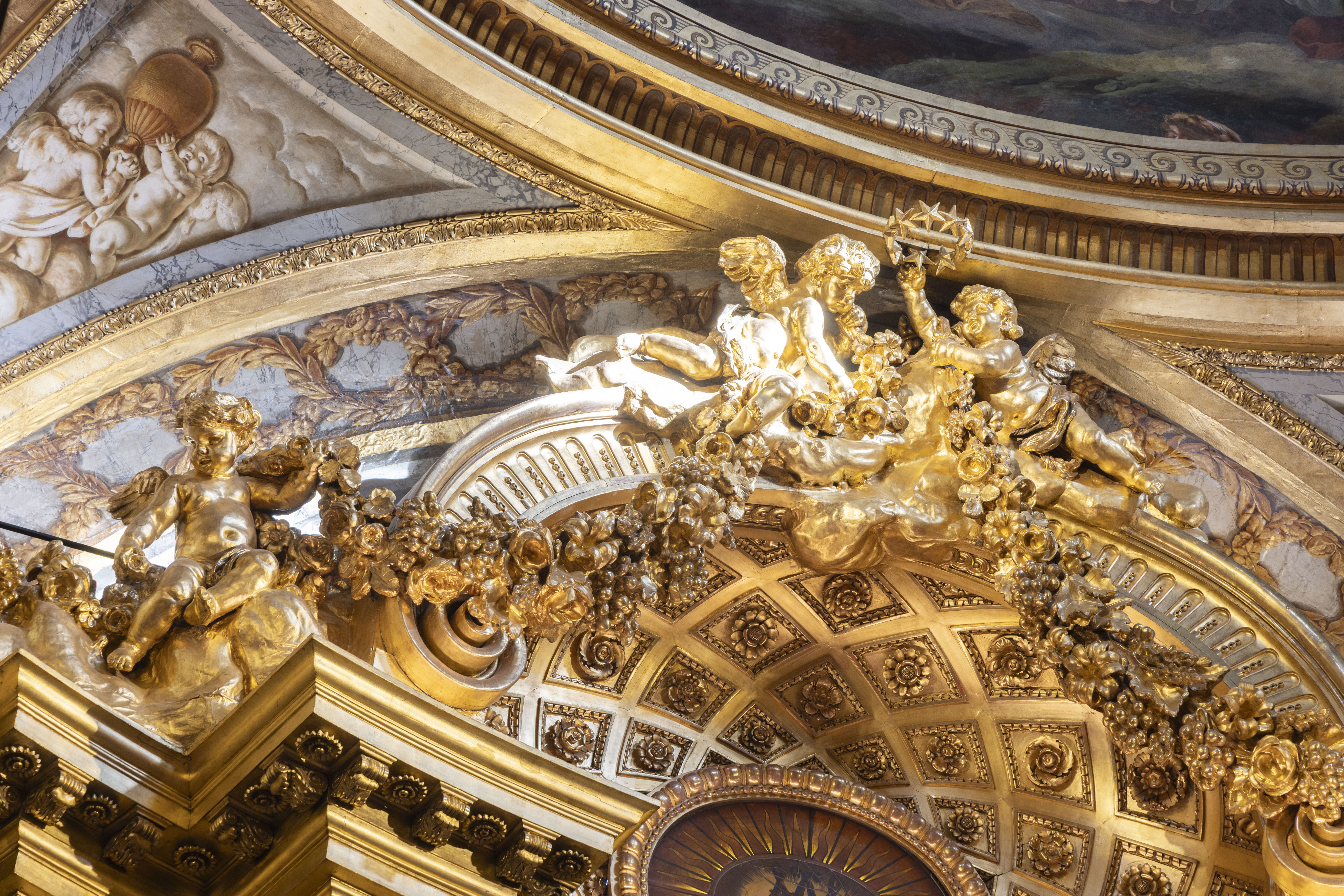
Détails de la décoration de l'autel.
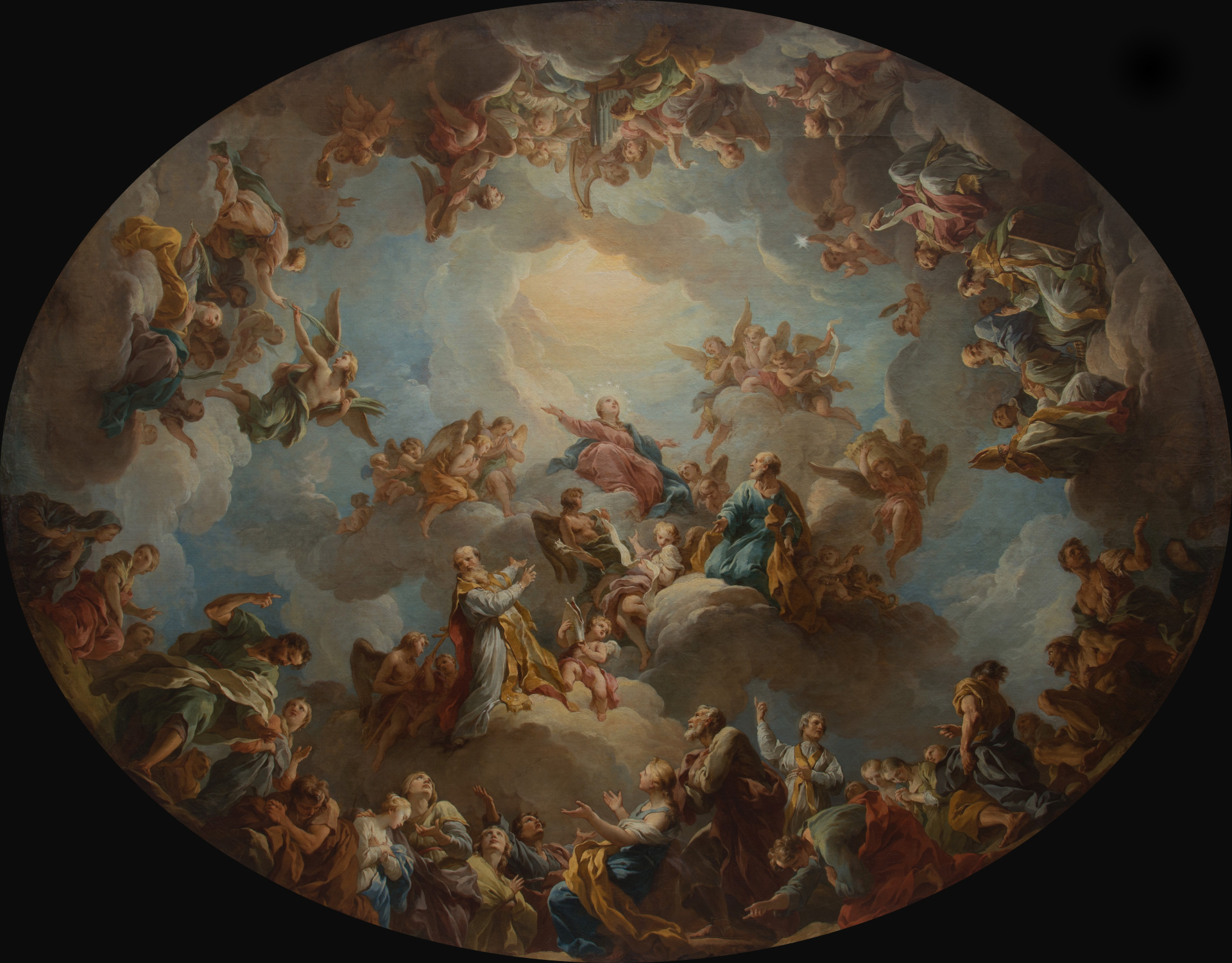
François Lemoyne, Vierge en gloire, 1732, coupole.
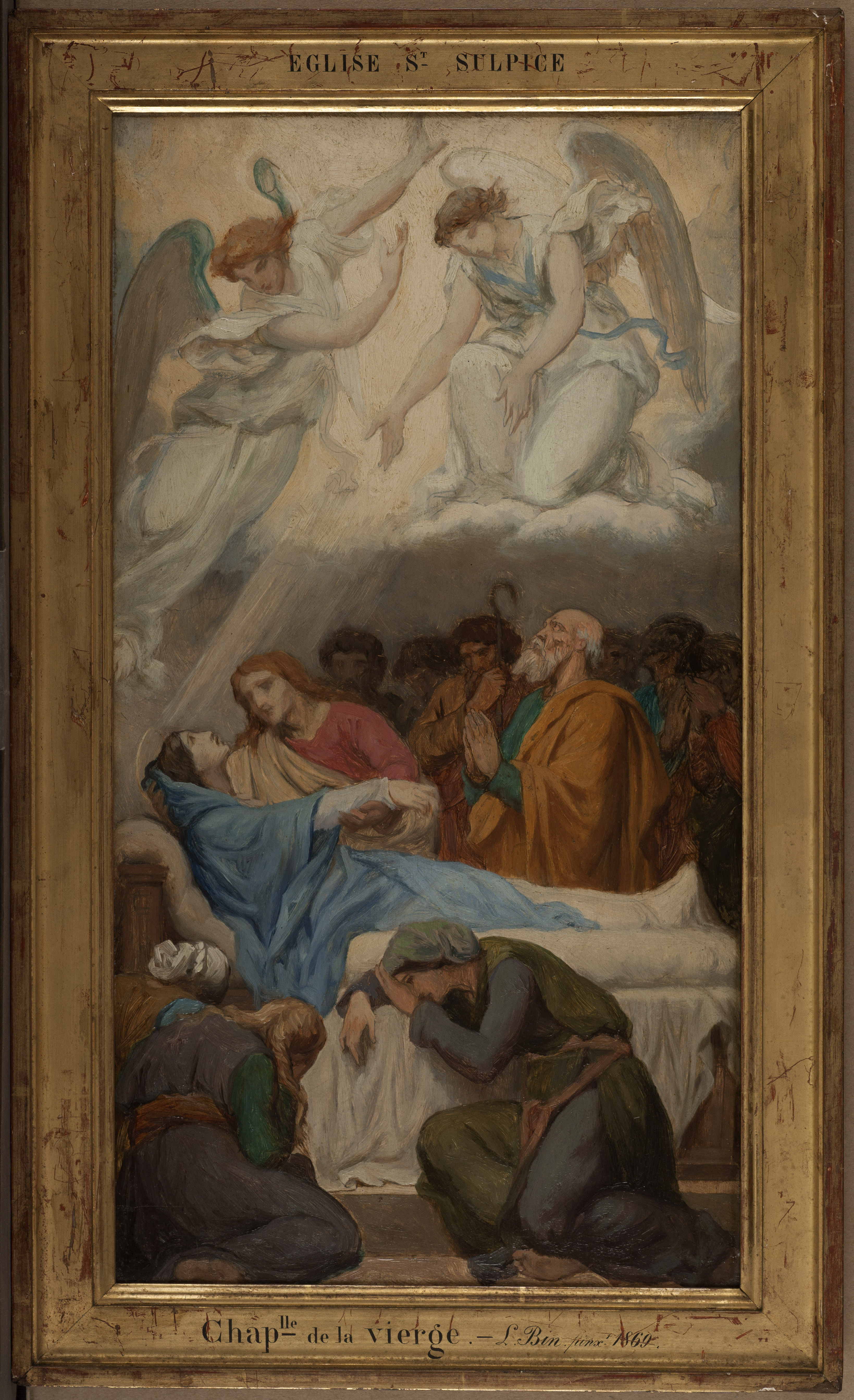
Esquisse d'Émile Jean Baptiste Philippe Bin pour l'entrée de la chapelle de la Vierge, La Mort de la Vierge, musée des Beaux-Arts de la ville de Paris.
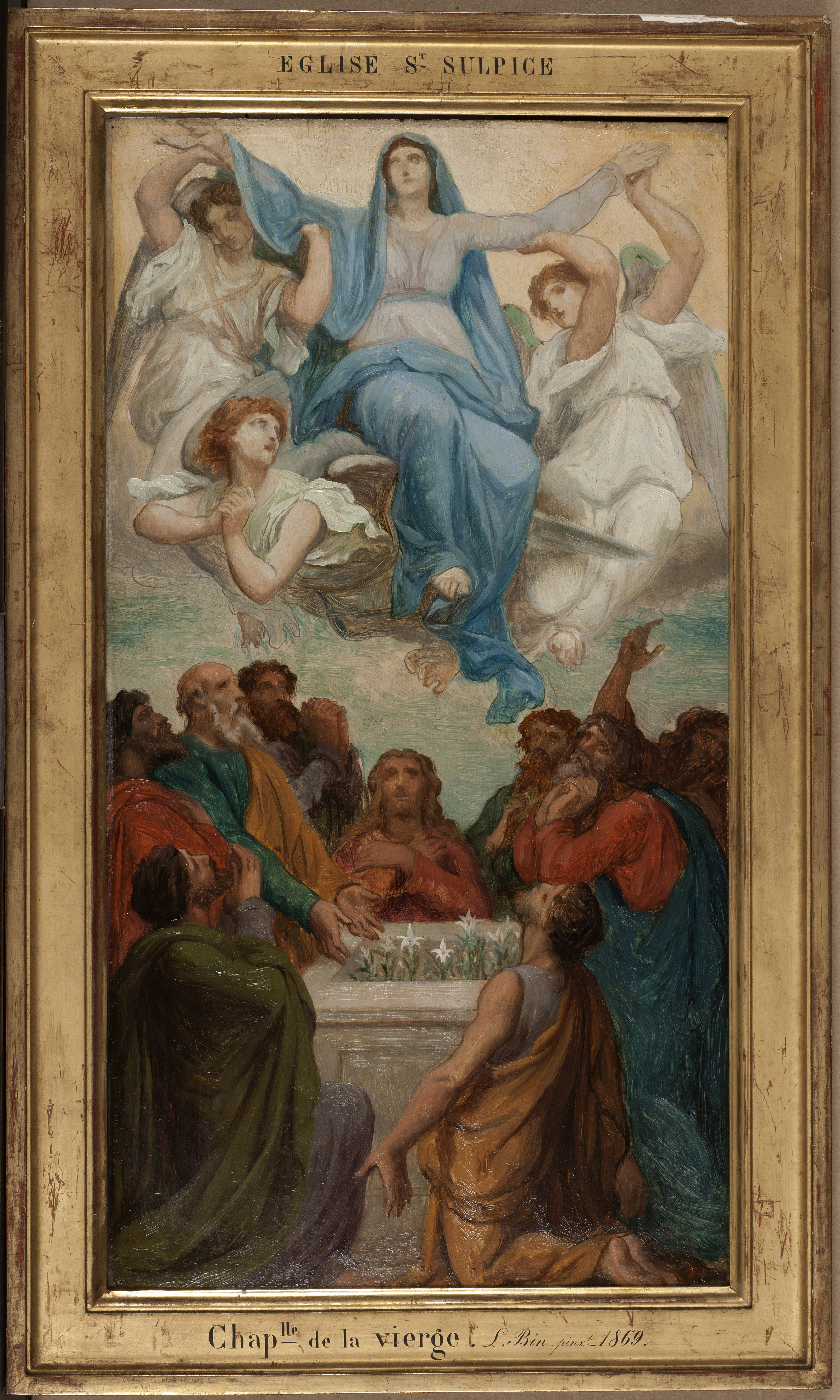
Esquisse d'Émile Jean Baptiste Philippe Bin pour l'entrée de la chapelle de la Vierge, L'Assomption de la Vierge, musée des Beaux-Arts de la ville de Paris.
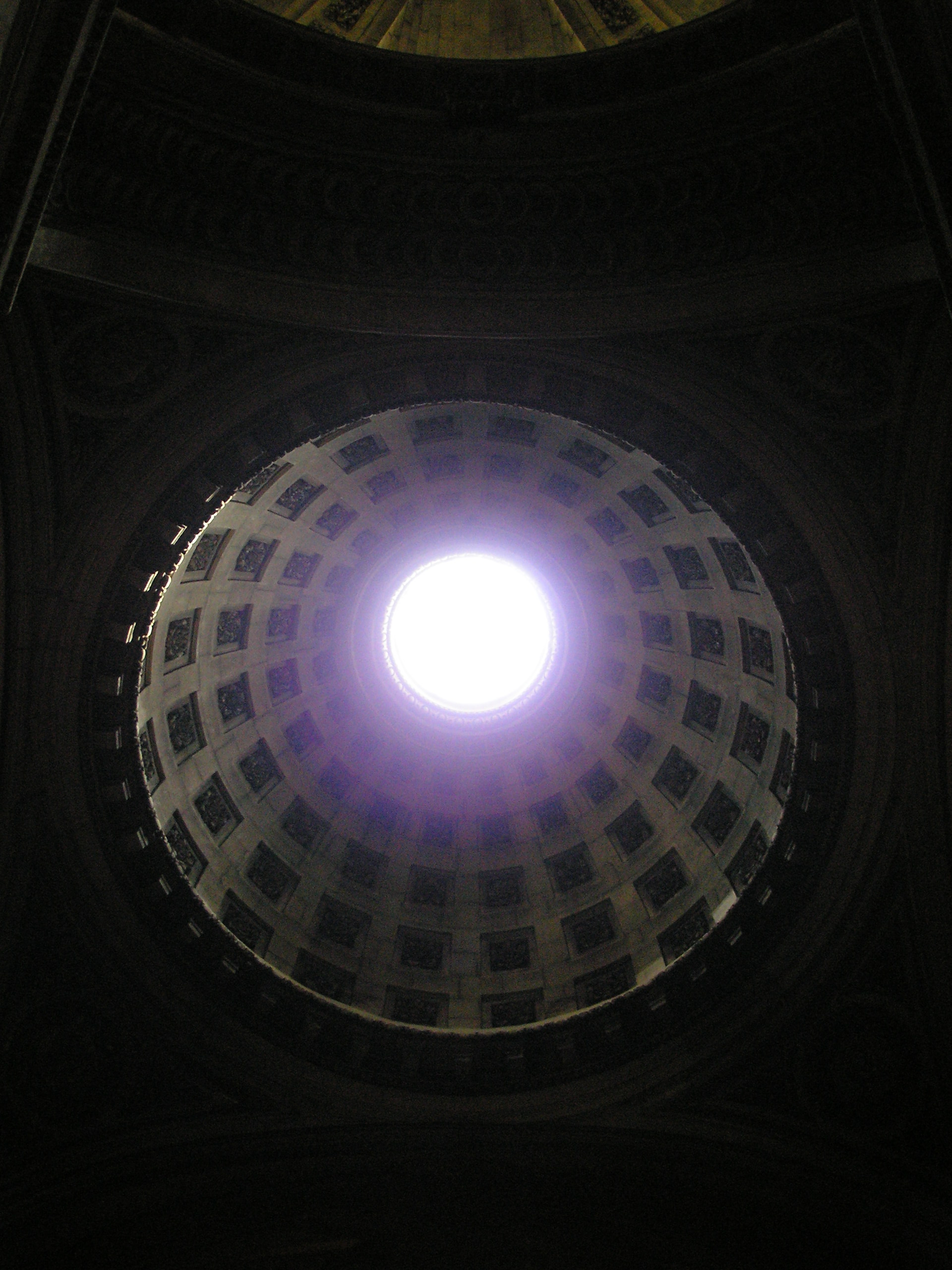
Coupole avec oculus située devant la chapelle, au-dessus du déambulatoire.

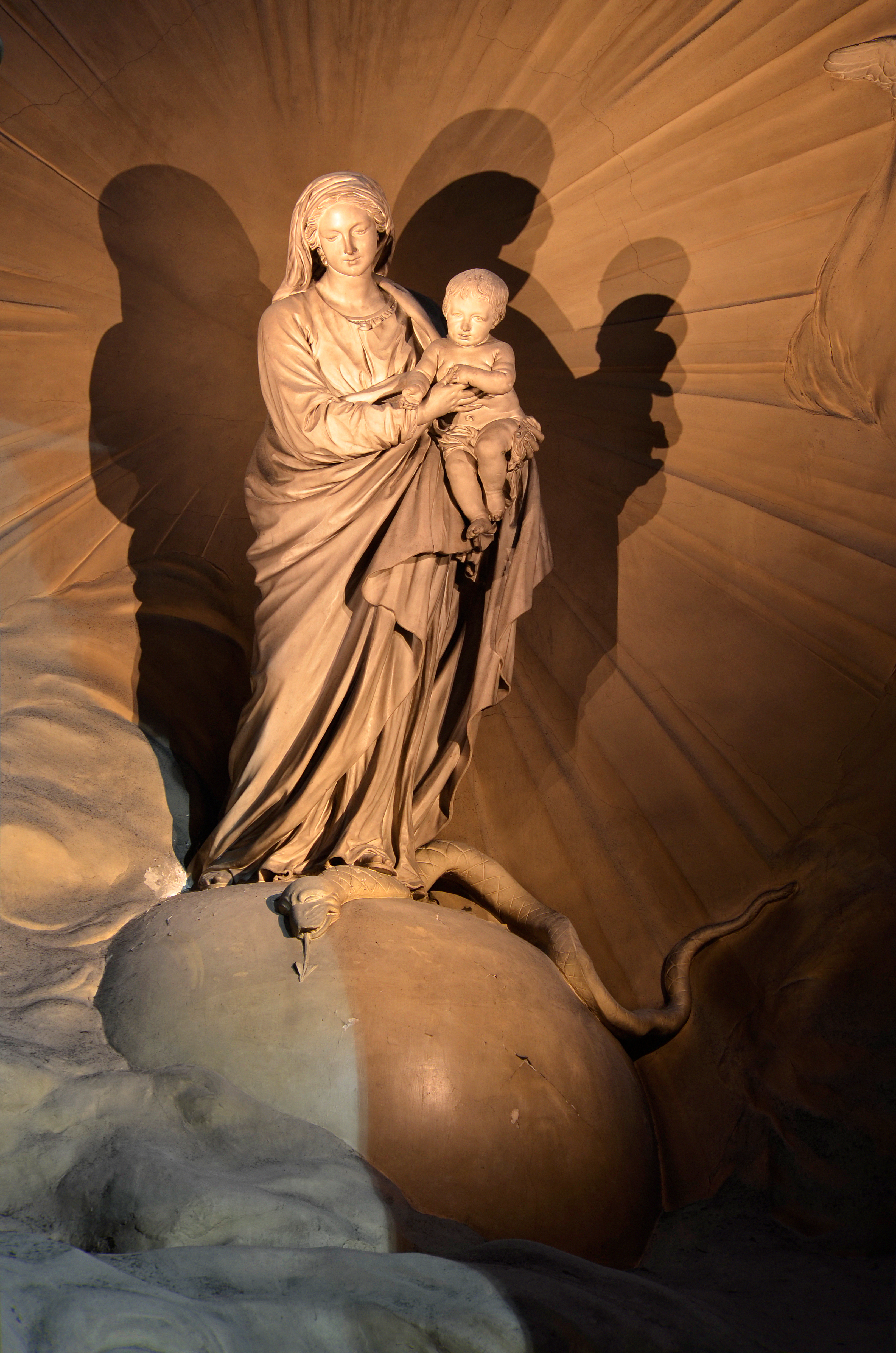
Vierge à l'Enfant écrasant le serpent de Jean-Baptiste Pigalle.

La « Vierge à l'Enfant » figurant dans la niche est l'œuvre de Jean-Baptiste Pigalle (1714-1785). D'après Jacques Hillairet, cette statue a remplacé une statue en argent massif, surnommée Notre-Dame-de-la-Vieille-Vaisselle en souvenir des couverts d'argent dérobés par le curé, fondue à la Révolution. Ce marbre présente la particularité de montrer la Vierge écrasant un serpent. La chapelle est éclairée par deux vitraux présentant le monogramme AM (Ave Maria).

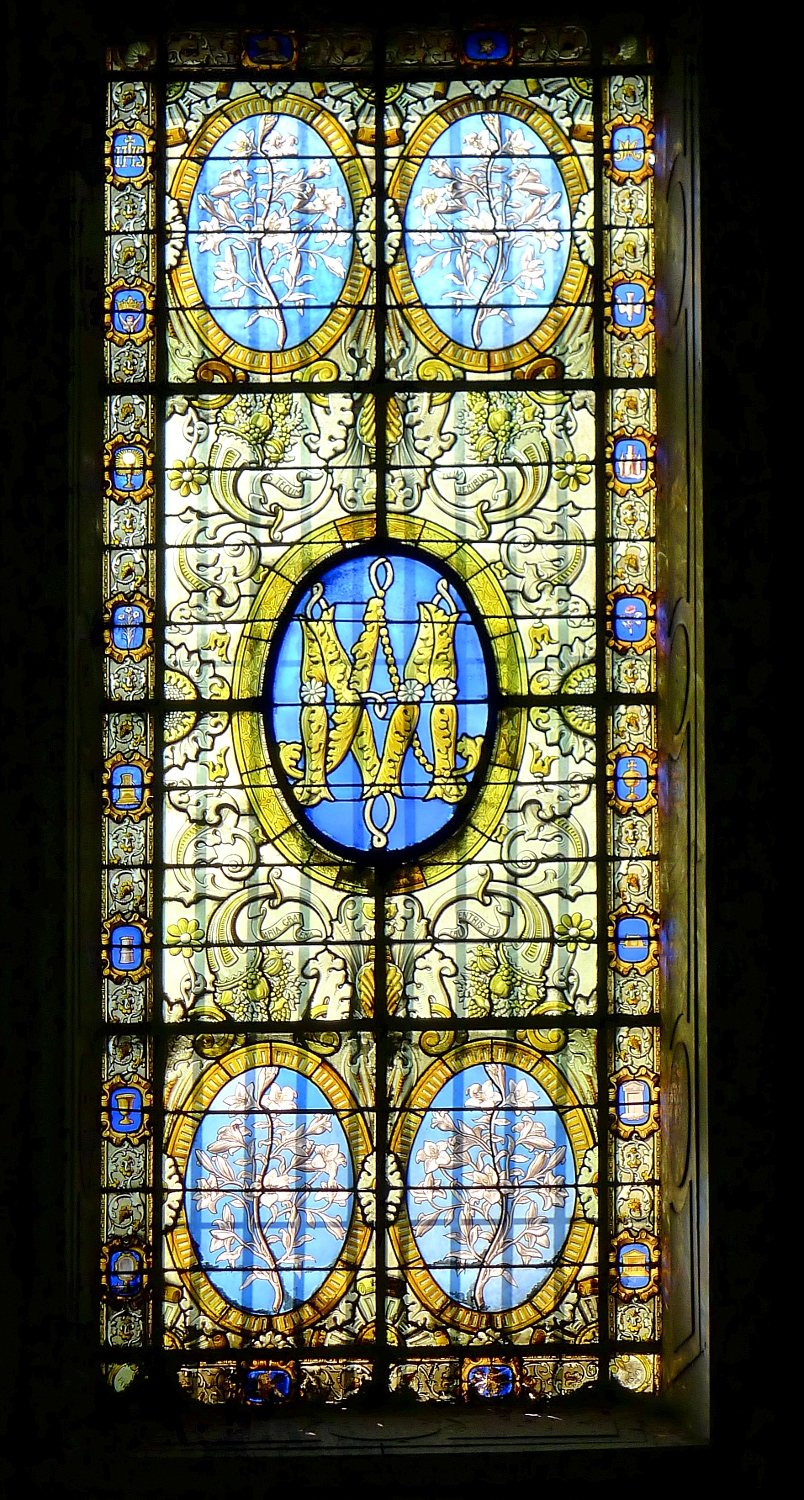
Vitrail no 1, avec motif AM (Ave Maria.)
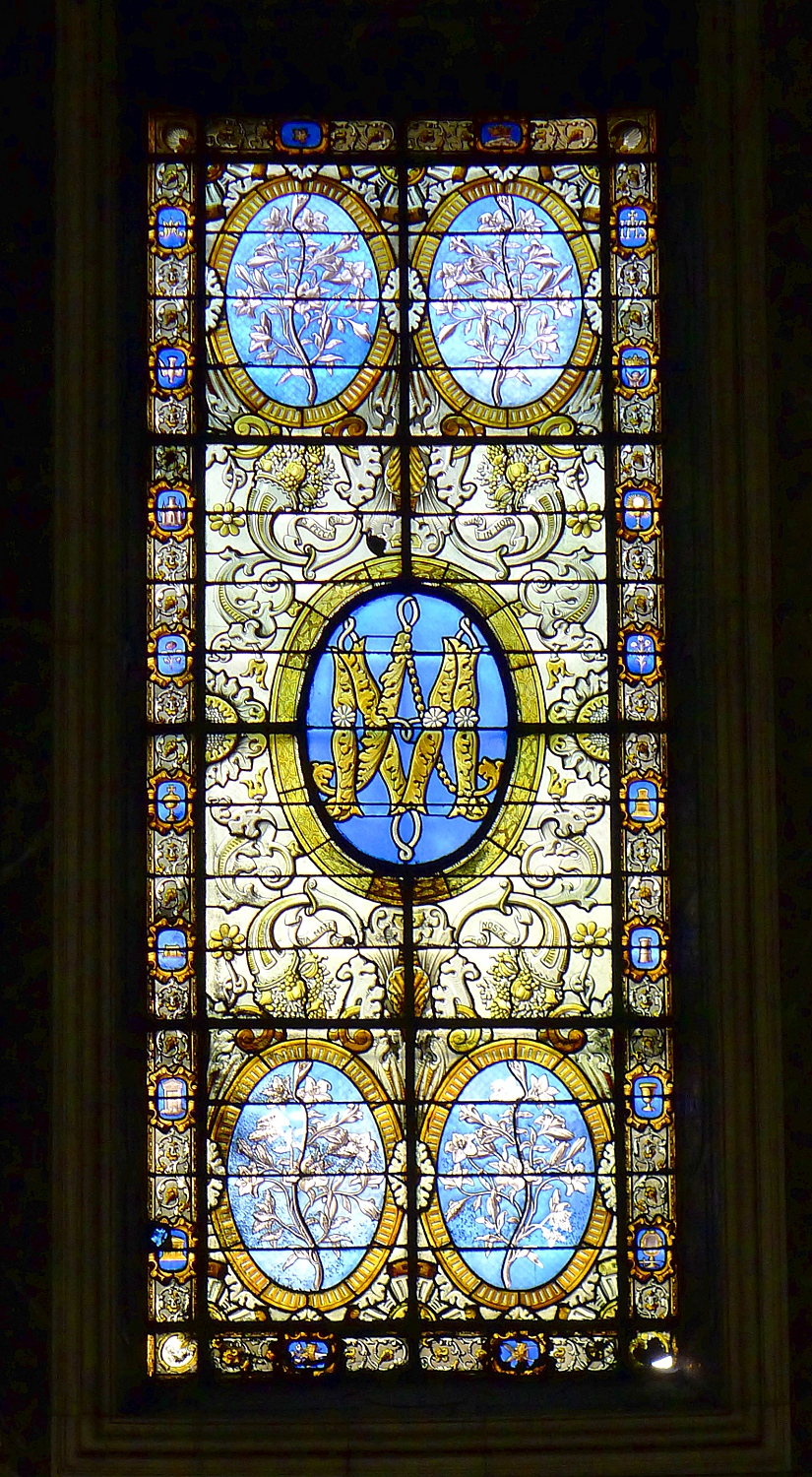
Vitrail no 2.

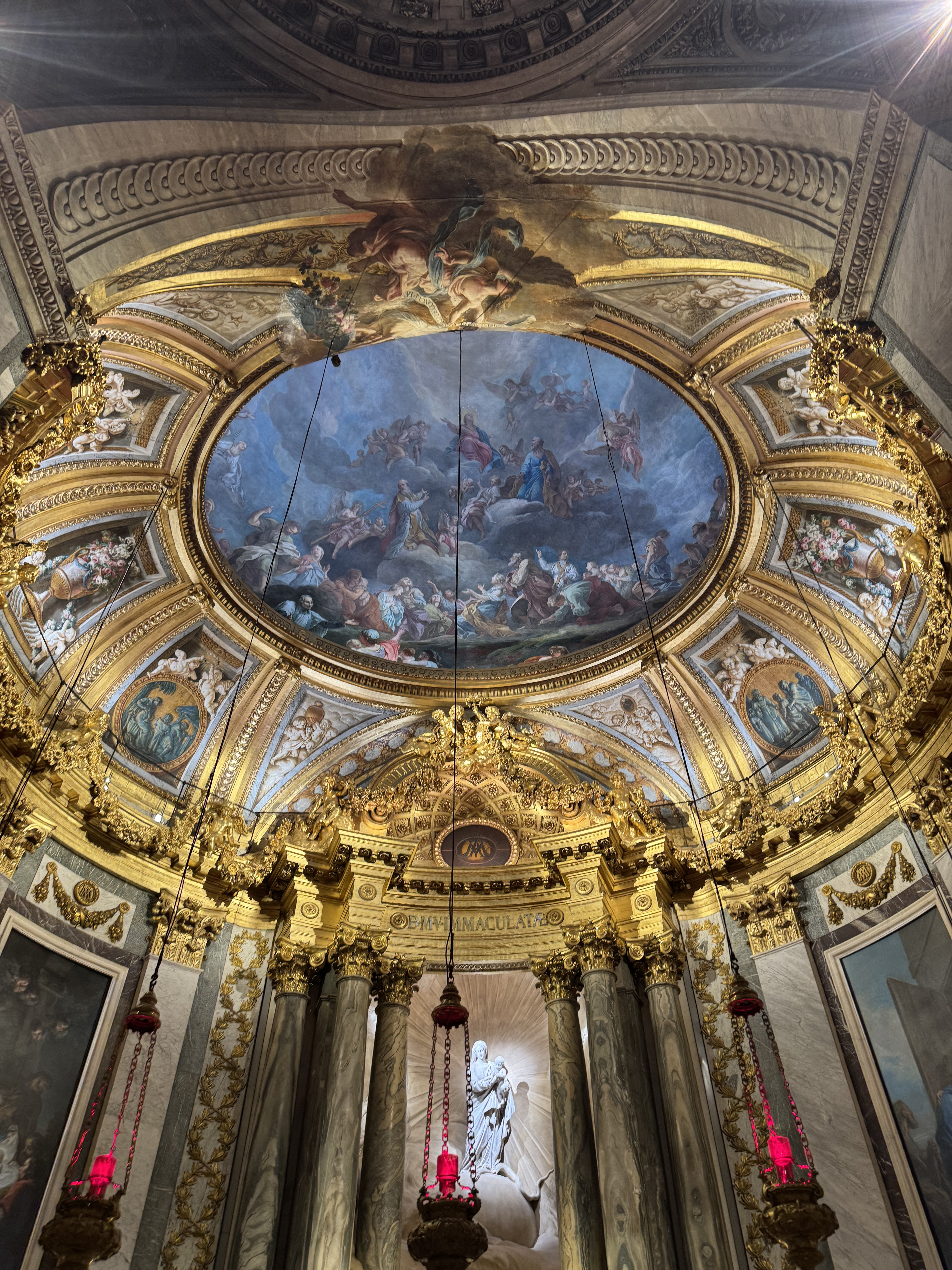
Vue de la coupole après la restauration achevée en 2024.

Quatre des colonnes placées de part et d'autre de la statue de la Vierge sont antiques (les deux autres, en stuc, furent ajoutées par Charles de Wailly pour donner plus de profondeur à la niche initialement construite par Servandoni). Ces hautes colonnes de marbre viennent des ruines de la ville romaine de Leptis Magna qui avait été reconstruite par Septime Sévère. Après le bombardement de Tripoli en 1685 pour combattre la piraterie barbaresque en Méditerranée, Louis XIV exigea le paiement d'une forte rançon. Le pacha de Tripoli proposa de la payer avec le marbre des ruines de Leptis Magna. Deux traités ont été signés entre le roi de France et le pacha de Tripoli, en 1693 et 1720. Tous les deux prévoient que « le roi se réserve de prendre à Leptis et dans tout lieu de la régence les colonnes dont il aurait besoin ». Le consul de France nommé par provisions du 14 juillet 1685 à Tripoli, Claude Le Maire, partit à Leptis Magna pour choisir des colonnes de marbre qui pourraient servir dans la construction du château de Versailles. Au total, il en a prélevé près de 300 envoyées à Toulon, en 1688 et 1690. Elles ont été déposées sur un quai de la Seine, près du Louvre, et ont été utilisées pour diverses constructions. Le curé Languet s'en fit attribuer quatre qui ont été mises en place dans la chapelle en 1742.

##### Chapelle de l'Assomption
La chapelle de l'Assomption, située à l'arrière de l'église, sur un ancien charnier du XVIIIe siècle, est accessible par un couloir reliant le déambulatoire du chœur à la rue Palatine. Elle comprend un décor peint par Noël Hallé (L'Étoile des Mages au plafond et Le Christ et les petits enfants sur un mur), Jean-Baptiste Pierre (Adoration des bergers) et Carle Van Loo (Adoration des Mages, disparue au XIXe siècle).

##### Chapelle Saint-Louis
Cette chapelle a d'abord été dédiée au Saint-Esprit et aux apôtres en 1673. En 1844, elle est dédiée à saint Louis, en application de la promesse fait à Anne d'Autriche.
Dans la chapelle, on trouve une peinture murale de Louis Matout datant de 1870. Elle représente Saint Louis rendant la justice au pied d'un chêne. Il y a également une sculpture de sainte Thérèse de Lisieux et un vitrail datant de 1691 représentant Saint Louis.

##### Chapelle Saint-Joseph
D'abord consacrée à sainte Marguerite, cette chapelle a été dédiée à saint Joseph en 1748. Elle a été le siège de la confrérie des charpentiers, puis de la confrérie de dévotion à saint Joseph.
On trouve dans cette chapelle une peinture murale de Charles Landelle de 1860, représentant Le songe de saint Joseph. On peut aussi observer une sculpture de Giovanni Marchiori (it), élève du Bernin, datant du début du XVIIe siècle. Enfin, il y a un vitrail datant de 1693 et refait en 1872 représentant Saint Joseph et l'Enfant Jésus.

##### Chapelle Saint-Charles-Borromée
La chapelle, qui est également consacrée à Saint Antoine de Padoue, contient une peinture d'Auguste Pichon de 1867 représentant Charles Borromée pendant la peste de Milan. Un vitrail bien plus ancien datant de 1686 représente Saint Antoine de Padoue en prière, ainsi qu'une statue de ce saint à qui elle est également dédiée,.

##### Chapelle Saint-Jean-l'Évangéliste
La chapelle est dédiée à saint Jean l'Évangéliste, saint Martin et tous les évangélistes. Elle a été le siège des confréries des apothicaires, des épiciers et des chandeliers huiliers.
Des peintures représentent Le martyre de saint Jean l'Évangéliste à gauche et Aimez-vous les uns les autres à droite. Au plafond, quatre anges portent des banderoles portant le mot Caritas.
Un vitrail datant de 1692 représentant en médaillon Saint Jean l'évangéliste est présent dans cette chapelle.

## Mobilier

### Les orgues

#### Le grand orgue

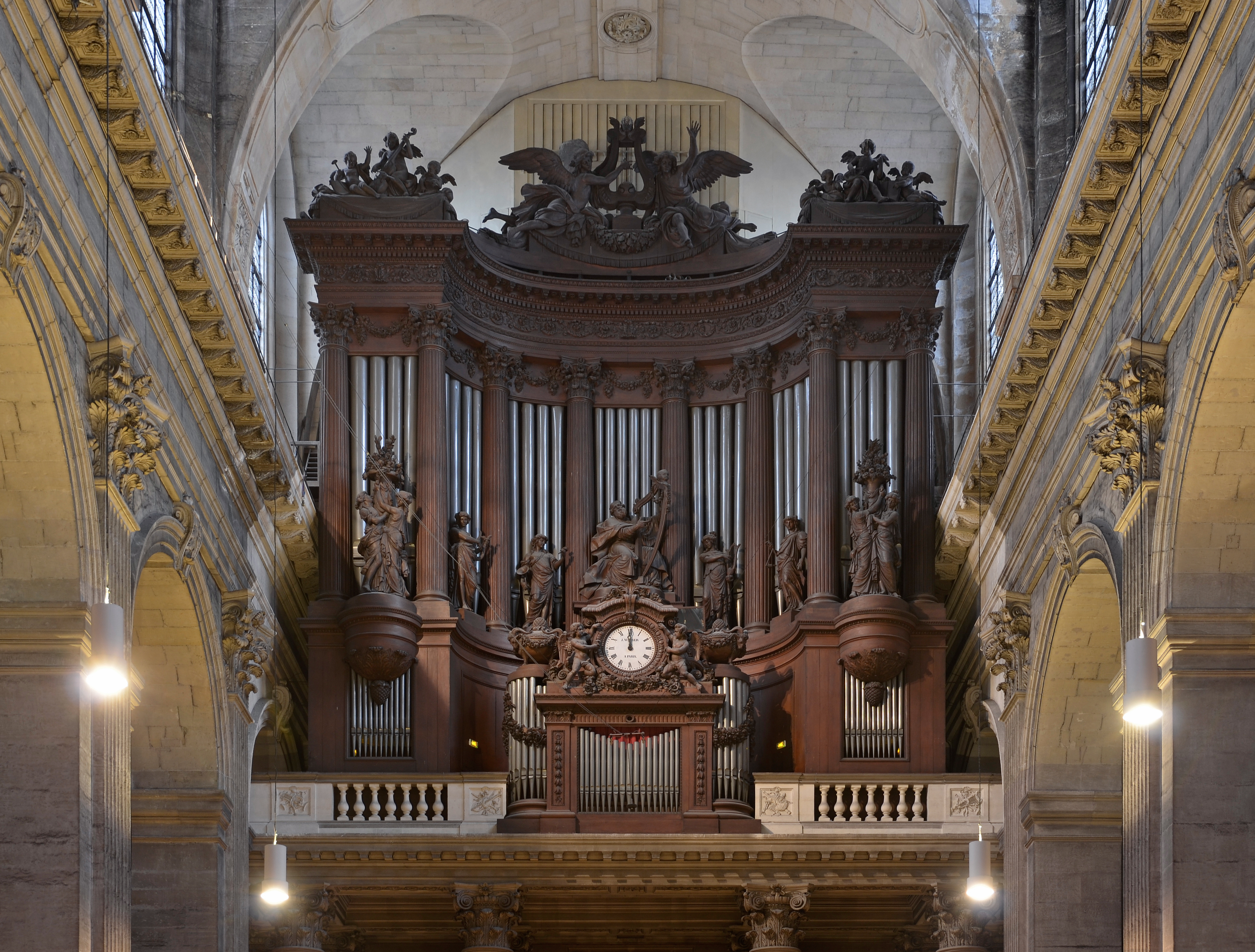
Orgue de Saint-Sulpice.

Le grand orgue fut construit par François-Henri Clicquot entre 1776 et 1781 derrière un buffet très original de style Louis XVI dessiné par l'architecte Jean-François-Thérèse Chalgrin, avec des sculptures de Clodion (figures) et Duret (sculpture d'ornement). L'instrument fut reconstruit en 1862 par Aristide Cavaillé-Coll en réutilisant ce que ses prédécesseurs avaient conservé de l'orgue de Clicquot. Il s'agit du plus grand instrument signé par Cavaillé-Coll.
Les actuels titulaires sont Sophie-Véronique Cauchefer-Choplin et Karol Mossakowski.

#### L'orgue de chœur
L'église possède également un orgue de chœur construit également par Aristide Cavaillé-Coll de 1858,, comportant à l’origine 21 jeux sur sommier à double laye (jeux de fonds/jeux de combinaison pour le G-O). Mutin est intervenu au début du siècle, modifiant la composition (suppression de la Bombarde du G-O, du Hautbois et de la Voix humaine au Récit, ajout d’une Soubasse par emprunt).
| Grand-Orgue (54 notes)                                                                               | Récit expressif (54 notes) | Pédalier (30 notes) |
| --- | -------------------------- | ------------------- |
| Bourdon 16                                                                                           | Flûte traversière 8        | Soubasse 16         |
| Bourdon 8                                                                                            | Viole de Gambe 8           |                     |
| Montre 8                                                                                             | Voix céleste 8             |                     |
| Salicional 8                                                                                         | Flûte octaviante 4         |                     |
| Flûte harmonique 8                                                                                   | Octavin 2                  |                     |
| Prestant 4                                                                                           | Cor anglais 8              |                     |
| Octave 4                                                                                             | Trompette harmonique 8     |                     |
| Quinte 2 2/3                                                                                         | Clairon 4                  |                     |
| Doublette 2                                                                                          |                            |                     |
| Plein-Jeu 4 rangs                                                                                    |                            |                     |
| Basson 16                                                                                            |                            |                     |
| Trompette 8                                                                                          |                            |                     |
| Clairon 4                                                                                            |                            |                     |
| Accouplement: II/I; tirasses pour I et pour II, Tremblant au Récit. Appel GO, appel anches du Récit. |                            |                     |

Gabriel Fauré tient l'orgue de chœur de 1871 à 1874,,.
Son actuel titulaire est Louis Jullien.

### Le gnomon, ou méridienne

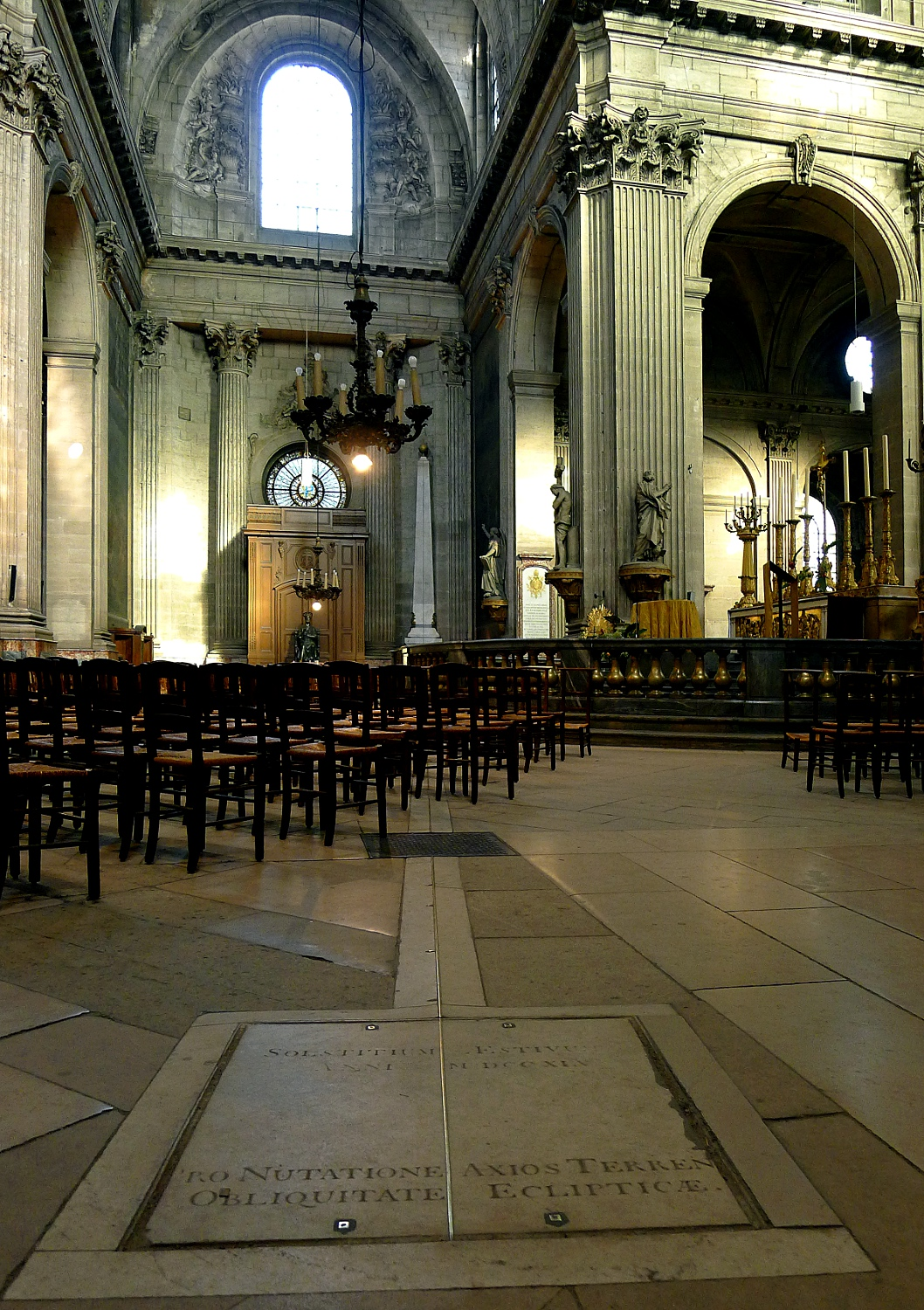
Méridienne de Saint-Sulpice, au sol et sur l'obélisque mural.

Le transept de l’église abrite un gnomon, outil de mesure utilisé en astronomie qui permet de déterminer précisément la position du Soleil, et donc une période de l’année. Le dispositif fut installé à la demande du curé du lieu, désireux de fixer précisément la date de l’équinoxe de mars, et par conséquent celle de Pâques, date clef du calendrier chrétien. Il a été installé au XVIIIe siècle par les savants de l'Observatoire de Paris, dont Pierre Charles Le Monnier. L'astronome réussit par ses mesures très précises à déterminer la lente diminution de l'obliquité de l'écliptique ou de l'inclinaison de l'écliptique sur le plan de l'équateur, autrement dit aussi le changement de l'inclinaison de l'axe de la Terre sur son orbite, une valeur actuellement de -0,469" par an (cette obliquité oscille en un cycle de 41 000 ans entre deux valeurs extrêmes de 22° 2' 33" et 24° 30' 16" ; au 1er janvier 2017, sa valeur était de 23° 26' 13,490" ; en 1741 cette inclinaison était de 2' 9" plus élevée)[réf. nécessaire].
Le gnomon se compose de deux éléments : un dispositif pour isoler un rayon de soleil, positionné sur le vitrail sud du transept, et une bande de laiton incrustée dans le sol et remontant à la verticale dans l’obélisque du mur nord du transept.
Le dispositif d’isolation est appelé œilleton. Il s’agit d’une plaque de métal percée d’un trou, et incrustée à droite sur le vitrail sud du transept. Un second œilleton identique est présent à la verticale du premier, car le rayon de ce dernier est masqué par l’architecture de l’église à certaines périodes de l’année.
La bande de laiton matérialise un méridien, ligne conceptuelle de direction nord-sud. La bande est marquée de quatre graduations. L’une est à l’extrémité sud de la bande, au sol, marquée par une dalle gravée qui signalise l’endroit où le rayon de soleil croise le méridien à midi lors du solstice d’été.
Une seconde est située derrière le battant gauche de l’ouverture dans la rambarde du sanctuaire. Elle est signalisée par une ellipse pleine en laiton. Elle symbolise l’endroit où le rayon de soleil croise le méridien à midi lors des équinoxes d’automne (septembre) et de printemps (mars).
Une troisième est située sur l’obélisque, au premier quart de sa hauteur. Elle est signalée par le symbole du Sagittaire, une flèche, et le symbole du Verseau, deux vaguelettes. Elle correspond à l’emplacement du rayon de soleil lorsqu’il croise le méridien à midi durant la période du Sagittaire et celle du Verseau, soit respectivement avant et après le solstice d’hiver (décembre).
Une quatrième est située aussi sur l’obélisque, aux deux tiers de sa hauteur ; elle est signalée par le symbole du Capricorne, dont la gravure est aujourd’hui difficile à cerner. Elle correspond à l’emplacement du rayon de soleil lorsqu’il croise le méridien à midi lors du solstice d’hiver (décembre).

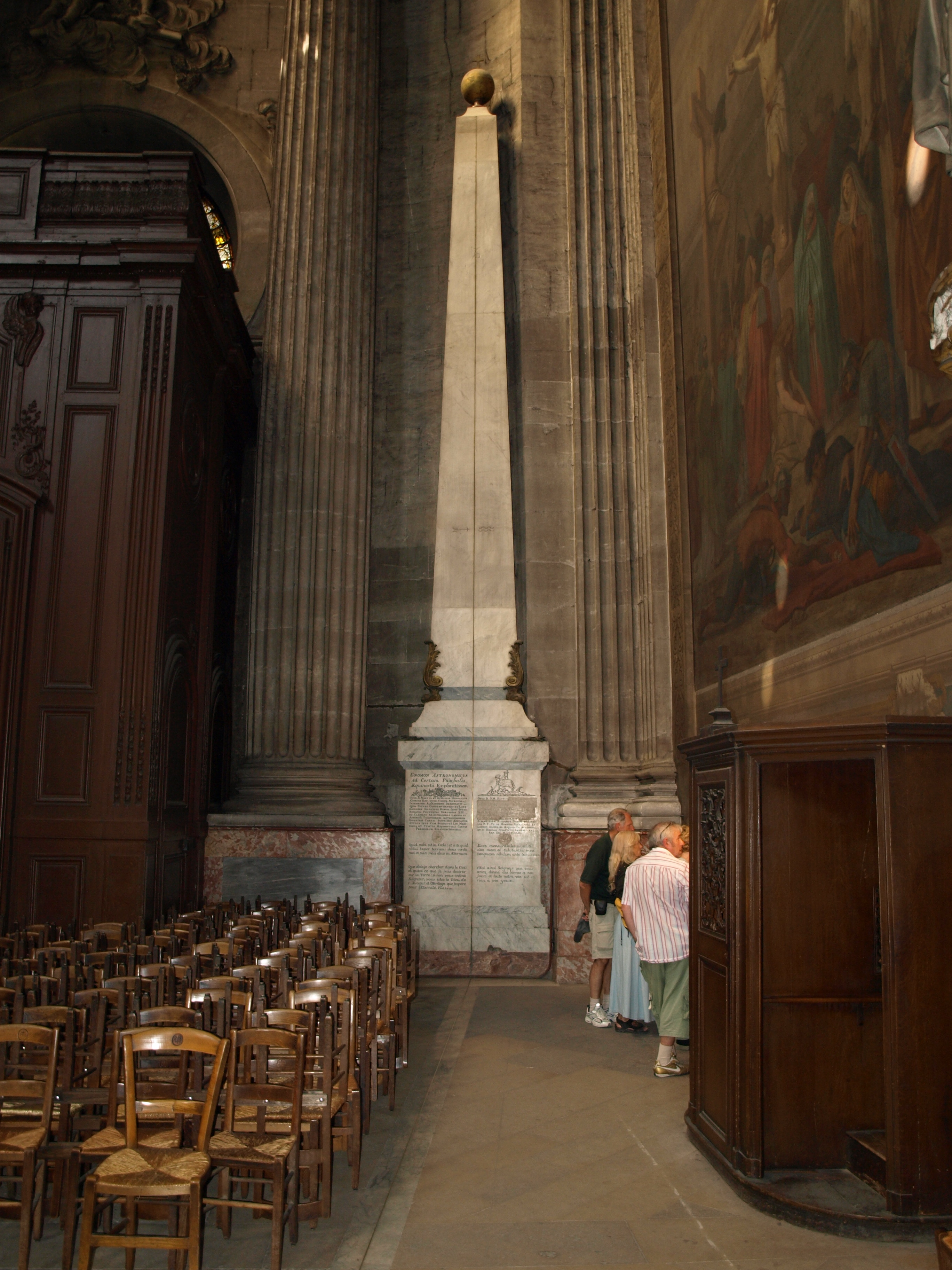
Gnomon de l'église Saint-Sulpice
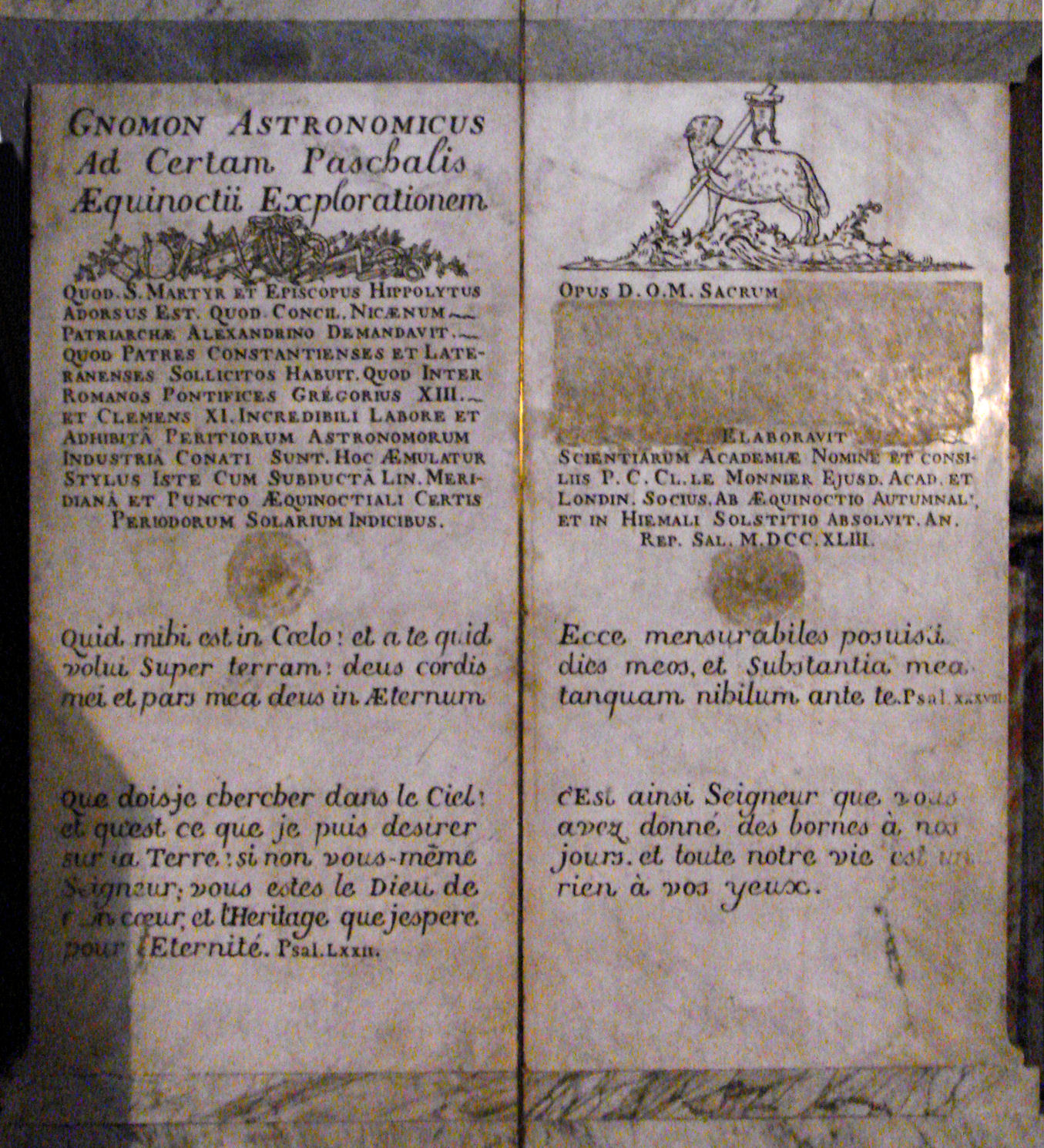
Inscriptions sur l'obélisque
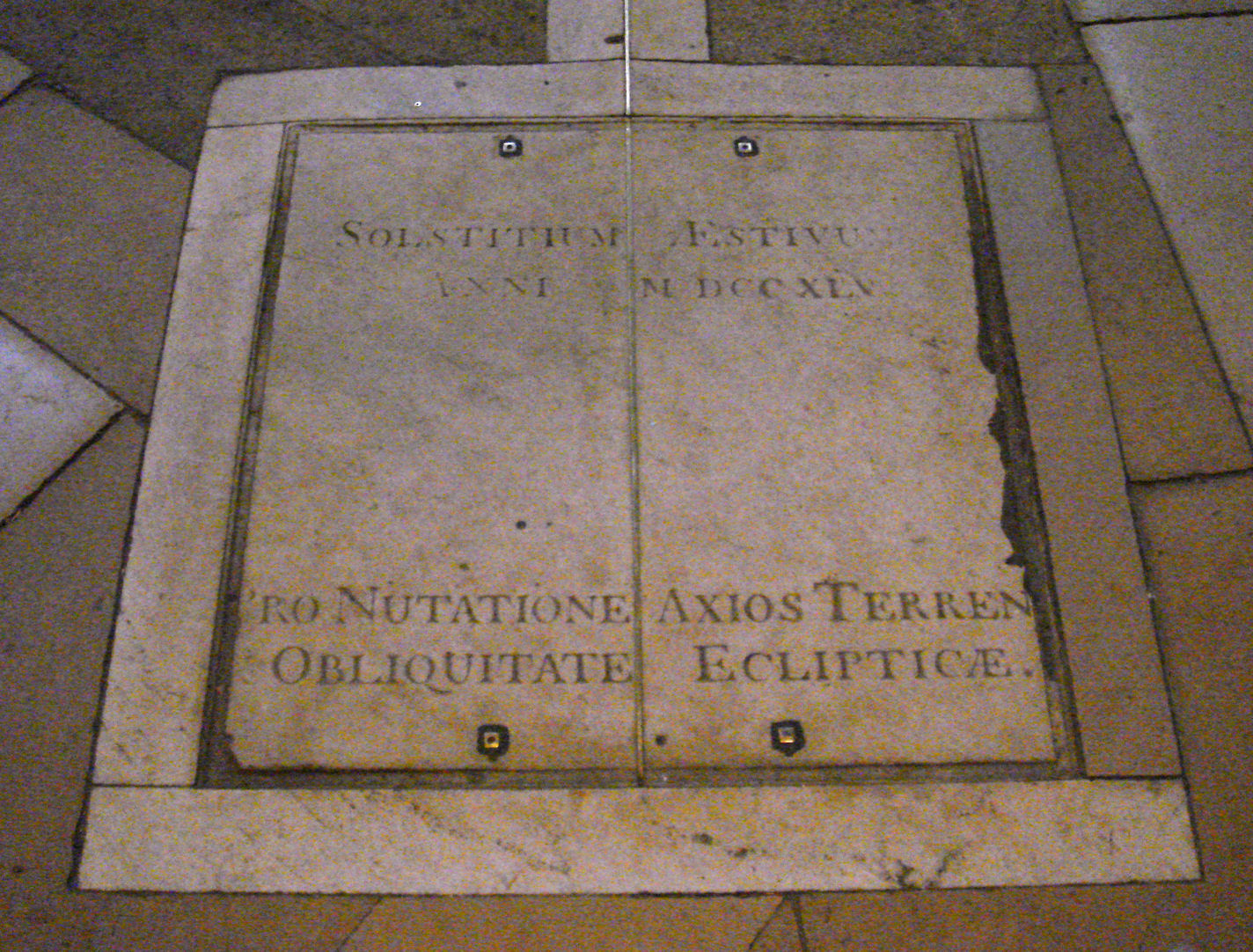
Plaque sud

### La chaire de Saint-Sulpice

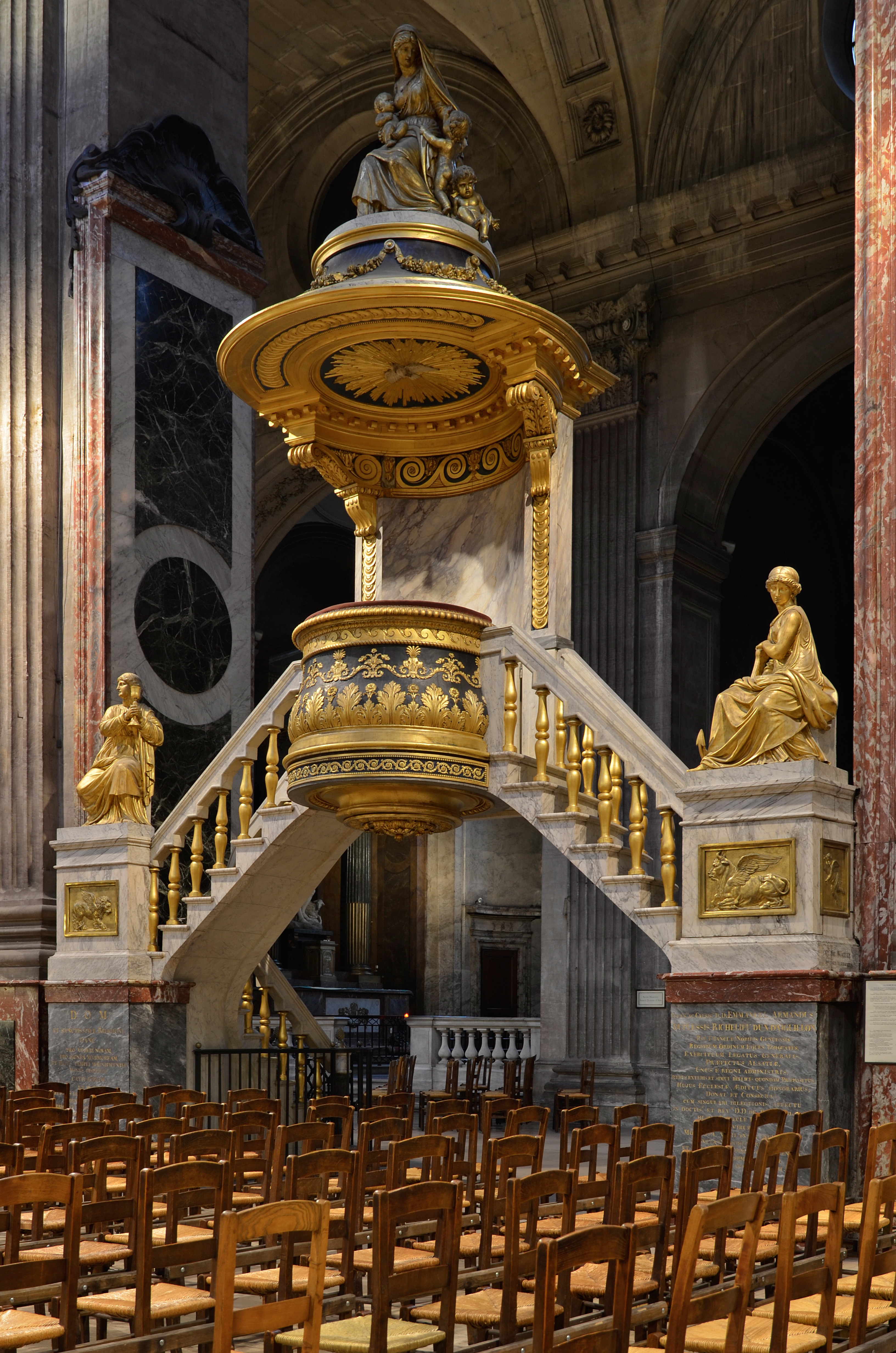
La chaire de l'église Saint-Sulpice.

La chaire a été exécutée en 1788 d'après les dessins de Charles De Wailly et donnée par le duc d'Aiguillon du Plessis-Richelieu, arrière-petit-neveu du cardinal de Richelieu, ancien ministre de Louis XV et premier marguillier de la paroisse. Faite de chêne et de marbre, elle est considérée comme un chef-d’œuvre d'ébénisterie et d'équilibre : elle repose sur les seuls escaliers latéraux qui la soutiennent. En 1791, Monsieur de Pansemont, curé de la paroisse, déclara son refus de prêter le serment de la Constitution civile du clergé du haut de cette chaire, devant les gardes nationaux et ses fidèles. La chaire fut, par chance, conservée par les révolutionnaires qui la jugeaient « utile ». Ses dorures et ses peintures ont été restaurées en 2010.
La chaire comporte de nombreux symboles sur les différentes parties qui la composent :
- deux statues en bois de tilleul doré (œuvre de Guesdon), celle de gauche tenant un calice, symbole de la foi, et celle de droite une ancre, symbole d'espérance ;
- quatre bas reliefs en bronze dorés d'Edme Dumont, avec les symboles des évangélistes : un lion (pour saint Marc, dont l'Évangile commence par le ministère de Jean le Baptiste dont la parole retentit comme le rugissement d'un lion dans le désert), un taureau (pour saint Luc, dont l'Évangile commence par l'annonce d'un fils à Zacharie, sacrificateur au temple), un ange (ou un homme, pour saint Matthieu dont l'Évangile commence par la généalogie humaine du Christ) et un aigle (qui fixe le Soleil comme saint Jean fixe Dieu dans la personne humaine et divine du Christ) ;
- un abat-voix d'Edme Dumont surmonté d'un groupe (une femme et des enfants) en bois doré représentant la charité, dont le dessous du ciel est orné d'une colombe dorée aux ailes étendues, symbole de l'Esprit Saint entouré de rayons lumineux.

Actuellement la chaire ne sert plus pour les prêches, les prédicateurs commentant les textes de la liturgie depuis le pupitre des lecteurs, près de l'autel.

### Vitraux

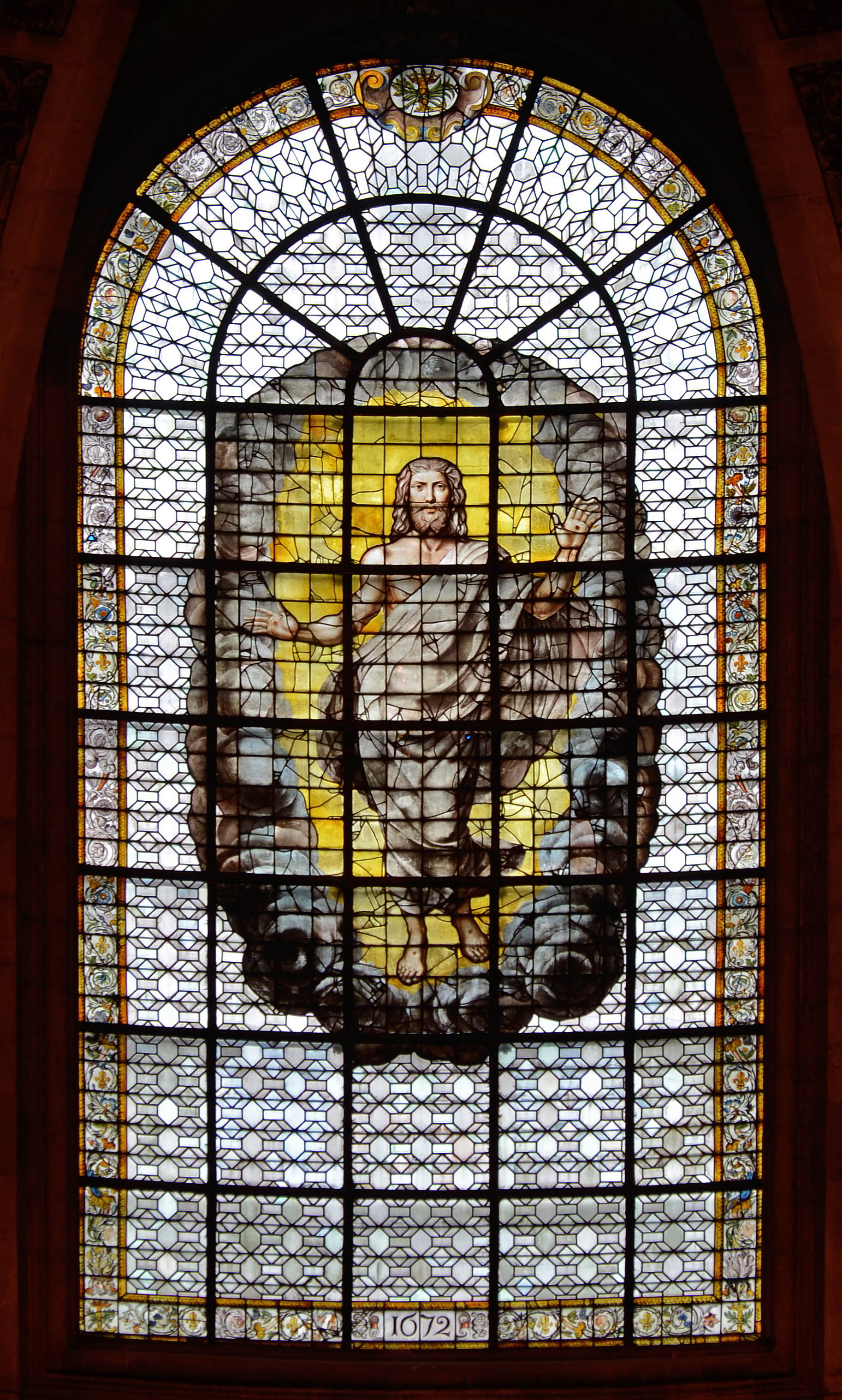
Baie 200 : Ascension de Notre Seigneur (1672)

Le chœur de l'église est vitré en 1673 (baies 200 à 206 suivant la notation du Corpus vitrearum). Les vitraux des chapelles sur le déambulatoire (baies 3 à 10) sont réalisés entre 1690 et 1692. Les vitraux des baies 1 et 2 et de la chapelle d'axe ont été placés en 1873 par le maître verrier Henri Chabin.
Dans les chapelles latérales, les vitraux des baies 11 et 12 ont été exécutés par Denis sur des cartons de Charles Lameire (1832-1910). Le vitrail de la baie 11 représente le Sacré-Cœur, et celui de la baie 12, saint Jean-Baptiste. Dans la baie 18 (chapelle des Âmes-du-Purgatoire) a été placé un vitrail représentant le Christ en Croix de Henri Chabin, datant de 1873.
Un incendie brise les vitraux de la chapelle de la Communion en 1799. Un ouragan endommage les vitraux de plusieurs fenêtres.
Les vitraux de la chapelle de la Vierge sont posés entre 1841 et 1844.
L'explosion de la poudrière du Luxembourg, en 1871, entraîne la chute de fragments de fenêtres qui sont restaurées par Charles Lavergne. La restauration des verrières est confiée aux frères Charles et Théodore Maillot, à partir de 1879, dont le vitrail de l'Ascension de la baie 200, en 1884.
La restauration de l'ensemble des baies est faite en 1934. Nouvelle restauration en 1945-1946.
Le vitrail inférieur (celui qui est rond) au-dessus de la porte monumentale du transept sud (rue Palatine) a été très fortement endommagé par un incendie criminel le 17 mars 2019. La porte elle-même a sans doute été la première touchée puis également un escalier menant à l'étage et qui est tout proche,,,

### Autres œuvres d'art

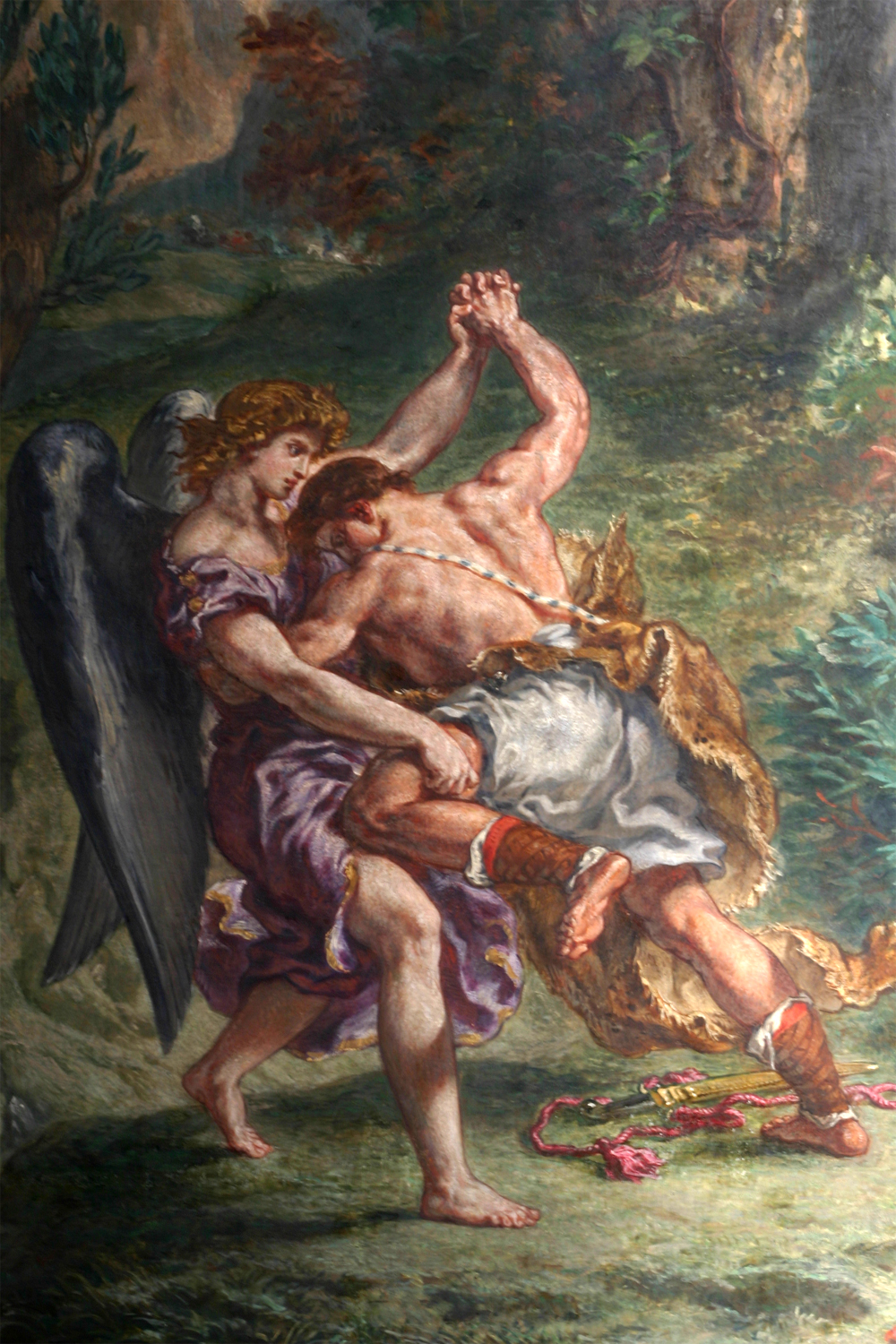
Eugène Delacroix. La Lutte de Jacob avec l'Ange (détail du groupe principal).

L'église Saint-Sulpice contient de nombreuses œuvres d'art, parmi lesquelles on trouve :
- Deux tridacnes offerts à François Ier par la république de Venise, montés en bénitiers sur des socles de Pigalle
- Les statues du Christ appuyé sur la croix (1735), de la Vierge et de huit Apôtres par Edmé Bouchardon, placées autour du chœur
- Les boiseries de style Louis XV de la sacristie des messes (1735)
- Une statue de saint Jean-Baptiste, par Boizot (1743-1809)
- Le tombeau de Jean-Baptiste Joseph Languet de Gergy (1753), abbé de l'abbaye de Bernay (Eure) et curé de la paroisse de Saint Sulpice, par Slodtz
- Une statue de la Vierge par Jean-Baptiste Pigalle (c. 1777) dans la chapelle de la Vierge au fond de l'église
- La fresque de l'Assomption par Lemoyne, coupole de la chapelle de la Vierge
- Les fresques de Delacroix dans la chapelle des Anges : Saint-Michel terrassant le Dragon, Héliodore chassé du temple et la Lutte de Jacob avec l'Ange
- Deux fresques de Victor Mottez (1809-1897) : Saint Martin déchirant son manteau et Saint Martin ressuscitant le néophyte de Ligugé
- Quatre fresques d'Émile Signol (1804-1892) sur chaque transept de l'église, dont deux signées « EM SIGNOL » et deux autres signées « EM SIGИOL »
- Une fresque d'Alexandre Charles Guillemot, Saint Vincent de Paul assistant Louis XIII à ses dernières heures, dans la chapelle Saint-Vincent-de-Paul.
- Le décor de la chapelle de Saint-François-Xavier, peint en 1859 par Jacques-Émile Lafon qui reçoit à cette occasion la Légion d’honneur
- Un tabernacle[69] avec console et déserte réalisés en 2021 par l'artiste sculpteur Jivko, à proximité du maître-autel

Quelques œuvres d'art de Saint-Sulpice
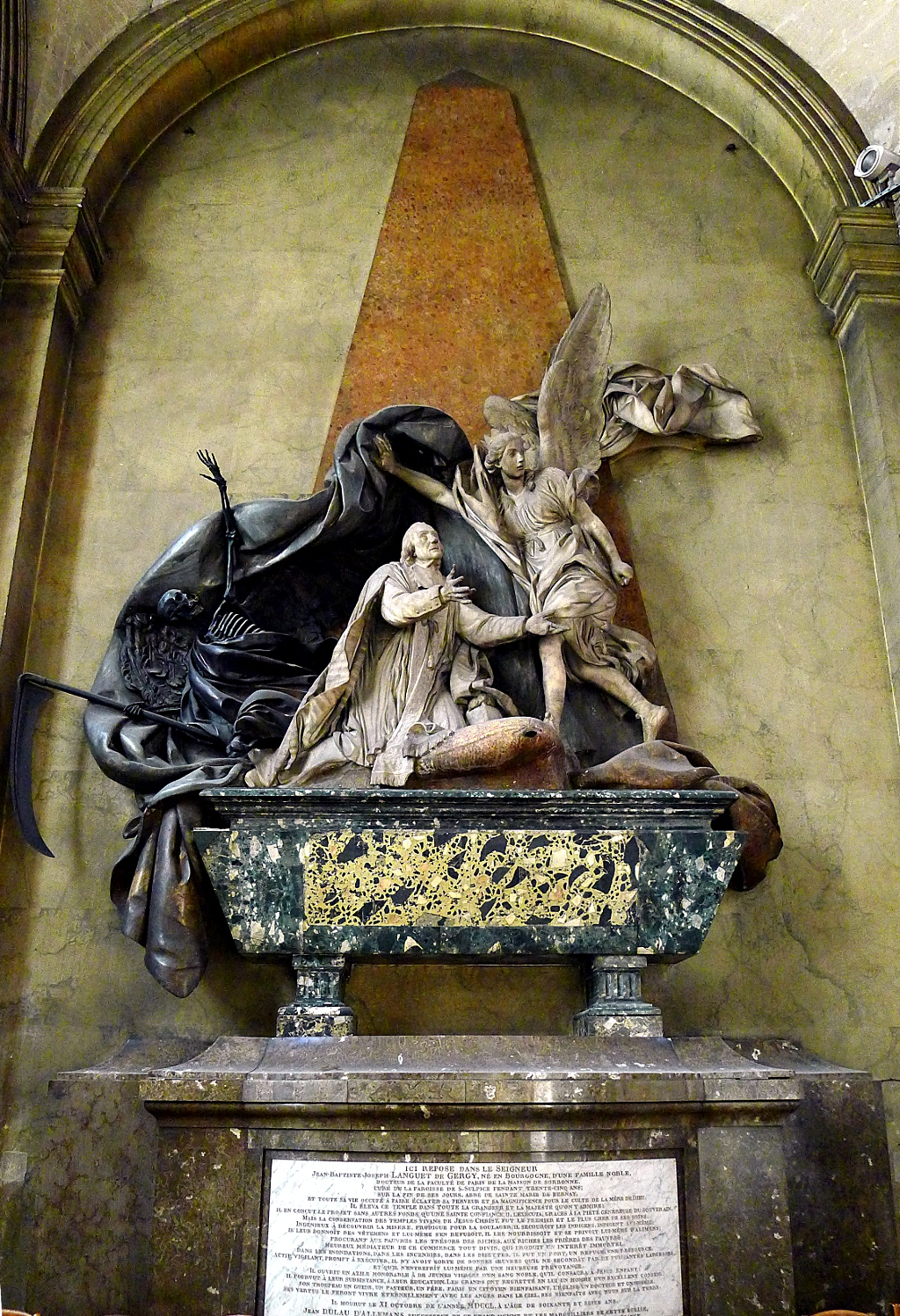
Monument funéraire de Jean-Baptiste Joseph Languet de Gergy, curé de la paroisse de Saint-Sulpice, par Slodtz.
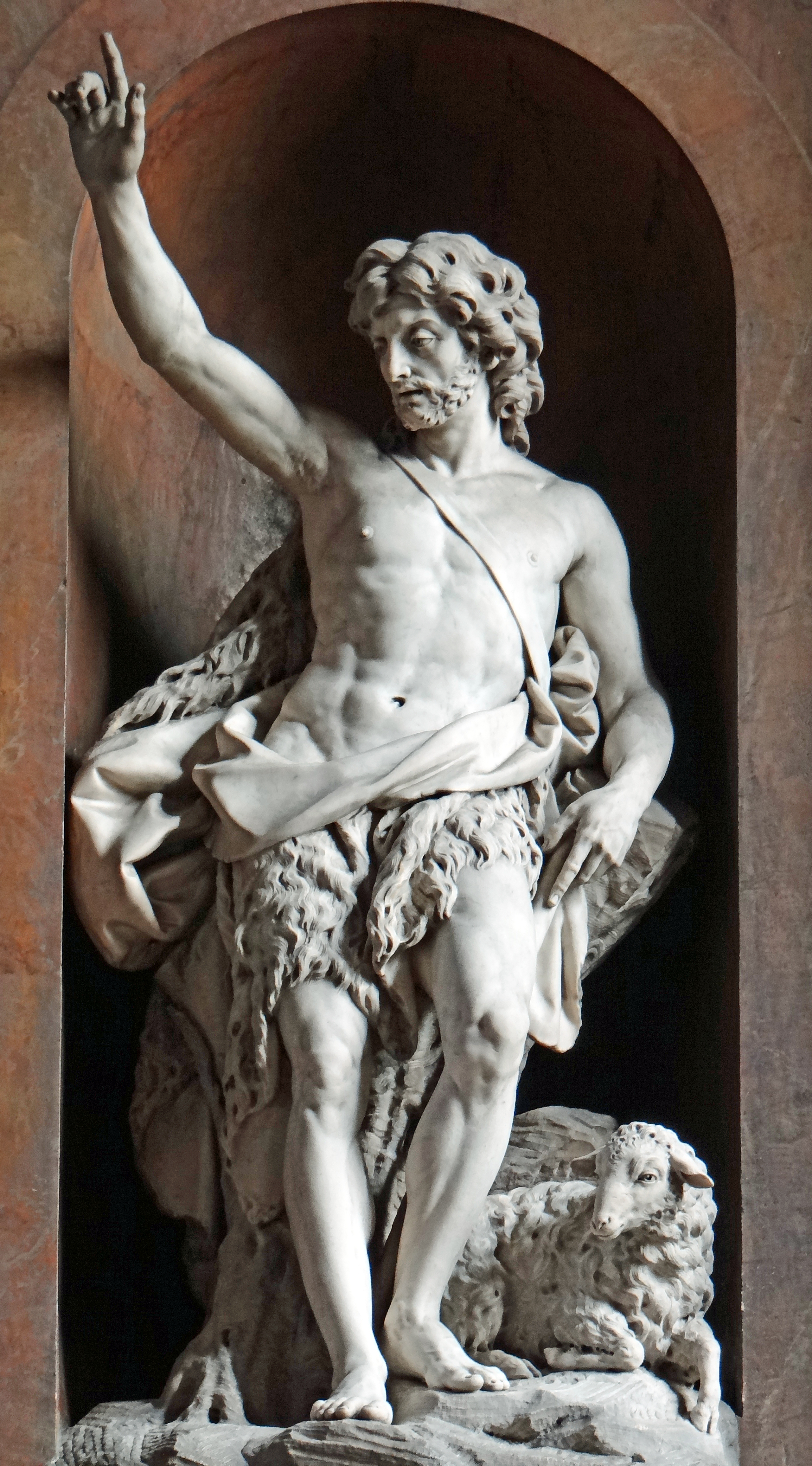
Statue de saint Jean-Baptiste par Louis-Simon Boizot
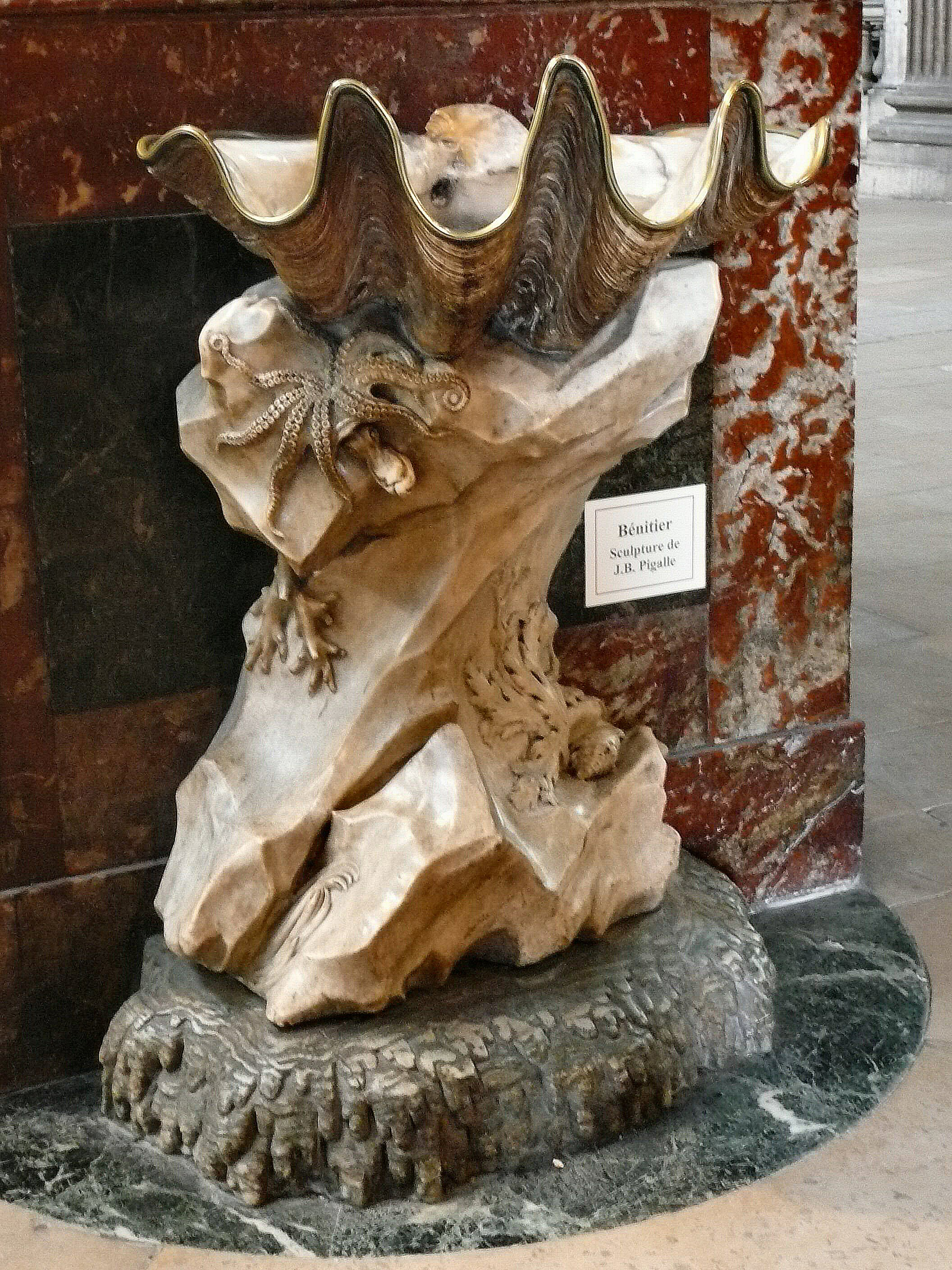
Un des deux bénitiers de Jean-Baptiste Pigalle.

### Les cloches
En septembre 1781 sont fondues huit cloches pour l'église Saint-Sulpice. Dans l'ordre :
- Louise-Antoinette, nommée par Louis XVI et Marie-Antoinette ;
- Louise-Marie, nommée par Louis Stanislas Xavier de France, alors comte de Provence et futur Louis XVIII, et Marie-Joséphine de Savoie ;
- Charlotte-Thérèse, nommée par Charles Philippe de France, alors comte d'Artois et futur Charles X, et Marie-Thérèse de Savoie ;
- Adélaïde, nommée par Louis-Antoine d’Artois et Marie-Adélaïde de France ;
- Victoire, nommée par Charles-Ferdinand d'Artois et Victoire-Louise-Marie-Thérèse de France ;
- Josèphe-Adélaïde, nommée par Louis-Joseph de Bourbon-Condé et Louise-Adélaïde de Bourbon-Condé ;
- Jeanne-Fortunée, nommée par Louis-Jean-Marie de Bourbon et Marie-Fortunée d'Este ;
- Louise-Hortense, nommée par Louis Hercule Timoléon de Cossé-Brissac et son épouse Adélaïde-Diane-Hortense-Délie Mancini de Nevers.

Les cloches ont par la suite été remplacées. Les cinq actuelles forment une des plus importantes sonneries de Paris :
La tour nord (celle de gauche) abrite une sonnerie de cinq cloches de volée
- Thérèse (bourdon) : Sol 2 - 6.000 kilos (Ø = 2,08 m), fondue en 1824, signée Osmond Dubois
- Caroline : La bémol 2 - 4.000 kilos (Ø = 1,88 m), fondue en 1824, signée Osmond Dubois
- Louise : Si 2 - 3.000 kilos (Ø = 1,68 m), fondue en 1824, signée Osmond
- Marie : Do 3 - 2.500 kilos (Ø = 1,58 m), fondue en 1828, signée Osmond
- Henriette-Louise : Mi 3 - 980 kilos (Ø = 97 cm), fondue en 1824, signée Osmond Dubois

« Thérèse » est la troisième plus grosse cloche de Paris après « Françoise-Marguerite du Sacré-Cœur de Jésus », dite « La Savoyarde » du Sacré-Cœur de Montmartre et « Emmanuel » de Notre-Dame.

## Autour de Saint-Sulpice

### Place Saint-Sulpice

#### Plan d'origine

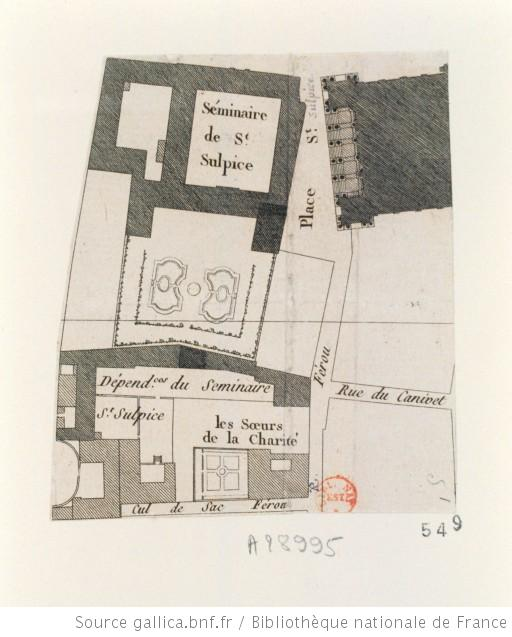
Le Séminaire construit en 1650 masque la façade de la nouvelle église.

Pour mettre l'église en valeur, Servandoni conçoit devant le portail une place monumentale de 120 mètres de large sur 208 de longueur, avec des façades symétriques et une rue dans l'axe de l'église. Mais ce projet exige la destruction du Séminaire construit en 1650 et le clergé s'y oppose. Le curé de Saint-Sulpice réussit à bâtir une seule maison selon les plans de l'architecte (encore visible dans l'encoignure Nord-Est de la place, entre la rue des Canettes et la rue Saint-Sulpice) dans laquelle il habite jusqu'à sa mort.

#### Place actuelle
Bonaparte ordonne la démolition du Séminaire en 1800 et fait installer une fontaine de la Paix sur la nouvelle place (1803). Entre 1820 et 1838, un nouveau Séminaire est construit sur le reste du terrain ayant appartenu à l'ancien. En 1847, la fontaine de la Paix paraissant trop petite est remplacée par la fontaine Saint-Sulpice conçue par l'architecte Louis Visconti (1791–1853). Ses quatre côtés sont ornés de statues représentant des évêques prédicateurs de l'époque de Louis XIV : Bossuet, Fénelon, Fléchier et Massillon. Par un heureux jeu de mots, cette fontaine est connue dans le quartier comme la fontaine des quatre « point cardinaux », puisque les quatre évêques n'ont jamais obtenu ce titre. La mairie du 6e arrondissement est implantée en 1848 sur le côté ouest de la place face à l'église.
Un parking souterrain a été construit entre 1971 et 1982 et la place restructurée à cette occasion (pavage en granit, bancs et marronniers). Au début de l'été un grand nombre de rencontres culturelles, comme le Marché de la poésie ont lieu sur la place Saint-Sulpice, où sont installés de nombreux stands à cette occasion.

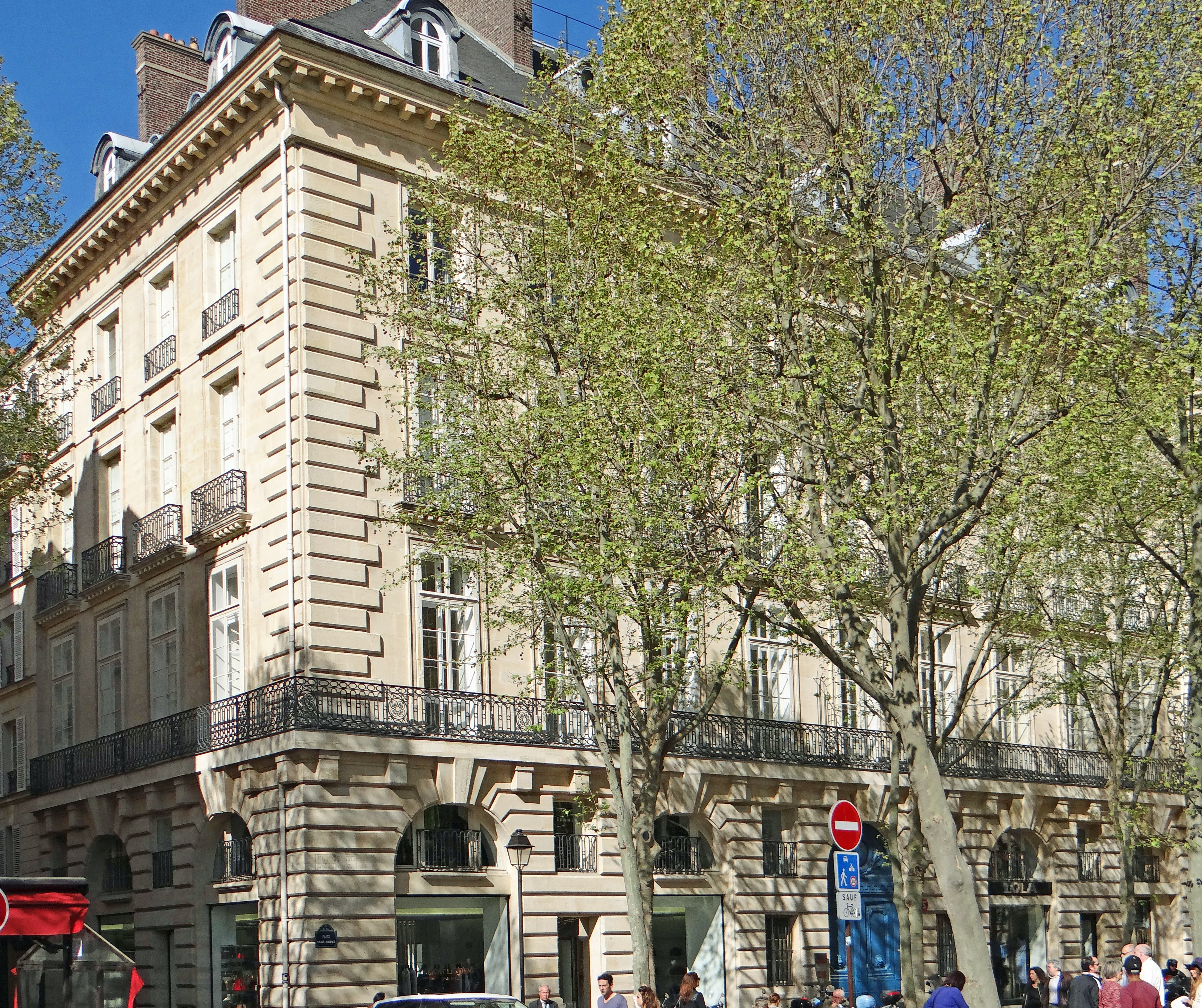
6, place Saint-Sulpice.
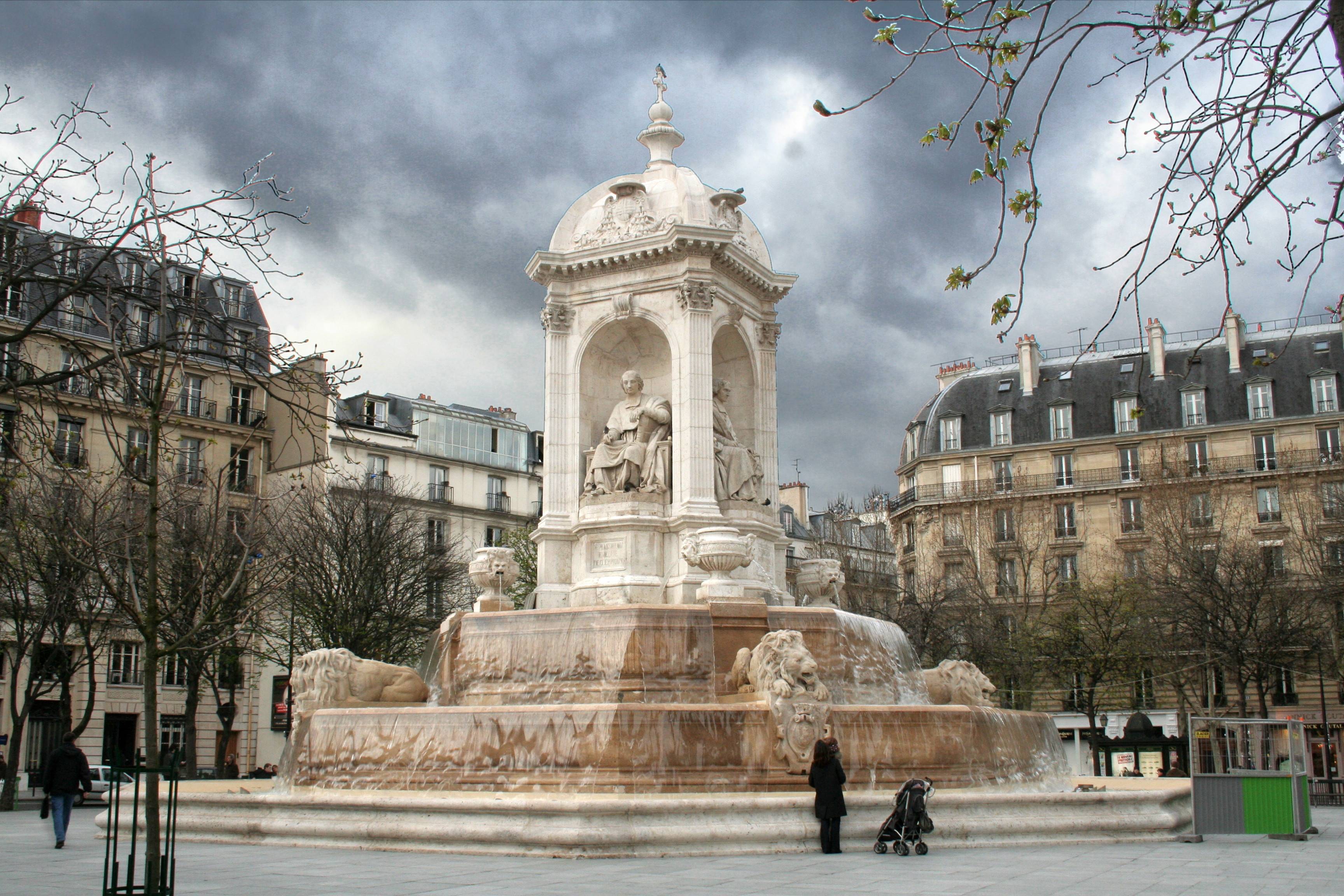
La fontaine Saint-Sulpice.
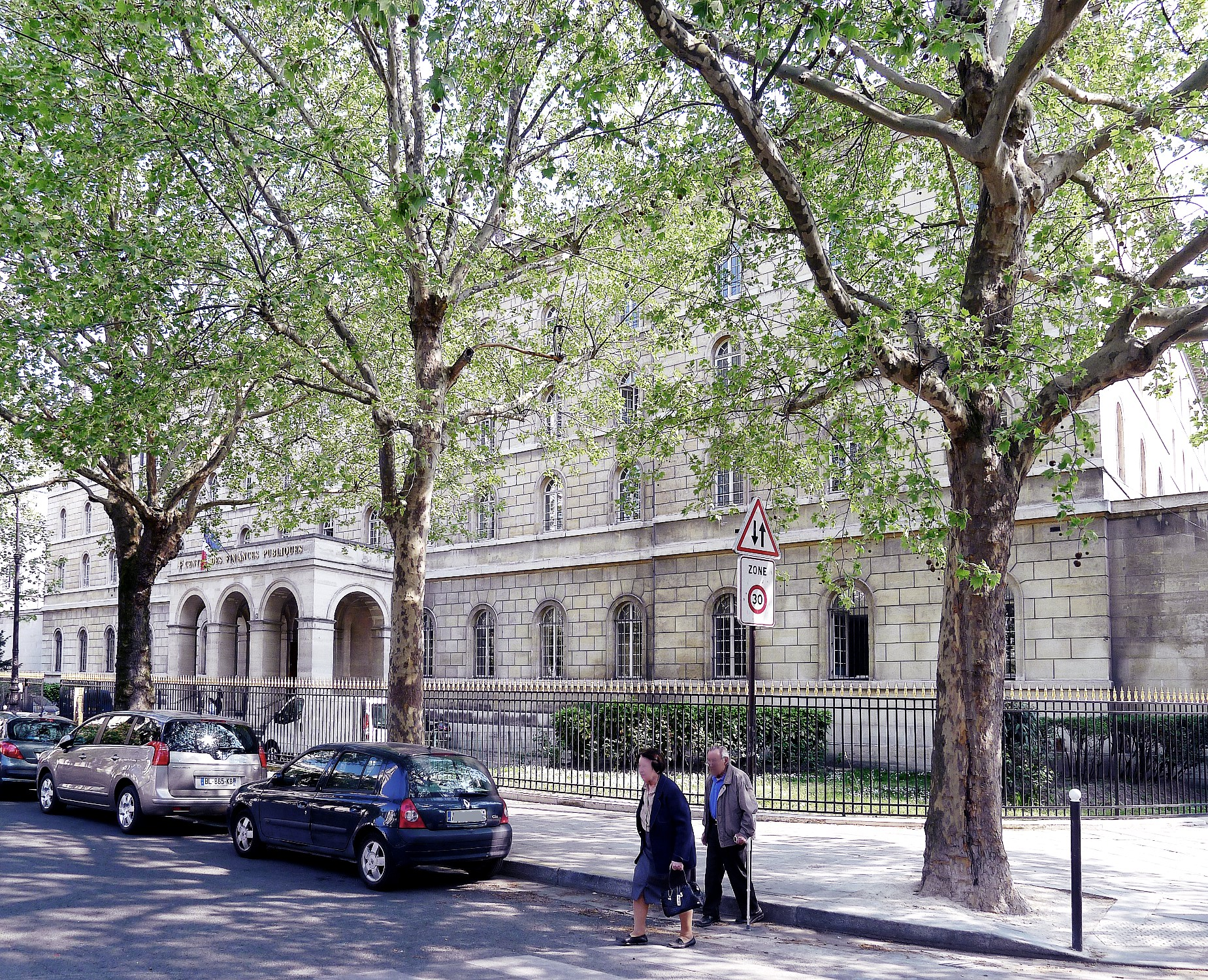
Bâtiment de l'ex-séminaire de Saint-Sulpice, aujourd'hui « centre des finances publiques ».

### Séminaire de Saint-Sulpice
Le 15 août 1642, le nouveau curé de Saint-Sulpice, Jean-Jacques Olier, installait dans sa paroisse une communauté religieuse fondée quelques mois plus tôt (31 décembre 1641) dans le village de Vaugirard. Cette communauté prit alors le nom de « Séminaire de Saint-Sulpice ». Elle accueillait des jeunes prêtres et de futurs prêtres qui suivaient des cours en Sorbonne. Elle connut un développement rapide. En 1649, on confia à l'architecte Jacques Lemercier la construction d'un ensemble de bâtiments destinés à l'accueillir,. Ces bâtiments occupaient l'emplacement de l'actuelle place Saint-Sulpice.
Le séminaire de Saint-Sulpice fut à l'origine d'une société de prêtres, la Compagnie des prêtres de Saint-Sulpice (sulpiciens ou PSS).
Le Séminaire fut supprimé en 1792 puis rétabli en 1802 dans un autre bâtiment du quartier. Étienne-Hippolyte Godde construisit un nouveau séminaire pour les sulpiciens sur le côté sud de la place, qui revint aux services du Trésor public lors de la séparation de l'Église et de l'État en 1906. Le séminaire de Saint-Sulpice existe aujourd'hui dans d'autres établissements tels que ceux d'Issy-les-Moulineaux et de Montréal.

### Faucons de Saint-Sulpice
L'église Saint-Sulpice abrite constamment (que l'on peut suivre grâce à une camera en direct), depuis plus de trois ans, un couple de faucons pèlerins. De premières observations de la présence sur le site de cette espèce ont été faites dans les années 1980. Ils occupent principalement la face Est de la tour Nord avec nid au pied de la statue derrière la colonne. Ils s'alimentent de pigeons ramier, de pigeons Biset de bécasses des bois et de Geai des chênes provenant du jardin du Luxembourg. À l'été 2021, deux petits naissent (Eva et Anna) puis ils quittent le foyer avant l'hiver. Mi mai 2022, deux petits sont nés (Window et Sky). Mi mai 2023, deux nouveaux petits sont nés (Carla et Jules).

## Évocations littéraires et cinématographiques
En 1746, Guillaume-Thomas Raynal, écrivain et penseur des Lumières, connu sous le nom d'abbé Raynal, est nommé desservant de la paroisse Saint-Sulpice qu'il doit rapidement quitter lorsque l'on découvre qu’il a accepté d’inhumer des protestants en les faisant passer pour catholiques, contre monnaie sonnante et trébuchante.
L'église est également évoquée dans le roman de l’abbé Prévost, Manon Lescaut.
Au XIXe siècle, Honoré de Balzac y fait dire une messe par le faux abbé Herrera dans Splendeurs et misères des courtisanes ; l'église se trouve non loin de son domicile secret rue Cassette. Dans La Messe de l'athée du même auteur, le chirurgien Desplein y est présenté pour la première fois avec son élève Horace Bianchon. Des passages entiers de Là-bas (1881) de Joris-Karl Huysmans se déroulent à Saint-Sulpice : Carhaix, personnage clé du roman, est le sonneur de cloches de l'église.
Au XXe siècle, l'église Saint-Sulpice est l'un des lieux de l'action du roman la Révolte des anges d'Anatole France (1914). L'iconoclaste poète Raoul Ponchon, peut-être agacé par l'environnement de l'église qui était, au début du XXe siècle, considéré comme le quartier par excellence du cléricalisme réactionnaire et bigot, écrivit un quatrain aussi concis qu'irrévérencieux intitulé Les tours de Saint Sulpice. En 1974, Georges Perec a tenté d'énumérer tous les événements se déroulant sur la place Saint-Sulpice dans un texte intitulé Tentative d'épuisement d'un lieu parisien.
Elle est évoquée dans le roman L'Algarabie, de Jorge Semprún, où elle est transformée en bains-douches et nommée « Saint-Supplice ».
Au début du XXIe siècle, Jean-Paul Kauffmann consacre son livre La lutte avec l'ange (2002) à la fresque de Delacroix comme point de départ d'une découverte de l'église. L'église Saint-Sulpice est également l'un des lieux de l'action du roman à succès américain Da Vinci Code (2003), qui fait passer de manière erronée le méridien de Paris par le gnomon et l'obélisque (chapitre 22). Enfin dans L'Année du volcan (2013) de Jean-François Parot, le personnage principal, Nicolas Le Floch, se bat au sommet de la tour nord par un soir d'orage en 1783 ; ce roman policier historique évoque les cloches et l'intérieur de l'église.
Au cinéma, la fresque Lutte de Jacob avec l'ange de Delacroix joue un rôle dans La Leçon de tango (1997) de Sally Potter.

## Musique

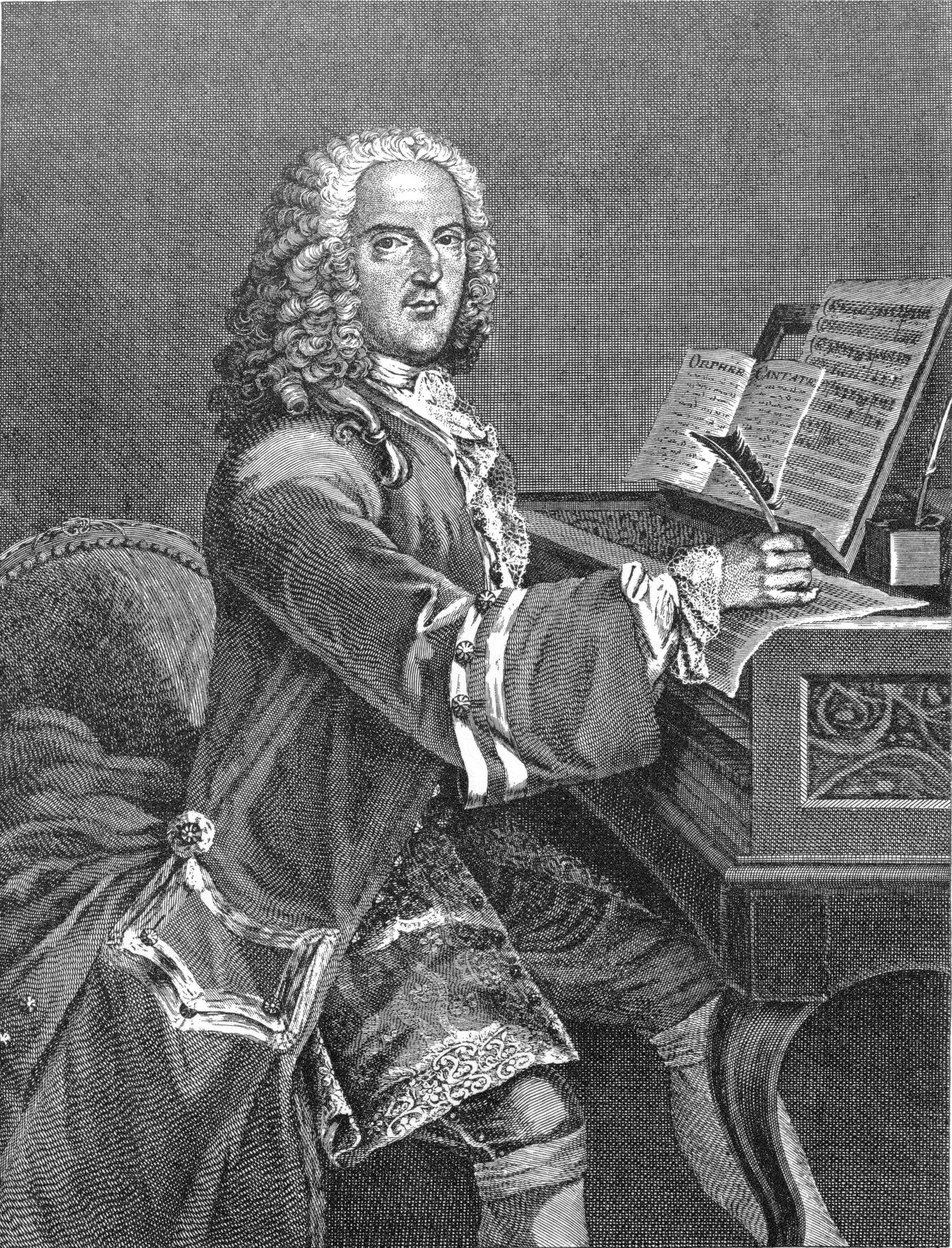
Louis-Nicolas Clérambault, organiste et compositeur à Saint Sulpice

Guillaume Gabriel Nivers est nommé titulaire de l'orgue de l'église en 1654, il y reste 60 ans jusqu'à sa mort en 1714. Louis-Nicolas Clérambault lui succède et composera nombre de motets dédiés à l'église de Saint Sulpice. Après sa mort en 1749, ses deux fils vont lui succéder. César François Clérambault, puis à sa mort en 1760, Évrard Dominique Clérambault, nommé en 1761.

## Sulpicien
Adjectif relatif aux prêtres de la Compagnie de Saint-Sulpice. On parle aussi de « style sulpicien » ou de « style saint-sulpicien » pour qualifier les « bondieuseries » telles que les statuettes de saints, au style quelque peu naïf et sans grand génie.
L'expression s'explique par le fait que les alentours de Saint-Sulpice sont le lieu d'implantation traditionnelle de nombreux magasins de livres, d'images et d'objets religieux (parmi lesquels La Procure). On peut, aujourd'hui, apercevoir quelques boutiques encore existantes et proposant les articles d'un style en voie d'extinction.